# ベイブレードバースト
『ベイブレードバースト』は、森多ヒロによる日本の漫画作品。および、それを原作にしたアニメ作品。『月刊コロコロコミック』（小学館）にて、2015年8月号から2022年1月号まで連載された。タカラトミーから発売されたホビー「ベイブレードバースト」を題材としている。

## 概要
2015年7月18日から2023年2月15日まで展開された第3世代ベイブレードで、漫画およびアニメでメディアミックス展開される。相手より長く回る「スピンフィニッシュ」、相手をスタジアムの外にはじき飛ばす「オーバーフィニッシュ」に加え、相手を破壊（バースト）する「バーストフィニッシュ」が特徴。ほとんどのベイには漫画またはアニメで使用するキャラクターがモデルブレーダーとして設定されている。また、スマートフォンとの連動する記録端末ベイロガーを使用する「ベイクラウド」システムも特徴（2021年4月26日まで）。初期型〜ゴッドレイヤーシステムまでのコマには村田製作所開発のNFCチップが搭載されている。
前作である『爆転シュート ベイブレード』および『メタルファイト ベイブレード』とは直接的な関係は無く、登場人物やベイブレードも一新されている。
『コロコロコミック』編集部およびアニメのシリーズ構成・脚本担当の園田英樹は本作をスポーツものとしてとらえている。「スポーツとしてのベイブレード」という軸で描かれているため、アクロバティックなシュートフォームのブレーダーが多い。

## あらすじ
ベイブレードバースト
ベイブレードとは世界で最も楽しまれているバトル専用ゴマ。世界中の少年たちがベイブレードに熱い魂をぶつけてバトルを繰り広げている。ベイブレードが楽しく夢中になっている主人公の蒼井バルトは、ヴァルキリーを使う小学5年生。幼なじみで親友の紅シュウは、スプリガンを使うベイブレードの天才といわれ、あっという間に全国大会でベイブレーダーの四転皇（してんのう）と呼ばれるようになっていた。それに刺激を受けたバルトは、自分も全国大会を目指すのだった。
ベイブレードバースト 神
日本の全国大会で準優勝した蒼井バルトは、スペインの名門クラブBCソルからスカウトを受け、スペイン行きを決意する。世界を舞台にして、バルトとその仲間たちのワールドリーグ挑戦の日々が始まった。しかし、ワールドリーグへの出場権を得るためには、ヨーロッパリーグで勝ち進まなくてはならない。世界の頂点を目指すバルトの激闘と成長の物語がはじまった。
ベイブレードバースト 超ゼツ
ゴッドブレーダーズカップから2年後。赤刃アイガは豊かな自然の中で育った超野性児。蒼井バルトとのベイバトルに刺激を受けたアイガは、ゼットアキレスと共に最強無敵のブレーダーを目指すようになる。もっと強い相手と戦って、もっと強くなりたい。バルトを倒すために、そして、世界チャンピオンになるために、アイガは世界へと飛び出す。
ベイブレードバースト GT
赤刃アイガVS蒼井バルトのタイトルマッチから1年後。蒼井バルトは、新たな進化をとげた「ガチンコベイ」のスラッシュヴァルキリーを作り上げた。BCソルの後輩、虹龍ドラムと茜デルタの前で打ち放たれるヴァルキリーは、黄金に光り輝き疾走する。ベイの無限の可能性を目の当たりにしたドラムは、光のベイを目指すと決意し、相棒のエースドラゴンと共に日本へ修行の旅に出る。今、新たな才能がベイブレード界に旋風を巻き起こす。
ベイブレードバースト 超王
無名の兄弟ブレーダー、朝日ヒュウガと朝日ヒカルが、レジェンドブレーダーの中でも最強と言われる蒼井バルトに挑戦状を叩きつける。太陽のスパーキングベイスーパーハイペリオンとキングヘリオスを開発した2人は、世界のレジェンドたちを倒してみせると言い放つ。
ベイブレードバースト DB
レジェンドスーパータッグリーグから数か月後、「魔界の門」と呼ばれるベイの墓場を根城に無敗を誇る大黒天ベルが、魔王をモチーフにしたダイナマイトバトルベイダイナマイトベリアルを手に、wbba.の配信をジャックして全ブレーダーに宣戦布告。レジェンドブレーダーの白鷺城ルイのレイジロンギヌスとのバトルを機に、世界中の強豪ブレーダーが集う。

## 登場人物
この節では、アニメ版の設定を中心に解説する。

### 主要人物

#### 第1期
蒼井バルト（あおい バルト）
声 - 井上麻里奈
- 使用ベイブレード - ヴァルキリー・ウイング・アクセル（漫画版のみ）→ビクトリーヴァルキリー.B.V→ジリオンゼウス.M.V（漫画版のみ）→ゴッドヴァルキリー.6V.Rb→撃ゴッドヴァルキリー.6V.Rb→撃ゴッドヴァルキリー.6V.Ul→デュオアルテミス.7S.U / デュオアポロス.7S.U（漫画版のみ）→デュオエクリプス.7S.U（漫画版のみ）→ウイニングヴァルキリー.12.Vl→超Zヴァルキリー.Z.Ev→スラッシュヴァルキリー.Bl.Pw 烈→ブレイブヴァルキリー.Ev' 2A→セイバーヴァルキリー.Sh-7→アルティメットヴァルキリー.Lg.V'-9

所属チーム - 米駒学園ベイクラブ→BCソル
『ゴッド』までの主人公。ベイブレードが大好きな少年。初登場時は米駒学園に通う小学5年生（漫画版では5年2組）。元気で負けず嫌いな性格で、明るく前向きな考え方の持ち主。頭には両親からプレゼントされたカチューシャをつけている。顔のマークはヴァルキリーを基にしており、ベイとの絆を示している。勉強は苦手で授業中はたびたび居眠りしたり、人やベイブレードの名前を間違えることもしばしばある。
性格は至って感情的で、すぐ調子に乗ったり熱くなったりして、自身の必殺シュートにも度々影響を与えている。しかし集中したときのシュートは正確で、無意識にジェットシュートや爆走ショットを編み出すなど、シュウ曰く「天性のベイブレーダー」である。バトル以外では大勢の前だと緊張する癖があったが、『ガチ』では治っていた。
ヴァルキリーを「相棒」と呼び、強い愛情を持っている。最大のライバルは幼馴染のシュウで、水面ナオキからはシュウがバルトに最も影響力のある人物だと分析されている。
『ゴッド』ではバルセロナの超名門ベイクラブ「BCソル」に入団する。
『超ゼツ』では撃ゴッドヴァルキリーを使って世界チャンピオンをスペインで2年間保持した凄腕ブレーダーとして登場する。
『ガチ』ではシニアクラスに昇格し、世界初のガチンコベイブレード、スラッシュヴァルキリーで活躍。引き続きBCソルに在籍し、虹龍ドラムや茜デルタの先輩となる。
『スパーキング』ではwbba.を代表するSランクのレジェンドブレーダーの一人として登場する。
『ダイナマイトバトル』ではレジェンドブレーダーの一人として登場。「レジェンドオブレジェンド」と呼ばれており、再び世界チャンピオンとなっている模様。
漫画版「朝日兄弟編」ではwbba.のレジェンドランク1位に位置している。
3DSゲーム版ではプレイヤーが所属するチームのキャプテンとして登場する。
紅シュウ（くれない シュウ）
声 - 榎木淳弥
- 使用ベイブレード - スプリガン・スプレッド・フュージョン（漫画版のみ）→ストームスプリガン.K.U→レジェンドスプリガン.7.Mr→スプリガンレクイエム.0.Zt→超Zスプリガン.0W.Zt'→ワールドスプリガン.U' 2B→アストラルスプリガン.Ov.Qt-0

所属チーム - 無所属（漫画版） / 米駒学園ベイクラブ（アニメ版）→ニューヨークブルズ→スネークピット→ニューヨークブルズ
バルトの幼馴染で親友。天才ブレーダーと呼ばれており、バルトの憧れであり目標。初登場時は11歳で、米駒学園に通う小学5年生（漫画版では5年2組）。クールだが熱い一面を秘めており、自分に厳しく努力を怠らない。慎重に言葉を選んで発言するため、まわりからは無口だと思われている。最強ベイブレーダーの称号「四転皇」の一人。父は学会、母は研究と多忙で1人で料理を作ることがあり、得意料理のカルボナーラをたまにバルトに振舞っている。1人でいることを好んでいるが、バルトのやり方は否定せずに見守っている。漫画版ではベイクラブに入っていないが、アニメ版では第26話で全国大会団体戦出場のためにワキヤと共に加入した。第43話で個人戦に集中するためにベイクラブを離れる。
バトルに勝利した際に髪を掻きあげる仕草をするのが癖。右目の付近には昨年の全国大会決勝戦でルイに敗れた際に付いた古傷がある。クロスバイクによく乗っており、バイクのことになると話が止まらなくなる。初期設定では芸能の仕事をしている年の離れた姉がいたが、後にこの設定は無くなっている。
『ゴッド』では全国大会後アメリカ・ニューヨークのチーム「ニューヨークブルズ」に入団するが、練習試合での敗北で自身の弱さを痛感し、ギルテンの提案を受けてスネークピットに入り、仮面をつけて「レッドアイ」となる。勝つことへの執念から、かつての仲間にも非情な態度をとるようになったが、ゴッドブレーダーズカップ決勝戦のバルト戦にて、「親友だから死んでも負けたくない」という本心をさらけ出し、互いに全力でぶつかり合った末に敗れ、元のシュウに戻り皆と和解し日本に戻る。
漫画版ではレッドアイとしての世界ランキングは3位、紅シュウとしては10位。
『超ゼツ』ではスネークピットから解放されたブルズを立て直すため、指導者としての立場で活動している。
『スパーキング』ではブルズのオーナーとしてブレーダーを養成。ニューヨーク大会でレーン・ヴァルハラが自身のフレアに焼き尽くされ、かつての自身と同じ道を辿ってしまう可能性を懸念し、ライバル関係ながらも彼のコーチを務める。
『ダイナマイトバトル』ではレジェンドブレーダーの一人として登場。
漫画版「朝日兄弟編」ではwbba.のレジェンドランク2位に位置している。
黄山乱太郎（きやま らんたろう）
声 - 岡林史泰
- 使用ベイブレード - ラグナルク・ヘビー・サバイブ（漫画版のみ）→ライジングラグナルク.G.R→ブレイズラグナルク.4C.Fl→グライドラグナルク.Wh.R 1S→サイクロンラグナルク.Gg.Nv-6（漫画版のみ）

所属チーム - 米駒学園ベイクラブ→BCソル
金髪リーゼント頭に学ランといういでたちの少年。初登場時は米駒学園に通う小学5年生（漫画版では5年1組）。ニックネームは「クミチョー」で、周りからはこちらの名で呼ばれることが多い。「バラボロ（バラバラのボロボロ）」が口癖。父は刑事であり、筋の通らないことを嫌う正義感の塊で、感情が表に出やすい性格。弟に黄山乱次郎がいる。よく棒付きキャンディを口にくわえていて、普段は腹に漫画雑誌を入れ、大きな扇子を持っている。勉強と毛虫が苦手で、ワキヤと犬猿の仲である。
橙色のベイランチャーを使用していたが、『ゴッド』ではトラッド・バスケスが開発したナックルグリップとウェイトダンパーが気に入り、以降愛用している。
バルトがベイクラブを作って最初に入ったメンバーであり、バルトにベイブレードの基本の大切さを教え、シュウがバルトの良き理解者であることを認めるようになる。
『ゴッド』ではBCソルに入団する。
『スパーキング』ではwbba.代表のレジェンドブレーダーの一人として登場し、wbba.公認でボンバーズのコーチとなる。
漫画版「朝日兄弟編」ではwbba.のレジェンドランク15位に位置している。
声優の岡林は、棒付きキャンディをくわえている感じを出すために歯間ブラシをくわえて演じている。
緑川犬介（みどりかわ けんすけ）
声 - 代永翼
- 使用ベイブレード - ケルベウス・セントラル・ディフェンス（漫画版のみ）→カイザーケルベウス.L.P→ガーディアンケルベウス.H.R（漫画版のみ）

所属チーム - 米駒学園ベイクラブ（漫画版、ゲーム版）、ビースツ（アニメ版）
両手に犬の人形をつけて腹話術で話すブレーダー。左手の人形がケルで右手がベス。ケルを通しての一人称は「俺」で乱暴な言葉で話し、ベスを通しての一人称は「僕」で犬介が本来持っている子供らしさやユーモアを出す。犬介自身の一人称は「僕」だが、自身が言葉を発することはあまりなく、感情を表面に出すのが苦手。アニメでは一時的に米駒学園に通う小学5年生（漫画版では5年1組）。学校や風呂、寝る時でも常にケルとベスと一緒にいる。
転校を繰り返してばかりで友達を作ろうとしなかったが、バルトが初めての親友となる。
漫画版ではベイクラブに所属し続けているが、アニメ版では転校することになり転校先にあったビースツに入る。ビースツに誘ってくれたキャプテンのベンとは気が合う仲。ゲーム版では転校しないためビースツには入らないが、全国大会でベンと知り合い友情を深める場面がある。
黒神ダイナ（くろがみ ダイナ）
声 - 高垣彩陽
- 使用ベイブレード - デスサイザー・オーバル・アクセル（漫画版のみ）→ダークデスサイザー.F.J→キラーデスサイザー.2V.Hn→ホロウデスサイザー.12A.HA' 4A（漫画版のみ）

所属チーム - 米駒学園ベイクラブ→パリブレーダーズ
赤いバンダナを巻いたブレーダーで、米駒学園に通う小学5年生（漫画版では5年3組）。冷静沈着で鋭い観察力を持つが、ネガティブ思考でもある。勝利のために相手を徹底的に研究し、相手の平常心を乱す心理戦で攻める。勝利に執着しているが、それは病弱の弟のソウタの期待に応えるためでもある。小動物が好きで、可愛がる一面もある。
『ゴッド』ではフランスのベイクラブ「パリブレーダーズ」にスカウトされ日本を去る。入団後はチームの熱意のなさに不満を感じ、積極的にチーム改革に取り組むことでクラブのレベルを大幅に上げた。漫画版では、弱小チームだったパリブレーダーズのスカウトに応じたのは「何もないところから自分の力で作りあげていくのが自分は向いているため」と表している。漫画版では世界ランキング16位。
漫画版「朝日兄弟編」ではwbba.のレジェンドランク14位に位置している。
小紫ワキヤ（こむらさき ワキヤ）
声 - 小林ゆう
- 使用ベイブレード - ワイバーン・アームド・マッシブ（漫画版のみ）→ワイルドワイバーン.V.O→トルネードワイバーン.4G.At→ジェットワイバーン.Ar.Js 1D

所属チーム - 米駒学園ベイクラブ→レアルサンバット
総合企業小紫グループ総帥の長男。一人称は「ワイ」で関西弁で話す。強烈な自信家で自分が勝つと信じて疑わず、対戦相手よりもライバル視しているシュウばかりを見ていたり、試合前に自身の手の内を教えたりと余裕綽々の素振りを見せているが、その裏では日々誰にも負けない過酷な練習で自分を鍛えている。シュウに匹敵する才能を持っており、頭も良く分析力に優れている。一方でザックからは、自信過剰、自惚れ少年と称されている。おもり入りのベストを服の下に着込んでおり、本気のバトルになると外す。高所恐怖症でもある。
家は豪邸であり、自分のベイチームのメンバーと地下室でトレーニングを行っている。それ故バルトたちのベイクラブには入らずに楽しいだけのお友達クラブと称していたが、アニメ版では全国大会団体戦出場のためにシュウと共に加入する。
『ゴッド』ではスペインのチーム「レアルサンバット」を買い取り、オーナー兼プレイングマネージャーを務める。また、姿を消したシュウを捜索するため、バルトたちを率いてメキシコのスネークピット本部に乗り込む。
『スパーキング』ではwbba.のコミッショナー兼レジェンドブレーダーとして登場する。
漫画版では世界ランキングは15位。
漫画版「朝日兄弟編」ではwbba.新会長として登場し、wbba.のレジェンドランク13位に位置している。
声優の小林の関西弁指導は『ゴッド』までは松田颯水、『スパーキング』以降は谷口夢奈が担当。
灼炎寺カイザ（しゃくえんじ カイザ）
声 - 小山力也 / 幼少期 - 知桐京子
- 使用ベイブレード - エクスカリバー・フォース・エクストリーム（漫画版のみ）→ゼノエクスカリバー.M.I→ジークエクスカリバー.1.Ir

所属チーム - ソードフレイムス→ブラジル・リオス
通称「シャカ」。漫画版では第5話、アニメ版では第14話から登場。「四転皇」の一人で、バルトとシュウとは幼稚園の時からの幼馴染。ベイクラブ「ソードフレイムス」を率いる。豪快でおおらかな性格であり、彼を慕う者も多い。灼炎寺家は代々古武術を受け継ぎ道場を開いており、シャカはその古武術をベイに応用している。武道で鍛えた強靭な身体と怪力の持ち主であり、シャカだけが使いこなせると言われているソードランチャーで居合抜きのようにシュートする。漫画版の初期では通常のベイランチャーで正拳突きのようにシュートをする。全力シュートのたびに通常のランチャーを握り潰す癖があり、自分のパワーに耐えられるソードランチャーに持ち替えた。『ゴッド』ではブラジル・リオスでの百人バトルの途中でソードランチャーは砕けたが、バーナ・クレイから新型のデジタルソードランチャーを受け取る。
漫画版での全国大会出場者能力表（wbba.調べ）のランクはS。
『ゴッド』ではブラジル・リオスに所属し、ホリカワと開発したジークエクスカリバーとともに南米リーグで活躍している。世界ランク5位で「ビッグ5」の「破壊の覇王」の異名を持つ。
『超ゼツ』ではジャン・ボガードの師匠として、体術、ベイブレードの特訓を施す。
漫画版「朝日兄弟編」ではwbba.のレジェンドランク10位に位置している。
白鷺城ルイ（しらさぎじょう ルイ）
声 - 朴璐美
- 使用ベイブレード - ロストロンギヌス.N.Sp→ナイトメアロンギヌス.Ds→ブラッディロンギヌス.13.Jl→レイジロンギヌス.Ds' 3A→ギルティロンギヌス.Kr.MDs-2

所属チーム - ライドアウト→無所属
「四転皇」の頂点に君臨するブレーダー。「絶対王者」「白き暴君」の異名を持つ。初登場時は10歳で小学5年生。シュウを前回の全国大会個人戦で破った、全国大会4連覇中の最強王者。全国大会団体戦ではライドアウトに所属している。漫画版ではキンキ地区からエントリーしている。猛々しく、強い闘争心の塊。ベイと強さに対して特にまっすぐで、自他ともに厳しく接している。自分のベイであるロンギヌスは特に大事にしており、ロンギヌスと強い共鳴関係を築いている。他のブレーダーの10倍の練習量と100倍の才能を持つと豪語している。茶掛豪によると、ずけずけ言う性格は海外に一時住んでいたからだとされ、その性格や小学生とは思えない雰囲気から、学校では誰もが話しかけることを躊躇しクラスでは孤立していた。豪が部活でベイブレードの練習をしているところを毎日見始め、ベイブレードに真っ直ぐな姿勢を向ける豪を「戦いたいブレーダー」として認識して豪との交友関係を持つようになり、ライドアウトに所属し、その後すぐに全国大会で次々と優勝する結果を残していった。豪以外のチームメイトからは実力を認められているものの、その性格のために煙たがられている。漫画版ではアメリカから豪のいる学校に転入した後、全国大会4連覇を成し遂げている。頭は髪の毛のように見えるが炎。代々続く名家の生まれで、両親からは自立心を早くからつける教育や投資の教育をされており、ベイの特訓用のためだけに島を購入する経済力も持っている。
シャカ曰く小柄な体格でパワー型のブレーダーではないが、脱力状態からの高速シュートのおかげで最強の名を保っている。このシュートを放つため、自身専用の巨大ワイヤーを引く特訓マシンが用意されている。
『超ゼツ』までは厳しい態度をとって孤立した行動を取っているが『スパーキング』ではストイックな生活は変わらないものの性格がやや丸くなっており、特に虹龍ドラム相手にはややコミカルな面を見せたりやり取りをするようになった。
漫画版での全国大会出場者能力表（wbba.調べ）のランクはSS。
『ゴッド』では「ビッグ5」の一人であり、世界ランク2位。
2年後の『超ゼツ』ではレジェンドブレーダーの一人として登場し、バルトとのタイトルマッチのため日本に戻る。
『スパーキング』でもwbba.を代表するSランクのレジェンドブレーダーの一人として登場。「鬼」「レジェンド中のレジェンド」と称され、レジェンドブレーダーの中でも知名度は非常に高い。無人島「奇岩城」を自身のトレーニング場としている。
『ダイナマイトバトル』にもレジェンドブレーダーの1人として登場し、大黒天甚右衛門には「スーパーレジェンド」と認識されている。
漫画版「朝日兄弟編」では、wbba.のレジェンドランク5位に位置している。
ゲーム版第1作では隠しキャラクター。
『ベイブレードバースト 最強ロンギヌス我龍ガイド』掲載の「ロンギヌス伝説誕生ストーリー」内に登場する城がルイの苗字の由来となっている。
原作者の森多ヒロによると最初に頭の中に浮かんだキャラクターであり、キャラクター性は試合前の記者会見で自己アピールをするアメリカ・ラスベガスのボクシング選手に影響を受けている。

#### ゴッド
フリー・デラホーヤ
声 - 白石涼子
- 使用ベイブレード - カイザーケルベウス.G.R（アニメ版の幼少期）→ドレインファブニル.8.Nt→ガイストファブニル.8'.Ab（漫画版のみ）→ガイストファブニル.8'P.Ab→ミラージュファブニル.Nt 2S→バニッシュファブニル.Tp.Kc-3

所属チーム - BCソル→ニューヨークブルズ→BCソル
ブレーダーランキング世界1位でBCソルのエース。「ゴールデンボーイ」の異名を持ち、「孤高の天才ブレーダー」と呼ばれる。時間を守らない気ままな性格だが、オーナーであるクリスの信頼が最も厚い。ベイに関する着眼力は高く、バルトたちにアドバイスすることもある。ヨーロッパリーグではBCソルのキャプテンを務める。BCソル出身であり、育成選手からトップ選手になった。BCソルを愛する気持ちは誰よりも強く、自分に依存しているBCソルは強くなれないと感じてニューヨークブルズに移籍したことがある。BCソルの近くの森に住む鹿に気に入られており、『スパーキング』では子鹿にも同様の反応を示されている。
絶対に勝つ自信があり、普段のバトルはランチャーを使わず手回しで回す。本人いわく「こうでもしないと決着がすぐついて面白くない」ため。しかし、相手から見ると本気を出していないように見えるため、怒りを買われることも多い。公式試合ではランチャーを使うが、こちらでも低速シュートを打つ時がある（漫画版では公式戦でも手回しシュートをした）。バルトの「負けても勝負は楽しい」という姿勢を否定し、「勝てば楽しく、負ければつまらない」「自身が勝ち続けるからこそ楽しい」と主張している。そのためには休憩時間でも片腕懸垂や片腕逆立ちなどの一人での過酷なトレーニングを欠かさず、スタミナはバルトたちを大きく上回っており、全力時は大岩を一人で持ちあげるほど。当初は「強さのために死んでもよい」と無茶なトレーニングをしていたが、バルトたちとの出会いを経てその考えが徐々に変わった。体のリミッターを外すことで尋常ではない力を発揮する。しかし体への負荷が高く、全身に血管が浮き出る。ファブニルがアイガのアキレスに反応するなど、ファブニルとの強い共鳴関係を築いている。
『超ゼツ』では長い修行の旅から帰り、ゾロに頼んで共に新機・ガイストファブニルを作り上げる。湖の上の蓮で座禅を組み瞑想をするトレーニングも取り入れ、精神力も鍛えている。漫画版ではヨーロッパ王者。
『スパーキング』ではwbba.代表のSランクのレジェンドブレーダーの一人として登場し、「化物（かいぶつ）」と称されている。特訓場に現れた朝日兄弟を当初はまったく意識していなかったが、バトルの中でレーンを連想し面白いブレーダーとして認識し始める。
『ダイナマイトバトル』にもレジェンドブレーダーの一人として登場しスーパーレジェンドと称される。
漫画版「朝日兄弟編」ではwbba.のレジェンドランク4位に位置している。
漫画版ではチーム移籍はせず、BCソルの寮では豪華な1人部屋が与えられている。また、極限の怒りと集中によってリミッターを外し100%の能力を発揮するが、そのたびに自分の腕を噛むためにクリスからアームカバーを与えられている。同じ服をずっと着倒しているので服が伸びており、洗濯をしてもアイロンはかけない。クリスの家が社会貢献のために開いている孤児院の出身で、クリスは最初に仲良くなった友達であり幼馴染でもある。
シスコ・カーライル
声 - 寺島拓篤
- 使用ベイブレード - クライスサタン.2G.Lp→カースサタン.Hr.Un 1D

所属チーム - 無所属→レアルサンバット→BCソル
天才と言われ、数々の大会を制しているブレーダー。「反逆のアウトロー」の異名を持つ。傍若無人な性格で、常に強い相手との戦いを求めており、弱い相手を「ヘナチョコ」と呼称する。高度なテクニックを持つ実力者だが、気まぐれで数々のクラブを渡り歩いている。冷静な観察眼を持つが自信過剰であり、キャプテン向きの性格ではなく簡単なミスで負けることが多いとも評される。利き腕は左腕だが、本気を出すとき以外は右腕でシュートする。ワキヤにスカウトされてレアルサンバットのメンバーになるが、のちに脱退し、BCソルに入団する。
『スパーキング』ではwbba.を代表するSランクのレジェンドブレーダーの一人として登場。女性ファンが多い。
漫画版のブレーダーランキングは第8位→第7位。
漫画版「朝日兄弟編」ではwbba.のレジェンドランク11位に位置している。
クーザ・アッカーマン
声 - 竹内順子
- 使用ベイブレード - アルタークロノス.6M.T

所属チーム - トップヴァント→BCソル
ドイツの代表ベイクラブ「トップヴァント」のエース。「アクロバティックブレーダー」の異名を持ち、サーカスで鍛えた曲芸が得意。友達にオウムの「カール」がいる。偵察でBCソルに侵入した際に出会ったバルトと意気投合し、ジャグリングや宙返りを教える。のちにバルトと同じチームでやりたいという理由でBCソルに移籍する。明るい性格だが、バトルになると別人のように冷徹になる。
ジョシュア・ブーンの映画には「ぴょんぴょん丸クーザ」として出演。幼いころ幼なじみのクリオ・ドロンに人体切断のマジックの実験台にされ、それがトラウマになり恐れているが、ワールドリーグで戦っているクリオを見て見直した。
漫画版ではBCソルに加入していない。世界ランキングは11位。

#### 超ゼツ
赤刃アイガ（あかば アイガ）
声 - 池田朋子
- 使用ベイブレード - ゼットアキレス.11.Xt→ゼットアキレス.11.Xt+→超Zアキレス.00.Dm→超Zスプリガン.10.Jl'（漫画版のみ）→ユニオンアキレス.Cn.Xt+ 烈→インフィニットアキレス.Dm' 1B

所属チーム - 米駒学園ベイクラブ
『超ゼツ』の主人公。「（赤き）超ゼツボーイ」「超ゼツブレーダー」と呼ばれる。初登場は小学5年生。北海道の豊かな自然の中で育った超野生児。燃え上がる情熱と、純粋な優しさを本質に持っている。好き嫌いがはっきりした性格で、「俺が一番強ぇ!」と負けん気が強い。感情がたかぶるとベイと共鳴し、まとめている髪の毛がほどけて炎のように逆立ち、強烈なパワーを発揮する。バルトに勝って超ゼツ最強無敵ブレーダーになることを目指し、ブレーダーとしての腕を磨くべく米駒学園へ転校する。ブレーダーとしては類稀ない才能の持ち主で、無意識のうちに相手のシュートフォームを取り入れ、自分のものにする特技があり、初めてのバトルではバルトのフォームを完璧に身に着けた。しかし、ベイとの共鳴力が強すぎることから、『超ゼツ』中盤以降はアイガ自身の天性の才能と共鳴力による苦しみに悩まされていく。
口癖は「お見通し」で、ファイとの最終決戦前にはこれについて言及された。また、「超ゼツ最強無敵」は彼を象徴する言葉で、初めてブレーダーになることを決意した時から一貫して主張している。
米駒学園では寮に入るよう勧められているが、校庭にテントを張って寝泊まりしており、乱次郎やホウイも宿泊することがある。バトルシップクルーズでもベイクイーン号に自室はあったのだが、甲板にテントを張っている。
『ガチ』ではwbba.公認世界チャンピオンとして登場し、自身とのタイトルマッチを決定するバトルジャーニーを企画。虹龍ドラムと顔面表情で張り合うこともしばしば。
『スパーキング』ではレジェンドフェスティバルへ出場するレジェンドブレーダーとして登場し、世界チャンピオンの座を維持している。
『ガチ』『スパーキング』でアイガが初登場する回の週初めには、どちらもYoutubeにて『超ゼツ』の期間限定一挙配信が行われている。
漫画版「朝日兄弟編」では、wbba.のレジェンドランク3位に位置している。
墨江フブキ（すみえ フブキ）
声 - 安田陸矢
- 使用ベイブレード - イェーガーユグドラシル.D.U（アニメ版の幼少期）→エンペラーフォルネウス.0.Yr

所属チーム - 米駒学園ベイクラブ
米駒学園ベイクラブのキャプテン。全国大会を優勝し、蒼井バルトの後継者といわれるほどの腕の持ち主。しかし本人はバルトのような天才を嫌っている。
『ゴッド』でゴッドブレーダーズカップ終了後に米駒学園屋上でシュウにバトルを申し込む。ベイブレードを始めたきっかけはシュウのバトルを見たためで、努力を重ねて強くなるシュウに憧れている。フブキ自身は努力型の天才といわれ、自身の強さに過信しない。また他人の強さは素直に認める部分もある。天才型のアイガの才能に気付き、対抗心を抱いている。御朱印スオウとは幼少期に知り合い、ベイクラブではゴールデンコンビと呼ばれ全国大会で優勝をしていた。
ロンギヌスカップ後にシュウから連絡を受け、強くなるために常夏にベイクラブを任せてアメリカに旅立ち、ニューヨークブルズに所属する。
漫画版「朝日兄弟編」では物語後半の日本大会出場時でAランク2位に位置している。
黄山乱次郎（きやま らんじろう）
声 - 岡林史泰
- 使用ベイブレード - ライジングラグナルク.G.R（幼少期）→クラッシュラグナルク.11R.Wd→グライドラグナルク.Wh.R 1S

特徴的な怒髪天ヘアーでニックネームは「ソーチョー」。ブレーダー集団「乱ベイ組」を率いている。『超ゼツ』の2年前に兄の乱太郎からライジングラグナルクを受け継ぎ、他を寄せ付けぬ強いブレーダーに成長した。卑怯な手を使ったトビ助を咎めることもありまっすぐな性格。
赤刃アイガが米駒学園へ転入してくるや否や、夕陽の中での決闘や白鷺城ルイとのバトルロイヤルなど幾度となくバトルをかわし知らず知らずのうちに友情を築いていく。
『スパーキング』では朝日兄弟に触発されてさらにトレーニングを積み、wbba.の強化指定ブレーダーに認定されBランクブレーダーとなる。ヒカルからは「ホウキ頭」と呼ばれる。
御朱印スオウ（ごしゅいん スオウ）
声 - 立花慎之介
- 使用ベイブレード - ライジングラグナルク.K.U（回想）→ビートククルカン.2G.O→ヘルサラマンダー.12.Op

所属チーム - 米駒学園ベイクラブ
華道の名門、御朱印家の御曹司。米駒学園ベイクラブの副キャプテンであり、かつてフブキと共にベイクラブを全国優勝に導いた。カナダに住んでいた頃、当時ナイトメアロンギヌスを所持していた白鷺城ルイの練習相手をしていたことがある。そのためルイに憧れを抱きつつも倒すべき相手として認めている。「美しさ」を重要視しており、ルイやバルトについては「負けるときも美しい」と称賛している。普段は髪で右目を隠しており知的で穏やかだが、ペイントがある右目があらわになると目つきが変わり、攻撃的な性格へ変わる。ベイブレードの才能も高く、努力では才能にはかなわないとし、フブキに否定的だった。由緒正しい家柄で、幼いときからの厳しいしつけが原因でもうひとつの人格を自分の中に作ったことが示唆されている。
オウ・ホウイ
声 - 早志勇紀
- 使用ベイブレード - アーチャーヘラクレス.13.Et

韓国人のブレーダー。世界一流のアスリートであり、アーチェリーの選手でもある。怪力の持ち主で、あまりのシュートパワーに測定機が耐えられず破壊するほど。強面であり、本人は笑顔のつもりでも表情が分かり辛い。綺麗好きで健康に気を使っており、蛇が苦手。占いを信じない性格で、ラバンの占いには否定的。バルトと戦ったことがあるが僅差で敗北しており、打倒バルトを夢見る者同士アイガと意気投合する。
漫画版ではアーチェリーの選手のためロンギヌスカップに出場できず、大会後に韓国を訪れたアイガと、アジアの実力者としてスーパーマッチを挑む。

#### ガチ
虹龍ドラム（こうりゅう ドラム）
声 - 潘めぐみ
- 使用ベイブレード - エアナイト.V.Vl（アニメ版）→エース/グラン/ロックドラゴン.St.Ch 斬→ジャッジメントヴァルキリー.Z.Q' 轟（漫画版のみ）→インペリアルドラゴン.Ig'→マスタードラゴン.Ig'→テンペストドラゴン.Cm 1A

所属チーム - BCソル→ビクトリーズ
『ガチ』の主人公。小学5年生。初登場時10歳。BCソルに所属しているバルトの後輩。のちに叔父である虹龍タンゴが経営するベイクラブ「ビクトリーズ」に入団する。ベイブレードに詳しく、メンバーからはベイおたくと言われている。両親が南極に仕事で行くため、日本の叔父に預けられる。フランス人の母譲りの金髪に、緊張すると怖い顔になるため不良と誤解されることもある。興奮状態になると顔が赤らみ力が入って怖い顔となり、人と距離を縮めるため様々なブレーダーから怖いと言われる。バトルの前に作戦を口にする癖がある。口癖は「ガチ」で、語尾に「ヨォ！」と付けることが多い。アバターのドラゴンと心を通わせることができ、ドラゴンを進化させ最強にするのが夢。漫画版ではクリスにベイを作る能力を評価され、BCソルにスカウトされている。
『スパーキング』ではwbba.を代表するSランクのレジェンドブレーダーの一人として登場。チームwbba.のメンバーとしてチームHELLに勝利しベイブレード界を救ったことはボンバーズにも知られている。
漫画版「朝日兄弟編」ではwbba.のレジェンドランク6位に位置している。
草葉アマネ（くさば アマネ）
声 - 阿部敦
- 使用ベイブレード - ブシンアシュラ.Hr.Kp 天

所属チーム - ビクトリーズ
道着を着た、なまり口調のブレーダー。口癖は「イカスべ！」。ビクトリーズのメンバーでタカネという弟がいる。『ガチ』ではブレード町一のブレーダーと言われている。ベイブレードの解説やメンテナンスの時は便底眼鏡をかけ、ベイブレードでバトルするときは腕に巻いている鉢巻を頭に巻きなおす。シュートは足の蹴りの勢いを利用している。スパークデビルズのフミヤとはガチンコベイ（アシュラ）を手に入れる前からの因縁がある。漫画版ではグウィンのジェネシスにアシュラを破壊された。
茜デルタ（あかね デルタ）
声 - 小野賢章
- 使用ベイブレード - ヘルサラマンダー.0.U（アニメ版）→ベノム/イレイズディアボロス.Vn.Bl→マスターディアボロス.Gn→デスディアボロス.4T.Mr' 1D / アビスディアボロス.5.F' 1S（漫画版のみ）

所属チーム - BCソル→無所属→ビクトリーズ
GT3の一人でBCソルに所属する天才ブレーダー。のちにビクトリーズへ加入する。初登場時11歳。ドラムの目標とする人物。日本の全国大会覇者であり、ドラムが日本のベイブレードカーニバルに出場している頃、ヨーロッパチャンピオンシップで圧倒的な力でチャンピオンになり、世界ランキングトップ3であるGT3になる。「輝く星は一つでいい」を主張し世界最強は自分のみだと信じて日々特訓している。このストイックさゆえ初めはドラムから友達扱いされても相手にせず、他人とコミュニケーションもとらずなれ合うこともせずに生きていた。アバターであるディアボロスと強く共鳴しているが、自分が最も輝く星になることに強く固執している上にディアボロスに餌を供給することを目的としている。ディアボロスを破壊されバルトの下へ辿り着いた後は、ドラムに対する接し方がやや柔らかくなり、彼の希望にも応え始める、チームメイトとして馴染み豊かな表情を見せるなど性格面に変化が見られ、ディアボロスも「喰いつくす」という考えには至らなくなっている。漫画版では史上最高年俸でBCソル入りしており、学費や生活費は全額クラブ負担、身の回りの世話はメイドが行っていることが明かされている。
漫画版「朝日兄弟編」ではwbba.のレジェンドランク9位に位置している。
金道フミヤ（きんどう フミヤ）
声 - 花江夏樹
- 使用ベイブレード - ウィザードファブニル.Rt.Rs 閃

所属チーム - スパークデビルズ
スパークデビルズのキャプテン。ベイブレードには強さを求める主義であり、ビクトリーズや下手なブレーダーを見下している。前回の全国大会の準優勝者であり、アマネとはガチンコベイを手に入れる前から面識がある。妹のイチカのことを大切に思うがゆえに厳しく指導していたため彼女からは鬱陶しがられている。イチカがビクトリーズに移籍したのもフミヤのスタイルを嫌ったため。かつてフリー・デラホーヤに憧れを抱いており、その憧れからウィザードファブニルを作った。

#### スパーキング
朝日ヒュウガ（あさひ ヒュウガ）
声 - 藤原夏海
- 使用ベイブレード - スーパーハイペリオン.Xc 1A→ハイペリオンバーン.超.Xc'+X→ハイペリオンバーン.超.Xc'+Z（漫画版のみ）

所属チーム - ボンバーズ
『スパーキング』の主人公のうちの一人で、赤を基調としている。朝日ヒカルは兄。小学5年生。口癖は「ギュンギュン」「ガッキガキ」やヒカルと同じ「限界突破」。バルトからは「タケノコ頭」と呼ばれる。朝に弱いため目覚めが悪く、ヒカルに起こしてもらうことが多い。服を逆に着用するなど、物事に対してうっかりしている。直感を信じるタイプで作戦を立てるなどの小難しいことを考えることには弱く、パニックに陥ったり興奮すると赤面する。バトル中に気持ちが昂ると髪が赤い炎となって燃え上がる。「ボンバーズ」に所属している。
朝日ヒカル（あさひ ヒカル）
声 - 戸松遥
- 使用ベイブレード - キングヘリオス.Zn 1B→ヘリオスボルケーノ.王.Zn'+Z

所属チーム - ボンバーズ
『スパーキング』の主人公のうちの一人で、青を基調としている。朝日ヒュウガは弟で、彼よりも身長が高く、負けず嫌いな一面が似ている。小学6年生。口癖は「限界突破」。乱次郎からは「トサカ頭」と呼ばれた。ヒュウガに迷惑や苦労をかけられている。親指と人差し指を伸ばすポーズを決めて「ヒーローは勝つ！」などの決め台詞で自身をアピールすることが多い一方で、怖いものが苦手で涙を見せる一面もある。タブレットを使用してベイを分析しスパーキングベイの特徴を把握するなど、知能も長けている。気持ちが昂った際には、ヒュウガと同じく髪の毛が青い炎となって燃え上がる。「ボンバーズ」のエース。
かつてアイガvsバルトの世界タイトルマッチをタブレットで観戦しており、超Zアキレスが超Zヴァルキリーを最後にバーストしアイガが見せつけた「最強無敵」に憧れ、彼のようなブレーダーになると決意した。
レーン・ヴァルハラ
声 - 石川界人
- 使用ベイブレード - ファーストウラヌス.Wh.Mb 1D（漫画版のみ）→ファーストウラヌス.Mb 2D→バリアントルシファー.Mb 2D→ルシファージエンド.皇.Dr

所属チーム - ニューヨークブルズ→無所属
紅シュウが育成しているニューヨークブルズの新人ブレーダーで、新世代最強ブレーダーと謳われる。目的はレジェンドブレーダー全てを倒し、自身こそが最強ブレーダーであると示すこと。荒々しい性格で、力任せにランチャーのストリングを引き抜きランチャーを破損させることがある。興奮などで感情が高ぶると顔面の模様が光り、全身に「フレア」を纏うようになる。このフレアがバトルの中でどこまで燃え上がるのかを自身が知りたがっているが、フレアがレーン自身を焼き尽くしてしまう可能性があるとシュウに懸念されているため、シュウが敵対関係ながらもニューヨークブルズに招き入れコーチをしている。ブルズ内での練習では全てシュウの指示に従うという条件を課せられ、反発しながらも彼の下で練習をしている。過酷な練習の中での適応力は非常に高い。フリー・デラホーヤからはフレアが自分たちのベイが危険に晒されるものだと認識されている。ハリネズミの「ハリー」（声 - 原紗友里）を連れており、ハリーに対しては優しい一面も見せる。
漫画版「朝日兄弟編」では登場時の時点でCランク下位からAランク5位に急上昇しており、こちらでも実力は非常に高い。その後、シュウを破ったことでレジェンドランク2位となる。

#### ダイナマイトバトル
大黒天ベル（だいこくてん ベル）
声 - 田村睦心
- 使用ベイブレード - ダイナマイトベリアル.Nx.Vn-2→デビルベリアル.Nx.Vn-2（漫画版のみ）→ダイナマイトベリアル.Nx.Vn（パーフェクトギア）→デンジャラスベリアル.Al-2→デンジャラスベリアル.Al（パーフェクトギア）

『ダイナマイトバトル』の主人公。「魔王」を自称しているワガママで自信家の少年。口癖は「なのだ」。「魔界の門」を根城にし、ベリアル（声 - 北田理道）と共に最強の無敗伝説を作り上げようとしている。初登場時10歳。イタズラ好きで、魔界の門にやってきたブレーダーを驚かせたり、祖父の大黒天甚右衛門とイタズラをし合っている。レジェンドブレーダーの存在を知らないなど、外の世界の情報には疎い一方で、未知のダイナマイトバトルベイを単独で設計・開発したり、ベイチューブに上げた自身の動画の評判などをチェックしている。
翠龍バサラ（すいりゅう バサラ）
声 - 福原かつみ
- 使用ベイブレード - デスソロモン.MF 2B→ロアバハムート.Gg.Mm-10

所属チーム - 無所属→BCソル→ザ・センター→無所属
ベイが大好きで、強いブレーダーに憧れを持つ少年。妹のハンナと共に魔界の門に迷い込み、ベルに出会う。ベルのイタズラには終始驚かされている。ベイの分析が得意。
凄まじい重量を武器とするデスソロモンを用いてベルのダイナマイトベリアルと対決するが、小さいながらもスタミナ切れを全く見せないベリアルの性能に驚愕しバースト負けとなる。ベルにリベンジを挑みに行く途中、ランゾーと出会い煙たがりながらも意気投合するようになる。洞察力と潜在能力が高く、ダイナマイトバトルベイを所有していないながらも、ローモードやハイモードの特徴を熟知していく。いつかベルに勝ちたいと思っており、それまでは誰にも負けてほしくないという理由で応援している。ダイナマイトバトルツアー終了後は、ベルのもとを離れラシャドについていく。
ランゾー・キヤマ
声 - 岡林史泰
- 使用ベイブレード - グライドラグナルク.Wh.R 1S→サイクロンラグナルク.Gg.Nv-6

ブラジル出身。乱太郎・乱次郎（黄山兄弟）とは親戚関係（従兄弟同士）にある。口癖は「アミーゴ」の他、黄山兄弟と同じく「バラボロ」。髪型はドリルのような形となっている。日本語に疎いため、出鱈目に教えられた日本語を真に受けて用いる。誰とでもすぐに仲良くなれるフレンドリーな性格。
元々は南米ブロックにて強豪ブレーダーとして君臨していたが、ベルのバトルを観て日本へ訪れた。数多のバトルを経て、ベルをライバルと認識するようになっていき、ベルの家に住み着くようになった。
ラシャド・グッドマン
声 - 小野大輔
- 使用ベイブレード - ブレイブヴァルキリー.Ev' 2A→セイバーヴァルキリー.Sh-7→グレイテストラファエル.Ov.HXt+'

所属チーム - BCソル→ザ・センター
BCソルに所属する新星ブレーダー。あっという間にトップレベルに上り詰めた実力者であり、蒼井バルトに次ぐリーダーになる男だと称されている。バルトのことを「バル兄ィ」と呼び、目標にしている。大人びた体格をしており気さくな性格。砂漠に足をとらわれることなく走ることができる強靭な肉体と体力を持つ。BCソル入団時からヴァルキリーを最強のベイと思い込み、バルトにも知られることなくブレイブヴァルキリーの赤いレプリカを作成している。
ダイナマイトバトルツアー、ワールドユースチャレンジ優勝を経て絶大な人気を得て、さらなる高みを目指すためにヴァルキリーに代わる新たなベイ「グレイテストラファエル」を作り上げ、ベイブレード界の「覇王」を名乗るようになる。
漫画版「ベル編」では世界ランク1位であり、「ベイブレード界の新主人公」と呼ばれている。

### ライバルブレーダー
紺田ホウジ（こんだ ホウジ）
声 - 奈良徹
- 使用ベイブレード - ホーリーホルスード.U.C

ワキヤを「ぼっちゃん」と呼び慕うブレーダーであり、共に鍛えてきた仲でワキヤからの評価も高い。多くの弟妹がいる。心優しく人を裏切らない誠実な性格であり、ワキヤの一番の理解者でもある。父親がワキヤの父の会社で働いており、ベイを始めたのはワキヤに勧められたのがきっかけ。
キャラクターデザインは原作者の森多ヒロ。漫画版では単行本第3巻収録のおまけ漫画に登場している。
銀刃オロチ（ぎんば オロチ）
声 - 水島大宙
- 使用ベイブレード - オーディン・セントラル・ブロウ（漫画版のみ）→オベリスクオーディン.T.X

所属チーム - スーパースターズ
世界的指揮者の息子で、絶対音感を持ち「神の耳を持つ少年」と呼ばれるブレーダー。髪型はドレッドヘアで、ヘッドフォンをかけている。ベイの音でバーストフィニッシュの前触れを感知することができる。一見無愛想だが人に親切をする優しさもある。度々音楽用語を交えて話す。ゲーム版ではザックたちと共にラストボスの一人として登場。
長身であり、ベイバトルでは長い腕で前に腕を振り抜く変則的なシュートを得意とするが、アニメ版では観客へのパフォーマンスで相手を挑発する心理戦を仕掛ける。
漫画版では指輪を複数つけている。全国大会出場者能力表（wbba.調べ）のランクはB。
南翠ユーゴ（なんすい ユーゴ）
声 - 林大地
- 使用ベイブレード - ユグドラシル・リング・ジャイロ（漫画版のみ）→イェーガーユグドラシル.G.Y

所属チーム - ソードフレイムス
灼炎寺流古武術の門下生。自称シャカの右腕で、ベイクラブ「ソードフレイムス」をシャカと一緒に作ったチームメイト。緑のモヒカンが特徴。漫画版とアニメ版では性格や口調が異なる。アニメ版ではサムライに憧れており、一人称は「拙者」で語尾に「ござる」とつける。灼炎寺流の基本の1つとしてバトルでは目を閉じて精神統一し、語感を研ぎ澄ませて相手の出方を読む。漫画版では不良のような言葉使いをする。
雪吹右京（いぶき うきょう）
声 - 藤原夏海
- 使用ベイブレード - アンロックユニコーン.D.N

所属チーム - ソードフレイムス
灼炎寺流古武術の門下生であり、シャカのベイクラブ「ソードフレイムス」のメンバー。「影踏みの右京」と呼ばれており、忍者の末裔かもしれないと言われている。ソードフレイムスの中では一番クールなブレーダーで、一人称は「私」で対戦相手に対しては敬語で話す。気配を消し、いつのまにか人の後ろに立つことができる。相手のベイの動きを読むことを得意とする他、物を修理する特技も持つ。道場に入ったのはユーゴより後だがあっという間に実力を発揮し、灼炎寺道場の秘密兵器を自称している。防御の実力ならシャカを凌ぐという噂がある。
漫画版では第2巻の第7話にわずかに登場するのみだったが、第4巻収録のおまけ漫画では名前付きで登場し、忍者のような修行をしていた。
ザック
声 - 浪川大輔
- 使用ベイブレード - ジリオンゼウス.I.W

所属チーム - スーパースターズ
チーム「スーパースターズ」のキャプテン。「四転皇」の一人で、ドラマやバラエティで人気のスーパーアイドル歌手。芸名は「ザック・ザ・サンシャイン」。年齢はバルトと同じくらい。「ナーイス」や「ハハ〜ン」が口癖でキザな性格だが、ベイの実力は天才的で「神のベイを持つ男」と呼ばれ、一番強いブレーダーは自分であると豪語するだけの実力を持つ。一方ですぐに調子に乗るなどバルトに似た一面もある。横文字を頻繁に使う。高いバランス感覚と適応力を持ち、正確なシュートを放つ。漫画版では細い手すりや針の先端の上にゼウスを乗せるようにシュートも披露。シュート時の掛け声は「キラッと！」。漫画版では兄がいる。元々は四転皇の1人としてシスコが設定されていたが、他のキャラクターとの被りなどを考慮して代わりとして新規に作られた。
パフォーマンスで自分の力を最大限に引き出せる環境を作り出し、観客の注目を浴びれば浴びるほど力を発揮する。普段はアイドルとしての素性を隠すために変装をしているが、仮面のみの変装なので、何一つ隠せておらず逆に目立っている。そのうえ本人にその自覚は無い。バルトを「キラキラ君」と呼び興味を持ち、強さを促すために「ベイブレード仮面」に変装してバトルを行い、バルトに助言を与える。一方でワキヤのことを「自惚れ君」と呼び、自信過剰であると見なしている。
漫画版での全国大会出場者能力表（wbba.調べ）のランクはS。芸能活動多忙なため世界ランキング20位にランクダウンしている。
漫画版「朝日兄弟編」ではwbba.のレジェンドランク12位に位置している。
ゲーム版ではスーパースターズメンバーを率いてラストボスとして登場。また、本名の「黒鉄善九郎（くろがね ぜんくろう）」もスタッフロールで明かされている。ザック自身は本名で呼ばれることを快く思っていない。
黄緑クオン（きみどり クオン）
声 - 西墻由香
- 使用ベイブレード - クアッドケツアルカトル.J.P

所属チーム - アイスブレイズ
かつて灼炎寺道場にいたブレーダーでシャカのライバル。シャカと肩を並べる強さで、互いに「炎のシャカ」「氷のクオン」と呼ばれ認め合う仲だったが、外の世界のブレーダーと戦い自分を鍛えるために道場を出る。スケボーの動きから編み出したアクロバティックなジャンプからベイをシュートする。「アイスブレイズ」のキャプテン。普段はスケボーに乗っている。バルトとはスケボーを貸したことをきっかけに知り合い、無くしたヴァルキリーを届けたことで「神様」と呼ばれた。
漫画版では全国大会出場者能力表（wbba.調べ）のランクはA。
小豆ベン（あずき ベン）
声 - 東内マリ子
- 使用ベイブレード - ビーストベヒーモス.H.H

所属チーム - ビースツ
野獣集団と呼ばれる「ビースツ」のキャプテン。言葉もほとんどしゃべらず威嚇するような態度をとるため、初対面の相手には誤解されやすいが友達思いな性格。
漫画版での全国大会出場者能力表（wbba.調べ）のランクはA。
茶掛豪（ちゃがけ ごう）
声 - 早志勇紀
- 使用ベイブレード - ギガントガイア.Q.F

所属チーム - ライドアウト
最高峰と呼ばれる全国有数の強豪チーム「ライドアウト」をまとめ上げるキャプテン。漫画版では元四転皇で、キンキ地区からエントリーしている。ルイが認めた数少ないブレーダーの1人でもある。真面目な性格で努力家でもあり、ベイのためなら練習は怠らず、汗だくになるまで完璧なシュートの練習を繰り返していた。
漫画版では4年前に自分のクラスに転校してきたルイと出会っている。全国大会出場者能力表（wbba.調べ）のランクはA。
水面ナオキ（みなも ナオキ）
声 - 野上翔
- 使用ベイブレード - ネプチューン・アームド・ゼファー（漫画版のみ）→ノヴァネプチューン.V.T

データを駆使する頭脳派ブレーダー。IQは200を超える。全国大会個人戦出場選手であり、漫画版ではホクリク地区代表。相手に対してはいつも敬語で話す。物理学と心理学の両面からブレーダーの研究をしており、ルイと初めて引き分けたバルトに興味を持ち研究対象にしようとする。常にタブレットを持っており、データの入力、解析や機械のコントロールなどに使用している。家にはシミュレーション用のロボット「マリン」などが数体おり、あらゆるブレーダーにも勝てる方式「ベイブレード方程式」を完成させ、白鷺城ルイと戦い、それを立証するのが夢。
研究のためなら他人の迷惑を顧みない性格。バルトからは「みんなのナオキ」、バルトの母・千春からは「みんなもナオキ」と間違って呼ばれる。メガネはデータを記録したり、相手のシュートパワーを測定することができる。漫画版ではwbba.調べの能力表でAランクであり、データを信じDランクのバルトを見下した。
藍沢ジン（あいざわ ジン）
声 - 松田颯水
- 使用ベイブレード - ジェイルヨルムンガンド.I.Cy

全国大会個人戦1回戦でシュウと対決したブレーダー。霊が見えるらしく、自分には323人の守護霊がついていると信じて強気なバトルを挑む。常にふらふらしているが、これは寝る間を惜しんでトレーニングしているため。バトルの時はベイランチャー本体を握ってシュートする。本気になるとフードをとる癖がある。
漫画版ではBCソルの入団テストに参加し乱太郎と対戦した。
原作者の森多ヒロが、タカラトミー側から「ネガティブなキャラを出してください」と言われてデザインしたキャラクター。
山吹アキラ（やまぶき アキラ）
声 - 山本和臣
- 使用ベイブレード - アシッドアヌビス.Y.O

ザックの弟分としてデビューした新人アイドル。女子の人気が高く、「アッくん」と呼ばれる。ラップを使うパフォーマンスが得意。ザックの真似をしてベイブレードを始め、短い期間で全国大会に上がってくる。
ザックの本名を知っており、初対面の際に「善九郎先輩」と呼んでいた。しかしザック本人はこう呼ばれるのを嫌がっており、以降は「ザック先輩」と呼んでいる。
漫画版ではザックが紹介されている雑誌やオリコン週間ランキングに名前のみ登場している。

### 全国大会団体戦参加チーム
米駒学園ベイクラブ（べいごまがくえんベイクラブ）
バルトたちが所属するベイクラブのメンバーにシュウ、ワキヤが加わった。
キャプテン：蒼井バルト
メンバー：黄山乱太郎、紅シュウ、小紫ワキヤ、黒神ダイナ
#主要人物を参照。
アイスブレイズ
黄緑クオンが率いるチーム。全員が防御型のベイブレードを使用するのが特徴。クオンが武者修行の中で集めたメンバーで、チーム内の団結力が強い。
キャプテン：黄緑クオン（きみどり クオン）
#ライバルブレーダーを参照。
雪野キエン（ゆきの キエン）
声 - 藤原夏海
- 使用ベイブレード - ダークデスサイザー.L.P

アニメオリジナルキャラクター。紫のメットが特徴のブレーダー。
氷室ミネン（ひむろ ミネン）
- 使用ベイブレード - ライジングラグナルク.L.P

アニメオリジナルキャラクター。黒い帽子とメガネが特徴。
吹上ダン（ふきあげ ダン）、北原マジン（きたはら マジン）
- 使用ベイブレード - ストームスプリガン.L.P、オベリスクオーディン.G.N

アニメオリジナルキャラクター。名前、顔と使用ベイブレードのみ登場。青い帽子のブレーダーがスプリガン、緑の帽子のブレーダーがオーディンを使用する。

スーパースターズ
ザックが率いるチーム。銀刃オロチ以外は全員女子に人気の高いアイドルで構成されている。
キャプテン：ザック
銀刃オロチ（ぎんば オロチ）
#ライバルブレーダーを参照。
ミック
- 使用ベイブレード - ストームスプリガン.L.P

アニメオリジナルキャラクター。そばかすと茶髪に赤いメッシュが特徴のアイドルブレーダー。
フレディ、ボウイ
アニメオリジナルキャラクター。ミックと並ぶアイドルブレーダー。フレディは青い髪、ボウイは黒い帽子が特徴。2人ともミック同様、髪に赤いメッシュ入っている。
パープルズ
アニメオリジナルチーム。全員がおそろいの紫のコスチュームを着ている。下記3人のほかに2人のブレーダーがいる。
キャプテン：藤丸瞬（ふじまる しゅん）
声 - 竹内恵美子
- 使用ベイブレード - ダークデスサイザー.L.P

アニメオリジナルキャラクター。「パープルズ」のリーダー。赤いニット帽が特徴。
那須良太（なす りょうた）
声 - 鷄冠井美智子
- 使用ベイブレード - カイザーケルベウス.F.J

アニメオリジナルキャラクター。いかつい顔をしているが、ザックに対し「ベイも顔もお前には勝っている」というほど自信家。
鷹山
アニメオリジナルキャラクター。

ソードフレイムス
灼炎寺道場のブレーダーで構成されたベイクラブ。
キャプテン：灼炎寺カイザ
メンバー：南水ユーゴ、雪吹右京
#ライバルブレーダーを参照。
伊賀栗助、服部蔵人
#その他の登場人物を参照。

ビースツ
小豆ベンが率いる野獣集団とも言われるチームで、犬介が転校した先の学校にある。
キャプテン：小豆ベン
#ライバルブレーダーを参照。
緑川犬介（みどりかわ けんすけ）
#主要人物を参照。
桜島溶牙（さくらじま ようが）
声 - 鷄冠井美智子
- 使用ベイブレード - ホーリーホルスード.G.X

アニメオリジナルキャラクター。語尾に「ゴワス」とつける。
水前寺豹助（すいぜんじ ひょうすけ）、博多（はかた）
声 - 丸山有香（水前寺）
アニメオリジナルキャラクター。「ビースツ」のメンバー。

ライドアウト
茶掛豪率いるチーム。全国大会団体戦決勝戦で米駒学園ベイクラブに6対3で勝利し優勝した。
キャプテン：茶掛豪（ちゃかげ ごう）
白鷺城ルイ（しらさぎじょう ルイ）
#主要人物を参照。
榊カタナ（さかき カタナ）
声 - 花村怜美
- 使用ベイブレード - ストームスプリガン.L.P

アニメオリジナルキャラクター。「切り込み隊長」の異名を持ち、全国大会団体戦では一番手として準決勝でザックに敗れるまで全勝していた。
参内キョウ（さんだい キョウ）
声 - 武藤真子
- 使用ベイブレード - アンロックユニコーン.U.X

アニメオリジナルキャラクター。「ライドアウトの下級生」と呼ばれるようにチームでは最年少であり、ルイを除く先輩たちを慕っている。向上心と負けん気が強く、ワキヤや乱太郎に挑発された際には言い合いになっていた。
三国シンキ（みくに シンキ）
声 - 小林大紀
- 使用ベイブレード - オベリスクオーディン.G.N

アニメオリジナルキャラクター。「ライドアウトの頭脳」の異名を持つ。

### その他のブレーダー
猫田メロス（ねこた メロス）
声 - 原優子
- 使用ベイブレード - ストームスプリガン.L.P

アニメオリジナルキャラクター。米駒地区大会2回戦でダイナと対戦する。ゲーム版では主人公の地区大会3回戦の相手として登場。
高木アツト（たかぎ アツト）
声 - 山北早紀
- 使用ベイブレード - ライジングラグナルク.F.J

アニメオリジナルキャラクター。「一撃必殺」の異名を持つブレーダー。米駒地区大会3回戦でシュウと対戦する。
荒波京司（あらなみ きょうじ）
声 - 矢野亜沙美
- 使用ベイブレード - カイザーケルベウス.G.R

アニメオリジナルキャラクター。米駒地区大会4回戦でシュウと対戦する。ゲーム版でも登場する。
青田春人（あおた はると）
声 - 藍原ことみ
- 使用ベイブレード - ケルベウス・セントラル・ディフェンス（漫画版）→カイザーケルベウス.F.J（アニメ版）

「ラッキーセブン」の異名を持つブレーダー。大きく「7」と書かれた服が特徴。米駒地区大会4回戦でワキヤと対戦する。名前や性格がバルトに似ており、それをワキヤにからかわれる。ゲーム版でも登場する。
山田ケースケ（やまだ ケースケ）
- 使用ベイブレード - ライジングラグナルク.K.U

アニメオリジナルキャラクター。エリア選抜大会1回戦でホウジと対戦する。
猫田カケル（ねこた カケル）
声 - 原優子
- 使用ベイブレード - オベリスクオーディン.G.N

アニメオリジナルキャラクター。「ワイルドキャット」の異名を持ち、語尾に「ニャ」がつく。全国大会個人戦1回戦でルイと対戦する。
円城寺タクト（えんじょうじ タクト）
- 使用ベイブレード - ストームスプリガン.G.R

アニメオリジナルキャラクター。団体戦ベスト8の実力がある。全国大会個人戦1回戦でワキヤと対戦する。

### 家族
蒼井千春（あおい ちはる）
声 - 浅野真澄
バルトの母。パン屋「アオイパン」経営。子供たちを温かく見守るが、修業と称してバルトに家事を手伝わせるしたたかな一面もある。バルトが地区大会で決勝進出した際にはベイミサンガを贈った。
蒼井常夏（あおい トコナツ）
声 - 大地葉
- 使用ベイブレード - デスサイザー・ヘビー・ディフェンス（漫画版のみ）→ライジングラグナルク.F.J→ダークデスサイザー.F.J（漫画版のみ）→スクリュートライデント.8B.Wd

所属チーム - 米駒学園ベイクラブ
バルトの弟で、日夏とは双子の兄妹。小学2年生（第1期 - 第2期）→小学4年生（第3期）。『超ゼツ』では米駒学園ベイクラブに所属している。日夏共々八重歯が特徴である。タブレットを持ち歩いており、相手が使用するベイや対戦ブレーダーについての詳細情報を教えてくれる。一人称は「ボク」、アキオの前では「俺」。
蒼井日夏（あおい ニカ）
声 - 稲瀬葵
- 使用ベイブレード - カイザーケルベウス.K.U

所属チーム - 米駒学園ベイクラブ
バルトの妹で、常夏とは双子の兄妹。小学2年生（第1期 - 第2期）→小学4年生（第3期）。常夏共々八重歯が特徴である。シュウのファンだが、ザックやアキラなどのアイドルファンでもある。『超ゼツ』ではタブレットを使っている。
蒼井ケント（あおい ケント）
声 - 竹内良太
バルトの父。国際線のパイロットをしている。家にいることはほとんどないが、子供思いでありバルトに対して甘やかすような発言はしない。漫画版では回想において、クリスマスプレゼントとしてヴァルキリーを手に入れたバルトの最初の相手を務めた。
緑川姫子（みどりかわ ひめこ）
声 - 宮島依里
アニメオリジナルキャラクター。犬介の母。人形劇団をやっている。
黒神ソウタ（くろがみ ソウタ）
声 - 桜井春名
アニメオリジナルキャラクター。ダイナの弟。病弱で入院している。病院にやってきた緑川親子の人形劇に興味を持つ。全国大会個人戦が始まる前に退院する。
灼炎寺武竜（しゃくえんじ ぶりゅう）
声 - 田中美央
アニメオリジナルキャラクター。シャカの祖父。灼炎寺流古武術の道場を開いており、シュウのマッサージ治療も行った。
ゲーム版ではシャカが「東洋医学のマスター」と紹介している。

### その他の登場人物
駒崎新次郎（こまざき しんじろう）
声 - 金城大和
アニメオリジナルキャラクター。wbba.日本支部会長。ベイブレード大会の大会委員長を務める。
篠田秀太郎
声 - 飛田展男
バルトたちが通う米駒学園の学園長。
柿谷一郎（かきたに いちろう）
声 - 松田颯水
- 使用ベイブレード - ビクトリーヴァルキリー.K.U（ゲーム版）

アニメオリジナルキャラクター。バルトのクラスメイト。大井、中川、小木とともに放送部に所属している。バルトたちのベイクラブ結成前は、主に学校でバルトたちがベイバトルをする際に審判を行っている。ゲーム版ではベイバトルをすることがある。
大井ひろし（おおい ひろし）
声 - 知桐京子
アニメオリジナルキャラクター。バルトのクラスメイト。太めの体型をしている。
中川圭太（なかがわ けいた）
声 - 芳野由奈
アニメオリジナルキャラクター。バルトのクラスメイト。眼鏡をかけている。
小木桃子（おぎ ももこ）
声 - 古賀葵
- 使用ベイブレード - ライジングラグナルク.L.R（ゲーム版）

アニメオリジナルキャラクター。バルトのクラスメイト。クラスではバルトの隣りの席。ザックのファン。ゲーム版ではベイバトルをすることがある。
穴見運太（あなみ うんた）
声 - 内匠靖明
アニメオリジナルキャラクター。日本大会で熱い実況を行うアナウンサー。横文字が口癖。ゲーム版でも登場する。
佐々木マコト（ささき マコト）
声 - 丸山有香
- 使用ベイブレード - ダークデスサイザー.K.U、ダークデスサイザー.L.P（ゲーム版）、カイザーケルベウス.L.P（ゲーム版）

アニメオリジナルキャラクター。ホウジと共にワキヤとベイの特訓をしているシンパ。帽子をかぶっている。
進藤タカシ（しんどう タカシ）
声 - 岡本瑠美
- 使用ベイブレード - ダークデスサイザー.K.U、カイザーケルベウス.L.P（ゲーム版）

アニメオリジナルキャラクター。マコト同様、ホウジと共にワキヤとベイの特訓をしている。
アキオ
声 - 篠田みなみ
- 使用ベイブレード - ダークデスサイザー.K.U

アニメオリジナルキャラクター。常夏と日夏の友達。アキオたちの勝っても負けてもベイバトルを楽しむ姿を見て、ワキヤに負けてスランプに陥っていたバルトは立ち直ることができた。
伊賀栗助、風間忍、服部蔵人
声 - 鷄冠井美智子（伊賀）、中恵光城（風間）、芳野由奈（服部）
- 使用ベイブレード - ライジングラグナルク.N.U（服部）

灼炎寺流古武術の門下生であり、「ソードフレイムス」のメンバー。伊賀は太めの体型で道着の中に緑の服、風間は道着の中にオレンジの服、服部は灰色のフードが特徴。
辻原（つじはら）
声 - 下崎紘史
アニメオリジナルキャラクター。ワキヤに仕える執事。

### ベイブレードバースト ゴッドからの登場人物

#### BCソル（ビーシーソル）
蒼井バルト、黄山乱太郎
#主要人物を参照。
フリー・デラホーヤ、シスコ・カーライル、クーザ・アッカーマン
#ゴッドを参照。
クリスティーナ・クロダ
声 - 沢城みゆき
- 使用ベイブレード - ライジングラグナルク.F.J（アニメ版幼少期のみ）

BCソルのオーナー。日系スペイン人。通称「クリス」。初登場時16歳。バルトをスカウトした人物で、乱太郎の素質を見抜いてBCソルに引き入れた。若くして祖父である甚兵衛の志を継いでオーナーになっており、BCソルのクラブハウスや寮は彼女の先祖が住んでいたもの。初登場回の字幕では「クリスティーナ黒田」と表記されている。幼少期にはよくフリーとバトルしていた。
『超ゼツ』ではwbba.理事となっており、バトルシップクルーズをプロデュースする。
トラッド・バスケス
声 - 小田久史
BCソル専属のベイトレーナー。伝統を重んじ、規則に厳しく厳格な性格。ブレーダーのベイやフォームのチェックなどを細かくアドバイスし、自室ではベイブレードやランチャーグリップなどの開発をしている。クリスのことを気にかけてはいるが、チームの方針を巡ってたびたび衝突しており、『ゴッド』第20話でBCソルを去り、ニューヨークブルズへ移る。
漫画版ではBCソルを脱退していない。
ジャンゴ・マタドール
声 - 金野潤
- 使用ベイブレード - クアッドケツアルカトル.Q.H（アニメ版）、インフェルノイフリート.M.L（漫画版）

BCソルの「トップチーム」のメンバー。おかっぱ頭でキザな性格。トップチームとしてのプライドが高く、新入りのバルトたちのことはよく思っていない。よく女性（クリスやシャーサ）にちょっかいをかけ、軽くあしらわれている。バルトたちの移籍前はフリー、スタンと共にBCソルを支えてきた。『ゴッド』第6話でバルト、シスコに敗れ、セカンドチームに降格される。その後BCソルを去り、レアルサンバットに入団する。
スタン・ハンバーグ
声 - 鷄冠井美智子
- 使用ベイブレード - ノヴァネプチューン.H.P（アニメ版）、サイキックファントム.P.W（漫画版）

BCソルの「トップチーム」のメンバー。巨漢で、ゴーグルを頭につけている。ジャンゴの相棒で、彼が女性にちょっかいをかけた際には「スミマセンね、うちのジャンゴが」と彼を引き離す。バルトたちの移籍前はフリー、ヒクソンと共にBCソルを支えてきた。機嫌が悪い時は大量のチュロスをヤケ食いする。トップチームとしてのプライドが高く、ジャンゴと一緒で新入りのバルトたちには好意的でなく、ジャンゴがBCソルをやめた際は、間接的に彼のプライドを傷つけたバルトたちを逆恨みする。ワールドリーグに向けてさらに実力をつけるべく、ヒクソンの紹介でリオスに移籍する。
キット・ロペス
声 - 松田颯水
- 使用ベイブレード - ビーストベヒーモス.B.X（ゲーム版）→エアナイト.12E.Et

BCソルの「ジュニアチーム」に所属している育成ブレーダー。スペインを訪れたバルトを案内し、バルトを本当の兄のように慕う。母がBCソルの寮の寮母をしており、チームのメンバー全員から可愛がられている。また、ハニーとは兄妹のように仲が良い。バトルの際はタブレット端末で相手のベイを解析する。
『超ゼツ』ではBCソルを代表するトップブレーダーに成長しており、ヨーロッパで優勝しランキング急上昇中で、女性のファンも多い。「風使いの騎士」の異名を持つ。ハンググライダーを得意としている。また、バトルで勝つとフラメンコらしき踊りを始める。
元々エアナイトと上手く共鳴できずにいたが、バルトのアドバイスを経て今ではアイガとアキレスに匹敵するほどの絆を深めて共鳴している。
漫画版の『ガチ』に当たるドラム編では、ヨーロッパチャンピオンとなっていたがデルタに敗北する。
シャーサ・グッテン
声 - 大地葉
- 使用ベイブレード - ギガントガイア.V.Cy

BCソルの「セカンドチーム」のメンバー。青い髪と服が特徴。年齢はバルトと同じで、初登場時11歳。ハニーという妹がいる。BCソルの中でもバルトに対する信頼は厚い。チーム思いで勝気な性格。
ハニー・グッテン
声 - 古賀葵
- 使用ベイブレード - イェーガーユグドラシル.K.F（ゲーム版）

シャーサの妹。BCソルの「ジュニアチーム」に所属している。キットとは兄妹のように仲が良い。初登場時8歳。ジョシュア・ブーンの大ファン。
アントン
声 - 丸山有香
- 使用ベイブレード - カイザーケルベウス.G.R

BCソルの「セカンドチーム」のメンバー。眼鏡をかけた少年。主にBCソルでバトルをする際に審判を行っている。
イワン・ザコビッチ
声 - 菅原雅芳
- 使用ベイブレード - ビーストベヒーモス.I.P

BCソルの「セカンドチーム」のメンバー。茶色の帽子をかぶった太めのブレーダー。『ゴッド』第7話以降はよくスタンと共に行動している。練習熱心なブレーダーだったが、フリーが移籍した後にトレーナーになる夢のため自らBCソルを抜ける。その後、ワールドリーグではロイヤルズのトレーナーとなり、またベンチブレーダーとしても出場している。
ヒクソン・クレイ
声 - 早志勇紀
- 使用ベイブレード - ジェイルヨルムンガンド.J.U

BCソルの「セカンドチーム」のメンバー。ブラジル出身。話の中によくことわざを入れるしゃべり方をする。『ゴッド』第7話以降はよくスタンと共に行動している。父親がブラジルのベイクラブ「リオス」の師範であり、ヒクソンはかつて父親からクレイ一族のリーダーを受け継ぐ資格はないと言い渡されている。
アンジュ・ロペス
声 - 知桐京子
アニメオリジナルキャラクター。キットの母。BCソルの寮の寮母を務めている。クリスの祖父の代からBCソルにいる。面倒見がいい性格で、バルトたちに自分を「母ちゃん」と呼ぶように言っている。ジョシュア・ブーンの大ファンであり、彼を様付けで呼ぶ。
ゾロ
声 - 千田光男
- 使用ベイブレード - アマテリオス.∞（漫画版） / ゴッドヴァルキリー.∞（アニメ版）

バルトがバルセロナで出会った凄腕ベイトレーナー。トラッドがBCソルを去った後、バルトの推薦でBCソルの新トレーナーとなる。基本的に物事に動じない性格。神出鬼没な人物で、スペインの街を車で移動している。クリスの祖父である甚兵衛とは、かつてBCソルにおいて丁々発止のライバルだった。特訓のために無限ベイスタジアムを開発し、皆に的確なアドバイスを与える。

#### レアルサンバット
小紫財団が買い取り、ワキヤがオーナーをしているベイチーム。スペインのマドリードにある。
小紫ワキヤ
#主要人物を参照。
シスコ・カーライル
#ゴッドを参照。レアルサンバットに一時所属し、脱退後はBCソルに所属する。
沖中あたる（おきなか あたる）
声 - 上坂すみれ
- 使用ベイブレード - ストームスプリガン.L.P

レアルサンバットのトレーナー兼ブレーダーの少年。ワキヤのトルネードワイバーンを開発しており、ワキヤからは「うちの天才」と呼ばれている。ベイについて語りだすと止まらない。普段は研究室にこもりきりで、外の情勢には興味を示さない。ホウジからは「ぼっちゃんのいい相棒」「策士」と評されている。
ガイ・スピアー
アニメオリジナルキャラクター。レアルサンバットのメンバー。袖を引きちぎった革ジャンとリーゼントが特徴。
ダスト・ルカネ
アニメオリジナルキャラクター。レアルサンバットのメンバー。
ジャンゴ・マタドール
#BCソル（ビーシーソル）を参照。

#### トップヴァント
ドイツの強豪ベイクラブ。
クーザ・アッカーマン
#ゴッドを参照。後にBCソルに移籍。
ハインリヒ
声 - 内匠靖明
- 使用ベイブレード - ライジングラグナルク.F.J（アニメ版）、ファングフェンリル.B.J（漫画版）

「トップヴァント」のキャプテン。ベイを自在に操る魅惑のブレーダーと紹介されている。
ロンメル
声 - 小田久史
- 使用ベイブレード - ストームスプリガン.L.P

バルーンアートが得意なピエロのようなブレーダー。繊細なバトルが持ち味。

#### ニューヨークブルズ
アメリカのベイクラブ。略称は「ブルズ」。勝利への意欲が高く、各地から優秀なブレーダーをスカウトしている。最高の設備を整えており、トレーナー、ドクター、フィジカルもメンタルも万全の体制でブレーダーをベストコンディションに保てるよう務めている。
アレキサンダー・ギルテン
声 - 郷田ほづみ
「ブルズ」のオーナー。最強のベイ、そして最強のクラブを欲している。裏ではスネークピットの主、アシュラムとして最強のベイを求めて暗躍する。
ブブカ
アニメオリジナルキャラクター。ギルテンにつき従う男。眼鏡をかけている。
フリー・デラホーヤ
#ゴッドを参照。ワールドリーグ後にBCソルに戻る。
ジョシュア・ブーン
声 - 古川慎
- 使用ベイブレード - ブラストジニウス.5G.Gr

所属チーム - 無所属→ニューヨークブルズ
世界中で人気のハリウッドスター。世界ランキング3位で「ビッグ5」の「ディフェンス・スター」の異名を持つ。「ファビュラース!!」が口癖。
バトルスタイルは1stバトルは必ず相手に勝たせ特徴をつかむとともに、ビッグ5の彼に勝利したことで油断したところを仕留める。本人曰く、これは映画のようにピンチからの逆転で観客を盛り上がらせる演出のため。しかし、ヒーローであり続けるため負けること、特にバーストされることを許さない性格で、公式試合では完璧を目指す。そのため敗北時に大きく動揺したり、荒々しく態度が変わることがある。
ベイをセットしたランチャーを高く放り投げ、テニスのサーブのようにキャッチしながらシュートする。
世界中の子供たちを笑顔にすることが夢で、昼食を後回しにしてもファンサービスは欠かせない。全てにおいて自分が最高だと思っており、撮影の際にセリフや役を勝手に変更することもある。自分が主役でないと満足せず、自分以外が注目されることを許さず、感情的になる部分がある。
実はフリー・デラホーヤの大ファンで、彼を超えることも夢である。部屋には彼のポスターが壁一面に貼られている。カリーナ・ブーンという姉がいる。
過去にいくつものハリウッド映画に出演しており、どれもクライマックスはベイバトルで決める。
ギルテンにスカウトされ、ニューヨークブルズにキャプテンとして入団する。契約の際に映画の撮影を条件にしたため、バトルの練習も撮影する。漫画版ではニューヨークブルズに加入しない。
漫画版「朝日兄弟編」ではレーンに敗北し、ジニウスのレイヤーを真っ二つに砕かれている。
マック
声 - 拝真之介
アニメオリジナルキャラクター。ニューヨークブルズのトレーナー。
ボビー・ディラン / ディラン・サマーズ
声 - 小田久史
- 使用ベイブレード - ライジングラグナルク.F.J

アニメオリジナルキャラクター。ニューヨークブルズのトップチームのブレーダー。突然キャプテンになったジョシュアには反抗的。
ブルース
声 - 本橋大輔
- 使用ベイブレード - マッドミノボロス.V.U（ゲーム版）

アニメオリジナルキャラクター。ニューヨークブルズのブレーダー。
リチャード・イエロ
#スネークピットを参照。

#### パリブレーダーズ
フランスのベイクラブ。もともとは闘争心や自信がない目立たない弱小チームだったが、ダイナが加入したことで急激に強くなった。
黒神ダイナ
#主要人物を参照。『ゴッド』ではパリブレーダーズのキャプテンを務める。
クリオ・ドロン
声 - 天野心愛
- 使用ベイブレード - ディープカオス.4F.Br

アニメオリジナルキャラクター。ワールドリーグ直前に加入したパリブレーダーズの新メンバー。ルーマニアのトランシルヴァニア出身で両親は有名なマジシャンである。ドラキュラ伯爵の子孫と自称し、吸血鬼のような恰好や、古めかしいしゃべり方をする。これは幼いころから両親のマジックに出演していた影響。鋭い犬歯は実はつけ歯。バトル時には意味深げな長い言動があることもあり、審判から注意されることもある。なおメンバーは出会った当初は敬遠しがちだったがリーグ時にはもう慣れ、クリオの言動にあきれることも。トマトジュースが好物。
クーザの幼なじみでありクーザの親友を自称するが、クーザ自身は幼少期にクリオにかけられた人体切断マジック（クーザは魔術をかけられたと思っている）がトラウマになり、彼を怖がっている。パリブレーダーズの入団テストでの勝負後、ダイナを「死神」と呼び親友となる。
マリー・ゴージャス
フランスのベイクラブ「パリブレーダーズ」のベイトレーナー。
リュック・マール
声 - 稲瀬葵
- 使用ベイブレード - オベリスクオーディン.U.Y

パリブレーダーズのメンバー。眼鏡をかけている。よくスマートフォンをいじっており、撮影をしたりデータの分析をしたりしている。
アラン・ルノール
声 - 金野潤
- 使用ベイブレード - ライジングラグナルク.K.U（アニメ版）、イビルアイ・ウイング・ニードル（漫画版）

パリブレーダーズのメンバー。よく絵を描いている（ピカソ風）。格言は「芸術はバーストだ」。
ジャン
アニメオリジナルキャラクター。パリブレーダーズのメンバー。

#### ロイヤルズ
イギリスの強豪ベイクラブ。
ガゼム・マダール
声 - 浜添伸也
- 使用ベイブレード - カイザーケルベウス.G.R（アニメ版のみ）→マキシマムガルーダ.8F.Fl

イギリスのベイクラブ「ロイヤルズ」の秘密兵器。タイ人のブレーダー。
ムエタイの選手で、公式戦であってもよく靴を脱いでベイバトルをする。ムエタイチャンピオンだった亡き父からもらったベイを破壊したシスコに強烈な敵意を抱いている。ムエタイのキックの勢いや先述の裸足によるグリップ力で世界最高レベルのパワーシュートを打ち出す（漫画版ではシュートパワー1800と表示された）。このシュート力の高さはシスコも認めている。
漫画版では世界ランキング9位。「朝日兄弟編」ではAランク4位だったが、レーンに敗北した。
アーサー・ロレンス
声 - 冨岡美沙子
- 使用ベイブレード - カイザーケルベウス.K.U

アニメオリジナルキャラクター。ロイヤルズのキャプテンでありエース。ヨーロッパリーグが行われる半年前にベイブレード大会出場のためにタイを訪れており、その際に出会ったガゼムにガルーダを渡している。
ジョージ・スター
声 - 小田久史
- 使用ベイブレード - アンロックユニコーン.U.X

アニメオリジナルキャラクター。ロイヤルズのメンバー。
ジェフ・ピーターソン
- 使用ベイブレード - ライジングラグナルク.F.J

アニメオリジナルキャラクター。ロイヤルズのメンバー。
イワン・ザコビッチ
#BCソル（ビーシーソル）を参照。ベイトレーナとして活躍中。

#### スネークピット
レッドアイ
所属チーム - スネークピット→無所属
スネークピットのトップブレーダー。仮面で素顔を隠しているが、その正体は姿を消した紅シュウ。正々堂々としたバトルを望み、相手を万全の状態で倒すことが本当の勝利という考えを持つ。
シュート方法は地面を蹴ってその力をシュートする腕に伝え、さらにランチャーを押し出すことで強力な回転力をベイに与えるというもので、かなりの技術を要する。
詳細は#主要人物の紅シュウを参照。
アシュラム
声 - 郷田ほづみ
スネークピットの支配者。バルトたちの持つオリジナルベイとレプリカであるブラックベイを戦わせ究極のベイを作るため、バルトたちをスネークピットに招き入れる。シュウを侮辱する発言をし、乱太郎やバルトから反感を買っている。
その正体はニューヨークブルズのオーナーのアレキサンダー・ギルテンである。
詳細は#ニューヨークブルズを参照。
初登場時は担当声優は非公開だったが、正体が判明した後に公表された。
ゴールドアイ / ノーマン・ターバー
声 - 若林佑
- 使用ベイブレード - ツインネメシス.3H.J

アシュラムの傍らに控える仮面をつけたブレーダー。本名はノーマン・ターバーで、ゴッドブレーダーズカップには本名で出場する。シュウ（レッドアイ）が現れるまではスネークピット最強と認められる実力者だった。スネークピット内の放送では審判を務める。アシュラムのプロジェクトには興味がなく、レッドアイ打倒だけを望んでいる。
漫画版では仮面をつけたゴールドアイとして登場するが、ワールドチャンピオンシップ決勝戦後に素顔のノーマンとしてシュウの前に現れる。
シルバーアイ
声 - 岩瀬周平
アシュラムの傍らに控える仮面をつけたブレーダー。
イエローアイ / リチャード・イエロ
声 - 峰岸佳
- 使用ベイブレード - ブラックラグナルク.4C.Fl

アニメオリジナルキャラクター。ラグナルクのレプリカを持つブレーダー。慇懃無礼な口調で話す。乱太郎と同じナックルグリップ（ただし、本来のものより重い）と色違いのブレイズラグナルクを使用する。
後にイエローアイの仮面を脱ぎ、リチャード・イエロとしてニューヨークブルズのワールドリーグ出場メンバーに選ばれる。
ブラックベイを持つ5人のブレーダーに強さの順位はなく、頂点に立つレッドアイを倒すことのみを目標にしている。
ブラックアイ
声 - 鈴木崚汰
- 使用ベイブレード - ブラックデスサイザー.2V.Hn

アニメオリジナルキャラクター。デスサイザーのレプリカを持つブレーダー。丁寧な口調で話す。
水晶玉で未来を占い、見ることができると豪語している。シルバーアイいわく、今まで予言を外したことがないらしい。
ヴァイオレットアイ
声 - 増田俊樹
- 使用ベイブレード - ブラックワイバーン.4G.At

アニメオリジナルキャラクター。ワイバーンのレプリカを持つブレーダー。
グレイアイ
声 - 矢野正明
- 使用ベイブレード - ブラッククロノス.6M.T

アニメオリジナルキャラクター。クロノスのレプリカを持つブレーダー。
「っち」を語尾につける。巨漢だが、バランス感覚、運動神経が高い。
アズールアイ
声 - 花倉洸幸
- 使用ベイブレード - ブラックヴァルキリー.6V.Rb

ヴァルキリーのレプリカを持つブレーダー。アニメ版のみ登場。
テンションが高く、北極の寒さを再現したステージでも平気。バルトには「ズルするアイ」と呼ばれる。一人称は「ぼくちゃん」。
ブルーアイ
- 使用ベイブレード - ブラックヴァルキリー.6V.Rb

ヴァルキリーのレプリカを持つブレーダー。漫画版のみ登場。
ボア・アルカセル
声 - 甲斐田ゆき
- 使用ベイブレード - ライジングラグナルク.K.U→アークバハムート.2B.At

スネークピットのブレーダー。メキシコ出身。レッドアイがスネークピットに来た時から彼に憧れ、追い抜くことを目標にしており、自らに無茶なトレーニングを課している。
漫画版「朝日兄弟編」ではAランク3位だったが、レーンに敗北した。

#### ブラジル・リオス
ブラジルのベイクラブ。道場が拠点。名物は100人連続で戦う百人バトル（漫画版では100人が一度にシュートする）。
灼炎寺カイザ
#主要人物を参照。
バーナ・クレイ
声 - 遠藤大智
アニメオリジナルキャラクター。リオスの監督。ヒクソンの父。格闘技で頂点を極め、ブレーダーとしても伝説の男と呼ばれる。大きな鰐を一人で背負うほどの怪力の持ち主。
ソン・ルーウェイ
声 - 沢城千春
- 使用ベイブレード - シェルターレグルス.5S.Tw

中国人のブレーダー。世界ランク4位で「ビッグ5」の「精密機械」の異名を持つ。動くものの距離を測ることができる特技があり、シュートの角度から相手のベイがどのように動くか完璧に予測できる。
武術（特に棒術）の達人で、以前武術大会の決勝でシャカと引き分けたことから彼にライバル意識を持つ。それまで百人バトルを達成したただ一人のブレーダーだったが、シャカも百人バトルを勝ち抜いたことで彼を認めた。
漫画版「朝日兄弟編」ではレーンに敗北し、レグルスのレイヤーを真っ二つに割られている。
カルロス・サンダー
声 - 本橋大輔
- 使用ベイブレード - アンロックユニコーン.T.Y（ゲーム版）

アニメオリジナルキャラクター。リオスのブレーダー。ドレッドヘアで、格闘技ではカポエイラを使用する。
ジョゼ
声 - 土田玲央
- 使用ベイブレード - オベリスクオーディン.U.Y

アニメオリジナルキャラクター。リオスのブレーダー。坊主頭で、格闘技ではレスリングを使用する。座禅が苦手。
アナ・マルク
声 - 藤原夏海
- 使用ベイブレード - オベリスクオーディン.G.N

アニメオリジナルキャラクター。リオスのブレーダー。ワールドリーグのメンバーで唯一の女性ブレーダー。赤毛のポニーテールが特徴で、格闘技では空手を使用する。
スタン・ハンバーグ
#BCソル（ビーシーソル）を参照。
マルコ
声 - 大地葉
アニメオリジナルキャラクター。リオスのブレーダー。格闘技ではヌンチャクを使用する。タブレットでベイの分析をする。
アントニア
声 - 知桐京子
- 使用ベイブレード - アンロックユニコーン.U.X

アニメオリジナルキャラクター。リオスのブレーダー。眼鏡をかけている。
ジェラルド
- 使用ベイブレード - ストームスプリガン.G.R

アニメオリジナルキャラクター。リオスのブレーダー。黄色いバイザーが特徴。
審判役
声 - 稲瀬葵
アニメオリジナルキャラクター。リオスのブレーダー。シャカ、バルトの百人バトルにおいて審判を行う。

#### アンダーワールド
クルツ・バラティエ
声 - 大河元気
- 使用ベイブレード - ビートククルカン.7U.Hn

アニメオリジナルキャラクター。アンダーワールドを支配し、「皇帝」と呼ばれる大柄のブレーダー。元世界ランキング1位で「伝説の世界王者」と称されており、誰にも負けたことがないという。そのため自分に見合う強豪がいないと感じ、突然表舞台から姿を消した。その後、よりスリリングで刺激的なバトルを求めてアンダーワールドでベイを賭けた「地下バトル」を取り仕切っている。負けた相手のベイを奪うバトルは、バルトからは「そんなバトルは認めない」と否定されている。今なお自分より強いブレーダーはいないと思っており、今のベイバトルを「ガキの遊び」程度としているが、ギルテンからの差し金によりゴッドブレーダーズカップに突如特別ゲストとして参戦することになる。
2メートル近い長身と高いジャンプ力を使用した強力なシュートが特徴。シュート前にイヤリングをはじく癖がある。
『超ゼツ』ではワールドランキング6位。
漫画版「朝日兄弟編」ではAランク2位だったが、レーンに敗北した。
ビスケ
声 - 藤原夏海
アニメオリジナルキャラクター。アンダーワールドのブレーダー。クルツを慕い「クルツ様」と呼んでいる。負けたブレーダーからベイを没収する。仲間と共に下品な声援を送り迷惑がられる。クーザを「全敗野郎」と馬鹿にする。
ザリ
声 - 本橋大輔
アニメオリジナルキャラクター。アンダーワールドのブレーダー。
ラビトラ
声 - 峰岸佳
アニメオリジナルキャラクター。アンダーワールドのブレーダー。ゴーグルをしている。
アジル
アニメオリジナルキャラクター。アンダーワールドのブレーダー。モヒカン頭をしている。
ペドロ、リズモ
アニメオリジナルキャラクター。アンダーワールドのブレーダー。

#### その他のブレーダー（ゴッド）
パブロ
声 - 知桐京子
- 使用ベイブレード - アンロックユニコーン.U.X

アニメオリジナルキャラクター。スペインのとある街1番の強豪ブレーダー。
ポール・オーランド
声 - 武藤真子
- 使用ベイブレード - ストームスプリガン.L.P

アニメオリジナルキャラクター。BCソルに入ることを夢として、入団テストを受けにオランダからやってきたブレーダー。
ルイス・ロレンソ
アニメオリジナルキャラクター。BCソルの入団テストを受けにきたブレーダー。名前のみ登場。
マーク・ストロング
声 - 林大地
- 使用ベイブレード - アンロックユニコーン.G.R

アニメオリジナルキャラクター。BCソルの入団テストを受けにきたブレーダー。巨漢で1人称は「わし」。
バイキングス
スウェーデンのベイクラブ。ブレーダー同士の連係が高い。ヨーロッパリーグでBCソルと対戦する。
BCガレオン（ビーシーガレオン）
ポルトガルのベイクラブ。ヨーロッパリーグでBCソルと、ワールドリーグでパリブレーダーズと対戦する。
トーレス・スパーク
- 使用ベイブレード - ホーリーホルスード.G.X

アニメオリジナルキャラクター。BCガレオンの1番手。
サラ・サンチェス
- 使用ベイブレード - ライジングラグナルク.L.P

アニメオリジナルキャラクター。水色の長髪が特徴のBCガレオンの2番手。
ザビエル・カッパー
声 - 知桐京子
- 使用ベイブレード - カイザーケルベウス.K.U

アニメオリジナルキャラクター。BCガレオンのキャプテンであり世界ランカー。

BCオルメカ
メキシコのベイクラブ。ワールドリーグでブラジル・リオスと対戦する。
ホセ
声 - 長谷徳人
- 使用ベイブレード - ホーリーホルスード.G.X

アニメオリジナルキャラクター。BCオルメカのブレーダー。

エアーロックス
ワールドリーグに出場したオーストラリアのベイクラブ。
タンゴリズムズ
ワールドリーグに出場したアルゼンチンのベイクラブ。
リオネル・メッチャ
- 使用ベイブレード - カイザーケルベウス.K.U

アニメオリジナルキャラクター。タンゴリズムズのブレーダー。

ファイヤーソウル
韓国のベイクラブ。ワールドリーグでニューヨークブルズと対戦する。

#### その他の登場人物（ゴッド）
ムラキ
声 - マスターブレーダー村木
ベイブレードの開発者。字幕では「村木」と表記されている。
ホリカワ
声 - マスターブレーダー堀川
ベイブレードの開発者。字幕では「堀川」と表記されている。
漫画版ではシャカが持つゼノエクスカリバーの開発者でもある。
セニョール・アナミー
声 - 内匠靖明
大会で熱い実況を行うスペインのwbba.公認アナウンサー。金髪だが口調やテンションが穴見運太に似ている。唄ができ、穴見から尊敬されている。アニメ版で先行登場したが、漫画版でも登場している。
トミー
声 - 金野潤
アニメオリジナルキャラクター。眼鏡をかけた人物で、ワールドリーグ準決勝のパリブレーダーズとニューヨークブルズの試合を実況する。
テリー・トランク
アニメオリジナルキャラクター。バルセロナで行われるジョシュア・ブーンの映画監督。つねにメガホンを持っている。バルトたちには厳しく頑固者だが、ジョシュアには頭が上がらず、そのわがままに振り回される。サングラスをかけているが、外すとつぶらな瞳があらわになる。
漫画版でも相当する人物が登場しているが顔は異なる。
デボラ・マーフィー
アニメオリジナルキャラクター。ジョシュアの映画の女性プロデューサー。ジョシュアの性格を把握しており、ジョシュアの気まぐれによる映画の設定変更にも臨機応変に対応する。漫画版でも相当する人物が登場しているが顔は異なる。
カリーナ・ブーン
声 - 井上麻里奈
アニメオリジナルキャラクター。ジョシュアの姉。弟のジョシュアを子供扱いして可愛がっている。
ジョン
アニメオリジナルキャラクター。アメリカで偶然ボアと知り合った少年。帽子をかぶっている。他の3人の少年たちとともにゴッドブレーダーズカップに出場したボアを応援する。

### ベイブレードバースト 超ゼツからの登場人物

#### Z4
ファイ
声 - 子安武人 / 幼少期 - 藩めぐみ
- 使用ベイブレード - リヴァイブフェニックス.10.Fr→デッドフェニックス.10.Fr

実力はバルトを超えるともいわれる新星の強豪ブレーダー。「不死身の帝王」の異名を持ち、自らを「神」と称することも。漫画版では北米の大会を制している。隕石から作られたベイを使うとも、隕石落下で燃えさかる森から現れたとも噂され、正体は不明。強いベイブレードを破壊することに喜びを感じており、またその破壊の楽しみは自分自身のものだけと称する。瞳が青と赤のオッドアイになっている。格段に長いフェニックスワインダーを使用する。ベイと強く共鳴したとき白目が黒く染まり、リヴァイブフェニックスも黒く変化する。アイガの共鳴力に興味を抱いている。
ハーツという弟がおり、私生活では紅茶を高いところから注ぐ、長編小説を読む、ピアノを弾くなどがコミックス11巻のおまけ漫画で明らかに。
ハーツとの決闘後、ハデスをフェニックスに取り込みデッドフェニックスを完成させ、自らを「破壊の神」と称し全てのベイブレードを破壊することを決意する。これ以降、服装はデッドフェニックスを意識した禍々しいデザインのものに変わり、性格もより過激で凶悪なものに変貌。「全てのベイを破壊し自らが新たな神となる」という彼の真の野望が明かされた。アイガに敗北した後は、バルトとアイガのタイトルマッチ戦をハーツと共に観戦しており、アイガの勝利後には2人で自らが行っていたことが間違いであったと認識している。
漫画版「朝日兄弟編」では、wbba.のレジェンドランク7位に位置している。
ラバン・ヴァノ
声 - 田村睦心
- 使用ベイブレード - ヴァイスレオパルド.12L.Ds

アフリカ人のブレーダー。自称最強の占い師。占いに従い行動することが多く、日本を訪れるのもバトルシップクルーズに参加するのも占いに従ってのこと。初登場時はブレーダーであることも明かさなかったが、その正体はZ4の一人。アフリカ大会の王者で「獣王」の異名を持ち、動物と会話することもできる。アイガ、ジャンとは無人島で共にサバイバルを経験したことで絆を結び、ライバルと認めあう。
ジャン・ボガード
声 - 花江夏樹
- 使用ベイブレード - バスターエクスカリバー.1'.Sw→バスターエクスカリバー.1'D.Sw

海洋上の王国の王子。幼い頃から「王道」を厳しく学び、勇者であろうとしている。漫画版では南米大陸王者。シャカの弟子で、彼に負けぬ力の持ち主。普段は王族の姿をしているがトレーニング時は道着を着用している。ライバルとなるブレーダーを見つけるためにバトルシップクルーズに参加し、最大の技「フォースインパクト」を使わせ、バスターエクスカリバーをバースト寸前まで追い込んだアイガをライバルと認め、ともに旅をする決意をする。
ハーツ
声 - 子安武人 / 幼少期 - 藩めぐみ
- 使用ベイブレード - デッドハデス.11T.Z'

Z4最後の一人。ファイの双子の弟であり、「冥界の魔王」の異名を持つ。漫画版では中東王者。観衆を巻き込んだパフォーマンスで場を盛り上げるバトルを得意とする。デッドハデスと一心同体になる究極の共鳴力の持ち主であり、ベイがダメージを受けると自身もダメージを受け、闘争心を上げて強くなる。
ハデスを失ってからは、デッドフェニックスと共に蛮行の限りを尽くすファイを複数回説得している。

#### ライバルブレーダー（超ゼツ）
カイル・ハキム
声 - 矢部雅史
- 使用ベイブレード - ハザードケルベウス.7.At

不気味な犬の仮面をつけたブレーダー。漫画版では中米大陸王者。バトルシップクルーズに参加し、アイガたちを分析して情報を集めている。慇懃無礼で自分を「ブレーダーとしては上の上」、他のブレーダーを「下の下」など何かと位をつけ見下す。神出鬼没でつかみどころがなく、初登場時の幽霊船では乱次郎らからは幽霊と言われており、ジャンからは「嫌な感じがする」という印象を持たれている。ハーツを世界最強ブレーダーとして尊敬している。
イベル・オックスフォード
声 - 武内駿輔
- 使用ベイブレード - オーブイージス.Ω.Qs

ハーツの仲間。ベイブレードの研究者であり、通称「ドクター・イベル」。冷静でロジカルな性格をしており、物事をパーセントで表す癖がある。誰に対しても愛想が悪いが、ハーツに対しては敬語混じりに話すこともある。デッドグラン内に自分の研究室を構えており、世界中からベイブレードのデータを収集している。自身の手でベイブレードの開発を行っており、最強のベイブレードを作ることを夢見ている。超Z無双ベイスタジアムおよびレフトアポロス、ライトアルテミスを開発した張本人。
漫画版では、知識は本で学べるために学校には通っておらず、独学でイージスを作成している。
ナイト伯爵
声 - 小林ゆう
- 使用ベイブレード - バルドゥール.β.β（漫画版のみ）→シャドウオリハルコン.α.β（漫画版のみ）→闇アマテリオス.0.X'（漫画版のみ）→ライトアルテミス.∞ / レフトアポロス.∞L→ライト/レフトエクリプス.11T.Z'

世界中のレアベイを狙う神出鬼没の謎の怪盗。変装の達人でもある。その正体はザックの兄であり、身内のザックにも怪盗であることを明かしていない。アニメでは金色のベイランチャーLRを使用している。「ボンジュール」「ボンソワール」などのフランス語を多用する。
漫画版では特別編に登場する。バルトからは「羽ぼうし」、アイガからは「羽マント」と呼ばれている。
怪盗だが、ベイを盗むのは勝利したときのみ。負ければおとなしく引き下がるのが流儀である。

#### 家族（超ゼツ）
赤刃タイガ（あかば タイガ）
声 - 宮本充
- 使用ベイブレード - ツインネメシス.2G.U

アイガの父。ゾロが認めるベイトレーナーで、かつて世界で初めて超ゼツベイを作った男。ヴァルキリーを超ゼツベイに進化させたことで、バルトからは「師匠」と呼ばれる。ゾロの弟子であり、かつてゾロのもとで修行しており、このときにゾロ曰く究極のエクステンドドライバーを開発している。カンナ曰く、若い頃は高い実力のブレーダーであったらしいが、スペシャルマッチでのファイ戦を控えたアイガには一度も勝てなかった。
赤刃カンナ（あかば カンナ）
声 - 小林ゆう
アイガの母。アイガの共鳴力の強さを恐れるタイガに対し、アイガの旅出を見守るなどアイガの行動には肯定的。タイガが若い頃にベイブレードで実力を持っていたことを知っている。
赤刃ナル（あかば ナル）
声 - 井上麻里奈
アイガの妹。初登場時7歳。タブレットを使いこなし、超ゼツベイの設計やデザインも行える。しっかり者な性格で、アイガのことは呼び捨てで呼んだり口煩く注意する。一方で兄を慕う一面もあり、アイガと離れるのが嫌で米駒学園に追う形で転校したり、トビ助やグミタと共にベイクイーン号に密航で乗り込んだこともある。

#### 乱ベイ組
黄山乱次郎
#超ゼツを参照。
土方ハルミ
声 - 本橋大輔
- 使用ベイブレード - クライスサタン.8F.P

乱ベイ組のメンバー。元々は米駒学園ベイクラブに在籍していたが、乱次郎の強さを目の当たりにして堅苦しいベイクラブを辞め、グミタ、ベニ丸、ジョンジーを連れて乱次郎たちと共にベイ組を立ち上げる。
トビ助
声 - 藤原夏海
- 使用ベイブレード - アルタークロノス.4F.J

乱ベイ組のメンバー。眼鏡をかけている。乱次郎の初めの子分。他の乱ベイ組員含め、乱次郎と共にアイガやベイクラブのメンバーと親しくなっていく。
グミタ
声 - 松田颯水
- 使用ベイブレード - ツインネメシス.2G.U

乱ベイ組のメンバー。いつも気だるそうにしている。
ベニ丸
声 - 早志勇紀
- 使用ベイブレード - シェルターレグルス.2B.N

乱ベイ組のメンバー。鉢巻をしめている。オカルト好き。
ジョンジー
声 - 峰岸佳
- 使用ベイブレード - ディープカオス.7U.Fl

乱ベイ組のメンバー。黒いマスクをしている。

#### その他の登場人物（超ゼツ）
紺田コウジ（こんだ コウジ）
声 - 知桐京子
- 使用ベイブレード - マキシマムガルーダ.4G.W

アニメオリジナルキャラクター。ホウジの弟。米駒学園ベイクラブに在籍している。全国大会団体戦の優勝メンバー。ベイクラブ一のパワーブレーダーと呼ばれており、シュートパワーはアイガ、フブキをも上回った。
芦田ハヤオ
声 - 南早紀
- 使用ベイブレード - ブラストジニウス.3H.U

米駒学園ベイクラブの部員。緑色のニット帽をかぶっている。全国大会団体戦の優勝メンバー。
今丹キメル
声 - 山藤桃子
- 使用ベイブレード - クライスサタン.4S.J

米駒学園ベイクラブの部員。赤いキャスケットをかぶっている。
萬田猿蔵（まんだ さるぞう）
声 - 梅津秀行
アニメオリジナルキャラクター。スオウに仕える希代の業物師。御朱印家に先祖代々伝わる家宝である「竜の牙」からヘルサラマンダーを作り出した。
ベイーン
声 - 稲瀬葵
アニメオリジナルキャラクター。ベイクイーン号に搭載されているAI。「ベイーン」は愛称であり、正式名称は「ベイクイーン」。
デモン
声 - 北田理道
アニメオリジナルキャラクター。自称「地獄から来たアナウンサー」。デッドグラン内でのベイバトルの実況を行う。デッドグラン側のブレーダーびいきであり、米駒学園ベイクラブや乱ベイ組からは不評を買っている。
イドム
- 使用ベイブレード - ビートククルカン.2G.O

アニメオリジナルキャラクター。アイガの家の近辺に住んでいる大柄なブレーダー。3人の仲間（ノボル、アップ、オロス）を引き連れてアイガに挑んでいるが勝てないでいる。
カブ、セリ、ナズナ
アニメオリジナルキャラクター。米駒学園の生徒。
ケイ、パーク
声 - 西村太佑（パーク）
アニメオリジナルキャラクター。ホウイのトレーナーを務める2人組。どちらも黒いスーツとサングラスを着用している。
カズヨシ、クニユキ、リョーイチ
- 使用ベイブレード - キラーデスサイザー.6F.J（カズヨシ）、ビートククルカン.2G.O（クニユキ）、ツインネメシス.2G.U（リョーイチ）

アニメオリジナルキャラクター。ロンギヌスカップ出場選手。
チェン
- 使用ベイブレード - クライスサタン.4S.J

アニメオリジナルキャラクター。ロンギヌスカップに出場する中国のブレーダー。
アリ
- 使用ベイブレード - クライスサタン.8F.P

アニメオリジナルキャラクター。ロンギヌスカップに出場するサウジアラビアのブレーダー。
ダウラ・ギリ
- 使用ベイブレード - ビートククルカン.2G.O

アニメオリジナルキャラクター。ロンギヌスカップに出場するインドのブレーダー。首に大きな蛇を巻き付けている。
レイド、グリーン、ピンキー、ブルーム、パープス
アニメオリジナルキャラクター。バトルシップクルーズ中にニューヨークを訪れたアイガたちが出会った少年たち。バトルシップクルーズを中継で見ており、アイガや乱次郎のファンでもある。ピンキーはニューヨークブルズの練習生。
じいや
声 - 飯島肇
アニメオリジナルキャラクター。ジャンの執事的存在。口上が長く、ジャンからは呆れられている。

### ベイブレードバースト ガチからの登場人物

#### ビクトリーズ
虹龍タンゴ（こうりゅう タンゴ）
声 - 後藤光祐
ドラムの叔父でビクトリーズのベイトレーナー。日本でドラムを預かる。口癖は「ナイス」。一見ベイと関係なく意味不明だが効果的な特訓をドラムたちに施す。壺のコレクションを大事にしているが、ビクトリーズの世界への修行の資金にするために売り払う。愛猫の名前はワルツ。料理は得意な様子。
草葉タカネ（くさば タカネ）
声 - 水野麻里絵
- 使用ベイブレード - クラッシュラグナルク.7B.Yr

アマネの弟。ベイバトルを撮影し、実況を行うベイチューバーでもある。
金道イチカ（きんどう イチカ）
声 - 高橋未奈美
- 使用ベイブレード - アーチャーヘラクレス.G.Op

フミヤの妹。強さだけを追求するフミヤのスパークデビルズのスタイルを嫌いビクトリーズに所属する。ガイストファブニルで勝つフリー・デラホーヤへのイチカの憧れは、フミヤがウィザードファブニルを作るきっかけとなった。

#### ライバルブレーダー（ガチ）
瑠璃川ジョー（るりかわ ジョー）
声 - 村田太志
- 使用ベイブレード - ジャッジメントジョーカー.00T.Tr 斬

所属チーム - 無所属→HELL
道化師のような服装のさすらいのギャンブラー。バトルジャーニー後はHELLに入団する。なんでもコイントスの結果で行動を決める。
漫画版では世界ランク上位2人のうちの一人。
灰嶋ロダン（はいじま ロダン）
声 - 岩崎征実
- 使用ベイブレード - ツヴァイロンギヌス.Dr.Sp' 滅

1年前まではデカスロンの世界的選手で、全競技でジュニア世界記録を塗り替えたスーパーアスリート。新たな戦いの場を求めてベイカーニバルに出場する。最高のシュートを打つことを目的としている。大会出場経歴がほとんどないため未知数の実力をもつ。初登場時11歳。小学生ながら身長は180cmで、同年齢の人間とは比べ物にならないほどの筋骨隆々な体格。フミヤにスパークデビルズへスカウトされるが全くなびかず申し出を断っている。
ポット・ホープ
声 - 國立幸
- 使用ベイブレード - ヘブンペガサス.10P.Lw 閃

GT3の一人。精神統一の道場「天空の城」1番の実力者で「神の子」と呼ばれている。集中力が高く、人が纏う気の流れを感じ取ることができる。いたずら好きな性格で、修行から逃げて道場の門下生を困らせたり、落とし穴を仕掛けるなどする。ベイブレードの実力は本物で、出場した大会は全て優勝し一度も負けたことがなかったためにベイブレードへの情熱を失いかけていたが、ドラムとのバトル後はドラゴンのゴールドターボの輝きを見てベイブレードのさらなる目標を見つけた。
ブリント・デボイ
声 - 鳥海浩輔
- 使用ベイブレード - ドレッドバハムート.7W.Om 幻

所属チーム - 無所属→HELL→無所属
GT3の一人。貴族のような恰好をしている芸術家ブレーダー。強く美しいバトルにしか興味がなく、最近は大会のレベルが低いと感じたため古城の別荘で暮らして、アトリエで絵を描いて過ごしている。
バトルジャーニー後はHELLに入団するが、あくまでアーサーの闇に魅かれバトルをしたいためであり、wbba.やHELLには興味がない。GTアリーナでのデルタとのバトルで自身が満たされたことから、チーム対抗戦の途中で自らチームHELLを離脱した。
アーサー・パーシヴァル
声 - 山本匠馬
- 使用ベイブレード - プライムアポカリプス.0D.Ul'

所属チーム - HELL
「HELL」の王と呼ばれるブレーダー。wbba.を生温いと称してこれに対抗するベイブレード団体「HELL」を組織し、街中にそびえたつHELLタワーを司る。アポカリプスを所有する己自身を「ベイブレードの王」と称する。自らの「闇」を強さとして光を飲み込もうとしており、闇に染まってでも強くなりたいブレーダーをHELLへ勧誘し始めた。HELLには、世界各国のベイブレードクラブのブレーダーが次々に移籍しており、厳しい訓練の中で生き残った者だけが入団を許されている。大人びているが小学生。
グウィン・ロニー
声 - 諸星すみれ
- 使用ベイブレード - レガリアジェネシス.Hy→ビッグバンジェネシス.Hy

所属チーム - 無所属→HELL→無所属
物理学と数学の天才少年。のちにHELLに加入する。あらゆる現象を一瞬にして数値化する能力を持ち、算術をしながらベイバトルの勝敗を予測する。ベイブレードを知らず公のバトルに出場したことはなかったが、アーサーのアポカリプスを見てベイブレードに興味を持ち、「完璧なベイ」を作るという目的の下でアポカリプスの無限ロックシステムをコピーした唯一無二の「レガリアジェネシス」レイヤーを作り出す。興味を持ったことに対しては強い探求心と集中力を発揮するが、普段は自分の研究室にいるため外の世界の人間とは関わらず生きてきており、感情表現や人間関係に対する興味は薄い。天才的な頭脳から、「ハイパー力学分散並列理論」を提唱している。また、理数系に特化しているが身体は異常なほどに柔軟で、即座にシュートフォームを編み出す芸当も披露している。漫画版では6歳でイギリスの大学に飛び級進学、8歳でロニー研究所を設立し数々の重要な研究を発表したという経歴と、30時間ずっと働いて20時間ずっと寝るという生活スタイルが描かれている。
漫画版ではアポカリプスの製作者でドラムたちに敵対する立場として登場し、アシュラを破壊したりドラムの学校のベイブレードクラブを襲うなどの非道を働く。
漫画版「朝日兄弟編」では、「超王ベイ」を開発した人物として登場。wbba.のレジェンドランク8位に位置している。

#### その他の登場人物（ガチ）
虹龍カイオ（こうりゅう カイオ）
声 - 早志勇紀
ドラムの父。仕事で南極へ行くためタンゴにドラムを預ける。
はじめ
声 - はじめしゃちょー
アニメオリジナルキャラクター。『ガチ』第1話に登場。ベイフェスティバルの司会を務める男性。キャラクターデザインは牧内ももこ。
ケン、ブンゴ、ハルタ
声 - こばたけまさふみ（ケン）、長谷徳人（ブンゴ）、高橋未奈美（ハルタ）
アニメオリジナルキャラクター。ベイフェスティバルでタカネにバトルで勝利し、アシュラを奪った3人組。
アナザー
声 - 伊丸岡篤
アニメオリジナルキャラクター。HELL所属のアナウンサー。

### ベイブレードバースト スパーキングからの登場人物
朝日昇
声 - 早志勇紀
ヒカルとヒュウガの父親。「朝日レストラン」を経営しており、スパゲティ料理が得意。
朝日輝美
声 - 甲斐田裕子
ヒカルとヒュウガの母親。
ボンバーズ
チャック
声 - 菊池こころ
- 使用ベイブレード - ジャッジメントジョーカー.Bl.Vl 斬

口癖が「だっぺ」の黄色い巻き髪の少年。
ライカ
声 - 原紗友里
- 使用ベイブレード - ジャッジメントジョーカー.Hr.O 斬

カメラでよく撮影をする女の子。
グン
声 - 野上翔
- 使用ベイブレード - ブシンアシュラ.0.Xt 天

メガネをかけたアフロヘアの少年で、敬語を多用する。

猫田ハシル（ねこた ハシル）
声 - 原優子
アニメオリジナルキャラクター。wbba.の強化指定ブレーダー。

### ベイブレードバースト ダイナマイトバトルからの登場人物

#### 家族（ダイナマイトバトル）
翠龍ハンナ（すいりゅう ハンナ）
声 - 本泉莉奈
翠龍バサラの妹。好奇心でバサラを連れて魔界の門にやってきてベルと出会う。
大黒天甚右衛門（だいこくてん じんえもん）
声 - 多田野曜平
大黒天ベルの祖父であり、ベルが住む洋館の主。初登場時73歳。ベルからは「ジイジ」と呼ばれ、執事的な役割を担う。ベルと同じくイタズラ好きで、料理や庭の管理などなんでもこなす。魔界の門のシステムを管理している。白鷺城ルイをスーパーレジェンドと称するなど、ベルとは違い外の世界の情報にも精通している。
翠龍 モネ（すいりゅう モネ）
声 - 魏涼子
アニメオリジナルキャラクター。バサラとハンナの母。

#### ライバルブレーダー（ダイナマイトバトル）
イリヤ・マオ
声 - Lynn
- 使用ベイブレード - マグマイフリート.Cq-Q.J-Q+Wv-4

所属チーム - BCソル→無所属→BCソル→ザ・センター
ローラースケートとヘルメットを着用する少女ブレーダー。元々BCソルに入団していたが、ラシャド・グッドマンという存在に闘志を燃やし離脱し、武者修行の旅で己を鍛えていた。ラシャドとはBCソル時代からの知り合いでライバル。言葉で相手のペースを崩し自分を優位に立たせるなどの心理戦が得意。どんな相手とも本気で戦う姿勢を貫く。
漫画版ではラシャドの回想で登場している。
フェノメノ・ペイン
声 - 岡本信彦
- 使用ベイブレード - プロミネンスフェニックス.Tp.MUn-10

アニメオリジナルキャラクター。「不死鳥」の異名を持つブレーダー。かつてヨーロッパ地区の新人ブレーダーとして無双したが、ヨーロッパジュニアの決勝でラシャドに敗れて一時期姿を消していた。ラシャドを倒すことに異常な執念を燃やしている。国籍は不明だが、彼が育った場所は「オーロラの地」と呼ばれている。

#### その他の登場人物（ダイナマイトバトル）
猫田コロブ（ねこた コロブ）、犬井ケン（いぬい ケン）
声 - 原優子（コロブ）、中村百伽（ケン）
アニメオリジナルキャラクター。公園でベルとルイのバトルの真似事をしていたが、突如現れたランゾーに無理矢理決めポーズをレクチャーされて迷惑がる。それぞれ語尾に「にゃ」「わん」とつける。
マリア
声 - 谷口夢奈
アニメオリジナルキャラクター。バルトを慕うBCソルの練習生で、BCソルジュニア3人組の1人。髪型はポニーテールで、スカーフを巻いた少女。
3人組のキャラクターデザインは監督補佐の寺田素都。
ロミオ
声 - 長谷徳人
アニメオリジナルキャラクター。BCソルジュニア3人組の1人。眼鏡をかけ、帽子とマフラーを着用した少年。
チアゴ
声 - おまたかな
アニメオリジナルキャラクター。BCソルジュニア3人組の1人。ゴーグルをつけた少年。
加茂ヒロシ（かも ヒロシ）、中田トオル（なかた トオル）
声 - 谷口夢奈（ヒロシ）、本泉莉奈（トオル）
アニメオリジナルキャラクター。公園でベイバトルをしていたところでベルと会い、デンジャラスベリアルのシュートを見せてもらう。
ヘルム・ペイン
声 - 菅生隆之
アニメオリジナルキャラクター。フェノメノの祖父。孫の身を案じており、フェノメノを訪ねて日本からやってきたベルたちを快く迎えた。

### 漫画版の登場人物
鬼島岩鉄（きじま がんてつ）
- 使用ベイブレード - ケルベウス・セントラル・ディフェンス

高校2年生。かつてシャカにベイバトルで敗れたことがあり、復讐を誓い仲間を率いて道場破りを行う。
ミケル
- 使用ベイブレード - マッドミノボロス.Q.Q

特別編に登場。イタリアのベイクラブ「BCミラノ」に所属する。世界ランク12位のブレーダー。
アレクサンダー・ボトム
- 使用ベイブレード - ジャッジメントペガサス.8'G.Kp' 滅

朝日兄弟編に登場。ワールドブレーダーランキングAランク27位。
桐谷ジョアン（きりたに ジョアン）
- 使用ベイブレード - イレイズバハムート.1'S.Zt' 双

朝日兄弟編に登場。ワールドブレーダーランキングBランク5位。
珍大全（ちん たいぜん）
- 使用ベイブレード - フレアアシュラ.5.S 烈

朝日兄弟編に登場。ワールドブレーダーランキングCランク195位。
正石ケンジ（ただいし ケンジ）
- 使用ベイブレード - デスソロモン.MF 2B

ベル編に登場。ベルが住む屋敷の近くの学校の生徒会長で、数々の大会で優勝しているブレーダー。正義感の強い人物に見えるが実は腹黒い性格。

### ゲーム版の登場人物

#### ベイブレードバースト
ゲームオリジナル主人公
声 - 田中あいみ
ゲーム版『ベイブレードバースト』の主人公。米駒学園ベイクラブに所属し、バルトたちとともに全国大会優勝を目指す。
『ベイブレードバースト バトルゼロ』ではプレイヤーの外見を選べる3人のキャラクターの1人として登場。『ベイブレードバースト』のキャラクターとして扱われている。

#### ベイブレードバースト ゴッド
ゲームオリジナル主人公
声 - 高橋李依
ゲーム版『ベイブレードバースト ゴッド』の主人公。BCソルに入団し、バルトたちとともにワールドリーグ優勝を目指す。
『ベイブレードバースト バトルゼロ』ではプレイヤーの外見を選べる3人のキャラクターの1人として登場。『ベイブレードバースト ゴッド』のキャラクターとして扱われている。
フライングダッチメン
オランダの強豪チーム。ヨーロッパリーグ2回戦でBCソルと対戦する。スタミナタイプを使うブレーダーが多い。
セドルフ、ベルカンプ、クライフ、ダヴィッツ、ライカル
- 使用ベイブレード - カイザーケルベウス.U.Lp、ホーリーホルスード.4C.Y、ライジングラグナルク.G.W、アンロックユニコーン.T.Fl、ジェイルヨルムンガンド.I.C

ギリシャオリンポス
ギリシャのチーム。ヨーロッパリーグ3回戦でBCソルと対戦する。バランスよくベイを使う。
ゼノ、キュロス、アルキス、クリストファー、トマス
- 使用ベイブレード - ブレイズラグナルク.V.Fl、イェーガーユグドラシル.2G.N、マッドミノボロス.B.V、ビクトリーヴァルキリー.6V.J、ダークデスサイザー.K.U

BCカテナチオン
イタリア国内では負けなしのチーム。ヨーロッパリーグ5回戦（準決勝）でBCソルと対戦する。ディフェンスタイプを使うブレーダーが多い。
ロッシ、パオロ、バレージ、ネスタ、ファビオ
- 使用ベイブレード - クアッドケツァルカトル.4G.Lp、クライスサタン.H.At、アンロックユニコーン.4G.O、カイザーケルベウス.2G.Lp、トルネードワイバーン.J.At

ナイルレイダース
エジプトの名門チーム。ワールドリーグ2回戦でBCソルと対戦する。バランスタイプを使うブレーダーが多い。
ラムセス、アーデス、ジョーンズ、リック、ハッサン
- 使用ベイブレード - ノヴァネプチューン.V.U、オベリスクオーディン.Y.T、アルタークロノス.6M.F、アシッドアヌビス.6M.F、アシッドアヌビス.Y.T

ツンドラウルブズ
ロシアのチーム。ワールドリーグ4回戦でBCソルと対戦する。アタックタイプを使うブレーダーが多い。
エメリヤ、ガレリン、セルゲイ、ソルコフ、シコルスキ
- 使用ベイブレード - ビーストベヒーモス.H.Hn、キラーデスサイザー.F.Rb、ゼノエクスカリバー.6V.Rb、イクシードイビルアイ.2G.Hn、マッドミノボロス.M.I

#### ベイブレードバースト バトルゼロ
ゲームオリジナル主人公
声 - 天海由梨奈
ゲーム版『ベイブレードバースト バトルゼロ』でプレイヤーの外見を選べる3人のキャラクターの1人。『ベイブレードバースト 超ゼツ』のキャラクターとして扱われている。

## 用語

### ベイブレード
日本で発祥した現代版のベーゴマ。「ベイ」と略されることが多い。詳細は「ベイブレード」を参照。ベイは神話をイメージして作られている。パーツは主にレイヤー、ディスク、ドライバーの3層構造からなる。パーツはそれぞれ互換性があり、カスタマイズすることが可能。基本的なバトルは1対1で行われ、ベイを専用発射装置「ランチャー」を使って「3、2、1、ゴーシュート!」の掛け声とともにシュートし、勝敗はスピンフィニッシュ、オーバーフィニッシュ、バーストフィニッシュの3つのどれかで決まる。それぞれポイントが異なり、試合では2ポイント先取で勝利するのが基本である。
スピンフィニッシュ：相手より長く回り続けること。1ポイントもらえる。
オーバーフィニッシュ：相手をスタジアム外に押し出すこと。1ポイントもらえる。
バーストフィニッシュ：相手のベイブレードのロックを外し、バースト（分解）させること。2ポイントもらえる。レイヤーパーツが壊れた場合においても同様の判定が行われ、ポイントが与えられる。
全てのベイは自分のアルファベットを持っており、バルトのベイ「ビクトリーヴァルキリー」(Victory Valkyrie)は「V」のベイとなっている。ヴァルキリーのアルファベット「V」とスプリガンのアルファベット「S」は、この2機がライバルということで「VS（バーサス）」からつけられた。
『ゴッド』以降はレイヤーの頭文字がブレーダーの名前の頭文字と同じ。また、アルファベットが被ったベイゴッドチップのマークは左右反転したり、アレンジがされている。例えばシスコ・カーライル（S.K）のベイはクライスサタン（kS）で、2機目のSのベイなのでマークはƧである。
ベイブレードのタイプ
ベイには4つのタイプがあり、それぞれ特徴が異なる。
アタックタイプ
高い攻撃力を重視しており、常にスタジアム内を円形に動き回る。スタミナタイプに有利。パーツの色は青系。
ディフェンスタイプ
相手の攻撃を受けきるほど高い防御力を持つ。アタックタイプに有利。パーツの色は緑系。
スタミナタイプ
長時間のバトルや広いフィールドに強い持久力を持ち、基本的にスタジアム中央でとどまる。ディフェンスタイプに有利。パーツの色は黄色系。
バランスタイプ
アタックとディフェンスなど、複数の力を兼ね備えている。タイプによる有利・不利はない。パーツの色は赤系。
| アタックタイプ | ディフェンスタイプ | スタミナタイプ | バランスタイプ |
| 初期（2015年 - 2016年）（B-01 - B-33、B-57、B-101）（アニメ版への登場：○〈アマテリオスのみ〉）                                                                                       | 初期（2015年 - 2016年）（B-01 - B-33、B-57、B-101）（アニメ版への登場：○〈アマテリオスのみ〉）                                                       | 初期（2015年 - 2016年）（B-01 - B-33、B-57、B-101）（アニメ版への登場：○〈アマテリオスのみ〉）                                                                                | 初期（2015年 - 2016年）（B-01 - B-33、B-57、B-101）（アニメ版への登場：○〈アマテリオスのみ〉）                                               |
| --- | --- | --- | --- |
| ヴァルキリー デスサイザー オーディン ミノボロス エクスカリバー アマテリオス | ケルベウス ワイバーン ユニコーン イビルアイ | ラグナルク トライデント ホルスード ユグドラシル カオス | スプリガン ネプチューン |
| デュアルレイヤーシステム（2016年 - 2017年）（B-34 - B-72、B-80、B-87、B-90、B-95、B-101、B-111）（アニメ版への登場：○）                                                              | | | |
| ビクトリーヴァルキリー ダークデスサイザー オベリスクオーディン マッドミノボロス[注 177] ゼノエクスカリバー ファングフェンリル[注 177] ビーストベヒーモス ロストロンギヌス            | カイザーケルベウス ワイルドワイバーン アンロックユニコーン イクシードイビルアイ[注 177] バルドゥール[注 177] クアッドケツアルカトル アシッドアヌビス | ライジングラグナルク ホーリーホルスード イェーガーユグドラシル ジェイルヨルムンガンド ジリオンゼウス サイキックファントム[注 177]                                             | ストームスプリガン ノヴァネプチューン インフェルノイフリート[注 177] ギガントガイア                                                          |
| ゴッドレイヤーシステム（2017年 - 2018年）（B-73 - B-103、B-111、B-118、B-125、B-132）（アニメ版への登場：○）                                                                         | | | |
| ゴッドヴァルキリー 撃ゴッドヴァルキリー キラーデスサイザー ジークエクスカリバー ナイトメアロンギヌス ツインネメシス ビートククルカン デュオアルテミス[注 177]                        | トルネードワイバーン クライスサタン ブラストジニウス シャドウオリハルコン[注 177] アークバハムート デュオアポロス[注 177]                            | ブレイズラグナルク ガーディアンケルベウス[注 177] スクリュートライデント ディープカオス ギャラクシーゼウス[注 177] ドレインファブニル マキシマムガルーダ オリハルコン[注 177] | レジェンドスプリガン スプリガンレクイエム アルタークロノス シェルターレグルス デュオエクリプス[注 177]                                       |
| 超Zレイヤーシステム（2018年 - 2019年）（B-104 - B-132、B-140、B-146、B-158、B-170、B-173、B-176、B-178）（アニメ版への登場：○）                                                      | | | |
| ウイニングヴァルキリー 超Zヴァルキリー バスターエクスカリバー シャドウアマテリオス[注 177] シャイニングアマテリオス[注 177] ブラッディロンギヌス ライトアルテミス ヴァイスレオパルド | ハザードケルベウス レフトアポロス エンペラーフォルネウス リヴァイブフェニックス デッドフェニックス オーブイージス                                    | クラッシュラグナルク ガイストファブニル アーチャーヘラクレス エアナイト | 超Zスプリガン レフトエクリプス ライトエクリプス ゼットアキレス 超Zアキレス ヘルサラマンダー デッドハデス                                     |
| ガチンコレイヤーシステム（2019年 - 2020年）（B-133 - B-158、B-164、B-170 - B-171、B-173、B-178）（アニメ版への登場：○）                                                              | | | |
| スラッシュヴァルキリー ノックアウトオーディン[注 177] ツヴァイロンギヌス エースドラゴン グランドラゴン ロックドラゴン インペリアルドラゴン プライムアポカリプス                      | ドレッドバハムート ブシンアシュラ ポイズンヒュドラ[注 177] レガリアジェネシス ビッグバンジェネシス                                                   | ウィザードファブニル ヘブンペガサス | ロードスプリガン[注 177] ユニオンアキレス ジャッジメントジョーカー ベノムディアボロス イレイズディアボロス マスターディアボロス              |
| スパーキングレイヤーシステム（2020年 - 2021年）（B-159 - B-179、B-181、B-186、B-196、B-201）（アニメ版への登場：○）                                                                  | | | |
| ブレイブヴァルキリー ホロウデスサイザー[注 177] レイジロンギヌス テンペストドラゴン スーパーハイペリオン ハイペリオンバーン                                                          | ジェットワイバーン カースサタン ファーストウラヌス バリアントルシファー ルシファージエンド                                                           | グライドラグナルク ミラージュファブニル | ワールドスプリガン インフィニットアキレス デスディアボロス[注 177] アビスディアボロス[注 177] キングヘリオス ヘリオスボルケーノ デスソロモン |
| ダイナマイトバトルレイヤーシステム（2021年 - 2022年）（B-180 - B-196、B-198、B-201 - B-202、B-204 - B-205）（アニメ版への登場：○）                                                   | | | |
| セイバーヴァルキリー アルティメットヴァルキリー ギルティロンギヌス ダイナマイトベリアル デンジャラスベリアル                                                                         | ロアバハムート プロミネンスフェニックス | サイクロンラグナルク バニッシュファブニル セイバーペルセウス[注 177] アストラルハローキティ[注 177]                                                                           | アストラルスプリガン マグマイフリート グレイテストラファエル                                                                                 |
| バーストアルティメットレイヤーシリーズ（2022年）（B-197 - B-206）（アニメ版への登場：○〈海外版のみ〉）                                                                               | | | |
| ジフォイドエクスカリバー ガトリングドラゴン 超ハイペリオン 超王ハイペリオン[注 177] ディヴァインベリアル デスティンドベリアル タイダルパンドラ                                       | チェインケルベウス バリケードルシファー[注 177] ツイスターパンドラ                                                                                   | ウインドナイト ライトニングパンドラ | バーストスプリガン ゼストアキレス 王ヘリオス 超王ヘリオス[注 177] フレイムパンドラ ルーインパンデモニウム                                    |

### ベイブレードのシステムなど
ベイブレードの構成
ベイブレードバーストは、上から順にレイヤー、ディスク、ドライバーの3つのパーツで構成されている。
レイヤー
ベイブレード同士が主にぶつかるパーツ。攻撃力、防御力、持久力に影響する。頭文字のアルファベットが隠されてデザインされている。『ガチ』以降はレイヤーが幾らかのパーツに分かれるようになり、カスタマイズ性能が増した。
シングルレイヤー
初代システム（アニメでは未登場のシステム）。2層のプラスチックパーツで構成されているが、以下のデュアルレイヤーと違い、外側のパーツは内側のパーツをほとんど囲んでいる。このシステムのベイはアニメではアマテリオスのみ登場している。
デュアルレイヤーシステム
2代目システム（アニメでは初代システム）レイヤーがレイヤーコアとオーバーレイヤーで構成された2層構造のレイヤーをもつベイブレード。初期と違い、下側のレイヤーも露出している。名前はイニシャルのアルファベットが2つ並ぶ（例：ビクトリーヴァルキリーはV2と表される）。
オーバーレイヤー
上側のクリアパーツ。衝撃の吸収とレイヤーコアの攻撃、防御の補助が役割。中央にレイヤーのイニシャルマークが刻まれている。
レイヤーコア
下側のパーツ。今まではクリアパーツで覆われていたが、一部がむき出しになっている。
トリプルレイヤーシステム
レイヤーが、レイヤーコアとオーバーレイヤーに1層加わって3層構造になったベイブレード。ソードレイヤーが加わったゼノエクスカリバー、ドラゴンレイヤーが加わったロストロンギヌスがあてはまる。なおゴッドレイヤー以降のベイは含まない。
ソードレイヤー
ゼノエクスカリバーのみが持つ大きな剣のレイヤーパーツ。
鋼鉄の龍
ロストロンギヌスのみが持つ金属製のレイヤーパーツ。
神レイヤーシステム
3代目システム（アニメでは2代目システム）。個性的なギミック「神能力」がデュアルレイヤーに追加された。レイヤーの中央のゴッドチップには、ベイブレードのイニシャルマークが描かれており、パーツ交換が可能。さらにディスクがコアディスクとフレームの2層構造になっている。初のゴッドレイヤーベイブレードはゴッドヴァルキリーだが、ギミック付きレイヤーというくくりで言えばジリオンゼウスがある意味最初のゴッドレイヤーベイブレードといわれている。ゴッドチップとレイヤーが一体化しているもの、レイヤーとディスクが一体化しているものなども存在。名前の頭文字は揃っておらず、前に小文字、後ろに大文字で表される（例：ゴッドヴァルキリーはgVと表される）。
撃ゴッドチップ
バウンド刃が覚醒したゴッドヴァルキリーにのみ対応する特別なゴッドチップ。バウンド刃を固定し、覚醒状態を保つ。
超Zレイヤーシステム
4代目システム（3代目システム）。レイヤーの大部分に亜鉛合金の金属パーツが使用され攻撃力と重量が飛躍的に増した。神能力に引き続き個性的なギミック「超Zアビリティ」を搭載している。
レベルチップ
超Zレイヤーに取り付けられる強化パーツ。劇中ではメインブレーダーが青、Z4や世界ランク上位が金、デッドグラン編以降のブレーダーが赤色のものを装着している。
超Z覚醒システム
4.5代目システム（3.5代目システム）。レイヤーに「超ゼツウイング」という可動パーツがついたシステム。ベイの回転力が非常に高いとき超ゼツウイングが外側に開き、攻撃力が上昇するほか、ロックが進むのを阻害するバーストストッパーが起動し、バーストしなくなる。バーストストッパーに直結する超ゼツウイングが攻撃を受けて内側に引っこんでしまうとバーストするようになる。
GTレイヤーシステム
5代目システム（4代目システム）。レイヤーをガチンコチップ、レイヤーウエイト、レイヤーベースの3つのパーツで構成し、一部のレイヤーは、チップとウエイト、ベースとウエイトが一体化している。個性ギミック「GTアビリティ」は今までのシリーズと違いレイヤーのみ依存するとは限らず、ディスクなどの能力を含めたものも存在。レイヤーの名前はレイヤーベース、ガチンコチップ、レイヤーウエイトの順番で呼ばれるが、フルネームはベース、チップ、ディスク、ドライバー、ウエイトの順番。ガチンコベイの多くは、ノーマルカラーのレイヤーではなく金色に輝く「ゴールドターボVer.」が低確率で封入されている。
ガチンコチップ
レイヤーウエイト、レイヤーベースを固定するパーツ。レイヤーのロックの形状もこれに依存する。
レイヤーウエイト
ガチンコチップのレイヤーベースに挟まれる金属製のパーツ（幻ウエイトのみラバー製）。重りとなる部分によりベイの重心を左右する。名前は漢字一文字。
レイヤーベース
ベイブレード同士がぶつかる大部分。ギミックが内蔵したタイプも存在する。両回転に対応した物を除き、左右それぞれ同じ回転方向のガチンコチップしかつけられないため、右回転のベースに左回転のガチンコチップをつけて左回転させることはできない。逆も同様。使用するベースによってロックの硬さも異なる。
無限ロックレイヤーシステム
5.5代目システム（4.5代目システム）。ロックが無限に回り続ける特殊なレイヤーを持つ。チップ、ウエイト、ベースが一体化した構造。ロックが所定の位置まで来たとき、稼働する刃に攻撃をすることで初めてロックが外れバーストする。ノーマルカラーのレイヤーではなく金色に輝く「ゴールドターボVer.」が低確率で封入されている。
超王レイヤーシステム
6代目システム（5代目システム）。ガチンコレイヤーシステムに引き続きレイヤーが組み換え可能。今代はレイヤーがスパーキングチップ、チップコア、リング、シャーシで構成されている。メタルパーツのシャーシはレイヤーの最下層につけられることで低重心かつ高剛性に進化した。個性ギミック「超王アビリティ」は「GTアビリティ」同様ベイ全体にで表現される。レイヤーの名前はリング、スパーキングチップ、シャーシの順番で呼ばれるが、フルネームはリング、スパーキングチップ、ディスク、ドライバー、シングルシャーシ。またはリング、スパーキングチップ、ドライバー、ダブルシャーシの順番。シャーシがダブルシャーシの場合はレイヤーディスク一体型となるためディスクは使用できない。スパーキングベイの多くは、金属部分がクリア部と同じ色で塗装された「レアカラーシャーシ」が低確率で封入されている。
スパーキングチップ
リング、シャーシを固定するパーツ。ロックの数が1つ減るがロックが外れにくくなるスパーキングチップ、チップコアと一体化しているものなども存在。
チップコア
スパーキングチップに取り付けられるパーツ。
リング
主に攻撃する部分。リングとシャーシとの組み合わせによってはロックの硬さも変わる。
シャーシ
超王レイヤーの土台となるメタル骨格パーツ。シングルシャーシとダブルシャーシの2種類あり、ダブルシャーシはディスクと一体型のためカスタマイズ性が下がるものの、固有のギミックを搭載している。ロックの形状も司っている。
限界突破（リミットブレイク）システム
6.5代目システム（5.5代目システム）。ロックが進んだり強い衝撃を受けることで形状が変化するギミックを搭載したリング。リミットブレイクレイヤー専用のディスクのみ装着可能で、従来のディスクやシャーシには対応していない。リング名はチップ名の後に付く。
DBレイヤーシステム
7代目システム（6代目システム）。前2シリーズと同じくレイヤーの分解が可能。今代はレイヤーがDBコア、ブレード、アーマーで構成されている。また、DBレイヤーでは上記のパーツの組み合わせ方により、低重心による安定した回転が可能な「ローモード」と、多彩な戦略が可能な「ハイモード」の2モードに変形する。なお、ローモードは上部分が削られたDBディスクと組み合わせた場合のみモードチェンジ可能となる。逆にハイモードはすべてのディスク（限界突破ディスクを除く）との組み合わせができる。個性ギミック「DBアビリティ」は「超王アビリティ」や「GTアビリティ」同様ベイ全体で表現される。レイヤーの名前はブレード、DBコア、アーマーの順番で呼ばれるが、フルネームはブレード、DBコア、ディスク、ドライバー、アーマーの順番。
DBコア
従来のチップ部分に相当し初期型〜超Zレイヤーシステムまでと同じロックの形状・硬さを司る。
ブレード
主にベイブレード同士がぶつかる大部分を司る。
アーマー
ブレードに装着しレイヤーを固定するメタルパーツ。ブレード上部に装着すると高重心の「ハイモード」、下部だと低重心の「ローモード」となる。ローモード時に装着できるディスクはDBディスクのみとなる。
また、名前は重心の数の数で決められている（重心が3つ→アーマー3）。
オーバードライブシステム
7.5代目システム（6.5代目システム）。強力シュートでベイが変形するシステム。強力なシュートによってバーストロックが発動するなど様々なギミックが発動する。
進化ギア
DBシリーズ主人公機体のベリアル専用の強化パーツ。4種類が存在する。進化ギアの数に合わせ、ファーストギア、セカンドギア、サードギアとなり、すべての進化ギアを取り付けるとパーフェクトギアとなる。ギアはベイブレードのフルネームの後ろに（）で表記される。唯一デビルブレードはベリアルのデフォルトではないものの進化ギアに対応している。
Fギア
ブレードにラバーを追加し、ラバー素材による回転吸収や反発力を利用した攻撃ができる。
Vギア
大型メタルパーツをドライバーに搭載する事で加速能力が高くなり、重量も格段に増える。
Sギア
ネクサスディスク・オールマイトドライバーのメタルパーツに取り付ける。表裏をひっくり返すことで固定刃とフリー回転刃を切り替えられる。
Lギア
アーマーの代わりに取り付ける。通常のアーマーよりも大きく張り出したメタルドラゴンの形状をしており、ベイ全体の性能を引き上げる。ハイモードのみ取り付けが可能。
ディスク
ベイブレードの重量のほとんどを占める金属製のパーツ。重量、バランスに影響する。イニシャルのアルファベット（コアディスクは数字）がデザインされている。『ゴッド』以降はフレームという強化パーツをつけられるコアディスクが登場。また『超ゼツ』終盤や『ガチ』ではギミックが搭載されたディスクが登場。『ガチ』以前に登場したディスクはコアディスクを除いて大文字1文字（ウイングディスクはW）。『ガチ』以降に登場したものは大文字と小文字で（スティングディスクはSt）リミットブレイクレイヤー専用のディスクは漢字一文字（チョウディスクは超）で表す。
ディスクカバー
金属製のディスクパーツにプラスチックなど、別の素材のカバーパーツがついたディスク。デュアルレイヤーシステムの後半で登場。マグナム、ジャーク、ポリッシュが該当する。それぞれ金属パーツは共通の形。
コアディスク
ゴッドレイヤーシステムから登場。フレームを装着できる金属製のディスク。名前の英数字（例：6はシックスと読む）が刻まれている。超ゼツシステム以降は幅が広い数字2桁のコアディスクが登場。
フレーム
ゴッドレイヤーシステムから登場。ディスクの形状、さらに形状や重心バランスを変えるプラスチックパーツ。コアディスクにのみ装着でき、通常バーストでは分解されない。
リミットブレイクレイヤー専用ディスク
スパーキングレイヤーシステムから登場。リミットブレイクレイヤーにのみ装着できる金属製のディスク。名称には漢字一文字が用いられる。装着する専用のディスクの種類により、リミットブレイクレイヤーのギミックの発動するタイミングが変わる。
DBディスク
ダイナマイトバトルシステムから登場。上部分が削られた特徴的な形状により、DBレイヤーがローモードに切り替え可能となるディスク。
ドライバー
ベイブレードの軸先パーツ。動き、持久力に影響し、ベイブレード全体のタイプも司る。名前の頭文字のアルファベットを模したデザインが刻まれている。B-66からは二文字でデザインされたものも登場（例：スパイラルドライバーはSp）。また、3文字以上の例外として無限ドライバーのMGNと無限LドライバーのMGN-Lが存在する（ただし通常のカスタムに組み込みはできない）。超Zレイヤーシステム以降は高さの概念が生まれ、通常の高さから3mm間隔で高い・低いドライバーや、単体で高さを変えられるドライバーが登場する。『ガチ』シリーズ終盤では、ディスク一体型ドライバーが、『スパーキング』シリーズ終盤では、既存ドライバーに共通パーツを差し込んで高さを増強したハイドライバーやロックパーツが金属となったメタルドライバーが登場している。
プラスパーツ
特定の既存のドライバーの先端を強化するパーツ、名前は元の名前に+（プラス）をつける。
エクステンドチップ
エクステンドドライバー専用の強化パーツ。ドライバーの先端パーツをこれに取り換えることで高さと共に3タイプ変形が可能になる。
強化メタルパーツ
エクシードドライバーとゾーンドライバー専用の強化パーツ。このパーツのみ元の名前と+にX（エックス）またはZ（ゼット）をつける。ドライバーの先端に取り付けることでガードパーツを大型化できるだけでなくパーツの種類によってはガードパーツのフリー回転を固定したり維持することができる。
'ドライバー
超Zレイヤーシステムから登場。通常のドライバーより、ロック部分のばねが格段に強いドライバー。金色の「強化スプリング」を内蔵することでバーストしにくくなっている「レッドロック」機構が組み込まれている。既存のドライバーに組み込まれており、名前は元の名前に'（ダッシュ）をつける。エクストリームドライバーのダッシュ版はX'（エクストリームダッシュ）ドライバー。
パワーコアシステム
ガチンコレイヤーシステムの終盤のみ登場。ディスク一体型でモーターが内蔵されているドライバー。シュート力によりモーター可動方法とベイの移動パターンが変化する。
ハイドライバー
スパーキングレイヤーシステム終盤（本編では『ダイナマイトバトル』で登場）から登場。通常のドライバーに専用パーツを挟み込むことにより、背が高くなったドライバー。
メタルドライバー
スパーキングレイヤーシステム終盤（本編では『ダイナマイトバトル』で登場）から登場。ダッシュドライバーと同じ強化スプリングが内蔵され、さらにロック部分がメタルとなったことで重量を増している。

### ベイブレードの周辺アイテム
ランチャー
ベイブレードをシュートするのに必要なツール。作中ではランチャーにツールをセットしたものをまとめて呼ぶこともある。
ベイランチャー
ストリング（紐）を引くことでベイブレードをシュートできる。劇中ではキャラクターのイメージカラーに合わせた色のものが多数登場する。
『超ゼツ』以降ではストリングが長いロングベイランチャー（B-123カラーのみ登場）があり、エクステンドチップが与えられて以降の赤刃アイガが使用している（『ガチ』まで使用）。漫画版ではストリングを伸ばせばシュート力を上げられるとアイガが考案した。
ベイランチャーL
左回転ベイブレード専用のベイランチャー。白鷺城ルイ、フリー・デラホーヤ、ボア・アルカセル、御朱印スオウ、金道フミヤ、灰嶋ロダン、ブリント・デボイが使用している。
『超ゼツ』以降ではストリングが長いロングベイランチャーL（B-124カラーのみ登場）があり、ガイストファブニルの完成以降のフリー・デラホーヤが使用している（『超ゼツ』のみ）。
ベイランチャーLR
両回転に切り替えることができるベイランチャー。レッドアイ / 紅シュウ、ナイト伯爵が使用している。
『超ゼツ』以降ではストリングが長いロングベイランチャーLRがあるが本編未登場。
スパーキングベイランチャー
強いパワーで引くと火花が出るスパーキングシュートができる新ベイランチャー。アニメでは『スパーキング』のメインブレーダーは左回転のベイの使い手を除き全員使用している。
ストリングが長いロングスパーキングベイランチャーがあり、ハイペリオンバーンの完成以降の朝日ヒュウガが使用している。
スパーキングベイランチャーL
強いパワーで引くと火花が出るスパーキングシュートができる左回転ベイブレード専用の新ベイランチャー。アニメでは『スパーキング』以降の白鷺城ルイ、フリー・デラホーヤや朝日ヒカルが使用している。
ストリングが長いロングスパーキングベイランチャーLがあり、ヘリオスボルケーノの完成以降の朝日ヒカルが使用している。
カスタムベイランチャーLR
コアユニット、ギアユニット、スピンユニットの3つのユニットに分かれる両回転対応の新ベイランチャーで組み替えて改造が可能。アニメでは『ダイナマイトバトル』から登場し、DBレイヤーシリーズを使用しているブレーダーが使用している。
ブレーダーズエディションとして、「フリー・デラホーヤ」「紅シュウ」「白鷺城ルイ」の各モデルカラーがwbba.ストア限定で発売された。作中でも各キャラクターがそれぞれのモデルを使用している。
下記のパワーギアユニットとロングコアユニットとベアリングユニットすべてを組み合わせると「フルカスタムベイランチャー」となる。
パワーギアユニット
通常のギアユニットよりギア比が大きくなったことによりパワーの出るギアユニット。蒼井バルト、大黒天ベル（Vギア完成以降）、ラシャド・グッドマンが使用している。
ロングコアユニット
通常のコアユニットよりストリングが長いコアユニット。大黒天ベル（最強チーム決定戦終了以降）が使用している。
ベアリングスピンユニット
通常のスピンユニットよりパワーロスの少ないベアリング内蔵のスピンユニット。大黒天ベル（最強チーム決定戦終了以降）が使用している。
ライトランチャー
扱いやすいタイプのランチャー。紐ではなくギザギザとした刃のついたベルトの「ワインダー」を引いてシュートする。アニメ版では蒼井日夏や蒼井常夏など小さい子供が使用している。
ワインダーが長い「ロングワインダー」が付属している物もあり、こちらは強力なシュートが撃てるほか、グリップ部分が可動し、持ち方によってパワー重視やコントロール重視に切り替えられる。こちらはシュートにパワーが必要で、アニメで紺田ホウジが使用している。
『超ゼツ』ではロングワインダーよりも長い「フェニックスワインダー」が登場。こちらはファイが使用している。
ライトランチャーLR
挿し込み口によって右回転、左回転に切り替えられる、両回転対応ライトランチャー。
『超ゼツ』ではLRワインダー（本編未登場）が長い「ロングLRワインダー」が付属しているロングライトランチャーLR（B-112カラーのみ登場）があり、オウ・ホウイが使用している。
『ガチ』ではロングLRワインダーよりも長い「ドラゴンワインダー」が登場。こちらは虹龍ドラム、茜デルタが使用している。
ソードランチャー&ソードワインダー
ライトランチャーとランチャーグリップが融合したようなランチャー。鞘から刀を引き抜くようにシュートする。ソードワインダーはワインダーのピッチ数が裏表で違い、裏返すことでコントロール重視のノーマルサイドと、パワー重視のパワーサイドに切り替えられる。シャカこと灼炎寺カイザしか使いこなせないランチャーと言われている。漫画版ではパワーが強すぎるシャカとゼノエクスカリバーのために、ベイブレード開発者ホリカワが開発した「灼炎寺カイザ専用」のランチャーとなっている（B-70カラーのブルーは本編未登場）。
デジタルソードランチャー＆デジタルソードワインダー
両回転が可能な上、シュートパワーを計測し表示できる新型ソードランチャー。ワインダーが長いため使いこなすには難しいとされる。シャカがブラジル・リオスの監督バーナ・クレイから受け継いだ（B-93カラーのブルーは本編未登場）。
ランチャーグリップ
ランチャーの主に握る部分。ベイランチャーに装着することでシュートしやすくなる。利き腕やシュート方法に合わせてベイランチャーやツールを付け替えたり、グリップパーツを交換できる。漫画版ではB-11カラー（ホワイト）、アニメ第1期から『ゴッド』はB-40カラー（ブラック）、『超ゼツ』からはB-109カラー（ガンメタリック）のものが登場している。『スパーキング』のブレーダーは全てB-109カラーを使用。また、ランチャーグリップよりも大きく、強く握ることができるパワーランチャーグリップ（B-123カラーのみ登場）があり、アニメ版では赤刃アイガ（『超ゼツ』『ガチ』のみ）が使用している。
ナックルグリップ
持ち手が大きなリング状のグリップパーツ。自分に合った様々な持ち方ができる。アニメ版では黄山乱太郎（『ゴッド』のみ）とイエローアイが使用。
カラビナグリップ
ベルトループなどに引っかけて持ち歩くことができるカラビナ状のグリップパーツ。コンパクトなサイズながら、しっかり握ってシュートができる。アニメ版ではフリー・デラホーヤ（B-124カラー・『超ゼツ』のみ）が使用。
グリップラバー
グリップパーツの一つ。スベリを抑制し手にフィットするためシュートがしやすくなる。アニメ版では小紫ワキヤ（B-43カラー）が使用。
グリップウェイト
グリップパーツの一つ。金属パーツが含まれているため重量があり、シュートを安定させる。アニメ版ではザック（B-60カラー）が使用。
ウェイトダンパー
スプリングとメタルボールを組み込んだツールパーツで、シュート時の衝撃を軽減する。アニメ版では黄山乱太郎とイエローアイ（B-47カラー・黄山乱太郎は『ゴッド』のみでの使用）、フリー・デラホーヤ（B-124カラー・『超ゼツ』のみ）が使用。
パワートリガー
ブレーキレバー状のツールパーツで、バネの反発によって強く握ることができる。アニメ版では赤刃アイガ（B-123カラー・『超ゼツ』『ガチ』のみ）が使用。
- この他にもアングルグリップやラバーアシスト、他カラーのグリップパーツやツールパーツがあるがいずれも本編未登場。

ベイロガー
シュートパワーやシュート回数、大会の成績などが記録される端末。選手登録にも使用する。漫画版で初登場した時点ではシュートパワーは600が平均値で、漫画版で計測された数値はバルトが520→1050→1160、乱太郎が960、犬介が900、ダイナが920、シャカが1470→1792、ガゼムが1800。
ベイロガープラス
新たな機能が加わった新ベイロガー。シュートパワーの上限が上がっている。アニメでは『ゴッド』から『ガチ』までのブレーダーはほぼ使用している。
ベイスタジアム
ベイバトルが行われる専用の競技場。学校や公園、大会会場などに設置されていることがある。大きなすり鉢のような形状。『超ゼツ』ではバルトとルイのバトルにスタジアムが耐え切れず崩壊したことから、全国のスタジアムがパワーアップしデザインが変更されている。『ガチ』にて再びデザインが変更される。
灼炎寺スペシャル（しゃくえんじスペシャル）
アニメ第1期に登場。シャカのベイクラブ「ソードフレイムス」だけが持つ特別製のスタジアムで、灼炎寺道場で使用されている。内側にスパイクが付いた特殊スタジアムとなっている。スパイクにあたると大きなダメージを受け、バーストするリスクが高くなる。
バイキングスタジアム
アニメ第1期に登場。ワキヤが合宿のために海外から取り寄せたスタジアム。壁にバイキングファングと呼ばれる仕掛けがあり、中央のスイッチにベイが触れると、ファング（牙）に挟み込まれて中でバーストする仕組みになっている。なお、スイッチに触れても素早く離れれば回避が可能。
『超ゼツ』ではバトルシップクルーズのベイアスロン最終戦で再登場。
サイクロンベイスタジアム
アニメ第1期に登場。ザックがパーティーのメインイベントのために用意したスタジアム。スタジアム中央の回転盤が回っており、ベイの回転力とスタジアムの回転力がタイミングよく合えばベイのスピードもパワーもさらに上がるが、逆に一気に不利になる場合もある。
デュアルサイクロンベイスタジアム
漫画版に登場。2つの回転盤が回転し、乗ったベイを加速させるためスタミナタイプやディフェンスタイプのベイブレードでも十分バーストさせやすい。黄山乱太郎が校長からもらった部費で購入しベイクラブの備品になった。バルトのヴァルキリーと相性が悪いらしく、バルトは1勝もできなかった。実際に発売されているスタジアムである。
無限ベイスタジアム
『ゴッド』に登場。ゾロが開発した特殊スタジアム。中央が回転し、そこに磁石が付いた特殊なベイブレード（無限ベイブレード）がセットされている。このベイは回転速度を自由に変えられるため、BCソルのブレーダーそれぞれに合った練習をすることができる。実際に発売されているスタジアムである。
レイヤー以下のパーツはディスクとドライバーが融合した無限ドライバー。レイヤーはアニメ版では黒いゴッドヴァルキリー、漫画版では邪神アマテリオスが使用されている。
ワールドリーグ2回戦前にはワキヤがエキシビジョンマッチとして用意し、4人のブレーダーによるバトルロイヤルを行った他、自宅でも練習用に使用している。この時のレイヤーはストームスプリガンである。
2段式スタジアム
『ゴッド』に登場。アンダーワールドで使用されたスタジアム。上下に配置された2枚のスタジアムで行う。上段のスタジアムから出ても下段のスタジアムに落ちて生き残ることもできる。スロープを使うことで6人同時にシュートができ、これは実際に行われた100人バトルと似ている。『超ゼツ』にてバトルシップクルーズでこの名前で再登場。9人同時にシュートできる。アンダーワールドのものは金網に囲まれているため、床につく前に金網にぶつかりバーストしやすい。
スリングショックスタジアム
『超ゼツ』に登場。バトルシップクルーズで使用されるスタジアム。スタジアムの外側に4本のスロープが付いており、これを使ってベイを加速させることが可能。
キットのトレーニング用のスロープの先がジャンプ台になったタイプ、ラバンが作った2本のスロープが途中で交差するタイプなども登場した。
超Z無双ベイスタジアム（チョウゼツムソウベイスタジアム）
『超ゼツ』に登場。イベル・オックスフォードが開発したスタジアムで、普段はハーツの特訓などに使われている。中央に左回転のレフトアポロスと右回転のライトアルテミスがセットされ回り続ける。
製品ではスタジアム中央部分にターンテーブルを取り付けた「デュアルハリケーンベイスタジアム」にモードチェンジ可能。
デッドグランでの戦いにおいては第3戦に登場。ハーツにより広間の天井が徐々に降下する妨害トラップにより生死を賭けた中でのバトルとなり、完全なる悪魔の共鳴に目覚めたアキレスにより攻略された。
後にイベルにより改良され、レフトアポロスとライトアルテミスのパワーが超Zアキレスと超Zヴァルキリーのものと同じに調節された。ファイがデッドフェニックスを完成させアイガとの対決を待つ最中でアポロス、アルテミス共々粉々に破壊された。
ハイパーダブルスタジアム
『ガチ』に登場。ベイブレードカーニバル、バトルジャーニー最終戦やHELLタワーなど、要所要所のバトルで使用されるスタジアム。2つのスタジアムがついたようなヒョウタン状スタジアム。淵にアッパーデッキが付いており、傾斜を使ってベイを加速できる。
スピードダブルスタジアム
『ガチ』終盤に登場。wbba.が新しく作ったスタジアムで、ゴールドツリー・GTアリーナのオープニングセレモニーおよびwbba.vsHELL対抗戦で使用された。メインバトルエリアとは別にクレーターのあるアッパーデッキが付いており、急斜面を使ってベイを加速できる。クレーター内に侵入することでも加速可能。
スピードストームスタジアム
『スパーキング』に登場。wbba.がスピードダブルスタジアムを改良したもので、白鷺城ルイの奇岩城に設置された後レジェンドフェスティバルでも全試合で使用された。加速用クレーターが2つに増えた他、メインバトルエリアではベイがセンターから外周へ突き上げるような軌道をとる特別な設計がされている。
アルティメットストームスタジアム
『スパーキング』終盤に登場しレジェンドスーパータッグリーグで使用された。片方にだけ巨大なアッパーデッキが設けられており、スタジアム中央には超高速回転するストームプレートが配置されている。ストームプレートに入り込むとベイが突如加速したり軌道が乱れるなどの運要素の強い現象が発生するため、使いこなすには技量が必要。そのため序盤ではほとんどのブレーダーがプレートへの侵入を避けていたが、白鷺城ルイや蒼井バルトを皮切りにプレートの特徴を生かした攻撃を行うようになる。
ダイナマイトドライブスタジアム
『ダイナマイトバトル』に登場。エルサントの新スタジアム。メインバトルエリアを高低差のあるセカンドドライブ、サードドライブ、フォースドライブが取り巻いており、それらを利用して立体的なバトルを行うことが可能。また、ドライブの途中に存在するドライブバンクと呼ばれるへこんだ部分からの急降下や、メインバトルエリアの両サイドにあるダイバータを利用した加速で、中央にいる相手を攻めることもできる。
ハイブリッドドライブスタジアム
『ダイナマイトバトル』に登場。wbba.が作った新スタジアムで、ハイステージとローステージの上下2つのステージでバトルを行う。ハイステージは透明の板になっており、中央にセンタープレートが設置されている。センタープレートはノーマルサイドとブロックフェンスが付いたリバースサイドに取り換え可能で、リバースサイドは内側に付いているブロックフェンスによってベイを弾き、予測不能の動きを起こさせるため戦略が鍵となる。ブロックフェンスが外れるとセンターホールが出現し、落ちると下のステージに移動するが、着地でベイのスタミナが削られる。
アバター
ベイが全ての力を解放した時に現れるベイのモチーフを抽象的に具現化した存在。一部のブレーダーはアバターの存在を感じることができ、紅シュウはレクイエムプロジェクトの中でスプリガンレクイエムの存在を、蒼井バルトはヴァルキリーとスプリガンの存在を感じている。またアバターの声を介してベイブレードの声を聴く声ができ、これらのアバターとブレーダーが触れ合う現象は「共鳴」と呼ばれる。
シリーズごとにアバターの登場演出は一新され、一部のアバターのデザインやアクションは変更される。例として、エクスカリバーはアニメ第1期では剣そのものだったが、『ゴッド』では剣から剣士に変形する。また、『ゴッド』のスプリガンレクイエムは、レジェンドスプリガンのアクションと同様だがアバターがベイと同じく白基調となる措置が取られた。『ガチ』『スパーキング』のアキレスは『超ゼツ』のアクションと同様だが、ソード・シールド装着時に限り剣部分にエフェクトが追加される描写となっている。ドラゴンのように、デザインは変更されるがアクションはまったく変わらないパターンもある。

### 作中用語
wbba.（ダブリュービービーエー）
world beyblade battling association.（ワールドベイブレードバトリングアソシエーション）の略称。ベイブレードの研究や大会開催を行う組織。
米駒地区大会
全国大会個人戦の参加権を得るための予選大会の一つ。米駒地区はベイモールで行われる。アニメ版では64名、漫画版では32名のトーナメント大会。
エリア選抜大会（敗者復活トーナメント）
地区予選大会で敗れたブレーダーの中から、全国大会個人戦に参加できるブレーダーを決める大会。A、B、C、Dの各8人の4つのブロックに分かれ、各ブロックの優勝者4名が個人戦に参加できる。参加者はwbba.から今までの実績をもとに選ばれ、招待状が届く。バルトとワキヤが勝ち残る。残り2名は不明。
漫画版ではブロックが各32人の3つに分かれ、招待状はタブレットへ電子メールが届く。こちらではバルト、ワキヤ、オロチが勝ち残る。
全国大会団体戦
アニメ版のみ行われた全国の16のチームによるトーナメント大会。全国大会出場者がいるベイクラブやチームのみ参加することができる。チームメンバーは5人。初めに3名が登録し、好きな順番で一人一回バトルする。合計3ポイント先取したチームが勝利。決勝戦のみ初めの3戦で決着がつかない場合延長戦を行い、メンバーは誰が何度出てもよいことになっている。今年度はライドアウトが優勝。準優勝は米駒学園ベイクラブ。
全国大会個人戦
地区大会とエリア選抜大会で選ばれた総勢32名で行うトーナメント。日本最強のブレーダーが決まる。今年度では白鷺城ルイが5連覇を決め、バルトは準優勝した。
ヨーロッパリーグ
アニメ版のみ行われたワールドリーグに参加するチームを決める予選大会の一つで、ヨーロッパの主要都市で行われる。BCソルはスペインのエルサントで試合を行った。試合の様子は全世界生中継で送られる。
ワールドリーグ
世界各地の予選リーグを勝ち抜いた16のチームによるトーナメントで行われる世界大会。個人戦も存在し、個人ランキングを上げることで出場権を得ることができる。『ゴッド』ではBCソルが優勝。準優勝はニューヨークブルズ。
ゴッドブレーダーズカップ
世界最強のブレーダーを決める大会。アニメのみ行われ、漫画版では後述のワールドチャンピオンシップが行われた。ギルテンが考案し、世界中のブレーダーデータ分析から選ばれた12人の強豪によりアメリカのグランドアリーナで行われる。12人が2つのグループに分かれて総当たり戦を行い、各グループの上位2名、合わせて4名でトーナメントを行い頂点を決める。参加者はフリー・デラホーヤ、蒼井バルト、シスコ・カーライル、クーザ・アッカーマン、白鷺城ルイ、灼炎寺カイザ、ソン・ルーウェイ、ジョシュア・ブーン、ボア・アルカセル、レッドアイ（紅シュウ）、ノーマン・ターバー、クルツ・バラティエの12人。優勝者はバルト、準優勝はレッドアイ、ベスト4はルイとフリー。
その実態はスネークピットの策略で、究極のベイ・スプリガンレクイエムを完全に覚醒させるためのもの。ワキヤも無名のスネークピットのブレーダーが複数送り込まれていることを不審に感じていた。
ワールドチャンピオンシップ
漫画版のみで行われたブレーダーランキング上位8人による頂上トーナメント戦。蒼井バルト、シスコ・カーライル、レッドアイ（紅シュウ）、フリー・デラホーヤ、白鷺城ルイ、ジョシュア・ブーン、灼炎寺カイザ、ソン・ルーウェイが参戦。
スーパーベイブレードタイトルマッチ
「世界タイトルマッチ」とも呼ばれる。ランキング上位のブレーダーのみが世界チャンピオンに挑戦できる防衛戦。勝者にはチャンピオンベルトが贈られる。
『超ゼツ』では蒼井バルトのチャンピオン時にシスコ・カーライル、クルツ・バラティエ、白鷺城ルイが挑戦。スタジアム破損などでノーコンテスト扱いとなるとチャンピオンの座は動かず、これはルイ戦で描写された。赤刃アイガがチャンピオンとなった際はハーツが勝利し、ハーツがチャンピオンの際はバルトが挑戦し勝利。チャンピオンへの挑戦権を賭けた「スペシャルマッチ」も開催され、これはバルトへの挑戦権を賭けてファイと紅シュウ、ファイとアイガが戦った。そして挑戦権を得たアイガがタイトルマッチでバルトを破り、新たな世界チャンピオンとなる。
『ガチ』ではアイガが引き続きチャンピオンで、彼自身がタイトルを賭けたバトルジャーニーを企画開催したためタイトルマッチの描写はされていない。『スパーキング』においても、赤刃アイガが世界チャンピオンの座を維持し続けている。
ロンギヌスカップ
『超ゼツ』にて行われるアジアトーナメント大会。優勝者は白鷺城ルイと対戦する権利が与えられる。予選は日本、中国、韓国、タイ、インドなどアジア各地で同時開催され、1次予選は一定以上のシュートの強さで決まる。日本での1、2回戦はベイモールで行われ、準々決勝以降は各国で2回戦を勝ち上がったブレーダー8人によりベイアリーナで行われる。
赤刃アイガが優勝し、白鷺城ルイへの挑戦権を与えられた。
バトルシップクルーズ
wbba.理事クリスティーナ・クロダがプロデュースする蒼井バルトへの世界タイトル挑戦権をかけた大会。『超ゼツ』にてロンギヌスカップ後に行われる。豪華客船ベイクイーン号の船上で、世界を渡りながら行われる。最終目的地はエルサント。参加者は赤刃アイガ、黄山乱次郎、オウ・ホウイ、御朱印スオウ、ラバン・ヴァノ、ファイの6人に加え、追加で参加するジャン・ボガード、カイル・ハキム、墨江フブキの3人を合わせた9人。優勝者は、チャレンジバトルを勝ち抜いた者に与えられる「ベイスター」と呼ばれるバトルポイントで決まる。始めは点数追加式だが、のちに減点方式に移行。ポイントが0になると挑戦権が失われる（必ず下船するわけではない）。チャレンジバトルには幽霊船ダークベティ号を舞台に8人のブレーダーが船首デッキのバトルスタジアムを目指す「バトルシップクルーズ スペシャルイベント」や、シュートパワーとスタミナを競う1000回シュートやタッグバトルなど様々な競技で争う「ベイアスロン」などがある。
最終的にはファイとアイガがベイスター取得数同点で終了。バルトへの挑戦権は先にアイガに譲られ、ファイはその2人のうちの勝者と戦うことを決定。
チャンピオンカーニバル
漫画版のみ行われるベイクイーン号に乗り世界をめぐりながら各大陸王者同士で戦う大会。バトルシップクルーズ同様、優勝者はバルトへの挑戦権を得ることができるが、こちらは大陸王者のみ参戦している。アジア王者の赤刃アイガ、北米大陸王者のファイ、中米王者のカイル・ハキム、南米大陸王者のジャン・ボガード、アフリカ大陸王者のラバン・ヴァノ、ヨーロッパ王者のフリー・デラホーヤ、中東王者のハーツが参戦している。最終戦は成績上位2名のファイとアイガが対決。勝利したアイガが優勝し挑戦権を手に入れた。
ベイブレードカーニバル
『ガチ』にて行われる全国規模の大会。開催地は日本のネオベイアリーナ。「ベイカーニバル」とも略される。ハイパーダブルスタジアムを使用してバトルする。優勝者は蒼井バルトからトロフィーを授与される。
ヨーロッパチャンピオンシップ
『ガチ』第8話でテレビで放送されていた。茜デルタが優勝した大会。
バトルジャーニー
『ガチ』に登場。世界王者・赤刃アイガが企画した世界チャンピオンの座を賭けた大会であり、17のバトルステージが用意された孤島バトルアイランドで開催される。wbba.に選ばれた20名のブレーダーが参加する。主な参加者は虹龍ドラム、草葉アマネ、金道フミヤや、GT3の茜デルタ、ブリント・デボイ、ポット・ホープなど。双六のようにマシンのストリングを引いて出たサイコロの目の数だけステージを進み、同じステージに止まったブレーダー全員がバトルし、負けるとそこで脱落する。相手がいないとバトルしないまま次のターンに移る。第1ステージは遺跡、第2は霧の森、第3は無人島、第4はサーカスステージ、第6、7、8はそれぞれ巨大歯車ステージ、ブリッジステージ、火山ステージ、第12、13ステージはそれぞれウエスタン、鍾乳洞ステージとなる。勝ち残り、いち早く18マス目の会場に戻ってきたブレーダーがアイガに挑戦できる。アイガとのタイトルマッチのみ、ハイパーダブルスタジアムを使用する。
最後まで生き残ってアイガへ挑戦できたのは挑戦順にアマネ、ドラム、デルタの3名。デルタ戦の最中でwbba.に敵対するアーサー・パーシヴァルが乱入したことでバトルジャーニーは中断となり、チャンピオンの座は動かなかった。
「wbba.VSHELL」チーム対抗戦
アーサー・パーシヴァルがwbba.に宣戦布告した、ベイブレード界の覇権を賭けたチーム戦。開催地はGTアリーナで、バトルにはスピードダブルスタジアムが使用される。バトルの形式は第1、2、3、6、7試合目が2ポイント先取制の個人戦、第4、5試合目がチーム2名ずつが同時に戦うタッグバトルとなっており、先に4試合勝利したチームが勝利となる。タッグバトルについては、オーバーフィニッシュ・バーストフィニッシュにかかわらず最後までベイが1機でも残ったチームが勝利となり、全てのベイが同時に敗北となった場合は2ndバトル以降の延長戦が行われる。チームwbba.側からはドラム、アマネ、デルタの3名、チームHELL側からはアーサー、ブリント、グウィンの3名がそれぞれ選出された。第3試合目が終了した後にブリントが自ら辞退したことで、チームHELLは残った2名で残りの勝負に臨んでいる。
最終的に7試合中、チームHELLが3勝、チームwbba.が4勝したことでwbba.の勝利となった。
ランクアップバトル
ブレーダーの強さを示す「ランク」を上げるためのバトルで、2ポイント先取制。最下位は強化指定ブレーダーとなったBランクだが、ポイントを積んでいくことでAランク以上に昇格することが可能。
レジェンドフェスティバル
「S」ランクのレジェンドブレーダーのみが集結する大会。Aランクのブレーダーでも出場できる可能性がある。出場ブレーダーは朝日ヒュウガ、朝日ヒカル、赤刃アイガ、虹龍ドラム、フリー・デラホーヤ、白鷺城ルイ、シスコ・カーライル、蒼井バルト、黄山乱太郎、レーン・ヴァルハラの10名で、勝利したブレーダーに1ポイントずつ与えられる。ファーストステージの会場は『超ゼツ』でアイガがファイやバルトと対決したネオベイアリーナで、出場者10名がA、Bブロックの2つに分かれたバトルロイヤル。セカンドステージの会場は『ゴッド』でのゴッドブレーダーズカップが行われたグランドアリーナで行われ、5試合のタッグバトルとなり1、2試合目の後に組み合わせが総入れ替えされる。ここまでのバトルでポイントを最も取得した上位4名がファイナルステージの決勝トーナメントへ進出となる。ファイナルステージはスパーキングアリーナで行われ、1バトル2ポイント制の個人戦勝ち抜きトーナメントで戦う。決勝戦のみ3ポイント制。タッグバトルのルールは『ガチ』の「wbba.VSHELL」チーム対抗戦タッグバトルと同様。
ベスト4は赤刃アイガ、レーン・ヴァルハラ、蒼井バルト、朝日ヒュウガ。決勝へはレーンとバルトが進出。優勝者はレーン・ヴァルハラ。
レジェンドスーパータッグリーグ
wbba.のコミッショナー・小紫ワキヤが企画した、世界最強のタッグを決定するトーナメント。出場者はレジェンドフェスティバルに出場したブレーダーを主とした6チーム。6チームの総当たり戦が行われ、勝ち数が多い2チームが決勝戦を行う。タッグバトルのルールは『ガチ』の「wbba.VSHELL」チーム対抗戦タッグバトルと同様。決勝戦は2ポイント制で行われる。
タッグチームは、フリー・デラホーヤ&シスコ・カーライル、赤刃アイガ&黄山乱次郎、白鷺城ルイ&虹龍ドラム、蒼井バルト&黄山乱太郎、レーン・ヴァルハラ&紅シュウ、朝日ヒュウガ&朝日ヒカル。
決勝進出チームは朝日ヒュウガ&朝日ヒカル、レーン・ヴァルハラ&紅シュウ。優勝チームは朝日ヒュウガ&朝日ヒカル。
ダイナマイトバトルツアー
小紫ワキヤが企画した、各国のベイブレードの聖地を巡る挑戦者とレジェンドブレーダーの戦い。挑戦者は大黒天ベル、ランゾー・キヤマ、翠龍バサラ、ラシャド・グッドマンの4名にBCソルで途中から参加するイリヤ・マオを加えた5名。レジェンドブレーダーが挑戦者に負けるまで続くバトル方式や、様々な方法で挑戦者を決めてレジェンドブレーダーとのバトルを行う方式などがある。
聖地とレジェンドブレーダーは順に、米駒学園（蒼井バルト）、エルサント（フリー・デラホーヤ）、奇岩城（白鷺城ルイ）。
エクストリームスリーメンバトル
『ダイナマイトバトル』で登場。wbba.主催の3人のみで行われる大会。出場者は蒼井バルト、ラシャド・グッドマン、大黒天ベルの3名。作戦参謀としてそれぞれ1人セコンドをつけることができ、バルトはシュウ、ラシャドはイリヤ、ベルはランゾーを選んでいる。先に2勝した者の優勝となる。
四転皇（してんのう）
日本国内における最強ベイブレーダーの称号。紅シュウ、灼炎寺カイザ、ザック、白鷺城ルイが該当する。国内のブレーダーの間では有名で、一目置かれている。
ビッグ5（ビッグファイブ）
世界ランク上位5人に与えられる称号。1位から順に、フリー・デラホーヤ、白鷺城ルイ、ジョシュア・ブーン（漫画版では途中からレッドアイ）、ソン・ルーウェイ、灼炎寺カイザが該当する。彼らを倒すことが全ブレーダーの目標である。
Z4（ゼットフォー）
『超ゼツ』で登場。新世代のトップブレーダーの4人を示す。ファイ、ラバン・ヴァノ、ジャン・ボガード、ハーツが該当する。
GT3（ジーティースリー）
『ガチ』にて登場。世界ランク上位3人（グレートトップ3）を指す称号。茜デルタ、ポット・ホープ、ブリント・デボイが該当する。
レジェンドブレーダー
『超ゼツ』『スパーキング』『ダイナマイトバトル』にて登場したwbba.公認ブレーダー。世界のブレーダーの中でも頂点に立つ存在で、『スパーキング』ではSランクのブレーダーを指す。
『超ゼツ』では蒼井バルト、白鷺城ルイ、フリー・デラホーヤ、紅シュウが該当。
『スパーキング』では蒼井バルト、黄山乱太郎、シスコ・カーライル、フリー・デラホーヤ、白鷺城ルイ、紅シュウ、虹龍ドラム、赤刃アイガ、小紫ワキヤが該当し、特にバルトは世界最強のレジェンドブレーダーと呼ばれている。また、レジェンドブレーダーとwbba.公認世界チャンピオンの掛け持ちが可能となっており、赤刃アイガがそれに該当する。
『ダイナマイトバトル』では白鷺城ルイ、フリー・デラホーヤ、紅シュウ、蒼井バルトが該当。
レジェンドランク
漫画版「朝日兄弟編」にて登場。最低「C」ランク〜世界的実力を誇る「A」ランクの3つのランクに加え、wbba.公認の15名のブレーダーが集う最上位「レジェンド」ランクの計4ランクが存在し、同等もしくはそれ以上のランク保持者とのバトルに幾度か勝利することでランクアップを果たせる。
レジェンドランクの15名は1位から順に、蒼井バルト、紅シュウ、赤刃アイガ、フリー・デラホーヤ、白鷺城ルイ、虹龍ドラム、ファイ、グウィン・ロニー、茜デルタ、灼炎寺カイザ、シスコ・カーライル、ザック、小紫ワキヤ、黒神ダイナ、黄山乱太郎。
世界ランキング
世界中のブレーダーの順位。ベイロガーに記録された実績やバトルのデータでランキングされる。ランク上位者に勝利すると一気に順位が上がる。
米駒市（べいごまし）
バルトたちが住む街。「荒川周辺の街」「国立」「所沢」あたりをイメージしている。
米駒学園（べいごまがくえん）
バルトたちが通う小学校。『超ゼツ』ではベイブレーダーの強豪校と呼ばれている。『ダイナマイトバトル』ではダイナマイトバトルツアーでの最初の聖地として蒼井バルトとのバトルの舞台となっている。校庭の一角「米駒学園ふれあい動物広場」にヒツジ、ニワトリ、ウサギを飼っている。学園には寮があり、米駒学園に集まってきたブレーダーが多くいる。
米駒学園ベイクラブ（べいごまがくえんベイクラブ）
バルトが立ち上げたベイブレードクラブ。活動場所は学園の屋上。『超ゼツ』では全国大会を制覇しており、部員が大幅に増えた他、体育館も使用している。
BEYMALL（ベイモール）
米駒地区大会の会場がある大型ショッピングモール。犬介の家族が人形劇を披露したこともある。
乱ベイ組（らんベイぐみ）
墨江フブキ率いる米駒学園ベイクラブのトレーニングスタイルを毛嫌いしたトビ助たちが、フブキに勝利した黄山乱次郎に取り入ることで結成されたならず者チーム。乱ベイ組専用の特訓用アジトを拠点にしている。バーストフィニッシュでのみ勝利となる「乱ベイルール」が設けられている。
『超ゼツ』で登場したが、『スパーキング』でも乱次郎が使用している。
ベイアリーナ
ベイブレーダーのためのトレーニングセンターがある、選ばれたトップ選手だけが使うことのできる施設。所在地は東京。最新鋭のトレーニング機器などが用意されており、ライドアウトもよくここで特訓している。全国大会個人戦が行われる会場でもある。
『ゴッド』ではワールドリーグでブラジル・リオス対レアルサンバットの試合会場に、『超ゼツ』ではロンギヌスカップ準々決勝以降などに使用される。『ガチ』では『超ゼツ』終盤で登場したネオベイアリーナが続投されており、トレーニングルームやプールなどの設備がある。『スパーキング』では『ガチ』の最終決戦となったGTアリーナが引き続き登場し、施設はBランク以上の「強化指定ブレーダー」らが使用可能となっている。『ダイナマイトバトル』終盤ではセントラルアリーナが登場し、wbba.本部所属のベイクラブ「ザ・センター」が使用している他、エクストリームスリーメンバトルの試合会場にもなっている。
BCソル（ビーシーソル）
スペイン・バルセロナの名門ベイクラブ。『ゴッド』からのバルトの新天地であり、バルトは日本の全国大会で準優勝した実績を認められスカウトされた。3つのカテゴリーに分かれており、試合に出場できるスタメンのブレーダーが「トップチーム」、それ以外のメンバーが「セカンドチーム」、年が若く経験の浅いブレーダーが「ジュニアチーム」となっている。セカンドチームで成績を出せばトップチームに上がることができる。ホームスタジアムは「エルサント」。クラブハウスと寮があり、チームのほとんどのブレーダーはここで暮らしている。伝統があるが、『ゴッド』ではフリー・デラホーヤのワンマンチームと評されるほど低迷している。フリー移籍後はバルトが中心となって活躍している。ワールドリーグ優勝により名門の名は守られた。フリーが戻ってきた後も、ワールドリーグやゴッドブレーダーズカップで好成績を残したシスコ・カーライルや黄山乱太郎、クーザ・アッカーマン、世界王者のバルトらが活躍し続けたおかげでBCソルのレベルが上がり世界有数のブレーダーを選出し続けている。『ガチ』の主人公・虹龍ドラムもこのチームの出身でバルトの後輩。『ダイナマイトバトル』ではダイナマイトバトルツアーでの2番目の聖地としてフリー・デラホーヤとのバトルの舞台となっている。
スネークピット
『ゴッド』で登場したwbba.の敵対組織で、最強のブレーダーとベイブレードを作ることを目的とする。日本語に訳すと「ヘビの穴」。本拠地はメキシコのジャングルの奥地にある巨大な地下特訓場。ここでは名前や顔は意味を持たないとされ、インストラクターや幹部などは仮面をつけている。
甘えを罪とし限界を超えた過酷な特訓を行っており強い者が絶対で弱い者は生き残れないとされている。ここに集まった者たちは強さを求めてやってきており、毎日の勝負により変動するランキングを上げるために自ら厳しい特訓を課している。そのため「ベイブレード史上最も凶悪、ダークでミステリアスな特訓場」とも言われている。
ニューヨークブルズのオーナーアレキサンダー・ギルテンがアシュラムとして顔を偽り、支配している。
真の存在目的は、最強のベイを手に入れるというギルテンの野望「レクイエムプロジェクト」を達成するためである。最終的に究極のベイ・スプリガンレクイエムを作り出したものの、最後の仕上げであるゴッドブレーダーズカップ決勝でレッドアイがバルトに敗れたため野望は打ち砕かれた。ギルテンがベイブレードから手を引いた後どうなったかは不明。
ベイオカンデ
スネークピットにある、脳波を感知しイメージしたベイを具現化する装置。アニメでも登場するが、漫画版でのみ名前が判明している。漫画版では、ボア・アルカセル、レッドアイ（紅シュウ）が使用した。
ブラックダンジョン
スネークピットにある試練の場。ブラックベイ軍団とのバトルもここで行われた。負けた者は奈落の底に落とされスネークピットから追放される。
アンダーワールド
アメリカの地下にある場所で、荒くれもののブレーダーが集まり地下バトルを行っている。元世界王者のクルツが支配する。所属するブレーダーはみなフェイスペイントをしている。
地下バトル
アンダーワールド独自のデスマッチバトル。金網に囲まれた2段スタジアムでバトルし、負ければベイブレードを奪われるルールとなっている。
バーストマッチ
バーストフィニッシュでのみポイントが加算されるデスマッチバトルで、それ以外のオーバーフィニッシュやスピンフィニッシュではポイントは入らない。このルールは性質上必ず2ポイント先取制で行われる。
ファイが赤刃アイガの超Zアキレスをいたぶって破壊するためにこのルール名をバトル前に提唱している。また、乱ベイ組は「乱ベイルール」としてこのルールを標準採用している。ほかにもファイ対ハーツ（ハーツが提案したがそれを逆手にとってファイがハデスを破壊した）、レーン・ヴァルハラの一部のバトルでも用いられている。
本来は敵対しているブレーダー同士の完全決着をつける目的で行われるものだが、通常のバトルよりも試合が長引きやすく、ブレーダー・ベイブレード双方に大きなダメージが蓄積することから、悪意のあるブレーダーが破壊や精神攻撃などを目的に仕掛けることも多い。
共鳴力（きょうめいりょく）
ブレーダーとベイが共鳴する力であり、ベイのパワーを最大限に引き出すもの。アイガはベイとの強い共鳴力を持つが、共鳴力が強すぎてベイに取り込まれるブレーダーもいるという。
悪魔の共鳴（あくまのきょうめい）
アイガやハーツが共鳴だと感じている現象。ブレーダー自身がアバターであると認識し感情が高ぶり、攻撃的になり黒いオーラを放つ、ベイのダメージを自身の痛みとして感じるようになる、相手のベイを破壊することを第一に考えるようになるなどの暴走状態になる。紅シュウがアイガの共鳴をこの名で呼び、本来ベイとブレーダーの絆で生み出す共鳴に対し、アイガがアキレスを殺している（アキレスを無理やり支配しようとしている）、ハーツはベイの痛みを感じることで強さが増す彼にとっての究極の共鳴と述べた。作中でこの共鳴が描写されたブレーダーは、レッドアイ、アイガ、ハーツの3人。
デッドグラン
ハーツが所有する魔城。イベルの研究室やバトルステージなども完備している。
かつてはファイとハーツが住んでいた家だったが、ファイがハーツに「つまらなくなった」と言いがかりをつけて家出したため、それ以来ハーツが自分のものにしている。内部にはデッドコロッセオと呼ばれる試合会場がある。ファイがハーツのハデスを破壊しデッドフェニックスを完成させた後にはハーツを追い出して自身の居城としていたが、アイガに敗北した後は再びハーツを招き入れている。
ビクトリーズ
『ガチ』にて虹龍ドラムが所属するベイクラブ。ドラムの叔父でベイトレーナーの虹龍タンゴが経営している。かつては多くのブレーダーでにぎわっていたが、設備が充実したスパークデビルズが近くにできたためほとんどのブレーダーが移籍し、寂れている。
『ガチ』で登場しており、『スパーキング』でもドラムやアマネがジムを使用している。
スパークデビルズ
金道フミヤがオーナー兼キャプテンを務めるド派手なベイクラブ。強さを求めるブレーダーに人気があり、フミヤと同様にビクトリーズを見下す者が多い。HELLのアーサーがアイガに勝利した後、アーサーに感化されたフミヤ以外のブレーダーはHELLへ移籍したが、ドラムがアーサーを倒した後に何人かが戻ってきた。
天空の城（てんくうのしろ）
神の子と呼ばれるポット・ホープがいる秘境。精神統一で己を鍛え上げる道場であり、ベイブレード道場ではない。
HELL（ヘル）
アーサー・パーシヴァルが支配する、wbba.への反勢力。強さこそが全てで、強さを手に入れるために闇をも受け入れる覚悟を持つブレーダーが集う。集ったブレーダーのうち、アーサーが執り行う過酷な試練に耐え抜いた者のみがHELL認定ブレーダーとなることができる。街中にそびえたつ巨大な「HELLタワー」が本拠地。
ゴールドターボ
ブレーダーとベイが真の絆で結ばれた時のみ発動する最高の力。様々な段階が存在し、ガチンコチップがわずかに輝くだけの状態からベイ全体が黄金色に染まる完全なものまである。金とベイの色を混合させた進化形態も存在しており、虹龍ドラム、蒼井バルト、茜デルタ、草葉アマネ、赤刃アイガのベイが該当。
レインボーターボ
虹龍ドラムが最終決戦にて使用した、ゴールドターボを超えた真の輝き。ドラゴン（青）、ディアボロス（赤）、アシュラ（緑）の光の三原色の力が合わさることで発動する。
『スパーキング』ではルイとの一晩での特訓を経て編み出した連携技「レイジングテンペスト」により、ロンギヌスとの力を合わせ再び発動した。
ダークターボ
ベイ全体からまがまがしい黒い光があふれ、ゴールドターボ状態すら打ち消す力を秘めている。HELLのアーサー・パーシヴァルとブリント・デボイのベイが該当。
スペリオルターボ
グウィン・ロニーとジェネシスが発現させた、ゴールドターボともダークターボとも異なる銀色のヴェール。
奇岩城（きがんじょう）
通称「鬼ヶ島」。鬼と呼ばれるレジェンドブレーダー・白鷺城ルイの特訓場となっており、内部にはトレーニングを兼ねたダンジョンが設備されている。天候が荒れやすく、嵐が起こることもしばしば。『ダイナマイトバトル』でもルイの根城となっている。
フレア
バトル中にブレーダーとベイが燃え上がる特殊な闘気で、太陽のフレアのようなオーラ。レーン・ヴァルハラ、朝日ヒュウガ、朝日ヒカルが発現させている。ブレーダーの思い次第では、自身を焼き尽くしてしまうような危険なものとも、光り輝くものともなる。
魔界の門（まかいのもん）
大黒天ベルの根城で、ベイの墓場とされている洋館。世界の中継をジャックすることも可能。ベルはここで無敗伝説を作り上げている。
ザ・センター
wbba.が本部に設立した、トップブレーダーが所属するベイクラブ。初代リーダーはラシャド・グッドマン。

## 漫画

### 本編
- 著者は森多ヒロ。『月刊コロコロコミック』にて2015年8月号から2022年1月号まで連載された。並行して『別冊コロコロコミックSpecial』でも2016年2月号での掲載を経て、同年6月号から2021年4月号まで連載された。『別冊コロコロコミック』でのエピソードは、単行本では本編の間に挿入される形で収録されている。また、『月刊コロコロコミック』連載終了後に発売された『別冊コロコロコミック』2022年4月号に特別最終回が掲載され[71]、単行本第20巻に収録されている。単行本第10巻からはアイガが主役になったためタイトルに「アイガ編」、第13巻からはドラムが主役になったため「ドラム編」、第16巻からは朝日兄弟が主役になったため「朝日兄弟編」、第19巻からはベルが主役になったため「ベル編」と付いている。全20巻。
  1. 2015年12月28日発売[72]、ISBN 978-4-09-142114-2
  2. 2016年3月28日発売[73]、ISBN 978-4-09-142153-1
  3. 2016年7月28日発売[74]、ISBN 978-4-09-142183-8
  4. 2016年12月28日発売[75]、ISBN 978-4-09-142269-9
  5. 2017年1月27日発売[76]、ISBN 978-4-09-142287-3
  6. 2017年4月28日発売[77]、ISBN 978-4-09-142386-3
  7. 2017年10月27日発売[78]、ISBN 978-4-09-142499-0
  8. 2017年12月27日発売[79]、ISBN 978-4-09-142603-1
  9. 2018年4月27日発売[80]、ISBN 978-4-09-142650-5
  10. 2018年8月28日発売[81]、ISBN 978-4-09-142730-4
  11. 2018年11月28日発売[82]、ISBN 978-4-09-142819-6
  12. 2019年4月26日発売[83]、ISBN 978-4-09-142897-4
  13. 2019年9月27日発売[84]、ISBN 978-4-09-143080-9
  14. 2020年2月28日発売[85]、ISBN 978-4-09-143147-9
  15. 2020年6月26日発売[86]、ISBN 978-4-09-143196-7
  16. 2020年8月28日発売[87]、ISBN 978-4-09-143218-6
  17. 2020年11月26日発売[88]、ISBN 978-4-09-143246-9
  18. 2021年3月26日発売[89]、ISBN 978-4-09-143269-8
  19. 2021年11月26日発売[90]、ISBN 978-4-09-143354-1
  20. 2022年3月28日発売[91]、ISBN 978-4-09-143386-2

### 外伝および番外編
ゼノエクスカリバー 完全制覇ストーリー
『ベイブレードバースト ビクトリースタートガイド』掲載。シャカが全国大会前にゼノエクスカリバーを入手する話を描く。「ゼノエクスカリバー、天下無双の覇剣!!」として単行本第4巻に収録。
ゴールドゴッドベイ誕生物語
『月刊コロコロコミック』2016年10月号および11月号掲載。wbba.が開発した神のベイ「ゴールドゴッドベイ」（ジリオンゼウス.M.V）を狙うナイト伯爵とバルトたちのバトルを描いた前後編の特別編。前編は単行本第4巻、後編は単行本第5巻に収録。
ロンギヌス伝説誕生ストーリー
『ベイブレードバースト 最強ロンギヌス我龍ガイド』掲載。全国大会を制覇する前のルイが描かれる。「ロストロンギヌス最強我龍伝説」として単行本第6巻に収録。
ゴッドヴァルキリー神特訓
『ベイブレードバースト ゴッドヴァルキリー完成ガイド』掲載。バルセロナのベイクラブ「BCソル」に入団したバルトの様子が描かれる。「相棒ヴァルキリーと最強特訓!!」として単行本第7巻に収録。
無敵旋回シャドウオリハルコン
『月刊コロコロコミック』2017年8月号および9月号掲載。単行本第8巻に収録。
スプリガンレクイエム最強伝説
『ベイブレードバースト 全ベイ神鑑ガイド』掲載。スプリガンレクイエムを手に入れたシュウが描かれる。「究極進化! 完全無欠のスプリガンレクイエム!!」として単行本第10巻に収録。
究極の神ベイ、ダブルゴッドベイ!!
『月刊コロコロコミック』2018年2月号および3月号掲載。単行本第9巻に収録。
超Z波乱のサッカー対決!!
『月刊コロコロコミック』2018年6月号掲載。単行本第10巻に収録。
不死身のベイ、リヴァイブフェニックス!!
『ベイブレードバースト 超Z不死身ガイド』掲載。単行本第10巻に収録。
闇の超Zベイ、ヤミテリオス!!
『月刊コロコロコミック』2018年8月号および9月号掲載。単行本第11巻に収録。
アイガVSシュウ 超Z覚醒物語
『ベイブレードバースト 超Z覚醒ガイド』掲載。
黄金の王者!超ZロイヤルキングS!!
『月刊コロコロコミック』2019年2月号および3月号掲載。単行本第12巻に収録。
ドラムVSデルタ・ガチ物語!!
『ベイブレードバースト ガチン攻略ガイド』掲載。「ドラムVSデルタ! 運命のライバル誕生!!」として単行本第13巻に収録。

### 森多ヒロ以外による漫画
ベイブレード魂 タク&ショウ
作者：御狐ちひろ
『コロコロイチバン!』2017年6月号から2022年2月号まで連載。全5巻。
1. 『ベイブレード魂 タク＆ショウ1』2017年11月28日発売、ISBN 978-4-09-142578-2
2. 『ベイブレード魂 タク＆ショウ2』2018年6月22日発売、ISBN 978-4-09-142738-0
3. 『ベイブレード魂 タク＆ショウ3』2019年1月25日発売、ISBN 978-4-09-142885-1
4. 『ベイブレード魂 タク＆ショウ GT突入編』2019年6月28日発売、ISBN 978-4-09-143029-8
5. 『ベイブレード魂 タク＆ショウ GT激闘編』2020年1月17日発売、ISBN 978-4-09-143160-8

ベイブレードバースト おしえて!!改造!!マスターブレーダー
作者：山内コウタロウ
『別冊コロコロコミック』2017年8月号から2018年4月号まで連載。全5話。未単行本化。
ベイブレードバースト 3年B組ベイ先生!
作者：小松清太郎
『コロコロイチバン!』2022年6月号から2023年2月号まで連載。全9話。未単行本化。

## テレビアニメ
2016年4月4日から2019年3月25日まで、テレビ東京系列にて月曜17時55分 - 18時25分に計3シリーズ放送された。2017年4月3日からは第2シリーズ『ベイブレードバースト 神』、2018年4月2日からは第3シリーズ『ベイブレードバースト 超ゼツ』のタイトルで、それぞれ放送された。
YouTubeのコロコロチャンネルでは、第3シリーズ第1話 - 第6話が「アイガ爆進編」、第7話 - 第15話が「ロンギヌスカップ編」、第16話 - 第28話が「バトルシップクルーズ編」、第29話 - 第31話が「アイガ暴走編」、第32話 - 第37話が「デッドグラン編」、第38話 - 第42話が「アキレス超Z進化編」、第43話 - 第51話が「破壊神vs超ゼツブレーダー編」と区切られている。
2019年4月5日よりWebアニメとして第4シリーズ『ベイブレードバースト GT』が金曜16時から、YouTubeのコロコロチャンネル・公式ポータルサイト・タカラトミーチャンネルにて順次配信、2020年4月30日に第4シリーズの配信が終了、2020年4月3日から2021年3月19日（2021年4月23日に配信終了）までは第5シリーズ『ベイブレードバースト 超王』のタイトルで配信。2021年4月2日から2022年3月18日までは第6シリーズかつ最終作として『ベイブレードバースト DB』のタイトルで配信。アニメ本編終了後に、ベイブレード開発者である堀川亮と村木誠によるベイブレード紹介コーナー「マスターブレーダーガチンコ情報（ガチ）」→「今週のベイブレードニュース!超王（スパーキング）」→「ダイナマイトニュース」が行われる。また2020年10月5日からTOKYO MXにて月曜 19:00 - 19:30に第5シリーズが2話ずつ放送された。
また、日本での展開は第6シリーズで終了したものの、海外での放送・配信向けに、バーストアルティメットレイヤーシリーズのベイが登場する第7シリーズ『ベイブレードバースト クアッドストライク』も制作されており、アメリカでは2023年4月から放送が開始されている。
なお、第4シリーズ配信中の2019年10月1日に従来のベイブレードシリーズの製作を手掛けたd-rightsがADKエモーションズに吸収され解散したことにより、第4シリーズの第27話からはADKエモーションズ（クレジット上は「ADK」のみ）が製作を引き継いでいる。そのため、ベイブレードシリーズ初となるADKが関わった作品である。
ナレーションは『スパーキング』まで垂木勉が、『ダイナマイトバトル』では千葉繁が、それぞれ担当。基本的に漫画版に沿った展開になっている。
字幕放送を実施。文字多重放送では第1・2期では蒼井バルトの台詞は黄色（3期では水色）、紅シュウの台詞は水色、その他のキャラクターは白となっている。第3期では赤刃アイガの台詞は黄色。
韓国の地上波局（SBS）において例外的に編成された純日本製テレビアニメであり、2016年からトゥーニバースでも放送されている。これは、本商品を韓国で輸入販売している玩具メーカーのヨンシロプ社（ヤングトイズ）がスポンサーとなっていることによるもの。

### スタッフ
- 原作 - 森多ヒロ
- シリーズ原案 - 柴田亮、高原文彦
- 企画 - 和田修治、和田誠、石本隆史
- 総監督 - 秋山勝仁（第2期 - 第6期）
- 監督 - 秋山勝仁（第1期）→山口健太郎（第2期 - 第3期）→オ ジング（第4期 - 第6期）
- シリーズ構成 - 園田英樹
- キャラクターデザイン - 大橋俊明
- 副監督 - 山口健太郎（第1期）→オ ジング（第2期 - 第3期）
- アバター・プロップデザイン / アバター総作画監督 - 長森佳容
- 色彩設計 - 大内綾
- 美術監督 - 横山淳史（第1期）→根本邦明（第2期）
- 美術設定 - 小倉奈緒美（第1期）→志和史織・須江信人（第2期 - 第3期）
- CGIディレクター - 瀬尾太
- 撮影監督 - 鈴木大倫
- 編集 - 渡辺直樹
- 音響監督 - 松岡裕紀
- 音楽 - 土屋雄作（第1期）→Zain Effendi（第2期）→Danny Jacob（第3期）→Roy Shakked（第4期）→Todd Bryanton（第5期）→Frederik Wiedmann（第6期）
- アニメーション制作 - OLM Team Abe
- アニメーションプロデューサー - 阿部勇
- エグゼクティブプロデューサー - 佐藤渉→青木真美子（第1期）→大矢篤志（第2期 - 第3期）、入江俊徳、横山拓也、古市直彦
- プロデューサー - 山内未來、柴戸善文
- 製作 - テレビ東京（第1期 - 第3期）、d-rights→ADK（第4期27話 - 第6期）

### 主題歌
オープニングテーマ
「バーストフィニッシュ!」（第1期）
作詞 - 松井洋平 / 作曲 - 原田篤（Arte Refact） / 編曲 - 山本恭平（Arte Refact） / 唄 - 小林竜之
「EVOLUTION BURST!」（第2期）
作詞・作曲・編曲 - 石田寛朗 / 唄 - 北川けんいち
「超ゼツ無敵ブレーダー!」（第3期）
作詞・作曲・編曲 - 大隅知宇 / 唄 - 佐々木亮介
「GATTI'N'ROLL!!」（第4期）
作詞・作曲・編曲 - 大隅知宇 / 唄 - 岩崎慧
「スパーキング・レボリューション」（第5期）
作詞 - 市川喜康 / 作曲 - マシコタツロウ / 編曲 - 溝渕大智 / 唄 - 土屋飛鳥・遠藤ナオキ
「ぶつかれ!ダイナマイトバトル」（第6期）
作詞 - EMA☆ / 作曲・編曲 - 新田目翔 / 唄 - NORISTRY（アハバ クリエイティヴ パーティー / ミラクル・バス）

エンディングテーマ
「BELIEVE」（第1期）
作詞 - DEppa / 作曲 - DEppa、電球 / 編曲 - 電球 / 唄 - シクラメン
「ベイササイズ」（第2期第1話 - 第26話）
作詞 - wbba.研究員山本 / 作曲・編曲 - 大隅知宇 / 唄 - セニョール・アナミー
「ベイササイズ2」（第2期第27話 - 第51話）
作詞 - wbba.研究員山本 / 作曲・編曲 - 大隅知宇 / 唄 - セニョール・アナミー
「BEY-POP」（第3期第1話 - 第28話）
作詞・作曲・編曲 - 大隅知宇 / 唄 - 草川瞬
「BEY-POP SWING」（第3期第29話 - 第51話）
作詞・作曲・編曲 - 大隅知宇 / 唄 - 草川瞬
「GATTI'N'ROLL!!（インストゥルメンタル）」（第4期）
作詞・作曲・編曲 - 大隅知宇
「スパーキング・レボリューション（インストゥルメンタル）」（第5期）
作詞 - 市川喜康 / 作曲 - マシコタツロウ / 編曲 - 溝渕大智
「ぶつかれ!ダイナマイトバトル（インストゥルメンタル）」（第6期）
作詞 - EMA☆ / 作曲・編曲 - 新田目翔

### 各話リスト
放送日はテレビ東京系列（第1期〜第3期）、TOKYO MX（第5期）のもの。
なお、各話サブタイトルや次回予告のナレーションは第1期と第2期は蒼井バルト役の井上麻里奈が、第3期は赤刃アイガ役の池田朋子が、第4期は虹龍ドラム役の潘めぐみ、第5期は朝日ヒュウガ役の藤原夏海および朝日ヒカル役の戸松遥が、第6期は大黒天ベル役の田村睦心が読み上げる。

#### 第1期
| 話数 | サブタイトル                    | 脚本                | 絵コンテ                     | 演出         | 作画監督                                                                                 | 総作画監督                    | 放送日        |
| ---- | ------------------------------- | ------------------- | ---------------------------- | ------------ | ---------------------------------------------------------------------------------------- | ----------------------------- | ------------- |
| 1    | 行こうぜ!相棒!!                 | 園田英樹            | 秋山勝仁                     | 山口健太郎   | 近藤優次 松本朋之                                                                        | 大橋俊明                      | 2016年 4月4日 |
| 2    | 冥界の番犬!ケルベウス!!         | 園田英樹            | 山口健太郎                   | 博多正寿     | 空流辺広子                                                                               | 藤崎賢二                      | 4月11日       |
| 3    | 爆裂!ラッシュシュート!!         | 園田英樹            | 林宏樹                       | 川西泰二     | Chang Bum Chul                                                                           | 大橋俊明                      | 4月18日       |
| 4    | ベイブレードクラブをつくるぜ!   | 園田英樹            | 博多正寿                     | 羽原久美子   | 牧内ももこ                                                                               | 藤崎賢二                      | 4月25日       |
| 5    | 死神降臨!漆黒のデスサイザー!!   | 高原フヒト          | 平野俊貴                     | 守田芸成     | 長森佳容 宮田留美                                                                        | 大橋俊明                      | 5月2日        |
| 6    | たえろ!これが特訓だ!!           | 早坂律子            | 筆坂明規                     | 筆坂明規     | 空流辺広子 牧内ももこ                                                                    | 藤崎賢二                      | 5月9日        |
| 7    | 超速!フラッシュシュート!!       | 園田英樹            | かまくらゆみ                 | オ ジング    | 池田裕治 小栗寛子                                                                        | 大橋俊明                      | 5月16日       |
| 8    | 強敵!天空のホルスード!!         | 園田英樹            | 博多正寿                     | 博多正寿     | 近藤優次 松本朋之                                                                        | 藤崎賢二                      | 5月23日       |
| 9    | 立ちはだかる飛竜!!              | 高原フヒト          | 博多正寿                     | 川西泰二     | Chang Bum Chul                                                                           | 大橋俊明                      | 5月30日       |
| 10   | 乗り越えろ!相棒を信じて!!       | 冨岡淳広            | 村田峻治 秋山勝仁 山口健太郎 | 西村大樹     | 青木真理子 興石暁                                                                        | 藤崎賢二                      | 6月6日        |
| 11   | 絶望のスプリガン                | 早坂律子            | 平野俊貴                     | 守田芸成     | 牧内ももこ 小栗寛子 清水博明 渡部由紀子 東美帆                                           | 大橋俊明                      | 6月13日       |
| 12   | 驚異のシールドクラッシュ!       | 早坂律子            | オ ジング                    | オ ジング    | 清水博明 磯野智                                                                          | 藤崎賢二                      | 6月20日       |
| 13   | シュウの試練!                   | 冨岡淳広            | 林宏樹                       | 高田昌豊     | 関口雅浩                                                                                 | 大橋俊明                      | 6月27日       |
| 14   | 誓いの決勝戦!                   | 園田英樹            | 平野俊貴                     | 益山亮司     | 近藤優次 松本朋之                                                                        | 藤崎賢二                      | 7月4日        |
| 15   | 激闘!ヴァルキリーVSスプリガン!! | 園田英樹            | 平野俊貴                     | 博多正寿     | 清水博明                                                                                 | 大橋俊明 福地純平             | 7月11日       |
| 16   | 驚愕!灼炎寺スペシャル!!         | 高原フヒト          | かまくらまみ                 | 川西泰二     | Chang Bum Chul                                                                           | 長森佳容                      | 7月18日       |
| 17   | 豪傑のエクスカリバー!           | 早坂律子            | 博多正寿                     | 西村大樹     | 青木真理子 宮地聡子                                                                      | 大橋俊明                      | 7月25日       |
| 18   | 燃えるぜ!チームバトル!!         | 冨岡淳広            | 林宏樹                       | 菱川直樹     | 牧内ももこ 桑原直子                                                                      | 長森佳容                      | 8月1日        |
| 19   | ラグナルクVSユニコーン!         | 園田英樹            | 飯島正勝                     | オ ジング    | 清水博明 飯飼一幸 牧内ももこ 福地純平 陣内美帆 横松雄馬                                  | 大橋俊明 長森佳容             | 8月8日        |
| 20   | 繋げろ!チェーンシュート!!       | 園田英樹            | 平野俊貴                     | 清水一伸     | 大木比呂 森田実                                                                          | 長森佳容                      | 8月15日       |
| 21   | 友情のバトル!                   | 早坂律子            | 平野俊貴                     | 松本マサユキ | Kim Yoo Mi Chang Bum Chul                                                                | 大橋俊明 長森佳容             | 8月22日       |
| 22   | ヴァルキリー覚醒!!              | 園田英樹            | 平野俊貴                     | 博多正寿     | 近藤優次 松本朋之 三船智帆                                                               | 長森佳容（アバター）          | 8月29日       |
| 23   | 孤独のデスサイザー              | 高原フヒト          | 平野俊貴                     | 川西泰二     | Chang Bum Chul Shin Hey Ran Kim Yoo Mi                                                   | 大橋俊明 長森佳容（アバター） | 9月5日        |
| 24   | 本気と全力!!                    | 冨岡淳広            | オ ジング                    | オ ジング    | 中谷友紀子 福地純平                                                                      | 福地純平                      | 9月12日       |
| 25   | 謎のベイブレード仮面!           | 園田英樹            | 博多正寿                     | 関暁子       | 牧内ももこ 福地純平 清水博明 小島えり                                                    | 大橋俊明 長森佳容（アバター） | 9月19日       |
| 26   | 決めるぜ!全国出場!!             | 園田英樹            | 平野俊貴                     | 藏本穂高     | 関口雅浩                                                                                 | 長森佳容                      | 9月26日       |
| 27   | 合宿だ!バイキングスタジアム!!   | 早坂律子            | 平野俊貴                     | 政木伸一     | 中谷友紀子 渡辺奈月                                                                      | 大橋俊明                      | 10月3日       |
| 28   | 山だ!川だ!嵐の大冒険!!          | 高原フヒト          | 平野俊貴                     | 清水一伸     | 森田実 大木比呂                                                                          | 長森佳容                      | 10月10日      |
| 29   | 目指すぜNO.1!                   | 冨岡淳広            | 博多正寿                     | 博多正寿     | 近藤優次 松本朋之                                                                        | （なし）                      | 10月17日      |
| 30   | 蛇の翼!ケツァルカトル!!         | 園田英樹            | 小高義規                     | 川西泰二     | Chang Bum Chul Shin Hey Ran Kim Yoo Mi                                                   | 長森佳容                      | 10月24日      |
| 31   | アマテリオスの導き              | 早坂律子            | 奥村よしあき                 | 政木伸一     | 中谷友紀子 渡辺奈月 藤崎真吾                                                             | 大橋俊明                      | 10月31日      |
| 32   | 衝撃のサイクロン!               | 園田英樹            | オ ジング                    | オ ジング    | 福地純平                                                                                 | （なし）                      | 11月7日       |
| 33   | 爆炎!ダブルインパクト!!         | 高原フヒト          | 飯島正勝                     | 藏本穂高     | 関口雅浩                                                                                 | 大橋俊明 長森佳容（アバター） | 11月14日      |
| 34   | 牙をむくビースツ!               | 冨岡淳広            | 平野俊貴                     | 川越一生     | 牧内ももこ 渡部由紀子 青木昭仁 徳倉栄一 福地純平 井ノ上ユウ子 秋山泰彦 大橋藍人 Moon Hee | 長森佳容                      | 11月21日      |
| 35   | 野獣!ビーストベヒーモス!!       | 早坂律子            | 平野俊貴                     | 岩田義彦     | 小栗寛子 毛利和昭                                                                        | 大橋俊明 長森佳容（アバター） | 11月28日      |
| 36   | ライドアウトの脅威!             | 園田英樹            | 益山亮司                     | 清水一伸     | 齋藤温子 大木比呂                                                                        | 長森佳容                      | 12月5日       |
| 37   | オレたちの決勝戦!               | 高原フヒト          | 博多正寿                     | 博多正寿     | 近藤優次 松本朋之 飯飼一幸                                                               | 大橋俊明 長森佳容（アバター） | 12月12日      |
| 38   | 死闘!ロンギヌスとの戦い!!       | 冨岡淳広            | 平野俊貴                     | 小野田雄亮   | 高橋恒星 平良哲朗                                                                        | 長森佳容                      | 12月19日      |
| 39   | 爆裂!デススパイラル!!           | 園田英樹            | 平野俊貴                     | 横田一平     | 福地純平                                                                                 | （なし）                      | 12月26日      |
| 40   | とるぜっ!全国一!!               | 園田英樹            | 奥村よしあき                 | 宮田亮       | 関口雅浩                                                                                 | 長森佳容 大橋俊明 福地純平    | 2017年 1月9日 |
| 41   | ネプチューンの罠                | 早坂律子            | 政木伸一                     | 政木伸一     | 五十内裕輔                                                                               | 大橋俊明 長森佳容（アバター） | 1月16日       |
| 42   | 毒蛇!ヨルムンガンド!!           | 早坂律子            | 朝倉カイト                   | 川越一生     | 井ノ上ユウ子 飯飼一幸 青木昭仁                                                           | 長森佳容                      | 1月23日       |
| 43   | 疾風のジェットシュート!         | 高原フヒト 園田英樹 | 平野俊貴                     | うえだしげる | 牧内ももこ 兒玉ひかる 佐藤道雄                                                           | 大橋俊明 長森佳容（アバター） | 1月30日       |
| 44   | 吠えろ!ビーストバトル!!         | 冨岡淳広            | 奥村よしあき                 | 山本貴之     | 大木比呂 大野勉                                                                          | 長森佳容                      | 2月6日        |
| 45   | スプリガンVSワイバーン!         | 高原フヒト 園田英樹 | 博多正寿                     | 博多正寿     | 近藤優次 松本朋之 福地純平                                                               | 大橋俊明 長森佳容（アバター） | 2月13日       |
| 46   | 熱闘!バルトVSシャカ!!           | 冨岡淳広            | 平野俊貴                     | 古賀一臣     | 中野彰子 宍戸久美子                                                                      | 長森佳容                      | 2月20日       |
| 47   | スター☆バトル!!                 | 冨岡淳広            | 平野俊貴                     | 川越一生     | 井ノ上ユウ子 青木昭仁 柳田幸平                                                           | 大橋俊明 長森佳容（アバター） | 2月27日       |
| 48   | 爆転VS爆走!!                    | 早坂律子            | 平野俊貴                     | 青柳宏宜     | 関口雅浩                                                                                 | 長森佳容                      | 3月6日        |
| 49   | 四転皇!ルイVSシュウ!!           | 園田英樹            | 政木伸一                     | 政木伸一     | 藤崎真吾                                                                                 | 大橋俊明 長森佳容（アバター） | 3月13日       |
| 50   | 倒すぜ!絶対王者!!               | 園田英樹            | 奥村よしあき                 | 由井翠       | 木村麻亜紗 清山滋崇 平良哲朗                                                             | 長森佳容                      | 3月20日       |
| 51   | 決めろ!相棒!!                   | 園田英樹            | 平野俊貴                     | 博多正寿     | 近藤優次 松本朋之                                                                        | 福地純平 長森佳容（アバター） | 3月27日       |

#### 第2期
| 話数     | サブタイトル                        | 脚本                | 絵コンテ          | 演出                | 作画監督                                         | 総作画監督                               | 放送日        |
| -------- | ----------------------------------- | ------------------- | ----------------- | ------------------- | ------------------------------------------------ | ---------------------------------------- | ------------- |
| 1 (52)   | 世界へ!ヴァルキリー進化!!           | 園田英樹            | 秋山勝仁          | オ ジング           | 中野彰子 井ノ上ユウ子 飯飼一幸                   | 大橋俊明 福地純平 長森佳容（アバター）   | 2017年 4月3日 |
| 2 (53)   | 男魂!ブレイズラグナルク!!           | 園田英樹            | 博多正寿          | 神原敏昭            | 牧内ももこ 兒玉ひかる                            | 長森佳容                                 | 4月10日       |
| 3 (54)   | 衝撃!ドレインファブニル!!           | 冨岡淳広            | 平野俊貴          | 山本貴之            | 大木比呂 大野勉                                  | 福地純平 長森佳容（アバター）            | 4月17日       |
| 4 (55)   | 旋風!トルネードワイバーン!!         | 冨岡淳広            | 奥村よしあき      | 政木伸一            | 渡辺奈月                                         | 長森佳容                                 | 4月24日       |
| 5 (56)   | 魔襲!クライスサタン!!               | 冨岡淳広            | 平野俊貴          | 武市直子            | 徳倉栄一 小島絵美                                | 大橋俊明 長森佳容（アバター）            | 5月1日        |
| 6 (57)   | 激震!BCソル!!                       | 園田英樹            | 博多正寿          | 所俊克              | 関口雅浩                                         | 長森佳容                                 | 5月8日        |
| 7 (58)   | 掴め!トップチーム!!                 | 宮田健吾            | 秋山勝仁          | 由井翠              | 木村麻亜紗 平良哲朗 清山滋崇 吉岡勝 雨宮英雄     | 福地純平 長森佳容（アバター）            | 5月15日       |
| 8 (59)   | 開幕!ヨーロッパリーグ!!             | 高原フヒト 園田英樹 | 奥村よしあき      | 川越一生            | 井ノ上ユウ子 飯飼一幸 中野彰子                   | 長森佳容                                 | 5月22日       |
| 9 (60)   | 時神!アルタークロノス!!             | 園田英樹            | 平野俊貴          | 神原敏昭            | 門智昭                                           | 大橋俊明 長森佳容（アバター）            | 5月29日       |
| 10 (61)  | バルトとフリー                      | 冨岡淳広            | 政木伸一          | 政木伸一            | 渡辺奈月 藤崎真吾                                | 長森佳容                                 | 6月5日        |
| 11 (62)  | 崩壊!BCソル!!                       | 冨岡淳広            | 平野俊貴          | 清水一伸            | 大木比呂 服部益実                                | 福地純平 大橋俊明                        | 6月12日       |
| 12 (63)  | 死神再臨!                           | 園田英樹            | 平野俊貴          | 博多正寿            | 牧内ももこ                                       | 長森佳容                                 | 6月19日       |
| 13 (64)  | 双鎌!ダブルストライク!!             | 高原フヒト 園田英樹 | 奥村よしあき      | 所俊克              | 関口雅浩                                         | 大橋俊明 長森佳容（アバター）            | 6月26日       |
| 14 (65)  | 蹴撃!マキシマムガルーダ!!           | 大川俊道            | 秋山勝仁          | 土屋康郎            | Kim Hyoun Eun Kim Tae Jin                        | 長森佳容                                 | 7月3日        |
| 15 (66)  | 鳥神闘士ガゼム!                     | 宮田健吾            | 平野俊貴          | 小野隆宏 菅井嘉浩   | 徳倉栄一 平良哲朗 高橋恒星 前原薫                | 福地純平 長森佳容（アバター）            | 7月10日       |
| 16 (67)  | シュウを探せ                        | 冨岡淳広            | 政木伸一          | 政木伸一            | 中谷友紀子                                       | 長森佳容（アバター）                     | 7月17日       |
| 17 (68)  | 魔境!スネークピット!!               | 冨岡淳広            | 平野俊貴          | 川越一生            | 井ノ上ユウ子 飯飼一幸 中野彰子                   | 長森佳容                                 | 7月24日       |
| 18 (69)  | 迷宮!ブラックダンジョン!!           | 高原フヒト 園田英樹 | 博多正寿          | 武市直子            | 小島絵美 門智昭                                  | 大橋俊明 長森佳容（アバター）            | 7月31日       |
| 19 (70)  | 炎神!レッドアイ!!                   | 園田英樹            | 平野俊貴          | 球野たかひろ        | 清島ゆうこ                                       | 福地純平 長森佳容（アバター）            | 8月7日        |
| 20 (71)  | 爆進!BCソル!!                       | 宮田健吾 園田英樹   | 奥村よしあき      | 清水一伸            | 大木比呂 服部益実                                | 長森佳容                                 | 8月14日       |
| 21 (72)  | ジョシュアVS宇宙忍者!               | 大川俊道            | もりたけし        | 川越一生            | 牧内ももこ                                       | 大橋俊明 長森佳容（アバター）            | 8月21日       |
| 22 (73)  | 嵐を呼ぶブラストジニウス!           | 大川俊道            | 博多正寿          | 村上貴之            | 藤崎真吾                                         | 中谷友紀子 長森佳容（アバター）          | 8月28日       |
| 23 (74)  | 挑戦!無限ベイスタジアム!!           | 冨岡淳広            | 秋山勝仁          | 赤井倍人            | 関口雅浩                                         | 福地純平 長森佳容（アバター）            | 9月4日        |
| 24 (75)  | 激動!ワールドリーグ!!               | 園田英樹            | 平野俊貴          | 菅井嘉浩            | 前原薫 吉岡優花                                  | 大橋俊明 長森佳容（アバター）            | 9月11日       |
| 25 (76)  | 闘剣!ジークエクスカリバー!!         | 高原フヒト 園田英樹 | 博多正寿          | 川越一生 オ ジング  | 井ノ上ユウ子 村田陽祐 中野彰子 木下ゆうき        | 長森佳容                                 | 9月18日       |
| 26 (77)  | 爆裂!ゴッドリブート!!               | 宮田健吾            | 奥村よしあき      | 北川正人            | 桜井木ノ実 木村なづき 片岡恵美子 Jung Chul Gyo   | 福地純平 長森佳容（アバター）            | 9月25日       |
| 27 (78)  | 東京バトル!レアルVSリオス!!         | 園田英樹            | 平野俊貴          | 政木伸一            | 渡辺奈月                                         | 大橋俊明 長森佳容（アバター）            | 10月2日       |
| 28 (79)  | 吸血鬼!ディープカオス!!             | 園田英樹            | 許平康            | 山中祥平            | 野間千賀子 牧内ももこ                            | 長森佳容                                 | 10月9日       |
| 29 (80)  | 要塞!シェルターレグルス!!           | 高原フヒト 園田英樹 | 平野俊貴          | 清水一伸            | 大木比呂 はっとりますみ                          | 福地純平 長森佳容（アバター）            | 10月16日      |
| 30 (81)  | 激突!決勝へのシュート!!             | 冨岡淳広            | 秋山勝仁          | 川越一生            | 井ノ上ユウ子 飯飼一幸                            | 大橋俊明 長森佳容（アバター）            | 10月23日      |
| 31 (82)  | 破れ!ビッグ5の壁!!                  | 冨岡淳広            | 奥村よしあき      | 前園文夫            | 山田桃子 千葉茂                                  | 長森佳容                                 | 10月30日      |
| 32 (83)  | 天下無双!トリプルインパクト!!       | 園田英樹            | 博多正寿          | 博多正寿            | 青木昭仁 村田陽祐                                | 福地純平 長森佳容（アバター）            | 11月6日       |
| 33 (84)  | 決勝!BCソル VS NYブルズ!!           | 高原フヒト 園田英樹 | 平野俊貴          | 福元しんいち        | 前原薫                                           | 大橋俊明 長森佳容（アバター）            | 11月13日      |
| 34 (85)  | 全力!バウンドアタック!!             | 林壮太郎            | 政木伸一          | 政木伸一            | 渡辺奈月                                         | 長森佳容                                 | 11月20日      |
| 35 (86)  | 俺たちの決勝戦!                     | 園田英樹            | もりたけし        | 山中祥平            | 野間千賀子 井ノ上ユウ子 飯飼一幸 青木昭仁        | 福地純平 長森佳容（アバター）            | 11月27日      |
| 36 (87)  | 決闘!ロンギヌスVSスプリガン!!       | 園田英樹            | 秋山勝仁 川越一生 | 川越一生            | 牧内ももこ                                       | 長森佳容                                 | 12月4日       |
| 37 (88)  | いくぜっ!ゴッドブレーダーズカップ!! | 冨岡淳広            | 平野俊貴          | 清水一伸            | 大木比呂 服部益美                                | 福地純平 長森佳容（アバター）            | 12月11日      |
| 38 (89)  | 凶機!スプリガンレクイエム!!         | 高原フヒト 園田英樹 | 博多正寿          | 奥村よしあき        | 村田陽祐 飯飼一幸 藤木泰史 青木昭仁 井ノ上ユウ子 | 長森佳容                                 | 12月18日      |
| 39 (90)  | 地下バトルの皇帝クルツ!             | 大川俊道            | 奥村よしあき      | 志村錠児            | 桑原麻衣 山縣亜紀 秋元勇一                       | 福地純平 長森佳容（アバター）            | 12月25日      |
| 40 (91)  | 暴君!ビートククルカン!!             | 林壮太郎            | 政木伸一          | 政木伸一            | 渡辺奈月                                         | 長森佳容                                 | 2018年 1月8日 |
| 41 (92)  | 鉄槌!ツインネメシス!!               | 林壮太郎            | 三浦陽            | 三浦陽              | 佐藤和巳                                         | 福地純平 中谷友紀子 長森佳容（アバター） | 1月15日       |
| 42 (93)  | 熾烈!BCソルの闘い!!                 | 冨岡淳広            | 平野俊貴          | 牧俊治              | 岡田絵里香 宍戸久美子                            | 長森佳容                                 | 1月22日       |
| 43 (94)  | 白熱!ライバル大激突!!               | 大川俊道            | 川越一生          | 川越一生            | 牧内ももこ                                       | 長森佳容（アバター）                     | 1月29日       |
| 44 (95)  | 超進化!撃ゴッドヴァルキリー!!       | 高原フヒト 園田英樹 | 博多正寿          | 博多正寿            | 井ノ上ユウ子 野間千賀子 飯飼一幸                 | 長森佳容                                 | 2月5日        |
| 45 (96)  | 破壊神スプリガン!                   | 林壮太郎            | 奥村よしあき      | 福元しんいち        | 服部益実 前原薫 新城真                           | 福地純平 中谷友紀子 長森佳容（アバター） | 2月12日       |
| 46 (97)  | 超限界!フリーVSルイ!!               | 冨岡淳広            | 政木伸一          | 政木伸一            | 渡辺奈月                                         | 長森佳容 中谷友紀子                      | 2月19日       |
| 47 (98)  | 究極対決!                           | 高原フヒト 園田英樹 | 佐藤真人          | 山中祥平            | 村田陽祐 飯飼一幸                                | 福地純平 長森佳容（アバター）            | 2月26日       |
| 48 (99)  | 友情!決定戦へのバトル!!             | 大川俊道            | 平野俊貴          | 岩田義彦            | 大木比呂                                         | 長森佳容                                 | 3月5日        |
| 49 (100) | 準決勝!宿命のバトル!!               | 大川俊道            | 奥村よしあき      | 山田卓 奥村よしあき | 藤木泰史 藤崎真吾 福地純平                       | 福地純平 長森佳容（アバター）            | 3月12日       |
| 50 (101) | 突入!最終決戦!!                     | 高原フヒト 園田英樹 | 近藤一英 政木伸一 | 牧俊治              | 岡田絵里香 宍戸久美子                            | 長森佳容                                 | 3月19日       |
| 51 (102) | バルトVSシュウ!!                    | 園田英樹            | 秋山勝仁          | 川越一生            | 牧内ももこ 長森佳容                              | 福地純平 長森佳容（アバター）            | 3月26日       |

#### 第3期
| 話数     | サブタイトル                          | 脚本                | 絵コンテ     | 演出                  | 作画監督                                       | 総作画監督                               | 放送日        |
| -------- | ------------------------------------- | ------------------- | ------------ | --------------------- | ---------------------------------------------- | ---------------------------------------- | ------------- |
| 1 (103)  | これが超ゼツベイだ!!                  | 園田英樹            | 秋山勝仁     | オ ジング             | 野間千賀子 福地純平 村田陽祐 青木昭仁 柴田志朗 | 大橋俊明 長森佳容（アバター）            | 2018年 4月2日 |
| 2 (104)  | アキレスVSフォルネウス!!              | 園田英樹            | 博多正寿     | 神原敏昭              | 門智昭                                         | 長森佳容                                 | 4月9日        |
| 3 (105)  | 夕陽の決斗!!                          | 大川俊道            | 政木伸一     | 政木伸一              | 渡辺奈月                                       | 福地純平 長森佳容（アバター）            | 4月16日       |
| 4 (106)  | 決めろ!ゼットバスター!!               | 林壮太郎            | 羽鳥潤       | 球野たかひろ          | 冨吉幸希 柳瀬譲二                              | 大橋俊明 長森佳容（アバター）            | 4月23日       |
| 5 (107)  | 超ゼツ対決!ヴァルキリーVSロンギヌス!! | 高原フヒト 園田英樹 | 奥村よしあき | 牧俊治                | 本田隆 宍戸久美子                              | 長森佳容                                 | 4月30日       |
| 6 (108)  | 白き暴君!バトルロイヤル!!             | 園田英樹            | 秋山勝仁     | 福元しんいち          | 服部益実 前原薫                                | 福地純平 長森佳容（アバター）            | 5月7日        |
| 7 (109)  | 開幕!ロンギヌスカップ!!               | 高原フヒト 園田英樹 | 博多正寿     | 博多正寿              | 野間千賀子 村田陽祐 藤木泰史                   | 牧内ももこ 長森佳容（アバター）          | 5月14日       |
| 8 (110)  | 変幻!ヘルサラマンダー!!               | 大川俊道            | 高橋ナオヒト | 川越一生              | ウィリアム・リー 楠木智子 飯飼一幸             | 大橋俊明 長森佳容（アバター）            | 5月21日       |
| 9 (111)  | 火炎旋風ゲキリン!                     | 林壮太郎            | 政木伸一     | 寺田素都              | 渡辺奈月                                       | 長森佳容                                 | 5月28日       |
| 10 (112) | アキレスVSラグナルク!!                | 園田英樹            | 羽鳥潤       | 神原敏明              | 門智昭                                         | 福地純平 長森佳容（アバター）            | 6月4日        |
| 11 (113) | 裏切りの激闘!                         | 高原フヒト 園田英樹 | 秋山勝仁     | 山本貴之              | 大木比呂 二上由佳子                            | 大橋俊明 長森佳容（アバター）            | 6月11日       |
| 12 (114) | 豪腕!ヘラクレス!!                     | 大川俊道            | 奥村よしあき | 奥村よしあき          | 牧内ももこ 飯飼一幸                            | 牧内ももこ 長森佳容（アバター）          | 6月18日       |
| 13 (115) | 超ゼツ決勝戦!!                        | 園田英樹            | 羽鳥潤       | いわもとやすお        | 冨吉幸希 服部益実                              | 長森佳容                                 | 6月25日       |
| 14 (116) | 暴竜!ブラッディロンギヌス!!           | 林壮太郎            | 博多正寿     | 福元しんいち          | 服部益実 前原薫                                | 福地純平 長森佳容（アバター）            | 7月2日        |
| 15 (117) | ルイを倒せ!!                          | 大川俊道            | 政木伸一     | 寺田素都              | 渡辺奈月                                       | 大橋俊明 長森佳容（アバター）            | 7月9日        |
| 16 (118) | 大航海!バトルシップクルーズ!!         | 園田英樹            | 秋山勝仁     | 川越一生              | 野間千賀子 村田陽祐 藤木泰史                   | 長森佳容                                 | 7月16日       |
| 17 (119) | 勇者と聖剣!!                          | 高原フヒト 園田英樹 | 羽鳥潤       | 奥村よしあき          | 福地純平 井上栄作                              | 福地純平 長森佳容（アバター）            | 7月23日       |
| 18 (120) | ユーレイ船の超ゼツバトル!             | 石橋大助            | 博多正寿     | 山本貴之              | 大木比呂 二上由佳子                            | 牧内ももこ 長森佳容（アバター）          | 7月30日       |
| 19 (121) | 大激闘!ベイアスロン!!                 | 林壮太郎            | 奥村よしあき | 中西伸彰              | 服部益実 前原薫                                | 大橋俊明 長森佳容（アバター）            | 8月6日        |
| 20 (122) | 爆炎!リヴァイブフェニックス!!         | 園田英樹            | 秋山勝仁     | 小野田雄亮            | 岡野幸男                                       | 長森佳容                                 | 8月13日       |
| 21 (123) | 共闘!タッグバトル!!                   | 大川俊道            | 羽鳥潤       | いわもとやすお        | 冨吉幸希 服部益実                              | 福地純平 長森佳容（アバター）            | 8月20日       |
| 22 (124) | 怒涛の3ベイバトル!!                   | 石橋大助            | 政木伸一     | 寺田素都              | 渡辺奈月                                       | 牧内ももこ 長森佳容（アバター）          | 8月27日       |
| 23 (125) | 激戦!守れベイスター!!                 | 林壮太郎            | 奥村よしあき | 奥村よしあき          | 青木昭仁 野間千賀子 藤木泰史 ウィリアム・リー  | 大橋俊明 長森佳容（アバター）            | 9月3日        |
| 24 (126) | 勇者VS勇者!!                          | 高原フヒト 園田英樹 | 羽鳥潤       | 山本貴之              | 大木比呂 二上由佳子                            | 長森佳容                                 | 9月10日       |
| 25 (127) | 超竜!ガイストファブニル!!             | 園田英樹            | 秋山勝仁     | 福元しんいち          | 服部益実 前原薫                                | 福地純平 長森佳容（アバター）            | 9月17日       |
| 26 (128) | 白熱!バトルシップ!!                   | 大川俊道            | 奧田誠治     | 青木youイチロー       | 牧内ももこ 村田陽祐 飯飼一幸                   | 牧内ももこ 長森佳容（アバター）          | 9月24日       |
| 27 (129) | 天下無双への道!                       | 石橋大助            | えらん       | 白石道太              | 岡野幸男                                       | 大橋俊明 長森佳容（アバター）            | 10月1日       |
| 28 (130) | バルトVSアイガ!!                      | 林壮太郎            | 石山タカ明   | 寺田素都              | 渡辺奈月                                       | 長森佳容                                 | 10月8日       |
| 29 (131) | 冥界の魔王デッドハデス!               | 園田英樹            | 星宮頼智     | 川越一生              | 福地純平 青木昭仁 村田陽祐                     | 福地純平 長森佳容（アバター）            | 10月15日      |
| 30 (132) | アイガ、荒ぶる!                       | 大川俊道            | 博多正寿     | 清水一伸              | 服部益実 冨吉幸希 二上由佳子                   | 牧内ももこ 長森佳容（アバター）          | 10月22日      |
| 31 (133) | 新生!超Zヴァルキリー!!                | 石橋大助            | 川越一生     | 川越一生              | ウィリアム・リー 野間千賀子 藤木泰史           | 大橋俊明 中谷友紀子 長森佳容（アバター） | 10月29日      |
| 32 (134) | 魔城デッドグラン!!                    | 園田英樹            | 秋山勝仁     | 奥村よしあき          | 長森佳容                                       | 長森佳容                                 | 11月5日       |
| 33 (135) | 戦慄!デッドグランの罠!!               | 林壮太郎            | 石山タカ明   | 千葉大輔 奥村よしあき | 福地純平                                       | 福地純平 長森佳容（アバター）            | 11月12日      |
| 34 (136) | 合体ベイ!エクリプス!!                 | 大川俊道            | えらん       | 白石道太              | 岡野幸男                                       | 牧内ももこ 長森佳容（アバター）          | 11月19日      |
| 35 (137) | 炎神!超Zスプリガン!!                  | 大川俊道            | 奧田誠治     | 寺田素都              | 渡辺奈月 寺田素都                              | 中谷友紀子 長森佳容（アバター）          | 11月26日      |
| 36 (138) | アイガ、闇との戦い!!                  | 石橋大助            | 奥村よしあき | 日下直義              | 藤田和行 二上由佳子 冨吉幸希                   | 長森佳容                                 | 12月3日       |
| 37 (139) | 超ゼツ激突!魔城の決戦!!               | 石橋大助            | 秋山勝仁     | 青木youイチロー       | 渡辺奈月                                       | 大橋俊明 長森佳容（アバター）            | 12月10日      |
| 38 (140) | 爆裂誕生!超Zアキレス!!                | 福嶋幸典            | 羽鳥潤       | 川越一生              | 牧内ももこ 青木昭仁 村田陽祐 横松雄馬          | 牧内ももこ 大橋俊明 長森佳容（アバター） | 12月17日      |
| 39 (141) | アイガ、魂の再戦!!                    | 林壮太郎            | 奧田誠治     | 石田暢                | 福地純平 角谷知美 藤木泰史                     | 福地純平 長森佳容（アバター）            | 12月24日      |
| 40 (142) | 風の騎士エアナイト!                   | 園田英樹            | 石山タカ明   | 青木youイチロー       | 中谷友紀子 野間千賀子 飯飼一幸 横松雄馬        | 長森佳容 中谷友紀子                      | 2019年 1月7日 |
| 41 (143) | 魔王VS神!!                            | 園田英樹            | 奥村よしあき | 寺田素都              | 渡辺奈月                                       | 大橋俊明 長森佳容（アバター）            | 1月14日       |
| 42 (144) | バトルロイヤル!戦略大作戦!!           | 大川俊道            | えらん       | 工藤廣顕              | 岡野幸男                                       | 牧内ももこ 長森佳容（アバター）          | 1月21日       |
| 43 (145) | 破壊神!デッドフェニックス!!           | 大川俊道            | 秋山勝仁     | 清水一伸              | 服部益実 冨吉幸希 二上由佳子                   | 福地純平 長森佳容（アバター）            | 1月28日       |
| 44 (146) | 超ゼツ特訓、王国編!!                  | 石橋大助            | 羽鳥潤       | 千葉大輔              | はっとりますみ 前原薫 吉田肇                   | 長森佳容                                 | 2月4日        |
| 45 (147) | 超ゼツ特訓、サバンナ編!!              | 福嶋幸典            | 奧田誠治     | 青木youイチロー       | 横松雄馬 ウィリアム・リー 青木昭仁 飯飼幸一    | 大橋俊明 長森佳容（アバター）            | 2月11日       |
| 46 (148) | 飛べ!空中大決戦!!                     | 林壮太郎            | 石山タカ明   | 赤井倍人              | 福地純平                                       | 福地純平 長森佳容（アバター）            | 2月18日       |
| 47 (149) | 炎神VS破壊神!!                        | 石橋大助            | 奥村よしあき | 寺田素都              | 渡辺奈月                                       | 牧内ももこ 長森佳容（アバター）          | 2月25日       |
| 48 (150) | 俺たちのベイブレード!                 | 福嶋幸典            | 羽鳥潤       | 粟井重紀              | はっとりますみ 前原薫 吉田肇                   | 大橋俊明 長森佳容（アバター）            | 3月4日        |
| 49 (151) | アイガVSファイ!!                      | 園田英樹            | えらん       | 工藤寬顕              | 岡野幸男 宇津木勇                              | 長森佳容                                 | 3月11日       |
| 50 (152) | アイガ、超ゼツ共鳴!!                  | 園田英樹            | 川越一生     | 川越一生              | 村田陽祐 ウィリアム・リー 福地純平             | 福地純平 長森佳容（アバター）            | 3月18日       |
| 51 (153) | 絆!アイガVSバルト!!                   | 大川俊道            | 山口健太郎   | 山口健太郎            | 牧内ももこ 野間千賀子                          | 牧内ももこ 長森佳容（アバター）          | 3月25日       |

#### 第4期
| 話数     | サブタイトル                         | 脚本     | 絵コンテ          | 演出         | 作画監督                                    | 総作画監督                               | 配信日        |
| -------- | ------------------------------------ | -------- | ----------------- | ------------ | ------------------------------------------- | ---------------------------------------- | ------------- |
| 1 (154)  | ガチだぜエースドラゴン!              | 園田英樹 | 秋山勝仁          | 寺田素都     | 渡辺奈月                                    | 大橋俊明 長森佳容（アバター）            | 2019年 4月5日 |
| 2 (155)  | イカすぜブシンアシュラ!              | 園田英樹 | 秋山勝仁          | 寺田素都     | 渡辺奈月                                    | 牧内ももこ 長森佳容（アバター）          | 4月12日       |
| 3 (156)  | 魔ジカ!?ウィザードファブニル!!       | 石橋大助 | 羽鳥潤            | 山本貴之     | 横松雄馬                                    | 福地純平 長森佳容（アバター）            | 4月19日       |
| 4 (157)  | 炎のグランドラゴン!                  | 石橋大助 | 羽鳥潤            | 山本貴之     | 青木昭仁 飯飼一幸                           | 長森佳容                                 | 4月26日       |
| 5 (158)  | ドラゴンVSファブニル!                | 福嶋幸典 | 川越一生          | 山本貴之     | 野間千賀子 村田陽祐 青木昭仁                | 大橋俊明 長森佳容（アバター）            | 5月3日        |
| 6 (159)  | 爆速グランビート!                    | 福嶋幸典 | （なし）          | 奥村よしあき | 牧内ももこ 横松雄馬                         | 牧内ももこ 長森佳容（アバター）          | 5月10日       |
| 7 (160)  | バルトに挑戦だーッ!                  | 園田英樹 | 寺田素都          | 寺田素都     | 渡辺奈月                                    | 福地純平 長森佳容（アバター）            | 5月17日       |
| 8 (161)  | 燃えろッベイカーニバル!              | 園田英樹 | 秋山勝仁          | 寺田素都     | 渡辺奈月                                    | 長森佳容                                 | 5月24日       |
| 9 (162)  | オールイン♠ジャッジメントジョーカー! | 福嶋幸典 | えらん            | 千葉大輔     | 前原薫                                      | 大橋俊明 長森佳容（アバター）            | 5月31日       |
| 10 (163) | ガチバトルだぜベスト4!               | 福嶋幸典 | えらん            | 守田芸成     | 牧内ももこ                                  | 牧内ももこ 長森佳容（アバター）          | 6月7日        |
| 11 (164) | ガチVSトリック!                      | 石橋大助 | 羽鳥潤            | 山本貴之     | 村田陽祐 福地純平                           | 福地純平 長森佳容（アバター）            | 6月14日       |
| 12 (165) | 重鋼ツヴァイロンギヌス!              | 石橋大助 | 川越一生          | 川越一生     | 青木昭仁 横松雄馬                           | 中谷友紀子 長森佳容（アバター）          | 6月21日       |
| 13 (166) | 決めるぜっガチシュート!              | 石橋大助 | 秋山勝仁 寺田素都 | 寺田素都     | 渡辺奈月                                    | 大橋俊明 長森佳容（アバター）            | 6月28日       |
| 14 (167) | ガチンコ炸裂ゴールドターボ!          | 石橋大助 | 秋山勝仁          | 寺田素都     | 渡辺奈月                                    | 牧内ももこ 長森佳容（アバター）          | 7月5日        |
| 15 (168) | ドラムVSデルタ!!                     | 園田英樹 | もりたけし        | 守田芸成     | 福地純平                                    | 福地純平 長森佳容（アバター）            | 7月12日       |
| 16 (169) | 悪魔のベイ、ディアボロス!            | 園田英樹 | もりたけし        | 千葉大輔     | 前原薫                                      | 長森佳容                                 | 7月19日       |
| 17 (170) | 飛翔、ヘブンペガサス!                | 福嶋幸典 | 羽鳥潤            | 山本貴之     | 青木昭仁 横松雄馬 ウィリアム・リー          | 大橋俊明 長森佳容（アバター）            | 7月26日       |
| 18 (171) | 最凶アート、ドレッドバハムート!      | 石橋大助 | もりたけし        | 川越一生     | 村田陽祐                                    | 牧内ももこ 長森佳容（アバター）          | 8月2日        |
| 19 (172) | 閃光、シャイニングクロス!            | 石橋大助 | もりたけし        | 寺田素都     | 渡辺奈月                                    | 福地純平 長森佳容（アバター）            | 8月9日        |
| 20 (173) | 天然VS神の子!                        | 福嶋幸典 | 寺田素都          | 寺田素都     | 渡辺奈月                                    | 長森佳容                                 | 8月16日       |
| 21 (174) | 天空の戦い!                          | 福嶋幸典 | もりたけし        | 千葉大輔     | 前原薫                                      | 大橋俊明 長森佳容（アバター）            | 8月23日       |
| 22 (175) | 出ろッ6!バトルジャーニー!!           | 園田英樹 | 秋山勝仁          | 守田芸成     | 牧内ももこ                                  | 牧内ももこ 長森佳容（アバター）          | 8月30日       |
| 23 (176) | 回せ!進め!勝ち残れ!                  | 園田英樹 | 川越一生          | 川越一生     | 福地純平                                    | 福地純平 長森佳容（アバター）            | 9月6日        |
| 24 (177) | 激突GT3!                             | 福嶋幸典 | 山本貴之          | 山本貴之     | ウィリアム・リー 村田陽祐 横松雄馬 青木昭仁 | 長森佳容                                 | 9月13日       |
| 25 (178) | アイガに挑戦だーッ!                  | 福嶋幸典 | もりたけし        | 寺田素都     | 渡辺奈月                                    | 大橋俊明 長森佳容（アバター）            | 9月20日       |
| 26 (179) | ガチ!ドラムVSアイガ!!                | 石橋大助 | もりたけし        | 寺田素都     | 渡辺奈月                                    | 牧内ももこ 長森佳容（アバター）          | 9月27日       |
| 27 (180) | 煌け、オレのゴールドターボ!          | 石橋大助 | 秋山勝仁          | 福元しんいち | 菅原浩喜 相原理沙 漢人寛子                  | 福地純平 長森佳容（アバター）            | 10月4日       |
| 28 (181) | 超ゼツ!アイガVSデルタ!!              | 福嶋幸典 | 羽鳥潤            | 千葉大輔     | 前原薫 森田実                               | 長森佳容                                 | 10月11日      |
| 29 (182) | 襲来!HELLの王・アーサー!!            | 福嶋幸典 | もりたけし        | 山本貴之     | 青木昭仁 横松雄馬 ウィリアム・リー          | 大橋俊明 長森佳容（アバター）            | 10月18日      |
| 30 (183) | 終焉のベイ、アポカリプス!            | 石橋大助 | もりたけし        | 福山大       | 村田陽祐                                    | 福地純平 長森佳容（アバター）            | 10月25日      |
| 31 (184) | ガチ誕!インペリアルドラゴン!!        | 園田英樹 | 秋山勝仁          | 寺田素都     | 渡辺奈月                                    | 大橋俊明 長森佳容（アバター）            | 11月1日       |
| 32 (185) | 摩天楼の戦い!                        | 石橋大助 | 寺田素都          | 寺田素都     | 渡辺奈月                                    | 長森佳容                                 | 11月8日       |
| 33 (186) | ジェネシス発動!!                     | 園田英樹 | 羽鳥潤            | 千葉大輔     | 前原薫 森田実                               | 大橋俊明 長森佳容（アバター）            | 11月15日      |
| 34 (187) | 逆襲のディアボロス!!                 | 園田英樹 | もりたけし        | 守田芸成     | 牧内ももこ                                  | 牧内ももこ 長森佳容（アバター）          | 11月22日      |
| 35 (188) | ドラゴンVSアポカリプス!              | 福嶋幸典 | もりたけし        | 山本貴之     | 福地純平 村田陽祐                           | 福地純平 長森佳容（アバター）            | 11月29日      |
| 36 (189) | 破れるか!?無限ロックシステム!!       | 福嶋幸典 | 川越一生          | 山本貴之     | 青木昭仁 ウィリアム・リー 横松雄馬          | 長森佳容                                 | 12月6日       |
| 37 (190) | 最高VS完全!                          | 石橋大助 | 秋山勝仁          | 寺田素都     | 渡辺奈月                                    | 大橋俊明 長森佳容（アバター）            | 12月13日      |
| 38 (191) | 極光!スペリオルターボ!!              | 園田英樹 | 羽鳥潤            | 寺田素都     | 渡辺奈月                                    | 牧内ももこ 長森佳容（アバター）          | 12月20日      |
| 39 (192) | 蘇れッディアボロス!!                 | 石橋大助 | えらん            | 奥村よしあき | 福地純平                                    | 福地純平 長森佳容（アバター）            | 12月27日      |
| 40 (193) | 輝けッマスタースマッシュ!!           | 園田英樹 | えらん            | 千葉大輔     | 前原薫 森田実                               | 長森佳容                                 | 2020年 1月3日 |
| 41 (194) | 創世!ビッグバンジェネシス!!          | 園田英樹 | 福山大            | 福山大       | ウィリアム・リー 村田陽祐                   | 大橋俊明 長森佳容（アバター）            | 1月10日       |
| 42 (195) | 超速!超転!超撃!                      | 福嶋幸典 | 奥村よしあき      | 川越一生     | 青木昭仁 横松雄馬                           | 牧内ももこ 長森佳容（アバター）          | 1月17日       |
| 43 (196) | 光れッ武神!                          | 福嶋幸典 | 寺田素都          | 寺田素都     | 渡辺奈月                                    | 中谷友紀子 長森佳容（アバター）          | 1月24日       |
| 44 (197) | ガチ対決!wbba. VS HELL!!             | 石橋大助 | 秋山勝仁          | 寺田素都     | 渡辺奈月                                    | 長森佳容                                 | 1月31日       |
| 45 (198) | ドラゴン究極覚醒!!                   | 石橋大助 | 羽鳥潤            | 千葉大輔     | 前原薫 森田実                               | 中谷友紀子 大橋俊明 長森佳容（アバター） | 2月7日        |
| 46 (199) | 漆黒のドレッドジャイロ!              | 石橋大助 | えらん            | 工藤寛顕     | 宇津木勇                                    | 牧内ももこ 長森佳容（アバター）          | 2月14日       |
| 47 (200) | ガチ激!タッグバトル!!                | 福嶋幸典 | 山本貴之          | 山本貴之     | 福地純平                                    | 福地純平 長森佳容（アバター）            | 2月21日       |
| 48 (201) | 最強の方程式!!                       | 福嶋幸典 | 奥村よしあき      | 福山大       | 青木昭仁 横松雄馬                           | 中谷友紀子 長森佳容（アバター）          | 2月28日       |
| 49 (202) | 最ッ高のタッグバトル!!               | 福嶋幸典 | 川越一生          | 川越一生     | 上田華子 村田陽祐 ウィリアム・リー          | 大橋俊明 長森佳容（アバター）            | 3月6日        |
| 50 (203) | これがビクトリーズだ!!               | 石橋大助 | 博多正寿          | 千葉大輔     | 前原薫 森田実                               | 長森佳容                                 | 3月13日       |
| 51 (204) | ガチ友情!マスタードラゴン!!          | 園田英樹 | 寺田素都          | 寺田素都     | 渡辺奈月                                    | 中谷友紀子 長森佳容（アバター）          | 3月20日       |
| 52 (205) | ガチンコ!ドラムVSグウィン!!          | 園田英樹 | 秋山勝仁          | 寺田素都     | 渡辺奈月                                    | 福地純平 長森佳容（アバター）            | 3月27日       |

#### 第5期
| 話数     | サブタイトル                          | 脚本     | 絵コンテ            | 演出 （ベイバトル演出）               | 作画監督                                                  | 総作画監督 （アバター総作画監督） | 配信日        | 放送日         |
| -------- | ------------------------------------- | -------- | ------------------- | ------------------------------------- | --------------------------------------------------------- | --------------------------------- | ------------- | -------------- |
| 1 (206)  | ベイブレード革命!!                    | 園田英樹 | 秋山勝仁 山口健太郎 | 山口健太郎 堀内良平 （羽鳥潤）        | 牧内ももこ 青木昭仁 秋田英人 森口弘之 洪範錫 K-production | 大橋俊明 （長森佳容）             | 2020年 4月3日 | 2020年 10月5日 |
| 2 (207)  | 太陽のベイ!ハイペリオン&ヘリオス!!    | 園田英樹 | 秋山勝仁 山口健太郎 | 山口健太郎 堀内良平 （羽鳥潤）        | 牧内ももこ 青木昭仁 秋田英人 森口弘之 洪範錫 K-production | 大橋俊明 （長森佳容）             | 2020年 4月3日 | 2020年 10月5日 |
| 3 (208)  | めざせッ スパーキングシュート!!       | 石橋大助 | 羽鳥潤              | 森田侑希 （羽鳥潤）                   | 前原薫 森田実 大西陽一                                    | 中谷友紀子 （長森佳容）           | 4月10日       | 10月12日       |
| 4 (209)  | ラグナルクをぶっとばせ!!              | 石橋大助 | 羽鳥潤              | 工藤寛顕 （羽鳥潤）                   | 青木真理子 宇津木勇                                       | 福地純平 （長森佳容）             | 4月17日       | 10月12日       |
| 5 (210)  | 決めろッ キングストライク!            | 福嶋幸典 | 寺田素都            | 寺田素都 （羽鳥潤）                   | 渡辺奈月                                                  | 中谷友紀子 （長森佳容）           | 4月24日       | 10月19日       |
| 6 (211)  | 挑戦だッ カースサタン!                | 福嶋幸典 | えらん              | 寺田素都 （羽鳥潤）                   | 渡辺奈月 寺田素都                                         | 中谷友紀子 （長森佳容）           | 5月1日        | 10月19日       |
| 7 (212)  | ベイの声を聞くんだッ!                 | 園田英樹 | 福山大              | 福山大 （羽鳥潤）                     | 横松雄馬 青木昭仁                                         | 大橋俊明 （長森佳容）             | 5月8日        | 10月26日       |
| 8 (213)  | 怪物登場!!                            | 園田英樹 | 山本貴之            | 山本貴之 （羽鳥潤）                   | 上田華子 ウィリアム・リー                                 | 長森佳容 （長森佳容）             | 5月15日       | 10月26日       |
| 9 (214)  | 幻竜!ミラージュファブニル!!           | 園田英樹 | 羽鳥潤              | 森田侑希 （羽鳥潤）                   | 前原薫 森田実                                             | 大橋俊明 （長森佳容）             | 5月22日       | 11月2日        |
| 10 (215) | 攻撃NG!?攻撃NG!!                      | 福嶋幸典 | 秋山勝仁            | 粟井重紀 （羽鳥潤）                   | 吉田肇 森田実 高橋こう平 張昀 金珍瑛                      | 大橋俊明 （長森佳容）             | 5月29日       | 11月2日        |
| 11 (216) | 夢のタッグバトル!!                    | 福嶋幸典 | 寺田素都            | 寺田素都 （羽鳥潤）                   | 渡辺奈月                                                  | 長森佳容 （長森佳容）             | 6月5日        | 11月9日        |
| 12 (217) | 白鷺城×鬼ヶ島!                        | 石橋大助 | えらん              | 寺田素都 （羽鳥潤）                   | 渡辺奈月                                                  | 中谷友紀子 （長森佳容）           | 6月12日       | 11月9日        |
| 13 (218) | 攻略せよッ 鬼ダンジョン!!             | 石橋大助 | えらん              | 福山大 （羽鳥潤）                     | 福地純平                                                  | 福地純平 （長森佳容）             | 6月19日       | 11月16日       |
| 14 (219) | 激嵐!レイジロンギヌス!!               | 園田英樹 | 山本貴之            | 山本貴之 （羽鳥潤）                   | 横松雄馬 青木昭仁                                         | 大橋俊明 長森佳容 （長森佳容）    | 6月26日       | 11月16日       |
| 15 (220) | 漆黒の太陽!バリアントルシファー!!     | 園田英樹 | 羽鳥潤              | 千葉大輔 （羽鳥潤）                   | 前原薫 森田実                                             | 長森佳容 （長森佳容）             | 7月3日        | 11月23日       |
| 16 (221) | 結界!バリアントウォール!!             | 園田英樹 | 秋山勝仁 山口健太郎 | 工藤寛顕 （羽鳥潤）                   | 青野厚司                                                  | 福地純平 （長森佳容）             | 7月10日       | 11月23日       |
| 17 (222) | 天国!?地獄!!                          | 福嶋幸典 | 奥村よしあき        | 寺田素都 （羽鳥潤）                   | 渡辺奈月                                                  | 大橋俊明 （長森佳容）             | 7月17日       | 11月30日       |
| 18 (223) | ガチが来たッ!!                        | 福嶋幸典 | 寺田素都            | 寺田素都 （羽鳥潤）                   | 渡辺奈月                                                  | 中谷友紀子 （長森佳容）           | 7月24日       | 11月30日       |
| 19 (224) | 嵐竜!テンペストドラゴン!!             | 石橋大助 | 羽鳥潤              | 山本貴之 （羽鳥潤）                   | 青木昭仁 横松雄馬                                         | 長森佳容 （長森佳容）             | 7月31日       | 12月7日        |
| 20 (225) | 暴虐の炎レーン!!                      | 石橋大助 | 羽鳥潤              | 山本貴之 （羽鳥潤）                   | 福地純平                                                  | 福地純平 （長森佳容）             | 8月7日        | 12月7日        |
| 21 (226) | 革命激震!!レジェンドフェスティバル!!  | 園田英樹 | えらん              | 粟井重紀 （羽鳥潤）                   | 前原薫 張昀                                               | 大橋俊明 （長森佳容）             | 8月14日       | 12月14日       |
| 22 (227) | 超ゼツ!インフィニットアキレス!!       | 園田英樹 | えらん              | Park Chi Man Sung Won Yong （羽鳥潤） | Kim Sung Wan                                              | 長森佳容 （長森佳容）             | 8月21日       | 12月14日       |
| 23 (228) | ヒュウガ＆レーンVSヒカル＆アイガ!!    | 福嶋幸典 | 秋山勝仁            | 寺田素都 （羽鳥潤）                   | 渡辺奈月                                                  | 福地純平 （長森佳容）             | 8月28日       | 12月21日       |
| 24 (229) | 友情の神バトル!                       | 福嶋幸典 | 寺田素都            | 寺田素都 （羽鳥潤）                   | 渡辺奈月 寺田素都                                         | 中谷友紀子 （長森佳容）           | 9月4日        | 12月21日       |
| 25 (230) | 漢のタッグバトル!                     | 石橋大助 | 上田華子            | 上田華子 （羽鳥潤）                   | 横松雄馬 青木昭仁                                         | 大橋俊明 （長森佳容）             | 9月11日       | 12月28日       |
| 26 (231) | ガチVS超ゼツ!!                        | 石橋大助 | 四ノ宮春            | 四ノ宮春 （羽鳥潤）                   | 大西陽一 森田実 金珍瑛 毛応星                             | 長森佳容 （長森佳容）             | 9月18日       | 12月28日       |
| 27 (232) | 勝ちぬけッ ギュギュギューン!          | 園田英樹 | 羽鳥潤              | 菱川直樹 （羽鳥潤）                   | 崎山知明 中澤勇一                                         | 福地純平 （長森佳容）             | 9月25日       | 2021年 1月4日  |
| 28 (233) | 最強無敵VS新世代!!                    | 福嶋幸典 | 奥村よしあき        | 菱川直樹 （羽鳥潤）                   | 市川敬三 榊原智次                                         | 大橋俊明 （長森佳容）             | 10月2日       | 2021年 1月4日  |
| 29 (234) | バルトを倒せ!!                        | 福嶋幸典 | もりたけし          | 寺田素都 （羽鳥潤）                   | 渡辺奈月                                                  | 中谷美紀子 （長森佳容）           | 10月9日       | 1月11日        |
| 30 (235) | 爆炎の死闘!!                          | 園田英樹 | 秋山勝仁            | 寺田素都 （羽鳥潤）                   | 渡辺奈月                                                  | 中谷美紀子 （長森佳容）           | 10月16日      | 1月11日        |
| 31 (236) | 決勝!バルトVSレーン!!                 | 石橋大助 | 福山大              | 福山大 （羽鳥潤）                     | 横松雄馬 青木昭仁                                         | 長森佳容 （長森佳容）             | 10月23日      | 1月18日        |
| 32 (237) | 限界突破!ハイペリオン&ヘリオス!!      | 園田英樹 | 山本貴之            | 山本貴之 （羽鳥潤）                   | KU JA CHEON CHA MYOUNG JUN                                | 大橋俊明 （長森佳容）             | 10月30日      | 1月18日        |
| 33 (238) | 紅蓮の鬼神!ワールドスプリガン!!       | 園田英樹 | もりたけし          | 森田侑希 （羽鳥潤）                   | 吉田肇 森田実 徳倉栄一                                    | 大橋俊明 （長森佳容）             | 11月6日       | 1月25日        |
| 34 (239) | タッグ対決!バルト&シュウ!!            | 福嶋幸典 | もりたけし          | 菱川直樹 （羽鳥潤）                   | 斎藤香 武本大介                                           | 長森佳容 （長森佳容）             | 11月13日      | 1月25日        |
| 35 (240) | 逆襲のルシファージエンド!!            | 福嶋幸典 | 秋山勝仁            | 寺田素都 （羽鳥潤）                   | 渡辺奈月                                                  | 中谷友紀子 （長森佳容）           | 11月20日      | 2月1日         |
| 36 (241) | 電脳!ベイブレードバーチャル!!         | 石橋大助 | 寺田素都            | 寺田素都 （羽鳥潤）                   | 渡辺奈月                                                  | 中谷友紀子 （長森佳容）           | 11月27日      | 2月1日         |
| 37 (242) | 最高のタッグパートナー!!              | 園田英樹 | 福山大              | 福山大 （羽鳥潤）                     | 福地純平                                                  | 福地純平 （長森佳容）             | 12月4日       | 2月8日         |
| 38 (243) | 開幕!レジェンドスーパータッグリーグ!! | 石橋大助 | 羽鳥潤              | 粟井重紀 （羽鳥潤）                   | 高橋こう平 金珍瑛 毛応星                                  | 長森佳容 （長森佳容）             | 12月11日      | 2月8日         |
| 39 (244) | 攻略!アルティメットストーム!!         | 福嶋幸典 | もりたけし          | 千葉大輔 （羽鳥潤）                   | 大西陽一 吉田肇 岳明鋒 毛応星 楊国福                      | 大橋俊明 （長森佳容）             | 12月18日      | 2月15日        |
| 40 (245) | 衝突!それぞれの絆!!                   | 福嶋幸典 | もりたけし          | 菱川直樹 （羽鳥潤）                   | 崎山知明 中澤勇一                                         | 福地純平 （長森佳容）             | 12月25日      | 2月15日        |
| 41 (246) | 白熱のレジェンドバトル!               | 園田英樹 | 川越一生            | 寺田素都 （羽鳥潤）                   | 渡辺奈月                                                  | 中谷友紀子 （長森佳容）           | 2021年 1月1日 | 2月22日        |
| 42 (247) | 燃やせ炎!ピターーッ!!                 | 園田英樹 | 寺田素都            | 寺田素都 （羽鳥潤）                   | 渡辺奈月                                                  | 中谷友紀子 （長森佳容）           | 1月8日        | 2月22日        |
| 43 (248) | 同士討ち!?リミットブレイクジエンド!!  | 園田英樹 | 福山大              | 福山大 （羽鳥潤）                     | 横松雄馬 青木昭仁                                         | 大橋俊明 （長森佳容）             | 1月15日       | 3月1日         |
| 44 (249) | 限界特訓!ジェットワイバーン!!         | 福嶋幸典 | 羽鳥潤              | 真野玲 （羽鳥潤）                     | 金大勳                                                    | 福地順平 （長森佳容）             | 1月22日       | 3月1日         |
| 45 (250) | 灼熱!漢気!ガチバトル!                 | 石橋大助 | もりたけし          | 森田侑希 （羽鳥潤）                   | 毛応星 張昀                                               | 長森佳容 （長森佳容）             | 1月29日       | 3月8日         |
| 46 (251) | 狂嵐!レイジングテンペスト!!           | 石橋大助 | もりたけし          | 千葉大輔 （羽鳥潤）                   | 南伸一郎 高橋こう平 吉田肇                                | 福地純平 （長森佳容）             | 2月5日        | 3月8日         |
| 47 (252) | ピターーッができない!!                | 福嶋幸典 | 奥村よしあき        | 菱川直樹 （羽鳥潤）                   | 武本大介 榊原智次                                         | 大橋俊明 （長森佳容）             | 2月12日       | 3月15日        |
| 48 (253) | ベイの絆!!                            | 園田英樹 | 四ノ宮春            | 四ノ宮春 （羽鳥潤）                   | 牧内ももこ 横松雄馬                                       | 長森佳容 （長森佳容）             | 2月19日       | 3月15日        |
| 49 (254) | 強気!弱気?ノー天気!?                  | 石橋大助 | 奥村よしあき        | 寺田素都 （羽鳥潤）                   | 渡辺奈月                                                  | 大橋俊明 （長森佳容）             | 2月26日       | 3月22日        |
| 50 (255) | 超えろ!レジェンドの壁!!               | 石橋大助 | 羽鳥潤              | 寺田素都 （羽鳥潤）                   | 渡辺奈月                                                  | 福地純平 （長森佳容）             | 3月5日        | 3月22日        |
| 51 (256) | 革命だ!最終決戦!!                     | 園田英樹 | もりたけし          | 菱川直樹 （羽鳥潤）                   | 崎山知明 中澤勇一                                         | 長森佳容 （長森佳容）             | 3月12日       | 3月29日        |
| 52 (257) | 限界突破!俺たちの太陽!!               | 園田英樹 | 上田華子            | 上田華子 （羽鳥潤）                   | 福地純平                                                  | 福地純平 （長森佳容）             | 3月19日       | 3月29日        |

#### 第6期
| 話数     | サブタイトル                              | 脚本     | 絵コンテ             | 演出 （ベイバトル演出）       | 作画監督                                                            | 総作画監督 （アバター総作画監督） | 配信日        |
| -------- | ----------------------------------------- | -------- | -------------------- | ----------------------------- | ------------------------------------------------------------------- | --------------------------------- | ------------- |
| 1 (258)  | 魔王!ダイナマイトベリアル!!               | 大川俊道 | 秋山勝仁 オ ジング   | 福山大 山本貴之 （羽鳥潤）    | 青木昭仁 五十嵐優香 宮井加奈 本田隆 岩﨑夏奈 洪範錫                 | 大橋俊明 宮井加奈 （長森佳容）    | 2021年 4月2日 |
| 2 (259)  | 魔王VS絶対王者                            | 大川俊道 | 秋山勝仁 オ ジング   | 福山大 山本貴之 （羽鳥潤）    | 青木昭仁 五十嵐優香 宮井加奈 本田隆 岩﨑夏奈 洪範錫                 | 大橋俊明 宮井加奈 （長森佳容）    | 2021年 4月2日 |
| 3 (260)  | ベイの墓場!魔界の門!!                     | 園田英樹 | 寺田素都             | 佐々木瑞樹 （羽鳥潤）         | 桜井木ノ実 魏旭龍 陳亮 杜衛峰                                       | 横松雄馬 （長森佳容）             | 4月9日        |
| 4 (261)  | 疾風怒濤!サイクロンラグナルク!!           | 園田英樹 | もりたけし           | 宮田亮 （羽鳥潤）             | 南伸一郎                                                            | 福地純平 （長森佳容）             | 4月16日       |
| 5 (262)  | モードチェンジ!ハイ&ロー!!                | 大川俊道 | 羽鳥潤               | 小野田雄亮 （羽鳥潤）         | 石堂伸春                                                            | 大橋俊明 （長森佳容）             | 4月23日       |
| 6 (263)  | ライバルとアミーゴ!!                      | 大川俊道 | 奥村よしあき         | 鈴木勇真 （羽鳥潤）           | 五十嵐優香 本田隆                                                   | 宮井加奈 （長森佳容）             | 4月30日       |
| 7 (264)  | 魔界劇場!ベルVSバルト!!                   | 園田英樹 | 福山大               | 福山大 （羽鳥潤）             | 岩﨑夏奈 青木昭仁                                                   | 横松雄馬 （長森佳容）             | 5月7日        |
| 8 (265)  | 逆襲!ダイナマイトボンバー!!               | 園田英樹 | 西森章               | 山本貴之 （羽鳥潤）           | 渡辺奈月                                                            | （長森佳容）                      | 5月14日       |
| 9 (266)  | 魔王ッ世界に翔ぶ!!                        | 園田英樹 | 秋山勝仁             | 粂田佳之 （羽鳥潤）           | 早川元基 平野翔 谷口繁則 中川実 高梨友美 藤野陽介                   | 大橋俊明 （長森佳容）             | 5月21日       |
| 10 (267) | 孤高のパニッシュファブニル!!              | 大川俊道 | もりたけし           | 福元しんいち （羽鳥潤）       | 宇都木勇 奥村シロー 福本祥子 金子亜衣 菅原浩喜 野口啓生 金子匡邦    | 宮井加奈 （長森佳容）             | 5月28日       |
| 11 (268) | もうひとつのヴァルキリー!!                | 大川俊道 | 羽鳥潤               | 宮田亮 （羽鳥潤）             | 南伸一郎                                                            | 横松雄馬 （長森佳容）             | 6月4日        |
| 12 (269) | 改造強化ベリアル!!                        | 園田英樹 | 奥村よしあき         | 山﨑茂 （羽鳥潤）             | 金田栄二                                                            | 福地純平 （長森佳容）             | 6月11日       |
| 13 (270) | 逆転作戦!ベリアルVSファブニル!!           | 園田英樹 | 西森章               | 佐々木瑞樹 （羽鳥潤）         | 桜井木の実 魏旭龍 陳亮 杜衛峰                                       | 大橋俊明 （長森佳容）             | 6月18日       |
| 14 (271) | 爆剣!セイバーヴァルキリー!!               | 大川俊道 | もりたけし           | 小野田雄亮 （羽鳥潤）         | 中谷藍 徳倉栄一                                                     | 宮井加奈 （長森佳容）             | 6月25日       |
| 15 (272) | 邪竜の咆哮、ロアバハムート!               | 大川俊道 | 福山大               | 福山大 （羽鳥潤）             | 青木昭仁 岩﨑夏奈 五十嵐優花 本田隆 大竹晃裕                        | 横松雄馬 （長森佳容）             | 7月2日        |
| 16 (273) | 激突覚醒!ヴァルキリーVSヴァルキリー!!     | 園田英樹 | 秋山勝仁             | 割田圭介 （羽鳥潤）           | 福地純平                                                            | （長森佳容）                      | 7月9日        |
| 17 (274) | 空飛ぶ爆裂バトルツアー!                   | 園田英樹 | もりたけし           | 山本貴之 （羽鳥潤）           | チャ ミョンジュン ク ジャチョン                                     | 大橋俊明 （長森佳容）             | 7月16日       |
| 18 (275) | 聖地激震!米駒学園の闘い!!                 | 大川俊道 | 羽鳥潤 吳珍九        | 粂田佳之 吳珍九 （羽鳥潤）    | 矢田起也 早川元基 渡辺一平太 中川実 藤野陽介 谷口繁則 川本和隆      | 宮井加奈 福地純平 （長森佳容）    | 7月23日       |
| 19 (276) | 新星激突!ベルVSラシャド!!                 | 大川俊道 | もりたけし           | 宮田亮 （羽鳥潤）             | 南伸一郎                                                            | 横松雄馬 （長森佳容）             | 7月30日       |
| 20 (277) | 紅の超星!!                                | 園田英樹 | 博多正寿             | 小野田雄亮 （羽鳥潤）         | 中谷藍 高橋恒星 徳倉栄一                                            | 福地純平 （長森佳容）             | 8月6日        |
| 21 (278) | 魔王襲撃!ベルVSフリー!!                   | 園田英樹 | もりたけし           | 佐々木瑞樹 （羽鳥潤）         | 桜井木ノ実 谢鑫 魏旭龍 杜衛峰 佐々木瑞樹                            | 大橋俊明 （長森佳容）             | 8月13日       |
| 22 (279) | 鬼ヶ島、バトルロイヤル!!                  | 大川俊道 | 羽鳥潤               | 山﨑茂 （羽鳥潤）             | 金田栄二                                                            | 宮井加奈 （長森佳容）             | 8月20日       |
| 23 (280) | 魔王、召使いになる!!                      | 大川俊道 | 博多正寿             | 山本貴之 （羽鳥潤）           | 本田隆 五十嵐優花                                                   | 宮井加奈 （長森佳容）             | 8月27日       |
| 24 (281) | 真紅の舞!マグマイフリート!!               | 園田英樹 | もりたけし           | 割田圭介 （羽鳥潤）           | 福地純平                                                            | （長森佳容）                      | 9月3日        |
| 25 (282) | 八竜の暴君!ギルティロンギヌス!!           | 園田英樹 | 奥村よしあき         | 福山大 （羽鳥潤）             | 岩崎夏奈 青木昭仁                                                   | 大橋俊明 （長森佳容）             | 9月10日       |
| 26 (283) | 鬼ヶ島頂上決闘!!                          | 大川俊道 | 秋山勝仁             | 志賀岳 （羽鳥潤）             | 下谷美保                                                            | 宮井加奈 （長森佳容）             | 9月17日       |
| 27 (284) | 浮かれ魔王の大進撃!                       | 大川俊道 | 西森章               | 粟井重紀 （羽鳥潤）           | 鎌田耕一 山村俊了                                                   | 横松雄馬 （長森佳容）             | 9月24日       |
| 28 (285) | 空中決戦!ダイナマイトバトル!!             | 園田英樹 | もりたけし           | 粂田佳之 （羽鳥潤）           | 谷口繁則 早川元基 矢田起也 藤野陽介 高梨友美 中川実 清水椋大        | 福地純平 （長森佳容）             | 10月1日       |
| 29 (286) | 魔王復活!デンジャラスベリアル!!           | 園田英樹 | 羽鳥潤               | 宮田亮 （羽鳥潤）             | 南伸一郎 SPRINGRIVER                                                | 大橋俊明 （長森佳容）             | 10月8日       |
| 30 (287) | 光の覇王降臨!!                            | 大川俊道 | もりたけし オ ジング | 粟井重紀 オ ジング （羽鳥潤） | 鎌田耕一 山村俊了 南伸一郎 福地純平                                 | 宮井加奈 福地純平 （長森佳容）    | 10月15日      |
| 31 (288) | 光輪!グレイテストラファエル!!             | 大川俊道 | もりたけし           | 小野田雄亮 （羽鳥潤）         | 中谷藍 徳倉栄一                                                     | 横松雄馬 （長森佳容）             | 10月22日      |
| 32 (289) | 魔王VS覇王!最強チーム決定戦!!             | 園田英樹 | 秋山勝仁             | 山本貴之 （羽鳥潤）           | 中谷藍 徳倉栄一                                                     | 福地純平 （長森佳容）             | 10月29日      |
| 33 (290) | 逆転!逆転!!大逆襲!!!                      | 園田英樹 | 奥村よしあき         | 福山大 （羽鳥潤）             | 岩崎夏奈 青木昭仁                                                   | 大橋俊明 （長森佳容）             | 11月5日       |
| 34 (291) | 3rd ROUND!総力戦!!                        | 大川俊道 | もりたけし           | 山崎茂 （羽鳥潤）             | 金田栄二                                                            | 宮井加奈 （長森佳容）             | 11月12日      |
| 35 (292) | 魔王、チーム脱退!?                        | 大川俊道 | もりたけし           | 佐々木瑞樹 （羽鳥潤）         | 杜衛峰 魏旭龍 谢鑫                                                  | 横松雄馬 （長森佳容）             | 11月19日      |
| 36 (293) | 燃えるぜッ!下剋上バトル!!                 | 園田英樹 | もりたけし           | 粂田佳之 （羽鳥潤）           | 粂田佳之 谷口繁則 藤野陽介 高梨友美 矢田起也 早川元基               | 福地純平 （長森佳容）             | 11月26日      |
| 37 (294) | 激怒!振り子地獄!!                         | 園田英樹 | 寺田素都             | 宮田亮 （羽鳥潤）             | 南伸一郎 SPRINGRIVER                                                | 大橋俊明 （長森佳容）             | 12月3日       |
| 38 (295) | 究極の絆!アルティメットヴァルキリー!!     | 大川俊道 | 羽鳥潤               | 粟井重紀 （羽鳥潤）           | 鎌田耕一 山村俊了 飯飼一幸                                          | 宮井加奈 （長森佳容）             | 12月10日      |
| 39 (296) | 暴走パニック!フルカスタムベイランチャー!! | 大川俊道 | 四ノ宮春             | 四ノ宮春 （羽鳥潤）           | 岩﨑夏奈 本田隆                                                     | 横松雄馬 （長森佳容）             | 12月17日      |
| 40 (297) | ハイ&ロー!ハイブリッドスタジアム!!        | 園田英樹 | 秋山勝仁             | 山本貴之 （羽鳥潤）           | 福地純平                                                            | （長森佳容）                      | 12月24日      |
| 41 (298) | 不死鳥!プロミネンスフェニックス!!         | 園田英樹 | もりたけし           | 佐々木瑞樹 （羽鳥潤）         | 桜井木ノ実 杜衛峰 魏旭龍 谢鑫                                       | 大橋俊明 （長森佳容）             | 12月31日      |
| 42 (299) | デンジャラス!爆裂突破なのだ!!             | 園田英樹 | 割田圭介             | 割田圭介 （羽鳥潤）           | 五十嵐優花 青木昭仁                                                 | 宮井加奈 （長森佳容）             | 2022年 1月7日 |
| 43 (300) | 紅蓮乱舞!プロミネンスシェイカー!!         | 大川俊道 | もりたけし           | 粟井重紀 （羽鳥潤）           | 鎌田耕一 飯飼一幸 飯塚葉子                                          | 横松雄馬 （長森佳容）             | 1月14日       |
| 44 (301) | 憎しみのシールドトラップ!!                | 園田英樹 | もりたけし           | 小野田雄亮 （羽鳥潤）         | 中谷藍 徳倉栄一 清水雄介                                            | 福地純平 （長森佳容）             | 1月21日       |
| 45 (302) | 完全ギア!不死鳥を追え!!                   | 園田英樹 | 羽鳥潤               | 宮田亮 （羽鳥潤）             | 南伸一郎 SPRINGRIVER                                                | 大橋俊明 （長森佳容）             | 1月28日       |
| 46 (303) | 灼熱!覇王との死闘!!                       | 大川俊道 | 秋山勝仁             | 佐藤友一 （羽鳥潤）           | 桜井木の実 清水博幸                                                 | 宮井加奈 （長森佳容）             | 2月4日        |
| 47 (304) | 大波乱!魔界の門!!                         | 園田英樹 | もりたけし           | 山崎茂 （羽鳥潤）             | 金田栄二                                                            | 横松雄馬 （長森佳容）             | 2月11日       |
| 48 (305) | 俺の相棒!エクストリームバトル!!           | 園田英樹 | もりたけし           | 粂田佳之 （羽鳥潤）           | 紫灯珈 川本和隆 中川実 谷口繁則 清水椋大 高梨友美 早川元基 矢田起也 | 福地純平 （長森佳容）             | 2月18日       |
| 49 (306) | 大激突!爆撃と光輪!!                       | 大川俊道 | 羽鳥潤               | 佐々木瑞樹 （羽鳥潤）         | 桜井木ノ実 杜衛峰 魏旭龍 谢鑫                                       | 大橋俊明 （長森佳容）             | 2月25日       |
| 50 (307) | 絆!バルトVSラシャド!!                     | 大川俊道 | 奥村よしあき         | 小野田雄亮 （羽鳥潤）         | 中谷藍 清水雄介                                                     | 宮井加奈 （長森佳容）             | 3月4日        |
| 51 (308) | 魔王VS覇王                                | 園田英樹 | 秋山勝仁             | 寺田素都 （羽鳥潤）           | 下谷美保                                                            | 横松雄馬 （長森佳容）             | 3月11日       |
| 52 (309) | 爆裂!ファイナルバトル!!                   | 園田英樹 | 福山大               | 福山大 （羽鳥潤）             | 福地純平                                                            | （長森佳容）                      | 3月18日       |

### 放送局

#### 日本国内での放送
テレビ東京系列の地上波のみ字幕放送と連動データ放送を実施。同時ネット局も含め特番編成などにより放送時間の変更や休止が発生する場合があった。
| 放送地域       | 放送局             | 放送期間                                   | 放送日時                              | 放送系列       | 備考                         |
| 第1期          | 第1期              | 第1期                                      | 第1期                                 | 第1期          | 第1期                        |
| -------------- | ------------------ | ------------------------------------------ | ------------------------------------- | -------------- | ---------------------------- |
| 関東広域圏     | テレビ東京         | 2016年4月4日 - 2017年3月27日               | 月曜 17:55 - 18:25                    | テレビ東京系列 | 製作局                       |
| 北海道         | テレビ北海道       | 2016年4月4日 - 2017年3月27日               | 月曜 17:55 - 18:25                    | テレビ東京系列 | 同時ネット                   |
| 愛知県         | テレビ愛知         | 2016年4月4日 - 2017年3月27日               | 月曜 17:55 - 18:25                    | テレビ東京系列 | 同時ネット                   |
| 大阪府         | テレビ大阪         | 2016年4月4日 - 2017年3月27日               | 月曜 17:55 - 18:25                    | テレビ東京系列 | 同時ネット                   |
| 岡山県・香川県 | テレビせとうち     | 2016年4月4日 - 2017年3月27日               | 月曜 17:55 - 18:25                    | テレビ東京系列 | 同時ネット                   |
| 福岡県         | TVQ九州放送        | 2016年4月4日 - 2017年3月27日               | 月曜 17:55 - 18:25                    | テレビ東京系列 | 同時ネット                   |
| 富山県         | 富山テレビ         | 2016年4月9日 - 2017年4月1日                | 土曜 5:55 - 6:25                      | フジテレビ系列 |                              |
| 長崎県         | 長崎文化放送       | 2016年4月9日 - 2017年4月1日                | 土曜 6:00 - 6:30                      | テレビ朝日系列 |                              |
| 日本全域       | AT-X               | 2016年4月9日 - 2017年3月25日 2017年4月1日  | 土曜 22:00 - 22:30 土曜 21:30 - 22:00 | CS放送         | リピート放送あり             |
| 広島県         | テレビ新広島       | 2016年4月10日 - 2017年4月23日              | 日曜 5:30 - 6:00                      | フジテレビ系列 | [ 105 ]                      |
| 岩手県         | 岩手朝日テレビ     | 2016年4月10日 - 2017年3月26日 2017年4月1日 | 日曜 6:30 - 7:00 土曜 6:00 - 6:30     | テレビ朝日系列 | [ 106 ]                      |
| 宮城県         | 東日本放送         | 2016年4月10日 - 2017年3月26日 2017年4月1日 | 日曜 6:30 - 7:00 土曜 7:30 - 8:00     | テレビ朝日系列 | [ 106 ]                      |
| 静岡県         | 静岡朝日テレビ     | 2016年4月10日 - 2017年3月26日 2017年4月2日 | 日曜 6:30 - 7:00 日曜 5:20 - 5:50     | テレビ朝日系列 | [ 106 ]                      |
| 愛媛県         | テレビ愛媛         | 2016年4月10日 - 2017年4月16日              | 日曜 9:30 - 10:00                     | フジテレビ系列 | [ 107 ]                      |
| 新潟県         | 新潟放送           | 2016年4月23日 - 2017年4月1日               | 土曜 6:30 - 7:00                      | TBS系列        | [ 106 ] [ 注 191 ]           |
| 奈良県         | 奈良テレビ         | 2016年5月13日 - 2017年4月28日              | 金曜 7:30 - 8:00                      | 独立局         |                              |
| 日本全域       | キッズステーション | 2016年6月7日 - 2017年6月6日                | 火曜 19:00 - 19:30                    | CS放送         | リピート放送あり             |
| 第2期          |                    |                                            |                                       |                |                              |
| 関東広域圏     | テレビ東京         | 2017年4月3日 - 2018年3月26日               | 月曜 17:55 - 18:25                    | テレビ東京系列 | 製作局                       |
| 北海道         | テレビ北海道       | 2017年4月3日 - 2018年3月26日               | 月曜 17:55 - 18:25                    | テレビ東京系列 | 同時ネット                   |
| 愛知県         | テレビ愛知         | 2017年4月3日 - 2018年3月26日               | 月曜 17:55 - 18:25                    | テレビ東京系列 | 同時ネット                   |
| 大阪府         | テレビ大阪         | 2017年4月3日 - 2018年3月26日               | 月曜 17:55 - 18:25                    | テレビ東京系列 | 同時ネット                   |
| 岡山県・香川県 | テレビせとうち     | 2017年4月3日 - 2018年3月26日               | 月曜 17:55 - 18:25                    | テレビ東京系列 | 同時ネット                   |
| 福岡県         | TVQ九州放送        | 2017年4月3日 - 2018年3月26日               | 月曜 17:55 - 18:25                    | テレビ東京系列 | 同時ネット                   |
| 富山県         | 富山テレビ         | 2017年4月8日 - 2018年3月31日               | 土曜 5:55 - 6:25                      | フジテレビ系列 |                              |
| 岩手県         | 岩手朝日テレビ     | 2017年4月8日 - 2018年3月31日               | 土曜 6:00 - 6:30                      | テレビ朝日系列 |                              |
| 長崎県         | 長崎文化放送       | 2017年4月8日 - 2018年3月31日               | 土曜 6:00 - 6:30                      | テレビ朝日系列 |                              |
| 宮城県         | 東日本放送         | 2017年4月8日 - 2018年4月7日                | 土曜 7:30 - 8:00                      | テレビ朝日系列 |                              |
| 日本全域       | AT-X               | 2017年4月8日 - 2018年4月7日                | 土曜 21:30 - 22:00                    | CS放送         | リピート放送あり             |
| 新潟県         | 新潟放送           | 2017年4月15日 - 2018年4月14日              | 土曜 5:45 - 6:15                      | TBS系列        |                              |
| 静岡県         | 静岡朝日テレビ     | 2017年4月16日 - 2018年4月8日               | 日曜 5:20 - 5:50                      | テレビ朝日系列 |                              |
| 愛媛県         | テレビ愛媛         | 2017年4月23日 - 2018年4月1日               | 日曜 9:30 - 10:00                     | フジテレビ系列 |                              |
| 広島県         | テレビ新広島       | 2017年4月30日 - 2018年4月15日              | 日曜 5:30 - 6:00                      | フジテレビ系列 |                              |
| 奈良県         | 奈良テレビ         | 2017年5月5日 - 2018年4月20日               | 金曜 7:30 - 8:00                      | 独立局         |                              |
| 日本全域       | キッズステーション | 2017年6月13日 - 2018年6月12日              | 火曜 19:00 - 19:30                    | CS放送         | リピート放送あり             |
| 第3期          |                    |                                            |                                       |                |                              |
| 関東広域圏     | テレビ東京         | 2018年4月2日 - 2019年3月25日               | 月曜 17:55 - 18:25                    | テレビ東京系列 | 製作局                       |
| 北海道         | テレビ北海道       | 2018年4月2日 - 2019年3月25日               | 月曜 17:55 - 18:25                    | テレビ東京系列 | 同時ネット                   |
| 愛知県         | テレビ愛知         | 2018年4月2日 - 2019年3月25日               | 月曜 17:55 - 18:25                    | テレビ東京系列 | 同時ネット                   |
| 大阪府         | テレビ大阪         | 2018年4月2日 - 2019年3月25日               | 月曜 17:55 - 18:25                    | テレビ東京系列 | 同時ネット                   |
| 岡山県・香川県 | テレビせとうち     | 2018年4月2日 - 2019年3月25日               | 月曜 17:55 - 18:25                    | テレビ東京系列 | 同時ネット                   |
| 福岡県         | TVQ九州放送        | 2018年4月2日 - 2019年3月25日               | 月曜 17:55 - 18:25                    | テレビ東京系列 | 同時ネット                   |
| 富山県         | 富山テレビ         | 2018年4月7日 - 2019年3月30日               | 土曜 5:55 - 6:25                      | フジテレビ系列 |                              |
| 岩手県         | 岩手朝日テレビ     | 2018年4月7日 - 2019年3月30日               | 土曜 6:00 - 6:30                      | テレビ朝日系列 |                              |
| 長崎県         | 長崎文化放送       | 2018年4月7日 - 2019年3月30日               | 土曜 6:00 - 6:30                      | テレビ朝日系列 |                              |
| 愛媛県         | テレビ愛媛         | 2018年4月7日 - 2019年3月31日               | 日曜 8:30 - 9:00                      | フジテレビ系列 | [ 注 194 ]                   |
| 日本全域       | AT-X               | 2018年4月11日 - 2019年4月3日               | 水曜 20:30 - 21:00                    | CS放送         | リピート放送あり             |
| 宮城県         | 東日本放送         | 2018年4月14日 - 2019年3月30日              | 土曜 7:30 - 8:00                      | テレビ朝日系列 | [ 注 195 ]                   |
| 静岡県         | 静岡朝日テレビ     | 2018年4月15日 - 2019年3月31日              | 日曜 5:20 - 5:50                      | テレビ朝日系列 |                              |
| 新潟県         | 新潟放送           | 2018年4月21日 - 2019年3月30日              | 土曜 5:45 - 6:15                      | TBS系列        |                              |
| 広島県         | テレビ新広島       | 2018年4月22日 - 2019年3月31日              | 日曜 5:30 - 6:00                      | フジテレビ系列 | [ 注 196 ]                   |
| 奈良県         | 奈良テレビ         | 2018年4月27日 - 2019年4月19日              | 金曜 7:30 - 8:00                      | 独立局         |                              |
| 日本全域       | キッズステーション | 2018年6月19日 - 2019年6月11日              | 火曜 19:00 - 19:30                    | CS放送         | リピート放送あり             |
| 第4期          |                    |                                            |                                       |                |                              |
| 日本全域       | キッズステーション | 2021年5月30日 - 2021年11月21日             | 日曜 6:30 - 7:00                      | CS放送         | 2話連続放送 リピート放送あり |
| 第5期          |                    |                                            |                                       |                |                              |
| 東京都         | TOKYO MX           | 2020年10月5日 - 2021年3月29日              | 月曜 19:00 - 19:30                    | 独立局         | 2話ずつ放送                  |

#### 日本国外での放送
時間帯は全て現地時間。
| 放送地域                | 放送局         | 放送期間                                                                                         | 放送日時                              | 放送系列                                   | 備考 |
| ----------------------- | -------------- | ------------------------------------------------------------------------------------------------ | ------------------------------------- | ------------------------------------------ | --- |
| 香港 マカオ 広東省 広西 | 無綫電視翡翠台 | 2016年5月14日 - 2017年5月20日                                                                    | 土曜 16:00 - 16:30                    | 地上波放送 アナログ放送                    | 『爆旋陀螺 擊爆戰魂』のタイトルで放送 広東語・日本語二ヶ国語放送 繁体字字幕あり ネット配信あり 6週→8週遅れ                |
| 香港 マカオ 広東省 広西 | 無綫電視翡翠台 | 2017年5月27日 - 2018年6月16日                                                                    | 土曜 16:00 - 16:30                    | 地上波放送 アナログ放送                    | 『爆旋陀螺 擊爆戰魂 神』のタイトルで放送 広東語・日本語二ヶ国語放送 繁体字字幕あり ネット配信あり 8週遅れ                 |
| 香港 マカオ 広東省 広西 | 無綫電視翡翠台 | 2018年6月23日 - 2019年6月22日                                                                    | 土曜 16:00 - 16:30                    | 地上波放送 アナログ放送                    | 『爆旋陀螺 擊爆戰魂 超Z』のタイトルで放送 広東語・日本語二ヶ国語放送 繁体字字幕あり ネット配信あり 12週遅れ               |
| 香港 マカオ 広東省 広西 | 無綫電視翡翠台 | 2019年6月29日 - 2020年6月27日                                                                    | 土曜 16:00 - 16:15                    | 地上波放送 アナログ放送                    | 『爆旋陀螺 擊爆戰魂 G』のタイトルで放送 広東語・日本語二ヶ国語放送 繁体字字幕あり ネット配信あり 13週遅れ                 |
| 香港 マカオ 広東省 広西 | 無綫電視翡翠台 | 2020年7月4日 - 2021年7月10日                                                                     | 土曜 16:00 - 16:15                    | 地上波放送 アナログ放送                    | 『爆旋陀螺 擊爆戰魂 超王』のタイトルで放送 広東語・日本語二ヶ国語放送 繁体字字幕あり ネット配信あり 14週遅れ              |
| 香港 マカオ 広東省 広西 | 無綫電視翡翠台 | 2021年8月14日 - 2022年3月26日（第1話 - 第31話） 2022年6月4日 - 2022年10月22日（第32話 - 第52話） | 土曜 16:00 - 16:15                    | 地上波放送 アナログ放送                    | 『爆旋陀螺 擊爆戰魂 DB』のタイトルで放送 広東語・日本語二ヶ国語放送 繁体字字幕あり ネット配信あり 19週遅れ                |
| 韓国全域                | トゥーニバース | 2016年6月6日 - 2017年5月15日                                                                     | 月曜 17:00 - 17:30                    | CS放送 インターネットテレビ ケーブルテレビ | 『베이블레이드 버스트』のタイトルで放送 10週遅れ                                                                          |
| 韓国全域                | トゥーニバース | 2017年6月26日 - 2018年6月11日                                                                    | 月曜 17:00 - 17:30                    | CS放送 インターネットテレビ ケーブルテレビ | 『베이블레이드 버스트 갓』のタイトルで放送 13週遅れ                                                                       |
| 韓国全域                | トゥーニバース | 2018年6月18日 - 2019年6月3日                                                                     | 月曜 17:00 - 17:30                    | CS放送 インターネットテレビ ケーブルテレビ | 『베이블레이드 버스트 초제트』のタイトルで放送 12週遅れ                                                                   |
| 韓国全域                | トゥーニバース | 2019年6月24日 - 2020年6月15日                                                                    | 月曜 17:00 - 17:15                    | CS放送 インターネットテレビ ケーブルテレビ | 『베이블레이드 버스트 진검』のタイトルで放送 13週遅れ                                                                     |
| 韓国全域                | トゥーニバース | 2020年7月1日 - 2021年6月30日                                                                     | 水曜 16:00 - 16:15                    | CS放送 インターネットテレビ ケーブルテレビ | 『베이블레이드 버스트 슈퍼킹』のタイトルで放送 14週遅れ                                                                   |
| 韓国全域                | トゥーニバース | 2021年7月7日 - 2022年7月13日                                                                     | 水曜 16:00 - 16:15                    | CS放送 インターネットテレビ ケーブルテレビ | 『베이블레이드 버스트 다이너마이트 배틀』のタイトルで放送 14週遅れ                                                        |
| 台湾 福建省             | 東森幼幼台     | 2016年9月25日 - 2017年9月10日                                                                    | 日曜 18:00 - 18:30                    | CS放送 ケーブルテレビ                      | 『戰鬥陀螺 爆烈世代』のタイトルで放送 中国語・日本語二ヶ国語放送 繁体字字幕あり 26週遅れ                                  |
| 台湾 福建省             | 東森幼幼台     | 2017年9月17日 - 2018年2月18日 2018年2月23日 - 2018年9月7日                                       | 日曜 18:00 - 18:30 金曜 19:30 - 20:00 | CS放送 ケーブルテレビ                      | 『戰鬥陀螺 爆烈世代 神』のタイトルで放送 中国語・日本語二ヶ国語放送 繁体字字幕あり 25週遅れ                               |
| 台湾 福建省             | 東森幼幼台     | 2018年9月14日 - 2019年8月30日                                                                    | 金曜 19:30 - 20:00                    | CS放送 ケーブルテレビ                      | 『戰鬥陀螺 爆烈世代 超Z』のタイトルで放送 中国語・日本語二ヶ国語放送 繁体字字幕あり 24週遅れ                              |
| 台湾 福建省             | 東森幼幼台     | 2019年9月6日 - 2020年8月28日                                                                     | 金曜 19:30 - 20:00                    | CS放送 ケーブルテレビ                      | 『戰鬥陀螺 爆烈世代 G』のタイトルで放送 中国語・日本語二ヶ国語放送 繁体字字幕あり 23週遅れ [台湾は週2エピソードを放送]    |
| 台湾 福建省             | 東森幼幼台     | 2020年9月4日 - 2021年8月27日                                                                     | 金曜 19:30 - 20:00                    | CS放送 ケーブルテレビ                      | 『戰鬥陀螺 爆烈世代 超王』のタイトルで放送 中国語・日本語二ヶ国語放送 繁体字字幕あり 23週遅れ [台湾は週2エピソードを放送] |
| 台湾 福建省             | 東森幼幼台     | 2021年10月15日 - 2022年6月17日                                                                   | 金曜 19:30 - 20:00                    | CS放送 ケーブルテレビ                      | 『戰鬥陀螺 爆烈世代 DB』のタイトルで放送 中国語・日本語二ヶ国語放送 繁体字字幕あり 23週遅れ [台湾は週2エピソードを放送]   |

カナダ
Teletoon（2016年9月10日から放送）
オーストラリア
9Go!（2016年12月5日から放送）
アメリカ
ディズニーXD（2016年12月19日から放送）
フランス
Canal J（2017年3月11日から放送）
フィリピン
ディズニーXD（2017年4月1日から放送）
メキシコ&ブラジル
カートゥーン ネットワーク（2017年6月2日から放送）
ドイツ
ニコロデオン（2017年7月22日から放送）
| テレビ東京系列 月曜17:55 - 18:25枠 | テレビ東京系列 月曜17:55 - 18:25枠 | テレビ東京系列 月曜17:55 - 18:25枠                    |
| 前番組 | 番組名 | 次番組                                                |
| --- | --- | ----------------------------------------------------- |
| 買物の時間mini （2014年4月7日 - 2016年3月28日） ※17:50 - 18:00 【5分繰り上げて継続】ダイヤのA -SECOND SEASON- （2015年4月6日 - 2016年3月28日） ※18:00 - 18:30 | ベイブレードバースト （2016年4月4日 - 2017年3月27日） ↓ ベイブレードバースト ゴッド （2017年4月3日 - 2018年3月26日） ↓ ベイブレードバースト 超ゼツ （2018年4月2日 - 2019年3月25日） | 爆丸バトルプラネット （2019年4月1日 - 2020年3月30日） |

## 関連番組

### テレビ番組
潜入!ベイブレードバースト ゴッドの謎にせまれ!!
2017年5月4日にテレビ東京で放送された特別番組。『ベイブレードバースト ゴッド』の初出し映像の公開やエンディングテーマ「ベイササイズ」などが紹介された。出演は芸人のなすなかにしとモデルのmirei。

### Webアニメ
40周年だよ!! コロコロオールスター小学校
『コロコロコミック』40周年を記念して作られた、歴代人気キャラクターが登場するアニメ。『ベイブレードバースト』からは蒼井バルトが登場。

## 玩具

### 商品化されたベイ

#### 初期型（B-01 - B-33、B-57、B-101）
2015年7月〜2016年2月まで展開されたシリーズ。アマテリオス以外は漫画版でのみ登場。スターターは2016年12月に再発売された。ただし、デスサイザーのみレイヤーが殿堂入りのため再発売されていない。
ヴァルキリー・ウイング・アクセル
IDナンバー - B-01（DXスターター）、B-08（スタートダッシュセット）、B-18（VS対戦セット）、B-29（エントリーパッケージ）
イニシャル - V
2015年7月18日発売。スターター。アタックタイプのベイ。
ヴァルキリー・スプレッド・サバイブ
IDナンバー - B-13
イニシャル - V
色、レイヤーとドライバーのパーツを変更し、ブースター化したもの。スタミナタイプのベイ。本編未登場。
ヴァルキリー・セントラル・フュージョン
IDナンバー - B-15
イニシャル - V
色、ディスクとドライバーのパーツを変更し、ブースター化したもの。ランダムブースターVol.1に収録。バランスタイプのベイ。B-08のおすすめ改造例。本編未登場。
ヴァルキリー・オーバル・ニードル
IDナンバー - B-24
イニシャル - V
色、レイヤーとドライバーのパーツを変更し、ブースター化したもの。ランダムブースターVol.2に収録。ディフェンスタイプのベイ。本編未登場。
邪神ヴァルキリー.1F.E（ワン・フロー・エッジ）
IDナンバー - B-101
イニシャル - V
色、レイヤーとドライバーのパーツを変更し、ブースター化したもの。ランダムブースターVol.9に収録。スタミナタイプのベイ。本編未登場。
スプリガン・スプレッド・フュージョン
IDナンバー - B-02（DXスターター）、B-18（VS対戦セット）、B-30（エントリーパッケージ）
イニシャル - S
2015年7月18日発売。スターター。バランスタイプのベイ。
スプリガン・ヘビー・ディフェンス
IDナンバー - B-05
イニシャル - S
色、レイヤーとドライバーのパーツを変更し、ブースター化したもの。ディフェンスタイプのベイ。本編未登場。
スプリガン・ウイング・クロー
IDナンバー - B-15
イニシャル - S
色、レイヤーとドライバーのパーツを変更し、ブースター化したもの。ランダムブースターVol.1に収録。スタミナタイプのベイ。本編未登場。
スプリガン・セントラル・アクセル
IDナンバー - B-15
イニシャル - S
色、レイヤーとドライバーのパーツを変更し、ブースター化したもの。ランダムブースターVol.1に収録。アタックタイプのベイ。B-02のおすすめ改造例。
スプリガン・スプレッド・ブロウ
IDナンバー - B-21
イニシャル - S
色、レイヤーとドライバーのパーツを変更し、ブースター化したもの。ベイ改造セット（アタック&バランス）の同梱ベイ。アタックタイプのベイ。本編未登場。
ラグナルク・ヘビー・サバイブ
IDナンバー - B-03
イニシャル - R
2015年7月18日発売。スターター。スタミナタイプのベイ。
ラグナルク・セントラル・アクセル
IDナンバー - B-06
イニシャル - R
色、レイヤーとドライバーのパーツを変更し、ブースター化したもの。アタックタイプのベイ。本編未登場。
ラグナルク・スプレッド・クロー
IDナンバー - B-15
イニシャル - R
色、レイヤーとドライバーのパーツを変更し、ブースター化したもの。ランダムブースターVol.1に収録。スタミナタイプのベイ。本編未登場。
ラグナルク・ウイング・ディフェンス
IDナンバー - B-15
イニシャル - R
色、レイヤーとドライバーのパーツを変更し、ブースター化したもの。ランダムブースターVol.1に収録。ディフェンスタイプのベイ。本編未登場。
ラグナルク・セントラル・マッシブ
IDナンバー - B-22
イニシャル - R
色、レイヤーとドライバーのパーツを変更し、ブースター化したもの。ベイ改造セット（スタミナ&ディフェンス）の同梱ベイ。ディフェンスタイプのベイ。本編未登場。
ケルベウス・セントラル・ディフェンス
IDナンバー - B-04
イニシャル - K
2015年7月18日発売。スターター。ディフェンスタイプのベイ。
ケルベウス・ウイング・フュージョン
IDナンバー - B-07
イニシャル - K
色、レイヤーとドライバーのパーツを変更し、ブースター化したもの。バランスタイプのベイ。本編未登場。
ケルベウス・ヘビー・サバイブ
IDナンバー - B-15
イニシャル - K
色、レイヤーとドライバーのパーツを変更し、ブースター化したもの。ランダムブースターVol.1に収録。スタミナタイプのベイ。本編未登場。
ケルベウス・スプレッド・アクセル
IDナンバー - B-15
イニシャル - K
色、レイヤーとドライバーのパーツを変更し、ブースター化したもの。ランダムブースターVol.1に収録。アタックタイプのベイ。本編未登場。
アマテリオス・エアロ・アサルト
IDナンバー - B-00α
イニシャル - α
ニンテンドー3DS専用ゲームソフト『ベイブレードバースト』の同梱ベイ。アタックタイプのベイ。これ以前に2015年8月18日から2017年1月上旬までベイポイント3000P以上の状態に認定されると入手できるレアベイとして金と赤基調の旧塗色で登場していた（新塗色は銀と青基調）。アニメ第31話で新塗色で登場。アニメ版で登場する唯一の初期型ベイ。
邪神アマテリオス.7M.X（セブン・メテオ・エクストリーム）
IDナンバー - B-00
イニシャル - α
2017年11月25日発売。色、レイヤーとディスクとドライバーのパーツを変更し、ブースター化したもの。wbba.ストア限定ベイ。アタックタイプのベイ。本編未登場。
デスサイザー・オーバル・アクセル
IDナンバー - B-12
イニシャル - D
2015年8月8日発売。スターター。アタックタイプのベイ。
デスサイザー・ウイング・フュージョン
IDナンバー - B-21
イニシャル - D
色、レイヤーとドライバーのパーツを変更し、ブースター化したもの。ベイ改造セット（アタック&バランス）の同梱ベイ。バランスタイプのベイ。本編未登場。
デスサイザー・アームド・ブロウ
IDナンバー - B-24
イニシャル - D
色、レイヤーとドライバーのパーツを変更し、ブースター化したもの。ランダムブースターVol.2に収録。アタックタイプのベイ。本編未登場。
デスサイザー・スプレッド・マッシブ
IDナンバー - B-24
イニシャル - D
色、レイヤーとドライバーのパーツを変更し、ブースター化したもの。ランダムブースターVol.2に収録。ディフェンスタイプのベイ。本編未登場。
ワイバーン・アームド・マッシブ
IDナンバー - B-14
イニシャル - W
2015年9月19日発売。スターター。ディフェンスタイプのベイ。
ワイバーン・ヘビー・サバイブ
IDナンバー - B-22
イニシャル - W
色、レイヤーとドライバーのパーツを変更し、ブースター化したもの。ベイ改造セット（スタミナ&ディフェンス）の同梱ベイ。スタミナタイプのベイ。
ワイバーン・ヘビー・アクセル
IDナンバー - B-24
イニシャル - W
色、レイヤーとドライバーのパーツを変更し、ブースター化したもの。ランダムブースターVol.2に収録。アタックタイプのベイ。本編未登場。
ワイバーン・セントラル・ニードル
IDナンバー - B-24
イニシャル - W
色、レイヤーとドライバーのパーツを変更し、ブースター化したもの。ランダムブースターVol.2に収録。ディフェンスタイプのベイ。本編未登場。
トライデント・ヘビー・クロー
IDナンバー - B-15
イニシャル - T
2015年9月19日発売のランダムブースターVol.1のレアベイ。スタミナタイプのベイ。10月中旬からは大会でのレアベイくじの景品として、バルドゥールカラーで登場している。本編未登場。
オーディン・セントラル・ブロウ
IDナンバー - B-17
イニシャル - O
2015年10月19日発売。ブースター。アタックタイプのベイ。2015年10月以降に発売された通常ブースターでは唯一本編で出てこなかったベイブレード。
オーディン・アームド・クロー
IDナンバー - B-24
イニシャル - O
色、レイヤーとドライバーのパーツを変更し、ブースター化したもの。ランダムブースターVol.2に収録。スタミナタイプのベイ。ランダムブースターVol.1のレアパーツのクロードライバーがついている。本編未登場。
オーディン・オーバル・フュージョン
IDナンバー - B-24
イニシャル - O
色、レイヤーとドライバーのパーツを変更し、ブースター化したもの。ランダムブースターVol.2に収録。バランスタイプのベイ。本編未登場。
ホルスード・スプレッド・エッジ
IDナンバー - B-20
イニシャル - H
2015年11月14日発売。ブースター。スタミナタイプのベイ。本編未登場。
ミノボロス・オーバル・クエイク
IDナンバー - B-21
イニシャル - M
2015年11月14日発売のベイ改造セット（アタック&バランス）の同梱ベイ。アタックタイプのベイ。本編未登場。
ユニコーン・リング・ディフェンス
IDナンバー - B-22
イニシャル - U
2015年11月14日発売のベイ改造セット（スタミナ&ディフェンス）の同梱ベイ。ディフェンスタイプのベイ。本編未登場。
エクスカリバー・フォース・エクストリーム
IDナンバー - B-23
イニシャル - X
2015年12月26日発売。スターター。アタックタイプのベイ。
イビルアイ・ウイング・ニードル
IDナンバー - B-24
イニシャル - E
2015年12月26日発売のランダムブースターVol.2のレアベイ。ディフェンスタイプのベイ。本編未登場。
ネプチューン・アームド・ゼファー
IDナンバー - B-28
イニシャル - N
2016年1月23日発売。ブースター。バランスタイプのベイ。
ユグドラシル・リング・ジャイロ
IDナンバー - B-31
イニシャル - Y
2016年2月20日発売。スターター。スタミナタイプのベイ。
カオス・オーバル・ジャイロ
IDナンバー - B-57
イニシャル - C
2016年8月6日発売のトリプルブースターセットの同梱ベイ。スタミナタイプのベイ。商品では「カオス.O.G」と表記されている。当初はBG-01 ランダムレイヤーコレクションVol.1のレアレイヤー。本編未登場。

#### デュアルレイヤーシステム（B-34 - B-72、B-80、B-87、B-90、B-95、B-101、B-111）
2016年4月〜2017年2月まで展開されたシリーズ。
ビクトリーヴァルキリー.B.V（ブースト・ヴァリアブル）
IDナンバー - B-34（スターター）、B-38（エントリーセット）、BK-01（韓国オリジナルの「VSデュアルバトルセット」）
イニシャル - V
2代目ヴァルキリー（アニメ版では初代ヴァルキリー）。2016年4月2日発売。スターター。「蒼井バルト」モデル。アタックタイプのベイ。エントリーセットでは、レイヤーとドライバーの色が変更されている。
ビクトリーヴァルキリー.L.U（リミテッド・ユナイト）
IDナンバー - B-49
イニシャル - V
色、レイヤーとドライバーのパーツを変更し、ブースター化したもの。ランダムブースターVol.3に収録。バランスタイプのベイ。B-38のおすすめ改造例。
ビクトリーヴァルキリー.U.Q（アッパー・クエイク）
IDナンバー - B-57
イニシャル - V
色、レイヤーとドライバーのパーツを変更し、ブースター化したもの。トリプルブースターセットの同梱ベイ。アタックタイプのベイ。レアパーツのQドライバーが付属。
ビクトリーヴァルキリー.T.U（トリプル・ユナイト）
IDナンバー - B-64
イニシャル - V
色、レイヤーディスクとドライバーのパーツを変更し、ブースター化したもの。超改造セット（ヘビーVer.）の同梱ベイ。バランスタイプのベイ。本編未登場。
ビクトリーヴァルキリー.β.α（バンパー・アサルト）
IDナンバー - B-00
イニシャル - V
色、レイヤーとディスクとドライバーのパーツを変更したもの。『月刊コロコロコミック』2017年3月号応募者全員サービスの限定ベイ。アタックタイプのベイ。二大レアベイのアマテリオスとバルドゥールのパーツであるαドライバーとβディスクを装備。
ストームスプリガン.K.U（ナックル・ユナイト）
IDナンバー - B-35
イニシャル - S
2代目スプリガン（アニメ版では初代スプリガン）。2016年4月2日発売。スターター。「紅シュウ」モデル。バランスタイプのベイ。
ストームスプリガン.B.Y（ブースト・イールディング）
IDナンバー - B-49
イニシャル - S
色、レイヤーとドライバーのパーツを変更し、ブースター化したもの。ランダムブースターVol.3に収録。スタミナタイプのベイ。本編未登場。
ストームスプリガン.L.V（リミテッド・ヴァリアブル）
IDナンバー - B-49
イニシャル - S
色、レイヤーとドライバーのパーツを変更し、ブースター化したもの。ランダムブースターVol.3に収録。アタックタイプのベイ。B-35のおすすめ改造例。
ストームスプリガン.B.I（ブースト・インパクト）
IDナンバー - B-64
イニシャル - S
色、レイヤーとドライバーのパーツを変更し、ブースター化したもの。超改造セット（ヘビーVer.）の同梱ベイ。アタックタイプのベイ。本編未登場。
ライジングラグナルク.G.R（グラビティ・リボルブ）
IDナンバー - B-36
イニシャル - R
2代目ラグナルク（アニメ版では初代ラグナルク）。2016年4月2日発売。ブースター。「黄山乱太郎」モデル。スタミナタイプのベイ。
ライジングラグナルク.K.Y（ナックル・イールディング）
IDナンバー - B-49
イニシャル - R
色、レイヤーとドライバーのパーツを変更し、ブースター化したもの。ランダムブースターVol.3に収録。スタミナタイプのベイ。本編未登場。
ライジングラグナルク.B.P（ブースト・プレス）
IDナンバー - B-49
イニシャル - R
色、レイヤーとドライバーのパーツを変更し、ブースター化したもの。ランダムブースターVol.3に収録。ディフェンスタイプのベイ。本編未登場。
カイザーケルベウス.L.P（リミテッド・プレス）
IDナンバー - B-37
イニシャル - K
2代目ケルベウス（アニメ版では初代ケルベウス）。2016年4月2日発売。ブースター。「緑川犬介」モデル。ディフェンスタイプのベイ。
カイザーケルベウス.K.R（ナックル・リボルブ）
IDナンバー - B-49
イニシャル - K
色、レイヤーとドライバーのパーツを変更し、ブースター化したもの。ランダムブースターVol.3に収録。スタミナタイプのベイ。本編未登場。
カイザーケルベウス.G.V（グラビティ・ヴァリアブル）
IDナンバー - B-49
イニシャル - K
色、レイヤーとドライバーのパーツを変更し、ブースター化したもの。ランダムブースターVol.3に収録。アタックタイプのベイ。本編未登場。
カイザーケルベウス.D.O（ダウン・オービット）
IDナンバー - B-65
イニシャル - K
色、レイヤーとドライバーのパーツを変更し、ブースター化したもの。超改造セット（スピードVer.）の同梱ベイ。ディフェンスタイプのベイ。本編未登場。
ワイルドワイバーン.V.O（バーチカル・オービット）
IDナンバー - B-41
イニシャル - W
2代目ワイバーン（アニメ版では初代ワイバーン）。2016年4月29日発売。スターター。「小紫ワキヤ」モデル。ディフェンスタイプのベイ。
ワイルドワイバーン.J.G（ジャーク・ジャイロ）
IDナンバー - B-61
イニシャル - W
色、レイヤーとドライバーのパーツを変更し、ブースター化したもの。ランダムブースターVol.4に収録。スタミナタイプのベイ。本編未登場。
ワイルドワイバーン.I.Y（インフィニティ・イールディング）
IDナンバー - B-65
イニシャル - W
色、レイヤーとドライバーのパーツを変更し、ブースター化したもの。超改造セット（スピードVer.）の同梱ベイ。スタミナタイプのベイ。レアパーツのYドライバーが付属。
ダークデスサイザー.F.J（フォース・ジャギー）
IDナンバー - B-42
イニシャル - D
2代目デスサイザー（アニメ版では初代デスサイザー）。2016年4月29日発売。ブースター。「黒神ダイナ」モデル。アタックタイプのベイ。
ダークデスサイザー.J.O（ジャーク・オービット）
IDナンバー - B-61
イニシャル - D
色、レイヤーとドライバーのパーツを変更し、ブースター化したもの。ランダムブースターVol.4に収録。ディフェンスタイプのベイ。本編未登場。
ダークデスサイザー.V.G（バーチカル・ジャイロ）
IDナンバー - B-61
イニシャル - D
色、レイヤーとドライバーのパーツを変更し、ブースター化したもの。ランダムブースターVol.4に収録。スタミナタイプのベイ。本編未登場。
ホーリーホルスード.U.C（アッパー・クロー）
IDナンバー - B-44
イニシャル - H
2代目ホルスード（アニメ版では初代ホルスード）。2016年5月28日発売。ブースター。「紺田ホウジ」モデル。スタミナタイプのベイ。トライデントにあったレアパーツのCドライバーがついている。
ホーリーホルスード.V.J（バーチカル・ジャギー）
IDナンバー - B-61
イニシャル - H
色、レイヤーとドライバーのパーツを変更し、ブースター化したもの。ランダムブースターVol.4に収録。アタックタイプのベイ。本編未登場。
ホーリーホルスード.T.O（トリプル・オービット）
IDナンバー - B-61
イニシャル - H
色、レイヤーとドライバーのパーツを変更し、ブースター化したもの。ランダムブースターVol.4に収録。ディフェンスタイプのベイ。本編未登場。
オベリスクオーディン.T.X（トリプル・エクストリーム）
IDナンバー - B-46
イニシャル - O
2代目オーディン（アニメ版では初代オーディン）。2016年6月18日発売。スターターのビクトリーヴァルキリーが「日本おもちゃ大賞2016ボーイズ・トイ部門」で大賞を受賞した記念として、通常価格より安く販売されたブースター。「銀刃オロチ」モデル。アタックタイプのベイ。当初はBG-02 ランダムレイヤーコレクションVol.2のレアレイヤー。
オベリスクオーディン.U.J（アッパー・ジャギー）
IDナンバー - B-61
イニシャル - O
色、レイヤーとドライバーのパーツを変更し、ブースター化したもの。ランダムブースターVol.4に収録。アタックタイプのベイ。本編未登場。
バルドゥール.β.β（バンパー・バイト）
IDナンバー - B-00β
イニシャル - β
ベイポイント3000P以上の状態に認定されるとたまに入手できるレアベイ。ディフェンスタイプのベイ。番外編で登場。
ゼノエクスカリバー.M.I（マグナム・インパクト）
IDナンバー - B-48（スターター）、BK-01（韓国オリジナルの「VSデュアルバトルセット」）
イニシャル - X
2代目エクスカリバー（アニメ版では初代エクスカリバー）。2016年7月2日発売。「灼炎寺カイザ」モデル。スターター。アタックタイプのベイ。
ゼノエクスカリバー.D.O（ダウン・オービット）
IDナンバー - B-67
イニシャル - X
色、レイヤーとドライバーのパーツを変更し、ブースター化したもの。ランダムブースターVol.5に収録。ディフェンスタイプのベイ。本編未登場。
ゼノエクスカリバー.V.C（バーチカル・クロー）
IDナンバー - B-67
イニシャル - X
色、レイヤーとドライバーのパーツを変更し、ブースター化したもの。ランダムブースターVol.5に収録。スタミナタイプのベイ。本編未登場。
イェーガーユグドラシル.G.Y（グラビティ・イールディング）
IDナンバー - B-49
イニシャル - Y
2代目ユグドラシル（アニメ版では初代ユグドラシル）。2016年7月16日発売のランダムブースターVol.3のレアベイ。スタミナタイプのベイ。
イェーガーユグドラシル.8M.Q（エイト・メテオ・クエイク）
IDナンバー - B-95
イニシャル - Y
色、レイヤーとフレームとドライバーのパーツを変更し、ブースター化したもの。ランダムブースターVol.8に収録。アタックタイプのベイ。本編未登場。
アンロックユニコーン.D.N（ダウン・ニードル）
IDナンバー - B-56
イニシャル - U
2代目ユニコーン（アニメ版では初代ユニコーン）。2016年8月6日発売。ブースター。「吹雪右京」モデル。ディフェンスタイプのベイ。イビルアイにあったレアパーツのNドライバーがついている。
アンロックユニコーン.Q.A（クォーター・アクセル）
IDナンバー - B-67
イニシャル - U
色、レイヤーとドライバーのパーツを変更し、ブースター化したもの。ランダムブースターVol.5に収録。アタックタイプのベイ。本編未登場。
アンロックユニコーン.U.T（アッパー・トランス）
IDナンバー - B-67
イニシャル - U
色、レイヤーとドライバーのパーツを変更し、ブースター化したもの。ランダムブースターVol.5に収録。バランスタイプのベイ。本編未登場。
ノヴァネプチューン.V.T（バーチカル・トランス）
IDナンバー - B-57
イニシャル - N
2代目ネプチューン（アニメ版では初代ネプチューン）。2016年8月6日発売のトリプルブースターセットの同梱ベイ。バランスタイプのベイ。
ノヴァネプチューン.Q.N（クォーター・ニードル）
IDナンバー - B-67
イニシャル - N
色、レイヤーとドライバーのパーツを変更し、ブースター化したもの。ランダムブースターVol.5に収録。ディフェンスタイプのベイ。本編未登場。
ノヴァネプチューン.J.I（ジャーク・インパクト）
IDナンバー - B-67
イニシャル - N
色、レイヤーとドライバーのパーツを変更し、ブースター化したもの。ランダムブースターVol.5に収録。アタックタイプのベイ。本編未登場。
ジリオンゼウス.I.W（インフィニティ・ウェイト）
IDナンバー - B-59
イニシャル - Z
2016年9月17日発売。スターター。「ザック」モデル。スタミナタイプのベイ。
ジリオンゼウス.M.V（マグナム・ヴァリアブル）
IDナンバー - B-00
イニシャル - Z
色、レイヤーとディスクとドライバーのパーツを変更したもの。『月刊コロコロコミック』2016年11月号の限定ベイ。アタックタイプのベイ。番外編で登場。
クアッドケツアルカトル.J.P（ジャーク・プレス）
IDナンバー - B-61
イニシャル - Q
2016年10月22日発売のランダムブースターVol.4のレアベイ。ディフェンスタイプのベイ。
クアッドケツアルカトル.4S.Fl（フォー・スター・フリューゲル）
IDナンバー - B-95
イニシャル - Q
色、レイヤーとフレームとドライバーのパーツを変更し、ブースター化したもの。ランダムブースターVol.8に収録。スタミナタイプのベイ。本編未登場。
ファングフェンリル.B.J（ブースト・ジャギー）
IDナンバー - B-62
イニシャル - F
2016年10月22日発売のデュアルサイクロンスタジアムの同梱ベイ。アタックタイプのベイ。本編未登場。
ファングフェンリル.P.At（ポリッシュ・アトミック）
IDナンバー - B-80
イニシャル - F
色、レイヤーとドライバーのパーツを変更し、ブースター化したもの。ランダムブースターVol.6に収録。ディフェンスタイプのベイ。本編未登場。
ファングフェンリル.6G.L（シックス・グレイブ・ライナー）
IDナンバー - B-80
イニシャル - F
色、ディスクとドライバーのパーツを変更し、ブースター化したもの。ランダムブースターVol.6に収録。バランスタイプのベイ。本編未登場。
ビーストベヒーモス.H.H（ヘビー・ホールド）
IDナンバー - B-63
イニシャル - B
2016年11月12日発売。ブースター。「小豆ベン」モデル。アタックタイプのベイ。
ビーストベヒーモス.4C.W（フォー・クロス・ウェイト）
IDナンバー - B-80
イニシャル - B
色、レイヤーとドライバーのパーツを変更し、ブースター化したもの。ランダムブースターVol.6に収録。スタミナタイプのベイ。本編未登場。
インフェルノイフリート.M.L（マグナム・ライナー）
IDナンバー - B-64
イニシャル - I
2016年11月12日発売の超改造セット（ヘビーVer.）の同梱ベイ。バランスタイプのベイ。アニメ未登場。
インフェルノイフリート.2V.H（ツー・ヴォルテックス・ホールド）
IDナンバー - B-80
イニシャル - I
色、レイヤーとドライバーのパーツを変更し、ブースター化したもの。ランダムブースターVol.6に収録。アタックタイプのベイ。本編未登場。
サイキックファントム.P.W（ポリッシュ・ウェイト）
IDナンバー - B-65
イニシャル - P
2016年11月12日発売の超改造セット（スピードVer.）の同梱ベイ。スタミナタイプのベイ。アニメ未登場。
サイキックファントム.6C.Sp（シックス・クロス・スパイラル）
IDナンバー - B-80
イニシャル - P
色、レイヤーとドライバーのパーツを変更し、ブースター化したもの。ランダムブースターVol.6に収録。アタックタイプのベイ。本編未登場。
ロストロンギヌス.N.Sp（ナイン・スパイラル）
IDナンバー - B-66
イニシャル - L
2016年12月28日発売。スターター。「白鷺城ルイ」モデル。『ベイブレードバースト』史上初の左回転。アタックタイプのベイ。
ロストロンギヌス.2R.Mr（ツー・リーチ・マージ）
IDナンバー - B-111
イニシャル - L
色、レイヤーとドライバーのパーツを変更し、ブースター化したもの。ランダムブースターVol.10に収録。バランスタイプのベイ。左回転ベイ。本編未登場。
ギガントガイア.Q.F（クォーター・フュージョン）
IDナンバー - B-67
イニシャル - G
2016年12月28日発売のランダムブースターVol.5のレアベイ。バランスタイプのベイ。クォーターのディスクがある機体で、デジタルソードランチャーを使用してシュートすると、思わぬ方向へ落下する危険があるため、使用を控えられている（他のクォーターとワンとワンダッシュのディスクがある機体も同様）。
ギガントガイア.8U.Q（エイト・アンダー・クエイク）
IDナンバー - B-101
イニシャル - G
色、レイヤーとドライバーのパーツを変更し、ブースター化したもの。ランダムブースターVol.9に収録。アタックタイプのベイ。本編未登場。
ジェイルヨルムンガンド.I.Cy（インフィニティ・サイクル）
IDナンバー - B-69
イニシャル - J
2017年1月21日発売。ブースター。「藍沢ジン」モデル。スタミナタイプのベイ。当初はBG-03 ランダムレイヤーコレクションVol.3のレアレイヤー。
ジェイルヨルムンガンド.6G.Nt（シックス・グレイブ・ナッシング）
IDナンバー - B-87
イニシャル - J
色、レイヤーとドライバーのパーツを変更し、ブースター化したもの。ランダムブースターVol.7に収録。スタミナタイプのベイ。本編未登場。
アシッドアヌビス.Y.O（エール・オービット）
IDナンバー - B-71
イニシャル - A
2017年2月25日発売。ブースター。「山吹アキラ」モデル。ディフェンスタイプのベイ。
アシッドアヌビス.8V.Lp（エイト・ブォルテックス・ループ）
IDナンバー - B-87
イニシャル - A
色、レイヤーとドライバーのパーツを変更し、ブースター化したもの。ランダムブースターVol.7に収録。ディフェンスタイプのベイ。本編未登場。
イクシードイビルアイ.G.At（グラビティ・アトミック）
IDナンバー - B-80
イニシャル - E
2代目イビルアイ。2017年4月29日発売のランダムブースターVol.6のオリジナルベイ。ディフェンスタイプのベイ。当初はBG-04 ランダムレイヤーコレクションVol.4のレアレイヤーであり、これがイクシードイビルアイの真の姿。本編未登場。
イクシードイビルアイ.2G.W（ツー・グレイブ・ウェイト）
IDナンバー - B-80
イニシャル - E
色、レイヤーとドライバーのパーツを変更し、ブースター化したもの。ランダムブースターVol.6に収録。スタミナタイプのベイ。本編未登場。
マッドミノボロス.Q.Q（クォーター・クエイク）
IDナンバー - B-90
イニシャル - M
2代目ミノボロス。2017年8月11日発売の3on3バトルブースターセットの同梱ベイ。アタックタイプのベイ。当初はBG-05 ランダムレイヤーコレクションVol.5のレアレイヤー。アニメ未登場。
マッドミノボロス.5V.Z（ファイブ・ブォルテックス・ゼファー）
IDナンバー - B-101
イニシャル - M
色、レイヤーとドライバーのパーツを変更し、ブースター化したもの。ランダムブースターVol.9に収録。バランスタイプのベイ。本編未登場。

#### レジェンドシリーズ（B-61、B-67、B-87、B-95、B-101、B-121、B-130、B-132、B-140、B-146、B-151、B-156、B-158、B-164、B-170、B-173、B-176、B-181、B-186、B-194、B-198）
2016年10月から2023年2月まで展開されたシリーズ。『爆転シュート ベイブレード』と『メタルファイト ベイブレード』のバースト版。『コロコロアニキ』に掲載された漫画『爆転シュート ベイブレード ライジング』と『メタルファイト ベイブレード ソウルバースト』の登場ベイ。
ドライガースラッシュ.H.F（ヘビー・フュージョン）
IDナンバー - B-61
イニシャル - DI
ドライガーS（スラッシュ）のバースト版。ランダムブースターVol.4のレアベイ。「金李」モデル。バランスタイプのベイ。セット版は、ビットチップを除いたシール部分はプリントで塗装されたものとなっている。
ダークネスドライガー.H.F（ヘビー・フュージョン）
IDナンバー - B-00
イニシャル - DI
ドライガースラッシュの色違い。レイヤーが黒、ディスクが赤く塗装されている。『コロコロアニキ』第8号応募者全員サービスの限定ベイ。バランスタイプのベイ。
ドライガースラッシュ.4V.Hn（フォー・ヴォルテックス・ハンター）
IDナンバー - B-95
イニシャル - DI
色、ディスクとドライバーのパーツを変更し、ブースター化したもの。ランダムブースターVol.8に収録。アタックタイプのベイ。本編未登場。
ドラグーンストーム.W.X（ウイング・エクストリーム）
IDナンバー - B-00
イニシャル - DG
ドラグーンS（ストーム）のバースト版。wbba.ストア限定ベイ。「木ノ宮タカオ」モデル。アタックタイプのベイ。左回転ベイ。ブースターのため、左回転専用ランチャーが必要。シールカラーと聖獣ビットシールは当時アニメ版のもの。セット版は、ビットチップを除いたシール部分はプリントで塗装されたものとなっている。
ドラグーンストーム.W.X（ウイング・エクストリーム） ゴールドVer.
IDナンバー - B-00
イニシャル - DG
ドラグーンストームの色違い。レイヤーが金で塗装され、ディスクがガンメタ仕様となっている。『コロコロアニキ』第7号応募者全員サービスの限定ベイ。アタックタイプのベイ。左回転ベイ。左回転専用ランチャーが必要。通常カラーより先駆けて発売した。
ドラグーンストーム.5M.Lp（ファイブ・メテオ・ループ）
IDナンバー - B-95
イニシャル - DG
色、ディスクとドライバーのパーツを変更し、ブースター化したもの。ランダムブースターVol.8に収録。ディフェンスタイプのベイ。左回転ベイ。本編未登場。聖獣ビットシールは当時アニメ版のもの。
ドランザースパイラル.S.T（スプレッド・トランス）
IDナンバー - B-00
イニシャル - DZ
ドランザーS（スパイラル）のバースト版。wbba.ストア限定のベイ。「火渡カイ」モデル。バランスタイプのベイ。セット版は、ビットチップを除いたシール部分はプリントで塗装されたものとなっている。
ドランザースパイラル.6C.Sp（シックス・クロス・スパイラル）
IDナンバー - B-87
イニシャル - DZ
色、ディスクとドライバーのパーツを変更し、ブースター化したもの。ランダムブースターVol.7に収録。アタックタイプのベイ。本編未登場。
ドラシエルシールド.C.P（セントラル・プレス）
IDナンバー - B-67
イニシャル - DC
ドラシエルS（シールド）のバースト版。ランダムブースターVol.5のレアベイ。「水原マックス」モデル。ディフェンスタイプのベイ。元祖と異なりメタルボールは搭載されていない。セット版は、ビットチップを除いたシール部分はプリントで塗装されたものとなっている。
ドラシエルシールド.4F.Cy（フォー・フロー・サイクル）
IDナンバー - B-87
イニシャル - DC
色、ディスクとドライバーのパーツを変更し、ブースター化したもの。ランダムブースターVol.7に収録。スタミナタイプのベイ。本編未登場。
ドラグーンファントム.G.V（グラビティ・ヴァリアブル）
IDナンバー - B-00
イニシャル - DG
2代目ドラグーン。ドラグーンF（ファントム）のバースト版。wbba.ストア限定ベイ。「木ノ宮タカオ」モデル。アタックタイプのベイ。左回転ベイ。左回転専用ランチャーが必要。ゴールドVer.と同様、元祖と異なり、レイヤーにポリカーボネイト素材は使用されていない（原作で装着された部分は塗装で再現されている）。セット版は、ビットチップを除いたシール部分はプリントで塗装されたものとなっている。
ドラグーンファントム.G.V（グラビティ・ヴァリアブル） ゴールドVer.
IDナンバー - B-00
イニシャル - DG
ドラグーンファントムの色違い。レイヤーが金で塗装され、ディスクがガンメタ仕様となっている。『コロコロアニキ』2017年冬号応募者全員サービスの限定ベイ。アタックタイプのベイ。左回転ベイ。左回転専用ランチャーが必要。当時の『コロコロコミック』の全員サービスのゴールドVer.が再現されている。レイヤーにポリカーボネイト素材は使用されていない（原作で装着された部分は塗装で再現されている）。通常カラーより先駆けて発売した。
ドラグーンファントム.00S.Pw（ダブルオー・スター・パワー）
IDナンバー - B-00
イニシャル - DG
色、ディスクとドライバーのパーツを変更し、ブースター化したもの。レジェンドスターベイセットの同梱ベイ。アタックタイプのベイ。左回転ベイ。本編未登場。
ドランザーフレイム.Y.Zt（エール・ゼータ）
IDナンバー - B-101
イニシャル - DZ
2代目ドランザー。ドランザーF（フレイム）のバースト版。ランダムブースターVol.9のレアベイ。「火渡カイ」モデル。バランスタイプのベイ。セット版は、ビットチップを除いたシール部分はプリントで塗装されたものとなっている。
ドランザーフレイム.Y.Zt（エール・ゼータ） フェニックスVer.
IDナンバー - B-00
イニシャル - DZ
ドランザーフレイムの色違い。レイヤーが赤く塗装され、ディスクがガンメタ仕様となっている。『コロコロアニキ』2018年春号応募者全員サービスの限定ベイ。「火渡カイ」モデル。バランスタイプのベイ。
ドランザーフレイム.10T.Sw（テン・ターン・ソード）
IDナンバー - B-130
イニシャル - DZ
色、ディスクとドライバーのパーツを変更し、ブースター化したもの。ランダムブースターVol.13に収録。アタックタイプのベイ。本編未登場。
ウイングファルコン.10T.Sw（テン・ターン・ソード）
IDナンバー - B-130
イニシャル - WF
ドランザーフレイムの色替え。韓国版ランダムブースターVol.13に収録。アタックタイプのベイ。本編未登場。
ウルボーグ.8.Br（エイト・ベアリング）
IDナンバー - B-121
イニシャル - WB
ウルボーグのバースト版。超Zトリプルブースターセットの同梱ベイ。「ユーリ・イヴァーノフ」モデル。スタミナタイプのベイ。『爆転シュート ベイブレード』20周年記念セットでは、ビットチップを除いたシール部分はプリントで塗装されたものとなっている。
ウルボーグ.8.Br（エイト・ベアリング） 青狼（ブルーウルフ）Ver.
IDナンバー - B-00
イニシャル - WB
ウルボーグの色違い。レイヤーとディスクが青で塗装されている。『コロコロアニキ』2018年冬号応募者全員サービスの限定ベイ。スタミナタイプのベイ。当時の『コロコロコミック』の全員サービスの青狼Ver.が再現されている。
ハウンドドッグ.8.Br（エイト・ベアリング）
IDナンバー - B-121
イニシャル - HD
ウルボーグの色替え。韓国版超Zトリプルブースターセットの同梱ベイ。スタミナタイプのベイ。本編未登場。
ウルボーグ.0E.At（ゼロ・エキスパンド・アトミック）
IDナンバー - B-130
イニシャル - WB
色、コアディスクとドライバーのパーツを変更し、ブースター化したもの。ランダムブースターVol.13に収録。ディフェンスタイプのベイ。本編未登場。
ハウンドドッグ.0E.At（ゼロ・エキスパンド・アトミック）
IDナンバー - B-130
イニシャル - HD
ウルボーグの色替え。韓国版ランダムブースターVol.13に収録。ディフェンスタイプのベイ。本編未登場。
ドライガーファング.0.Xt（ゼロ・エクステンド）
IDナンバー - B-132
イニシャル - DI
2代目ドライガー。ドライガーF（ファング）のバースト版。ランダムブースターVol.14のレアベイ。「金李」モデル。バランスタイプのベイ。シークレットパーツとして、ガチンコレイヤーシステムで使用可能な斬ウエイトを同梱。セット版は、ビットチップを除いたシール部分はプリントで塗装されたものとなっている。
クロータイガー.0.Xt（ゼロ・エクステンド）
IDナンバー - B-132
イニシャル - CT
ドライガーファングの色替え。韓国版ランダムブースターVol.14のレアベイ。バランスタイプのベイ。本編未登場。
ストームペガシス.10G.Qc'（テン・グレイブ・クイックダッシュ）
IDナンバー - B-140
イニシャル - SP
ストームペガシス105RF（ラバーフラット）のバースト版。ランダムブースターVol.15のレアベイ。「鋼銀河」モデル。アタックタイプのベイ。元祖と異なり、メタルウィールの金属素材は内部などの一部分に搭載される程度になり、それ以外の部分はプラスチック素材となり、元祖よりも軽量化されている（この他のメタルファイトの機体は全て同様）。また、クリアウィールとフェイスはメタルウィールと一体化されているため、組み替えることはできなくなっている。
ストームペガシス.10G.Qc'（テン・グレイブ・クイックダッシュ） 紅蓮Ver.
IDナンバー - B-00
イニシャル - SP
ストームペガシスの色違い。レイヤーにある内部の金属素材が金、ディスクが赤く塗装されている。『コロコロアニキ』2019年夏号応募者全員サービスの限定ベイ。「鋼銀河」モデル。アタックタイプのベイ。本編未登場。当時の『コロコロコミック』の全員サービスの紅蓮Ver.が再現されている。
フラッシュスレイプニル.10G.Qc'（テン・グレイブ・クイックダッシュ）
IDナンバー - B-140
イニシャル - FS
ストームペガシスの色替え。韓国版ランダムブースターVol.15のレアベイ。アタックタイプのベイ。本編未登場。
ストームペガシス.Hr.L'（ハリケーン・ライナーダッシュ）
IDナンバー - B-00
イニシャル - SP
色、コアディスク、フレームとドライバーのパーツを変更し、ブースター化したもの。レジェンドスターベイセットの同梱ベイ。バランスタイプのベイ。本編未登場。新規パーツのライナーダッシュはこのベイにしか搭載されていない。
ストームペガシス.Hr.At（ハリケーン・アトミック） スターダストVer.
IDナンバー - B-151
イニシャル - SP
色、コアディスク、フレームとドライバーのパーツを変更し、ブースター化したもの。ランダムブースターVol.17に収録。ディフェンスタイプのベイ。本編未登場。レイヤーの色は当時のランダムブースターvol.3にあったレアベイのスターダストVer.が再現されており、レイヤーの内部の金属素材が青で塗装されている。
フラッシュスレイプニル.Hr.At（ハリケーン・アトミック）
IDナンバー - B-151
イニシャル - FS
ストームペガシスの色替え。韓国版ランダムブースターVol.17に収録。ディフェンスタイプのベイ。本編未登場。
ストームペガシス.Dr.HS（ドレイク・ハイサバイブ）
IDナンバー - B-176
イニシャル - SP
色、コアディスク、フレームとドライバーのパーツを変更し、ブースター化したもの。ランダムブースターVol.23に収録。スタミナタイプのベイ。本編未登場。
ドラシエルフォートレス.10.Pl（テン・プラネット）
IDナンバー - B-00
イニシャル - DC
2代目ドラシエル。ドラシエルF（フォートレス）のバースト版。『爆転シュート ベイブレード』20周年記念セットの同梱ベイ。「水原マックス」モデル。スタミナタイプのベイ（元祖はディフェンスタイプのベイ）。ビットチップを除いたシール部分はプリントで塗装されたものとなっている。
ドラシエルフォートレス.00W.Ch（ダブルオー・ウォール・チャージ）
IDナンバー - B-156
イニシャル - DC
色、コアディスクとドライバーのパーツを変更し、ブースター化したもの。ランダムブースターVol.18に収録。アタックタイプのベイ。本編未登場。
ガイアドラグーン.Ar.Hn'（アラウンド・ハンターダッシュ）
IDナンバー - B-146
イニシャル - GD
ガイアドラグーンのバースト版。ランダムブースターVol.16のレアベイ。「皇大地」モデル。アタックタイプのベイ。限定パーツだったHn'ドライバーがレギュラー化した。レイヤー（アタックリング）のフリー回転パーツは再現されているが、元祖のように分離することはできない。この機体からビットチップ部分はメタル素材となっている（以後、標準装備となる）。
ガイアドラグーン.Ar.Hn'（アラウンド・ハンターダッシュ） 赤龍Ver.
IDナンバー - B-00
イニシャル - GD
ガイアドラグーンの色違い。ディスクがガンメタ仕様となっている。『コロコロアニキ』2020年冬号応募者全員サービスの限定ベイ。「皇大地」モデル。アタックタイプのベイ。本編未登場。当時のイベント会場で限定販売された赤龍Ver.が再現されている。
ナイフリザード.Ar.Hn'（アラウンド・ハンターダッシュ）
IDナンバー - B-146
イニシャル - KL
ガイアドラグーンの色替え。韓国版ランダムブースターVol.16のレアベイ。アタックタイプのベイ。本編未登場。
ライトニングエルドラゴ.10R.Z'（テン・リーチ・ゼファーダッシュ） 極龍Ver.
IDナンバー - B-151
イニシャル - LL
ライトニングエルドラゴ100HF（ホールフラット）のバースト版。ランダムブースターVol.17のレアベイ。「竜牙」モデル。バランスタイプのベイ（元祖はアタックタイプのベイ）。左回転ベイ。当時の『コロコロコミック』の全員サービスにあった極龍Ver.が再現されている。元祖と異なり、ウィールのモードチェンジ機能は搭載されておらず、クリアウィールとフェイスはメタルウィールと一体化されているため、組み替えることはできなくなっている。シール部分はプリントで塗装されたものとなっている。
ライトニングエルドラゴ.10R.Z'（テン・リーチ・ゼファーダッシュ）
IDナンバー - B-00
イニシャル - LL
ライトニングエルドラゴ100HF（ホールフラット）のバースト版。『メタルファイト ベイブレード』10周年記念セットの同梱ベイ。「竜牙」モデル。バランスタイプのベイ（元祖はアタックタイプのベイ）。左回転ベイ。極龍Ver.と同様、ウィールのモードチェンジ機能は搭載されておらず、クリアウィールとフェイスはメタルウィールと一体化されているため、組み替えることはできなくなっている。
アクアレヴィアタン.10R.Z'（テン・リーチ・ゼファーダッシュ）
IDナンバー - B-151
イニシャル - AL
ライトニングエルドラゴの色替え。韓国版ランダムブースターVol.17のレアベイ。バランスタイプのベイ。左回転ベイ。本編未登場。
ドラグーンビクトリー.St.Ev（スティング・エボリューション）
IDナンバー - B-156
イニシャル - DG
3代目ドラグーン。ドラグーンV（ビクトリー）のバースト版。ランダムブースターVol.18のレアベイ。「木ノ宮タカオ」モデル。アタックタイプのベイ。左回転ベイ。左回転専用ランチャーが必要。元祖のマグネシステムは搭載されていない。セット版は、ビットチップを除いたシール部分はプリントで塗装されたものとなっている。
ドラグーンビクトリー.2E.Et（ツー・エキスパンド・エターナル）
IDナンバー - B-173
イニシャル - DG
色、ディスクとドライバーのパーツを変更し、ブースター化したもの。ランダムブースターVol.22に収録。スタミナタイプのベイ。左回転ベイ。本編未登場。レイヤーの色は当時の『コロコロコミック』全員サービスにあったシルバーメタルVer.を再現されており、ランダムブースターVol.22にある金色のアウターディスクとエクストリームダッシュドライバーの2つを組み替えることで、シルバーメタルVer.を再現可能。
フレイムサジタリオ.8'.C（エイトダッシュ・クロー）
IDナンバー - B-00
フレイムサジタリオC（クロウ）145S（シャープ）のバースト版。『メタルファイト ベイブレード』10周年記念セットの同梱ベイ。「湯宮ケンタ」モデル。スタミナタイプのベイ。クリアウィールとフェイスはメタルウィールと一体化されているため、組み替えることはできなくなっている。シール部分はプリントで塗装されたものとなっている。
フレイムサジタリオ.00.Kp'（ダブルオー・キープダッシュ）
IDナンバー - B-164
色、コアディスクとドライバーのパーツを変更し、ブースター化したもの。ランダムブースターVol.20に収録。ディフェンスタイプのベイ。本編未登場。
ロックレオーネ.0.M（ゼロ・マッシブ）
IDナンバー - B-00
ロックレオーネ145WB（ワイドボール）のバースト版。『メタルファイト ベイブレード』10周年記念セットの同梱ベイ。「盾神キョウヤ」モデル。ディフェンスタイプのベイ。クリアウィールとフェイスはメタルウィールと一体化されているため、組み替えることはできなくなっている。シール部分はプリントで塗装されたものとなっている。
アースアクイラ.2.Y（ツー・イールディング）
IDナンバー - B-00
アースアクイラ145WD（ワイドディフェンス）のバースト版。『メタルファイト ベイブレード』10周年記念セットの同梱ベイ。「大鳥翼」モデル。スタミナタイプのベイ（元祖はバランスタイプのベイ）。クリアウィールとフェイスはメタルウィールと一体化されているため、組み替えることはできなくなっている。シール部分はプリントで塗装されたものとなっている。
アースアクイラ.Vn.Mr'（バンガード・マージダッシュ）
IDナンバー - B-164
色、コアディスクとドライバーのパーツを変更し、ブースター化したもの。ランダムブースターVol.20に収録。バランスタイプのベイ。本編未登場。
バーンフェニックス.Y.Wd（エール・ウェッジ）
IDナンバー - B-158
イニシャル - BP
バーンフェニックス135MS（メタルシャープ）のバースト版。ランダムブースターVol.19のレアベイ。「フェニックス」モデル。スタミナタイプのベイ。クリアウィールとフェイスはメタルウィールと一体化されているため、組み替えることはできなくなっている。シークレットパーツとして、スパーキングレイヤーシステムで使用可能なスパーキングチップを同梱。
バーンフェニックス.00.α'（ダブルオー・アサルトダッシュ） ブリザードVer.
IDナンバー - B-170
イニシャル - BP
色、ディスクとドライバーのパーツを変更し、ブースター化したもの。ランダムブースターVol.21に収録。アタックタイプのベイ。限定パーツだったα'ドライバーがレギュラー化した。本編未登場。当時の景品にあったブリザードVer.が再現されており、レイヤーの内部の金属素材が青で塗装されている。
ドライガーバルカン.10R.W（テン・リーチ・ウェイト）
IDナンバー - B-00
イニシャル - DI
3代目ドライガー。ドライガーV（バルカン）のバースト版。『爆転シュート ベイブレード』2020 Vセットの同梱ベイ。「金李」モデル。スタミナタイプのベイ（元祖はアタックタイプのベイ）。元祖のマグネシステムは搭載されていない。ビットチップを除いたシール部分はプリントで塗装されたものとなっている。
ドライガーバルカン.0.HJ'（ゼロ・ハイジャギーダッシュ）
IDナンバー - B-173
イニシャル - DI
色、コアディスク、フレームとドライバーのパーツを変更し、ブースター化したもの。ランダムブースターVol.22に収録。アタックタイプのベイ。本編未登場。
ドランザーボルケーノ.Hr.Dm（ハリケーン・ディメンション）
IDナンバー - B-00
イニシャル - DZ
3代目ドランザー。ドランザーV（ボルケーノ）のバースト版。『爆転シュート ベイブレード』2020 Vセットの同梱ベイ。「火渡カイ」モデル。バランスタイプのベイ。元祖のマグネシステムは搭載されていない。ビットチップを除いたシール部分はプリントで塗装されたものとなっている。
ドランザーボルケーノ.0.Ch'（ゼロ・チャージダッシュ）
IDナンバー - B-170
イニシャル - DZ
色、ディスクとドライバーのパーツを変更し、ブースター化したもの。ランダムブースターVol.21に収録。アタックタイプのベイ。本編未登場。レイヤーの色はウルボーグをイメージしたカラーになっている。
ドラシエルバイパー.Ar.Om（アラウンド・オービットメタル）
IDナンバー - B-00
イニシャル - DC
3代目ドラシエル。ドラシエルV（バイパー）のバースト版。『爆転シュート ベイブレード』2020 Vセットの同梱ベイ。「水原マックス」モデル。ディフェンスタイプのベイ。元祖のマグネシステムは搭載されていない。ビットチップを除いたシール部分はプリントで塗装されたものとなっている。
ドラシエルバイパー.00W.HD（ダブルオー・ウォール・ハイディフェンス）
IDナンバー - B-176
イニシャル - DC
色、ディスクとドライバーのパーツを変更し、ブースター化したもの。ランダムブースターVol.23に収録。ディフェンスタイプのベイ。本編未登場。
ガイアドラグーンバースト.10E.Ir（テン・エキスパンド・アイアン）
IDナンバー - B-00
イニシャル - GD
2代目ガイアドラグーン。ガイアドラグーンV（バースト）のバースト版。『爆転シュート ベイブレード』2020 Vセットの同梱ベイ。「皇大地」モデル。アタックタイプのベイ。元祖のマグネシステムは搭載されていない。ビットチップを除いたシール部分はプリントで塗装されたものとなっている。
ギャラクシーペガシス.5G.Jl'（ファイブ・グレイブ・ジョルトダッシュ）
IDナンバー - B-00
2代目ペガシス。ギャラクシーペガシスW（ウイング）105R2F（ライトラバーフラット）のバースト版。『メタルファイト ベイブレード』2020 爆セットの同梱ベイ。「鋼銀河」モデル。アタックタイプのベイ。この機体から元祖と同様、メタルウィールとクリアウィールが分離できるようになり、同様に対応したレイヤーと組み替えることができるようになっている。なお、フェイスはクリアウィールと一体化されているため、組み替えることはできない。シール部分はプリントで塗装されたものとなっている。
ギャラクシーペガシス.Lg.X'（レガシー・エクストリームダッシュ）
IDナンバー - B-194
色、コアディスク、フレームとドライバーのパーツを変更し、ブースター化したもの。ランダムブースターVol.27に収録。アタックタイプのベイ。本編未登場。レイヤーの色は当時のデッキエントリーセットにあったエメラルドグリーンカラーが再現されており、レイヤーの内部の金属素材がエメラルドグリーンで塗装されている。特典パーツとして、ダイナマイトバトルレイヤーで使用可能なベリアル用進化ギア「Fギア」と「Vギア」の聖王Ver.が付属。
レイユニコルノ.1'P.U'（ワンダッシュ・プルーフ・ユナイトダッシュ）
IDナンバー - B-00
レイユニコルノD（ディフェンス）125CS（コートシャープ）のバースト版。『メタルファイト ベイブレード』2020 爆セットの同梱ベイ。「角谷正宗」モデル。バランスタイプのベイ（元祖はアタックタイプのベイ）。メタルウィールとクリアウィールの分離が可能で、同様の他のレイヤーと組み替えることが可能。フェイスはクリアウィールと一体化されているため、組み替えることはできない。シール部分はプリントで塗装されたものとなっているが、レイヤーの一部にはシールを任意で貼るものとなっている。
グラビティペルセウス.00B.Y（ダブルオー・バンプ・イールディング）
IDナンバー - B-00
グラビティペルセウスAD（アーマーディフェンス）145WD（ワイドディフェンス）のバースト版。『メタルファイト ベイブレード』2020 爆セットの同梱ベイ。「ジュリアス・シーザー」モデル。スタミナタイプのベイ（元祖はディフェンスタイプのベイ）。両回転ベイ。元祖と同様、メタルウィールとクリアウィールが分離可能で、クリアウィールの向きを変えることで、ディフェンスモードとカウンターモードの切替が可能。フェイスはクリアウィールと一体化されているため、組み替えることはできない。シール部分はプリントで塗装されたものとなっている。
メテオエルドラゴ.7V.Sp'（セブン・ヴォルテックス・スパイラルダッシュ）
IDナンバー - B-00
2代目エルドラゴ。メテオエルドラゴLW（レフトウイング）105LF（レフトフラット）のバースト版。『メタルファイト ベイブレード』2020 爆セットの同梱ベイ。「竜牙」モデル。アタックタイプのベイ。左回転ベイ。元祖と同様、メタルウィールとクリアウィールが分離可能で、クリアウィールの向きを変えることで、強襲モードと連打モードの切替が可能。フェイスはクリアウィールと一体化されているため、組み替えることはできない。シール部分はプリントで塗装されたものとなっている。
ヘルケルベクス.0L.Mb（ゼロ・リフト・メビウス）
IDナンバー - B-00
ヘルケルベクスBD（ブーストディスク）145DS（ディフェンスシャープ）のバースト版。『メタルファイト ベイブレード』2020 爆セットの同梱ベイ。「ダミアン・ハート」モデル。ディフェンスタイプのベイ（元祖はスタミナタイプのベイ）。メタルウィールとクリアウィールの分離が可能で、同様の他のレイヤーと組み替えることが可能。フェイスはクリアウィールと一体化されているため、組み替えることはできない。原作にあったモード切り替えができず、レイヤーはブーストモードを意識した造形で作られている。シール部分はプリントで塗装されたものとなっている。
ヘルケルベクス.Gg.Wv（ギガ・ウェーブ） ブルーインフェルノVer.
IDナンバー - B-181
色、コアディスク、フレームとドライバーのパーツを変更し、ブースター化したもの。ランダムブースターVol.25に収録。バランスタイプのベイ。本編未登場。レイヤーの色は当時の景品であったブルーインフェルノVer.が再現されており、レイヤーの内部の金属素材が青で塗装されている。
ドラグーンV2.Wh.Xc'（ビクトリーツー・ホイール・エクシードダッシュ）
IDナンバー - B-181
イニシャル - DG
3.5代目ドラグーン。ドラグーンV2（ビクトリー2）のバースト版。ランダムブースターVol.25のレアベイ。「木ノ宮タカオ」モデル。アタックタイプのベイ。左回転ベイ。左回転専用ランチャーが必要。ホイールディスクとエクシードダッシュドライバーには、当時の色を再現可能なシールを貼ることができる（ホイールディスクでは2種類の色から選択可能）。元祖のマグネシステムは搭載されていない。特典パーツとして、ダイナマイトバトルレイヤーで使用可能な6アーマーのレッドカラーが付属。『爆転シュート ベイブレード』2023 V2セットでは「ドラグーンV2.Wh.Xp'（ビクトリーツー・ホイール・エクスプロージョンダッシュ）」に変更し、ビットチップを除いたシール部分はプリントで塗装されたものとなっている。エクスプロージョンダッシュはこのベイにしか搭載されていない。
ドラグーンV2.Tp.Zn'（ビクトリーツー・テーパード・ゾーンダッシュ）
IDナンバー - B-194
イニシャル - DG
色、ディスクとドライバーのパーツを変更し、ブースター化したもの。ランダムブースターVol.27に収録。バランスタイプのベイ。左回転ベイ。本編未登場。特典パーツとして、ダイナマイトバトルレイヤーで使用可能なベリアル用進化ギア「Sギア」と「Lギア」の聖王Ver.が付属。
ドランザーV2.0C.Rb'（ボルケーノツー・ゼロ・クロス・リブートダッシュ）
IDナンバー - B-186
イニシャル - DZ
3.5代目ドランザー。ドランザーV2（ボルケーノ2）のバースト版。ランダムブースターVol.26のレアベイ。「火渡カイ」モデル。アタックタイプのベイ（元祖はバランスタイプのベイ）。クロスフレームとリブートダッシュドライバーには、当時の色を再現可能なシールを貼ることができる。元祖のマグネシステムは搭載されていない。特典パーツとして、ダイナマイトバトルレイヤーで使用可能な10アーマーのパープルカラーが付属。セット版は、ビットチップを除いたシール部分はプリントで塗装されたものとなっている。
ドライガーV2.Ov.Wd'（バルカンツー・オーバー・ウェッジダッシュ）
IDナンバー - B-198
イニシャル - DI
3.5代目ドライガー。ドライガーV2（バルカン2）のバースト版。ランダムブースターVol.29のレアベイ。「金李」モデル。スタミナタイプのベイ（元祖はバランスタイプのベイ）。元祖のマグネシステムは搭載されていない。『爆転シュート ベイブレード』2023 V2セットでは「ドライガーV2.Il.Wd'（バルカンツー・イリーガル・ウェッジダッシュ）」に変更し、ビットチップを除いたシール部分はプリント、ディスクはレイヤーと同じグレーで塗装されている。
ドラシエルV2.10T.Pl'（バイパーツー・テン・ターン・プラネットダッシュ）
IDナンバー - B-00
イニシャル - DC
3.5代目ドラシエル。ドラシエルV2（バイパー2）のバースト版で、バーストとして最後に発売された新規ベイ。『爆転シュート ベイブレード』2023 V2セットの同梱ベイ。「水原マックス」モデル。スタミナタイプのベイ（元祖はディフェンスタイプのベイ）。元祖のマグネシステムは搭載されていない。ビットチップとフレームを除いたシール部分はプリントで塗装されたものとなっている。

#### ゴッドレイヤーシステム（B-73 - B-103、B-111、B-118、B-125、B-132）
2017年3月〜2018年2月まで展開されたシリーズ。レイヤーにゴッドアビリティ（神能力）というギミックを持たせ、さらにディスクをコアディスクとフレームに分かれた。それにより、戦略の幅が広まった。
ゴッドヴァルキリー.6V.Rb（シックス・ヴォルテックス・リブート）
IDナンバー - B-73（スターター）、B-76（エントリーセット）、BA-01（韓国オリジナルの「ゴッドバトルセット」）
イニシャル - V
3代目ヴァルキリー（アニメ版では2代目ヴァルキリー）。2017年3月18日発売。スターター。エントリーセットでは、レイヤーとドライバーの色が変更されている。「蒼井バルト」モデル。アタックタイプのベイ。ゴッドアビリティは「バウンドアタック」で、内蔵されたバネで刃がバウンドするように可動する。別商品付属のパーツ（ストライクゴットチップ、スターフレーム、アルティメットリブートドライバーの3種類）を装着・組み換えすることで「撃ゴッドヴァルキリー.6S.Ul（シックス・スター・アルティメットリブート）」となり、レイヤーのバウンドした刃は固定刃に変化する。
ゴッドヴァルキリー.2.Fl（ツー・フリューゲル）
IDナンバー - B-87
イニシャル - V
色、コアディスク、フレームとドライバーのパーツを変更し、ブースター化したもの。ランダムブースターVol.7に収録。スタミナタイプのベイ。本編未登場。
撃ゴッドヴァルキリー.無限
IDナンバー - B-96
イニシャル - V
色、ゴッドチップ、コアディスク、フレームとドライバーのパーツを変更し、ブースター化したもの。無限ベイスタジアムの同梱ベイ。アタックタイプのベイ。ゴッドチップは「ストライクゴッドチップ」。ドライバーは無限・超Z無双スタジアム専用のディスク一体型ドライバー。本編未登場。
クライスサタン.2G.Lp（ツー・グレイブ・ループ）
IDナンバー - B-74（スターター）、BA-01（韓国オリジナルの「ゴッドバトルセット」）
イニシャル - 逆S
2017年3月18日発売。スターター。「シスコ・カーライル」モデル。ディフェンスタイプのベイ。ゴッドアビリティは「ローラーディフェンス」。
クライスサタン.Y.Sp（エール・スパイラル）
IDナンバー - B-87
イニシャル - 逆S
色、コアディスク、フレームとドライバーのパーツを変更し、ブースター化したもの。ランダムブースターVol.7に収録。アタックタイプのベイ。本編未登場。
クライスサタン.5.Gr（ファイブ・ガード）
IDナンバー - B-101
イニシャル - 逆S
色、コアディスク、フレームとドライバーのパーツを変更し、ブースター化したもの。ランダムブースターVol.9に収録。ディフェンスタイプのベイ。本編未登場。
ブレイズラグナルク.4C.Fl（フォー・クロス・フリューゲル）
IDナンバー - B-75
イニシャル - R
3代目ラグナルク（アニメ版では2代目ラグナルク）。2017年3月18日発売。ブースター。「黄山乱太郎」モデル。スタミナタイプのベイ。ゴッドアビリティは「スタミナウイング」。
ブレイズラグナルク.N.L（ナイン・ライナー）
IDナンバー - B-87
イニシャル - R
色、コアディスク、フレームとドライバーのパーツを変更し、ブースター化したもの。ランダムブースターVol.7に収録。バランスタイプのベイ。本編未登場。
ブレイズラグナルク.4S.B（フォー・スター・ブロウ）
IDナンバー - B-00
イニシャル - R
色、コアディスク、フレームとドライバーのパーツを変更し、ブースター化したもの。wbba.ストア限定ベイ。アタックタイプのベイ。付録限定パーツのSフレームを搭載。本編未登場。
ブレイズラグナルク.T.R（トリプル・リボルブ）
IDナンバー - B-95
イニシャル - R
色、コアディスク、フレームとドライバーのパーツを変更し、ブースター化したもの。ランダムブースターVol.8に収録。スタミナタイプのベイ。本編未登場。
ドレインファブニル.8.Nt（エイト・ナッシング）
IDナンバー - B-79
イニシャル - 逆F
2017年4月29日発売。スターター。「フリー・デラホーヤ」モデル。スタミナタイプのベイ。左回転ベイ。ゴッドアビリティは「ドレインスピン」。
ドレインファブニル.7S.Z（セブン・スター・ゼファー）
IDナンバー - B-98
イニシャル - 逆F
色、ゴッドチップ、コアディスク、フレームとドライバーのパーツを変更し、ブースター化したもの。ゴッドカスタマイズセットの同梱ベイ。バランスタイプのベイ。左回転ベイ。本編未登場。
トルネードワイバーン.4G.At（フォー・グレイブ・アトミック）
IDナンバー - B-80
イニシャル - W
3代目ワイバーン（アニメ版では2代目ワイバーン）。2017年4月29日発売のランダムブースターVol.6のレアベイ。「小紫ワキヤ」モデル。ディフェンスタイプのベイ。ゴッドアビリティは「トルネードシールド」。
トルネードワイバーン.1M.Sp（ワン・メテオ・スパイラル）
IDナンバー - B-98
イニシャル - W
色、ゴッドチップ、コアディスク、フレームとドライバーのパーツを変更し、ブースター化したもの。ゴッドカスタマイズセットの同梱ベイ。アタックタイプのベイ。本編未登場。
アルタークロノス.6M.T（シックス・メテオ・トランス）
IDナンバー - B-82
イニシャル - 逆C
2017年5月27日発売。ブースター。「クーザ・アッカーマン」モデル。バランスタイプのベイ。ゴッドアビリティは「バランスチェンジ」。
アルタークロノス.R.Tw（リング・タワー）
IDナンバー - B-95
イニシャル - 逆C
色、コアディスク、フレームとドライバーのパーツを変更し、ブースター化したもの。ランダムブースターVol.8に収録。バランスタイプのベイ。本編未登場。
キラーデスサイザー.2V.Hn（ツー・ヴォルテックス・ハンター）
IDナンバー - B-85
イニシャル - D
3代目デスサイザー（アニメ版では2代目デスサイザー）。2017年7月1日発売。ブースター。「黒神ダイナ」モデル。アタックタイプのベイ。ゴッドアビリティは「ダブルストライク」。
キラーデスサイザー.Q.Lp（クォーター・ループ）
IDナンバー - B-95
イニシャル - D
色、コアディスク、フレームとドライバーのパーツを変更し、ブースター化したもの。ランダムブースターVol.8に収録。ディフェンスタイプのベイ。本編未登場。
レジェンドスプリガン.7.Mr（セブン・マージ）
IDナンバー - B-86
イニシャル - S
3代目スプリガン（アニメ版では2代目スプリガン）。2017年7月1日発売。スターター。「レッドアイ」モデル。『ベイブレードバースト』史上初の両回転。バランスタイプのベイ。ゴッドアビリティは「デュアルスピニング」。
レジェンドスプリガン.0U.Nt（ゼロ・アンダー・ナッシング）
IDナンバー - B-111
イニシャル - S
色、コアディスクとドライバーのパーツを変更し、ブースター化したもの。ランダムブースターVol.10に収録。スタミナタイプのベイ。両回転ベイ。本編未登場。
レジェンドスプリガン.5R.Et（ファイブ・リーチ・エターナル） 邪神Ver.
IDナンバー - B-132
イニシャル - S
色、コアディスクとドライバーのパーツを変更し、ブースター化したもの。ランダムブースターVol.14に収録。スタミナタイプのベイ。両回転ベイ。本編未登場。レイヤーは景品だった邪神Ver.をベースに、色が一部変更されている。
マキシマムガルーダ.8F.Fl（エイト・フロー・フリューゲル）
IDナンバー - B-87
イニシャル - 逆G
2017年7月15日発売のランダムブースターVol.7のレアベイ。「ガゼム・マダール」モデル。スタミナタイプのベイ。ゴッドアビリティは「マキシマムストリーム」。
マキシマムガルーダ.7L.Sw（セブン・リフト・ソード）
IDナンバー - B-125
イニシャル - 逆G
色、コアディスクとドライバーのパーツを変更し、ブースター化したもの。ランダムブースターVol.12に収録。アタックタイプのベイ。本編未登場。
ブラストジニウス.5G.Gr（ファイブ・グレイブ・ガード）
IDナンバー - B-89
イニシャル - 逆J
2017年8月11日発売。ブースター。「ジョシュア・ブーン」モデル。ディフェンスタイプのベイ。ゴッドアビリティは「サイクロンウォール」。
ブラストジニウス.1.D（ワン・ディフェンス）
IDナンバー - B-101
イニシャル - 逆J
色、コアディスク、フレームとドライバーのパーツを変更し、ブースター化したもの。ランダムブースターVol.9に収録。ディフェンスタイプのベイ。本編未登場。
ギャラクシーゼウス.4M.Pl（フォー・メテオ・プラネット）
IDナンバー - B-90
イニシャル - Z
2代目ゼウス。2017年8月11日発売の3on3バトルブースターセットの同梱ベイ。スタミナタイプのベイ。本編未登場。ゴッドアビリティは「サテライトボール」。
ガーディアンケルベウス.H.R（ヘビー・リボルブ）
IDナンバー - B-90
イニシャル - K
3代目ケルベウス。2017年8月11日発売の3on3バトルブースターセットの同梱ベイ。スタミナタイプのベイ。当初はBG-06 ランダムレイヤーコレクションVol.6のレアレイヤー。アニメ未登場。ゴッドアビリティは「チェーンプロテクション」。
ガーディアンケルベウス.7.Nt（セブン・ナッシング）
IDナンバー - B-101
イニシャル - K
色、コアディスク、フレームとドライバーのパーツを変更し、ブースター化したもの。ランダムブースターVol.9に収録。スタミナタイプのベイ。本編未登場。
オリハルコン.Ω.Ω（アウター・オクタ）
IDナンバー - B-00Ω
イニシャル - Ω
ベイポイント3000P以上の状態に認定されるとたまに入手できるレアベイ。スタミナタイプのベイ。アニメ未登場。ゴッドアビリティは「バーストキャンセル」。
シャドウオリハルコン.α.β（エアロ・バイト）
IDナンバー - B-00
イニシャル - Ω
色、ディスクとドライバーのパーツを変更したもの。『月刊コロコロコミック』2017年9月号応募者全員サービスの限定ベイ。ディフェンスタイプのベイ。二大レアベイのアマテリオスとバルドゥールのパーツであるαディスクとβドライバーを装備。アニメ未登場。
ジークエクスカリバー.1.Ir（ワン・アイアン）
IDナンバー - B-92
イニシャル - X
3代目エクスカリバー（アニメ版では2代目エクスカリバー）。2017年9月16日発売。スターター。「灼炎寺カイザ」モデル。アタックタイプのベイ。ゴッドアビリティは「ソードインパクト」。ワンのディスクがある機体で、デジタルソードランチャーを使用してシュートすると、思わぬ方向へ落下する危険があるため、使用を控えられている（他のクォーターとワンとワンダッシュのディスクがある機体も同様）。
ジークエクスカリバー.5B.At（ファイブ・バンプ・アトミック）
IDナンバー - B-111
イニシャル - X
色、コアディスクとドライバーのパーツを変更し、ブースター化したもの。ランダムブースターVol.10に収録。ディフェンスタイプのベイ。本編未登場。
シェルターレグルス.5S.Tw（ファイブ・スター・タワー）
IDナンバー - B-95
イニシャル - 逆R
2017年10月21日発売のランダムブースターVol.8のレアベイ。「ソン・ルーウェイ」モデル。バランスタイプのベイ。限定パーツだったSフレームがレギュラー化した。ゴッドアビリティは「オートファング」。
シェルターレグルス.8'B.Ds'（エイトダッシュ・バンプ・デストロイダッシュ）
IDナンバー - B-125
イニシャル - 逆R
色、コアディスク、フレームとドライバーのパーツを変更し、ブースター化したもの。ランダムブースターVol.12に収録。アタックタイプのベイ。本編未登場。
ナイトメアロンギヌス.Ds（デストロイ）
IDナンバー - B-97
イニシャル - L
2代目ロンギヌス。2017年11月11日発売。スターター。「白鷺城ルイ」モデル。アタックタイプのベイ。左回転ベイ。レイヤーはコアディスク一体型レイヤー。ゴッドアビリティは「メタルドラゴンクラッシュ」。
ナイトメアロンギヌス.Pl（プラネット）
IDナンバー - B-118
イニシャル - L
色とドライバーのパーツを変更し、ブースター化したもの。ランダムブースターVol.11に収録。スタミナタイプのベイ。左回転ベイ。本編未登場。
アークバハムート.2B.At（ツー・バンプ・アトミック）
IDナンバー - B-98
イニシャル - 逆B
2017年11月11日発売のゴッドカスタマイズセットの同梱ベイ。「ボア・アルカセル」モデル。ディフェンスタイプのベイ。左回転ベイ。ゴッドアビリティは「ファイナルガード」。
アークバハムート.7L.Xt（セブン・リフト・エクステンド）
IDナンバー - B-118
イニシャル - 逆B
色、コアディスク、フレームとドライバーのパーツを変更し、ブースター化したもの。ランダムブースターVol.11に収録。バランスタイプのベイ。左回転ベイ。本編未登場。
ディープカオス.4F.Br（フォー・フロー・ベアリング）
IDナンバー - B-98
イニシャル - C
2代目カオス（アニメ版では初代カオス）。2017年11月11日発売のゴッドカスタマイズセットの同梱ベイ。「クリオ・ドロン」モデル。スタミナタイプのベイ。ゴッドアビリティは「ディープダウン」。
ディープカオス.0T.Xt（ゼロ・ターン・エクステンド）
IDナンバー - B-125
イニシャル - C
色、コアディスク、フレームとドライバーのパーツを変更し、ブースター化したもの。ランダムブースターVol.12に収録。バランスタイプのベイ。本編未登場。
スプリガンレクイエム.0.Zt（ゼロ・ゼータ）
IDナンバー - B-100
イニシャル - S
3.5代目スプリガン（アニメ版では2.5代目スプリガン）。2017年12月28日発売。スターター。「紅シュウ」モデル。バランスタイプのベイ。両回転ベイ。低確率で色違い（ブラックVer.）を封入。ゴッドアビリティは「真・デュアルスピニング」。
スプリガンレクイエム.6M.Ir（シックス・メテオ・アイアン）
IDナンバー - B-111
イニシャル - S
色、コアディスクとドライバーのパーツを変更し、ブースター化したもの。ランダムブースターVol.10に収録。アタックタイプのベイ。両回転ベイ。本編未登場。
スプリガンレクイエム.7.Ab（セブン・アブソーブ） ブラックVer.
IDナンバー - B-132
イニシャル - S
色、コアディスクとドライバーのパーツを変更し、ブースター化したもの。ランダムブースターVol.14に収録。スタミナタイプのベイ。両回転ベイ。本編未登場。スターターに低確率で封入されたブラックVer.をベースに、色が一部変更されている。
ビートククルカン.7U.Hn（セブン・アンダー・ハンター）
IDナンバー - B-101
イニシャル - 逆K
2017年12月28日発売のランダムブースターVol.9のレアベイ。「クルツ・バラティエ」モデル。アタックタイプのベイ。ゴッドアビリティは「トリガーアタック」。
ビートククルカン.13D.Yr（サーティーン・ダガー・ヤード）
IDナンバー - B-125
イニシャル - 逆K
色、コアディスクとドライバーのパーツを変更し、ブースター化したもの。ランダムブースターVol.12に収録。ディフェンスタイプのベイ。本編未登場。
ツインネメシス.3H.Ul（スリー・ヒット・アルティメットリブート）
IDナンバー - B-102
イニシャル - 逆N
2018年1月27日発売。ブースター。「ノーマン・ターバー」モデル。アタックタイプのベイ。限定パーツだったUlドライバーがレギュラー化した。当初はBG-07 ランダムレイヤーコレクションVol.7のレアレイヤー。ゴッドアビリティは「アタックスイッチ」。
ツインネメシス.1'H.Wd（ワンダッシュ・ヒット・ウェッジ）
IDナンバー - B-125
イニシャル - 逆N
色、コアディスクとドライバーのパーツを変更し、ブースター化したもの。ランダムブースターVol.12に収録。スタミナタイプのベイ。本編未登場。
デュオエクリプス.7S.U（セブン・スター・ユナイト）（デュオアポロス / デュオアルテミス）
IDナンバー - B-00
イニシャル - 逆α
『月刊コロコロコミック』2017年4月号で開催されたゴッドベイデザインコンテストの大賞2作品を1つにしたもの。『月刊コロコロコミック』2018年3月号応募者全員サービスの限定ベイ。デュオアポロスはディフェンスタイプ、デュオアルテミスはアタックタイプ、デュオエクリプスはバランスタイプ。アニメ未登場。
スクリュートライデント.8B.Wd（エイト・バンプ・ウェッジ）
IDナンバー - B-103
イニシャル - T
2代目トライデント（アニメ版では初代トライデント）。2018年2月17日発売。ブースター。「蒼井常夏」モデル。スタミナタイプのベイ。当初はBG-08 ランダムレイヤーコレクションVol.8のレアレイヤー。ゴッドアビリティは「ドライブアシスト」。
スクリュートライデント.0L.Vl（ゼロ・リフト・ボルカニック）
IDナンバー - B-118
イニシャル - T
色、コアディスク、フレームとドライバーのパーツを変更し、ブースター化したもの。ランダムブースターVol.11に収録。アタックタイプのベイ。本編未登場。

#### 超Zレイヤーシステム（B-104 - B-132、B-140、B-146、B-158、B-170、B-173、B-176、B-178）
2018年3月〜2019年2月まで展開されたシリーズ。レイヤーの大部分に金属パーツを使用し、さらに「超Zアビリティ」というギミックを持つ。ドライバーに「高さ」の概念が生まれた。
ウイニングヴァルキリー.12.Vl（トゥエルヴ・ボルカニック）
IDナンバー - B-104（スターター）、B-107（超Z対戦セット）
イニシャル - V
4代目ヴァルキリー（アニメ版では3代目ヴァルキリー）。2018年3月17日発売。スターター。「蒼井バルト」モデル。アタックタイプのベイ。超Zアビリティは「メタルスラッシュ」。超Z対戦セットでは、レイヤーとドライバーの色が変更されている。
ウイニングヴァルキリー.8.Gr（エイト・ガード）
IDナンバー - B-111
イニシャル - V
色、コアディスクとドライバーのパーツを変更し、ブースター化したもの。ランダムブースターVol.10に収録。ディフェンスタイプのベイ。本編未登場。
ウイニングヴァルキリー.3.Y（スリー・イールディング）
IDナンバー - B-118
イニシャル - V
色、コアディスクとドライバーのパーツを変更し、ブースター化したもの。ランダムブースターVol.11に収録。スタミナタイプのベイ。本編未登場。
ウイニングヴァルキリー.1'.Op（ワンダッシュ・オペレート） ゴールドVer.
IDナンバー - B-132
イニシャル - V
色、コアディスクとドライバーのパーツを変更し、ブースター化したもの。ランダムブースターVol.14に収録。バランスタイプのベイ。本編未登場。レイヤーは景品だったゴールドVer.をベースに色が一部変更されている。
ゼットアキレス.11.Xt（イレブン・エクステンド）
IDナンバー - B-105（スターター）、B-107（超Z対戦セット）、BA-03（韓国オリジナルの「超Zオール・イン・ワンバトルセット」）
イニシャル - 上下反転のA
2018年3月17日発売。スターター。「赤刃アイガ」モデル。バランスタイプのベイ。超Zアビリティは「メタルスティンガー」。超Z対戦セットでは、レイヤーとドライバーの色が変更されている。
ゼットアキレス.4.Ds（フォー・デストロイ）
IDナンバー - B-111
イニシャル - 上下反転のA
色、コアディスクとドライバーのパーツを変更し、ブースター化したもの。ランダムブースターVol.10に収録。アタックタイプのベイ。本編未登場。
ゼットアキレス.3D.Ds（スリー・ダガー・デストロイ）
IDナンバー - B-121
イニシャル - 上下反転のA
色、コアディスクとドライバーのパーツを変更し、ブースター化したもの。超Zトリプルブースターセットの同梱ベイ。アタックタイプのベイ。本編未登場。
紅蓮ゼットアキレス.13T.B'（サーティーン・ターン・ブロウダッシュ）
IDナンバー - B-132
イニシャル - 上下反転のA
色、コアディスクとドライバーのパーツを変更し、ブースター化したもの。ランダムブースターVol.14に収録。アタックタイプのベイ。本編未登場。
エンペラーフォルネウス.0.Yr（ゼロ・ヤード）
IDナンバー - B-106
イニシャル - 上下反転のF
2018年3月17日発売。ブースター。「墨江フブキ」モデル。ディフェンスタイプのベイ。超Zアビリティは「メタルウェーブ」。
エンペラーフォルネウス.7.Zt（セブン・ゼータ）
IDナンバー - B-111
イニシャル - 上下反転のF
色、コアディスクとドライバーのパーツを変更し、ブースター化したもの。ランダムブースターVol.10に収録。バランスタイプのベイ。本編未登場。
エンペラーフォルネウス.1M.Hn（ワン・メテオ・ハンター）
IDナンバー - B-118
イニシャル - 上下反転のF
色、コアディスクとドライバーのパーツを変更し、ブースター化したもの。ランダムブースターVol.11に収録。アタックタイプのベイ。本編未登場。
エンペラーフォルネウス.4G.Hn'（フォー・グレイブ・ハンターダッシュ）
IDナンバー - B-00
イニシャル - 上下反転のF
色、コアディスクとドライバーのパーツを変更し、ブースター化したもの。wbba.ストア限定ベイ。アタックタイプのベイ。本編未登場。
エンペラーフォルネウス.13M.S（サーティーン・メテオ・サバイブ）
IDナンバー - B-130
イニシャル - 上下反転のF
色、コアディスクとドライバーのパーツを変更し、ブースター化したもの。ランダムブースターVol.13に収録。スタミナタイプのベイ。本編未登場。
エンペラーフォルネウス.Wh.Ds（ホイール・デストロイ）
IDナンバー - B-170
イニシャル - 上下反転のF
色、コアディスクとドライバーのパーツを変更し、ブースター化したもの。ランダムブースターVol.21に収録。アタックタイプのベイ。本編未登場。
ブラッディロンギヌス.13.Jl（サーティーン・ジョルト）
IDナンバー - B-110（スターター）、BA-03（韓国オリジナルの「超Zオール・イン・ワンバトルセット」）
イニシャル - L
3代目ロンギヌス。2018年4月28日発売。スターター。「白鷺城ルイ」モデル。アタックタイプのベイ。左回転ベイ。超Zアビリティは「ドラゴンスクリーム」。
ブラッディロンギヌス.8V.D（エイト・ヴォルテックス・ディフェンス）
IDナンバー - B-118
イニシャル - L
色、コアディスクとドライバーのパーツを変更し、ブースター化したもの。ランダムブースターVol.11に収録。ディフェンスタイプのベイ。左回転ベイ。本編未登場。
ブラッディロンギヌス.1'D.Cy（ワンダッシュ・ダガー・サイクル）
IDナンバー - B-128
イニシャル - L
色、コアディスクとドライバーのパーツを変更し、ブースター化したもの。超強力新改造セットの同梱ベイ。スタミナタイプのベイ。左回転ベイ。本編未登場。
ブラッディロンギヌス.3.P（スリー・プレス） 紅蓮Ver.
IDナンバー - B-132
イニシャル - L
色、コアディスクとドライバーのパーツを変更し、ブースター化したもの。ランダムブースターVol.14に収録。ディフェンスタイプのベイ。左回転ベイ。本編未登場。レイヤーは景品だった紅蓮Ver.をベースに色が一部変更されている。
クラッシュラグナルク.11R.Wd（イレブン・リーチ・ウェッジ）
IDナンバー - B-111
イニシャル - R
4代目ラグナルク（アニメ版では3代目ラグナルク）。2018年4月28日発売のランダムブースターVol.10のレアベイ。「黄山乱次郎」モデル。スタミナタイプのベイ。超Zアビリティは「メタルウイング」。
クラッシュラグナルク.5C.Vl'（ファイブ・クロス・ボルカニックダッシュ）
IDナンバー - B-128
イニシャル - R
色、コアディスク、フレームとドライバーのパーツを変更し、ブースター化したもの。超強力新改造セットの同梱ベイ。アタックタイプのベイ。本編未登場。
クラッシュラグナルク.7B.F'（セブン・バンプ・フュージョンダッシュ）
IDナンバー - B-146
イニシャル - R
色、コアディスク、フレームとドライバーのパーツを変更し、ブースター化したもの。ランダムブースターVol.16に収録。バランスタイプのベイ。本編未登場。
ヘルサラマンダー.12.Op（トゥエルヴ・オペレート）
IDナンバー - B-113
イニシャル - S
2018年5月26日発売。ブースター。「御朱印スオウ」モデル。バランスタイプのベイ。左回転ベイ。超Zアビリティは「ブレードチェンジ」。
ヘルサラマンダー.G.Y（グラビティ・イールディング）
IDナンバー - B-125
イニシャル - S
色、コアディスクとドライバーのパーツを変更し、ブースター化したもの。ランダムブースターVol.12に収録。スタミナタイプのベイ。左回転ベイ。本編未登場。
ヘルサラマンダー.13.B'（サーティーン・ブロウダッシュ）
IDナンバー - B-130
イニシャル - S
色、コアディスクとドライバーのパーツを変更し、ブースター化したもの。ランダムブースターVol.13に収録。アタックタイプのベイ。左回転ベイ。本編未登場。
ヘルサラマンダー.Ω.Un（アウター・ユニバース）
IDナンバー - B-173
イニシャル - S
色、コアディスクとドライバーのパーツを変更し、ブースター化したもの。ランダムブースターVol.22に収録。ディフェンスタイプのベイ。左回転ベイ。本編未登場。
アーチャーヘラクレス.13.Et（サーティーン・エターナル）
IDナンバー - B-115
イニシャル - H
2018年6月23日発売。ブースター。「オウ・ホウイ」モデル。スタミナタイプのベイ。超Zアビリティは「メタルアロー」。アーチャーヘラクレスのレイヤーを組んだ状態の機体で、スパーキングベイランチャー以降の強化型のベイランチャーを使用すると、遠心力を使ったギミックに耐えられず、レイヤーが破損する恐れがあるため、使用を控えられている（色違いなどのアーチャーヘラクレスのレイヤーのある機体も同様）。
アーチャーヘラクレス.H.Fr（ヘビー・フリクション）
IDナンバー - B-125
イニシャル - H
色、コアディスクとドライバーのパーツを変更し、ブースター化したもの。ランダムブースターVol.12に収録。ディフェンスタイプのベイ。本編未登場。
アーチャーヘラクレス.10C.A'（テン・クロス・アクセルダッシュ）
IDナンバー - B-00
イニシャル - H
色、コアディスクとドライバーのパーツを変更し、ブースター化したもの。wbba.ストア限定ベイ。アタックタイプのベイ。本編未登場。
アーチャーヘラクレス.10A.Pw（テン・アックス・パワー）
IDナンバー - B-176
イニシャル - H
色、コアディスクとドライバーのパーツを変更し、ブースター化したもの。ランダムブースターVol.23に収録。アタックタイプのベイ。本編未登場。
リヴァイブフェニックス.10.Fr（テン・フリクション）
IDナンバー - B-117
イニシャル - 上下反転のP
2018年7月7日発売。スターター。「ファイ」モデル。ディフェンスタイプのベイ。低確率で色違い（ブラックVer.）を封入（本編には色違いも登場）。超Zアビリティは「バーストリヴァイブ」。
リヴァイブフェニックス.12.F'（トゥエルブ・フュージョンダッシュ）
IDナンバー - B-130
イニシャル - 上下反転のP
色、コアディスクとドライバーのパーツを変更し、ブースター化したもの。ランダムブースターVol.13に収録。バランスタイプのベイ。本編未登場。
リヴァイブフェニックス.8'M.A'（エイトダッシュ・メテオ・アクセルダッシュ）
IDナンバー - B-146
イニシャル - 上下反転のP
色、コアディスクとドライバーのパーツを変更し、ブースター化したもの。ランダムブースターVol.16に収録。アタックタイプのベイ。限定パーツだったA'ドライバーがレギュラー化した。本編未登場。
リヴァイブフェニックス.4.MD（フォー・メタルディフェンス）
IDナンバー - B-178
イニシャル - 上下反転のP
色、コアディスクとドライバーのパーツを変更し、ブースター化したもの。ランダムブースターVol.24に収録。ディフェンスタイプのベイ。本編未登場。
ヴァイスレオパルド.12L.Ds（トゥエルブ・リフト・デストロイ）
IDナンバー - B-118
イニシャル - 上下反転のL
2018年7月14日のランダムブースターVol.11のレアベイ。「ラバン・ヴァノ」モデル。アタックタイプのベイ。超Zアビリティは「ハウリングバイト」。
ヴァイスレオパルド.4.Yr（フォー・ヤード）
IDナンバー - B-118
イニシャル - 上下反転のL
色、コアディスク、フレームとドライバーのパーツを変更し、ブースター化したもの。ランダムブースターVol.11に収録。ディフェンスタイプのベイ。本編未登場。
ヴァイスレオパルド.1'P.Op（ワンダッシュ・プルーフ・オペレート）
IDナンバー - B-140
イニシャル - 上下反転のL
色、コアディスク、フレームとドライバーのパーツを変更し、ブースター化したもの。ランダムブースターVol.15に収録。バランスタイプのベイ。本編未登場。
シャドウアマテリオス.0.X'（ゼロ・エクストリームダッシュ）
IDナンバー - B-00
イニシャル - α
『月刊コロコロコミック』2018年9月号応募者全員サービスの限定ベイ。アタックタイプのベイ。アニメ未登場。
シャイニングアマテリオス.α'α.αn（エアロダッシュ・アングル・アンカー）
IDナンバー - B-00α
イニシャル - α
2代目アマテリオス。ベイポイント3000P以上の状態に認定されるとたまに入手できるレアベイ。アタックタイプのベイ。アニメ未登場。
シャイニングアマテリオス.3.Ds'（スリー・デストロイダッシュ）
IDナンバー - B-00
イニシャル - α
色、コアディスク、フレームとドライバーのパーツを変更したもの。Nintendo Switch用ゲームソフト『ベイブレードバースト バトルゼロ』同梱ベイ。アタックタイプのベイ。アニメ未登場。
バーニングアマテリオス.0.Ds'（ゼロ・デストロイダッシュ）
IDナンバー - B-158
イニシャル - α
色、コアディスク、フレームとドライバーのパーツを変更したもの。ランダムブースターVol.19に収録。アタックタイプのベイ。本編未登場。ランダムブースターvol.19にあるエアロダッシュディスクとアングルフレームとアンカーフレームの3つを組み替えることで、バーニングVer.を完成させることができる。レイヤーの色は景品にあったバーニングVer.を基に一部色が変更されている。
バスターエクスカリバー.1'.Sw（ワンダッシュ・ソード）
IDナンバー - B-120
イニシャル - X
4代目エクスカリバー（アニメ版では3代目エクスカリバー）。2018年8月11日発売。スターター。「ジャン・ボガード」モデル。アタックタイプのベイ。超Zアビリティは「バスターインパクト」。ワンダッシュのディスクがある機体で、デジタルソードランチャーを使用してシュートすると、思わぬ方向へ落下する危険があるため、使用を控えられている（他のクォーターとワンとワンダッシュのディスクがある機体も同様）。
バスターエクスカリバー.Z.Ab（ゼニス・アブソーブ）
IDナンバー - B-140
イニシャル - X
色、コアディスクとドライバーのパーツを変更し、ブースター化したもの。ランダムブースターVol.15に収録。スタミナタイプのベイ。本編未登場。
ハザードケルベウス.7.At（セブン・アトミック）
IDナンバー - B-121
イニシャル - K
4代目ケルベウス（アニメ版では2代目ケルベウス）。2018年8月11日発売の超Zトリプルブースターセットの同梱ベイ。「カイル・ハキム」モデル。ディフェンスタイプのベイ。当初はBG-09 ランダムレイヤーコレクションVol.9のレアレイヤー。超Zアビリティは「チェーンバリケード」。
ハザードケルベウス.4.Mr'（フォー・マージダッシュ）
IDナンバー - B-130
イニシャル - K
色、コアディスクとドライバーのパーツを変更し、ブースター化したもの。ランダムブースターVol.13に収録。バランスタイプのベイ。本編未登場。
ハザードケルベウス.00H.Gr（ダブルオー・ヒット・ガード）
IDナンバー - B-146
イニシャル - K
色、コアディスクとドライバーのパーツを変更し、ブースター化したもの。ランダムブースターVol.16に収録。ディフェンスタイプのベイ。本編未登場。
ガイストファブニル.8'.Ab（エイトダッシュ・アブソーブ）
IDナンバー - B-122
イニシャル - 逆F
2代目ファブニル。2018年9月22日発売。スターター。「フリー・デラホーヤ」モデル。スタミナタイプのベイ。左回転ベイ。超Zアビリティは「ガイストスピン」。
ガイストファブニル.Rt.G（ラチェット・ジャイロ）
IDナンバー - B-146
イニシャル - 逆F
色、コアディスクとドライバーのパーツを変更し、ブースター化したもの。ランダムブースターVol.16に収録。スタミナタイプのベイ。左回転ベイ。本編未登場。
デッドハデス.11T.Z'（イレブン・ターン・ゼファーダッシュ）
IDナンバー - B-125
イニシャル - H
2018年10月20日発売のランダムブースターVol.12のレアベイ。「ハーツ」モデル。バランスタイプのベイ。超Zアビリティは「ヘキサウェイト」。
デッドハデス.8'E.X'（エイトダッシュ・エキスパンド・エクストリームダッシュ）
IDナンバー - B-140
イニシャル - H
色、コアディスク、フレームとドライバーのパーツを変更し、ブースター化したもの。ランダムブースターVol.15に収録。アタックタイプのベイ。限定パーツだったX'ドライバーがレギュラー化した。本編未登場。
デッドハデス.1'.HB'（ワンダッシュ・ハイブロウダッシュ）
IDナンバー - B-173
イニシャル - H
色、コアディスク、フレームとドライバーのパーツを変更し、ブースター化したもの。ランダムブースターVol.22に収録。アタックタイプのベイ。本編未登場。
レフトアポロス.無限L
IDナンバー - B-126
イニシャル - 逆α
2代目アポロス（アニメ版では初代アポロス）。2018年10月20日発売の超Z無双ベイスタジアムの同梱ベイ。ディフェンスタイプのベイ。左回転ベイ。ドライバーは超Z無双スタジアム専用のディスク一体型ドライバー。超Zアビリティは「マルチスイッチ」。
レフトアポロス.12M.Sw（トゥエルブ・メテオ・ソード）
IDナンバー - B-132
イニシャル - 逆α
色とドライバーのパーツを変更し、ブースター化したもの。ランダムブースターVol.14に収録。アタックタイプのベイ。左回転ベイ。本編未登場。
ライトアルテミス.無限
IDナンバー - B-126
イニシャル - 逆α
2代目アルテミス（アニメ版では初代アルテミス）。2018年10月20日発売の超Z無双ベイスタジアムの同梱ベイ。アタックタイプのベイ。ドライバーは無限・超Z無双スタジアム専用のディスク一体型ドライバー。超Zアビリティは「マルチスイッチ」。
ライトアルテミス.4P.O（フォー・プルーフ・オービット）
IDナンバー - B-132
イニシャル - 逆α
色とドライバーのパーツを変更し、ブースター化したもの。ランダムブースターVol.14に収録。ディフェンスタイプのベイ。本編未登場。
超Zヴァルキリー.Z.Ev（ゼニス・エボリューション）
IDナンバー - B-127
イニシャル - V
4.5代目ヴァルキリー（アニメ版では3.5代目ヴァルキリー）。2018年11月17日発売。スターター。「蒼井バルト」モデル。アタックタイプのベイ。超Z覚醒シリーズ第1弾。
超Zヴァルキリー.1'R.Rb'（ワンダッシュ・リーチ・リブートダッシュ）
IDナンバー - B-00
イニシャル - V
色、ディスクとドライバーのパーツを変更し、ブースター化したもの。wbba.ストア限定ベイ。アタックタイプのベイ。本編未登場。
超Zヴァルキリー.3.Gr（スリー・ガード）
IDナンバー - B-158
イニシャル - V
色、ディスクとドライバーのパーツを変更し、ブースター化したもの。ランダムブースターVol.19に収録。ディフェンスタイプのベイ。本編未登場。レイヤーは景品だったゴールドVer.をベースに色が一部変更されている。
超Zスプリガン.0W.Zt'（ゼロ・ウォール・ゼータダッシュ）
IDナンバー - B-128
イニシャル - S
4代目スプリガン（アニメ版では3代目スプリガン）。2018年11月17日発売の超強力新改造セットの同梱ベイ。「紅シュウ」モデル。バランスタイプのベイ。両回転ベイ。超Z覚醒シリーズ第2弾。
超Zスプリガン.10.Jl'（テン・ジョルトダッシュ）
IDナンバー - B-00
イニシャル - S
色、コアディスク、フレームとドライバーのパーツを変更し、ブースター化したもの。『月刊コロコロコミック』2019年3月号応募者全員サービスの限定ベイ。アタックタイプのベイ。両回転ベイ。本編未登場。通称「超ZロイヤルキングS（スプリガン）」。
オーブイージス.Ω.Qs（アウター・クエスト）
IDナンバー - B-128
イニシャル - 逆E
2018年11月17日発売の超強力新改造セットの同梱ベイ。「イベル・オックスフォード」モデル。ディフェンスタイプのベイ。ドライバーのクエストには、ベアリングが内蔵されている。限定パーツだったΩディスクがレギュラー化した。当初はBG-10 ランダムレイヤーコレクションVol.10のレアレイヤー。
オーブイージス.0T.Qc'（ゼロ・ターン・クイックダッシュ）
IDナンバー - B-140
イニシャル - 逆E
色、ディスクとドライバーのパーツを変更し、ブースター化したもの。ランダムブースターVol.15に収録。アタックタイプのベイ。本編未登場。
超Zアキレス.00.Dm（ダブルオー・ディメンション）
IDナンバー - B-129
イニシャル - 上下反転のA
1.5代目アキレス。2018年12月27日発売。スターター。「赤刃アイガ」モデル。バランスタイプのベイ。超Z覚醒シリーズ第3弾。低確率で色違い（ブラックVer.）を封入。
超Zアキレス.4B.Yr（フォー・バンプ・ヤード）
IDナンバー - B-00
イニシャル - 上下反転のA
色、コアディスクとドライバーのパーツを変更し、ブースター化したもの。レジェンドスターベイセットの同梱ベイ。ディフェンスタイプのベイ。本編未登場。
エアナイト.12E.Et（トゥエルブ・エキスパンド・エターナル）
IDナンバー - B-130
イニシャル - 逆K
2018年12月27日発売のランダムブースターVol.13のレアベイ。「キット・ロペス」モデル。スタミナタイプのベイ。超Zアビリティは「ナイトフライヤー」。
エアナイト.11.Fr（イレブン・フリクション）
IDナンバー - B-130
イニシャル - 逆K
色、コアディスク、フレームとドライバーのパーツを変更し、ブースター化したもの。ランダムブースターVol.13に収録。ディフェンスタイプのベイ。本編未登場。
エアナイト.10.R（テン・リボルブ）
IDナンバー - B-170
イニシャル - 逆K
色、コアディスク、フレームとドライバーのパーツを変更し、ブースター化したもの。ランダムブースターVol.21に収録。スタミナタイプのベイ。本編未登場。
デッドフェニックス.0.At（ゼロ・アトミック）
IDナンバー - B-131
イニシャル - 上下反転のP
1.5代目フェニックス。2019年1月26日発売。ブースター。「ファイ」モデル。ディフェンスタイプのベイ。レイヤーおよびデッドアーマーはリヴァイブフェニックスのレイヤーおよびリヴァイブアーマーと互換性があり、リヴァイブフェニックスのレイヤーにデッドアーマーを装着することで「パーフェクトフェニックス」と呼ばれる強化形態を作ることが可能となっていて（本編では披露されず）、その逆の軽量特化の形態を作ることも可能。超Zアビリティは「デッドスティンガー」。
デッドフェニックス.3.HZ（スリー・ハイゼファー）
IDナンバー - B-176
イニシャル - 上下反転のP
色、コアディスクとドライバーのパーツを変更し、ブースター化したもの。ランダムブースターVol.23に収録。バランスタイプのベイ。本編未登場。

#### ガチンコレイヤーシステム（B-133 - B-158、B-164、B-170 - B-171、B-173、B-178）
2019年3月〜2020年2月まで展開されたシリーズ。基本的には、レイヤーが「ガチンコチップ」「ウエイト」「ベース」の3パーツ構造。「ガチンコアビリティ」はレイヤー単体の能力ではなく、ディスクなどのギミックを利用したものも存在。本システム開始以降、イニシャルは廃止された。
エース/グラン/ロックドラゴン.St.Ch（スティング・チャージ） 斬
IDナンバー - B-133（DXスターター）、B-136（ガチンコ対戦セット）
2019年3月16日発売。DXスターター。「虹龍ドラム」モデル。アタックタイプのベイ。ガチンコアビリティは「バウンドスティンガー」。ガチンコ対戦セットでは、レイヤーとドライバーの色が変更されている。
ブシンドラゴン.7.Fr（セブン・フリクション） 烈
IDナンバー - B-140
色、レイヤーウエイト、レイヤーベース、ディスクとドライバーのパーツを変更し、ブースター化したもの。ランダムブースターVol.15に収録。ディフェンスタイプのベイ。本編未登場。
エースドラゴン.0G.Z'（ゼロ・グレイブ・ゼファーダッシュ） 天
IDナンバー - B-00
色、レイヤーウエイト、ディスクとドライバーのパーツを変更し、ブースター化したもの。レジェンドスターベイセットの同梱ベイ。バランスタイプのベイ。本編未登場。
エースドラゴン.Wh.Rs（ホイール・ライズ） 幻
IDナンバー - B-173
色、レイヤーベースとドライバーのパーツを変更し、ブースター化したもの。ランダムブースターVol.22に収録し、このレイヤーベースのエースにはバーストストッパーが新たに追加され、バーストされにくいように強化されている。スタミナタイプのベイ。本編未登場。
フレアドラゴン.Ar.Pl（アラウンド・プラネット） 閃
IDナンバー - B-146
色、レイヤーウエイト、レイヤーベース、ディスクとドライバーのパーツを変更し、ブースター化したもの。ランダムブースターVol.16のレアベイ。スタミナタイプのベイ。本編未登場。低確率でレイヤーベースのみ色違い（ゴールドターボバージョン）を封入。
スラッシュドラゴン.00.Ω（ダブルオー・オクタ） 滅
IDナンバー - B-149
色、レイヤーウエイト、レイヤーベース、ディスクとドライバーのパーツを変更し、ブースター化したもの。ガチンコトリプルブースターセットの同梱ベイ。スタミナタイプのベイ。限定パーツだったΩドライバーがレギュラー化した。本編未登場。
コスモドラゴン.Vn.R（バンガード・リボルブ） 烈
IDナンバー - B-153
色、レイヤーウエイト、レイヤーベース、ディスクとドライバーのパーツを変更し、ブースター化したもの。ガチンコカスタマイズセットの同梱ベイ。スタミナタイプのベイ。本編未登場。
ポイズンドラゴン.11.Vl'（イレブン・ボルカニックダッシュ） 斬
IDナンバー - B-156
色、レイヤーベース、ディスクとドライバーのパーツを変更し、ブースター化したもの。ランダムブースターVol.18に収録。アタックタイプのベイ。本編未登場。
グランドラゴン.α'L.Fl（エアロダッシュ・リフト・フリューゲル） 轟
IDナンバー - B-158
色、レイヤーウエイト、ディスクとドライバーのパーツを変更し、ブースター化したもの。ランダムブースターVol.19に収録。スタミナタイプのベイ。限定パーツだったα'コアディスクがレギュラー化した。本編未登場。
ロックドラゴン.5.J'（ファイブ・ジャギーダッシュ） 双
IDナンバー - B-158
色、レイヤーウエイト、ディスクとドライバーのパーツを変更し、ブースター化したもの。ランダムブースターVol.19に収録。アタックタイプのベイ。本編未登場。
スラッシュヴァルキリー.Bl.Pw（ブリッツ・パワー） 烈
IDナンバー - B-134（ブースター）、B-136（ガチンコ対戦セット）
5代目ヴァルキリー（アニメ版では4代目ヴァルキリー）。2019年3月16日発売。ブースター。「蒼井バルト」モデル。アタックタイプのベイ。ガチンコアビリティは「アッパースラッシュ」。ガチンコ対戦セットでは、レイヤーとドライバーの色が変更されている。
コスモヴァルキリー.11.Et（イレブン・エターナル） 天
IDナンバー - B-140
色、レイヤーウエイト、レイヤーベース、ディスクとドライバーのパーツを変更し、ブースター化したもの。ランダムブースターVol.15のレアベイ。スタミナタイプのベイ。本編未登場。低確率でレイヤーベースのみ色違い（ゴールドターボバージョン）を封入。
グランヴァルキリー.Z.H'（ゼニス・ホールドダッシュ） 天
IDナンバー - B-00
色、レイヤーウエイト、レイヤーベース、ディスクとドライバーのパーツを変更し、ブースター化したもの。wbba.ストア限定ベイ。アタックタイプのベイ。本編未登場。ガチンコアビリティは「ジャイアントビクトリー」。通称「GIANTS Ver.」。
スラッシュヴァルキリー.8'C.R（エイトダッシュ・クロス・リボルブ） 烈
IDナンバー - B-00
色、ディスクとドライバーのパーツを変更し、ブースター化したもの。レジェンドスターベイセットの同梱ベイ。スタミナタイプのベイ。本編未登場。
グランヴァルキリー.Ω.V'（アウター・ヴァリアブルダッシュ） 天
IDナンバー - B-00
色、レイヤーウエイト、レイヤーベース、ディスクとドライバーのパーツを変更し、ブースター化したもの。東京ドーム限定ベイ。アタックタイプのベイ。本編未登場。
ジャッジメントヴァルキリー.Z.Q'（ゼニス・クエイクダッシュ） 轟
IDナンバー - B-00
色、レイヤーウエイト、レイヤーベース、ディスクとドライバーのパーツを変更し、ブースター化したもの。『月刊コロコロコミック』2019年10月号応募者全員サービスの限定ベイ。アタックタイプのベイ。通称「ドラゴヴァルキリー」。番外編で登場。
ブシンヴァルキリー.0.U'（ゼロ・ユナイトダッシュ） 烈
IDナンバー - B-151
色、レイヤーベース、ディスクとドライバーのパーツを変更し、ブースター化したもの。ランダムブースターVol.17に収録。バランスタイプのベイ。本編未登場。
ブシンアシュラ.Hr.Kp（ハリケーン・キープ） 天
IDナンバー - B-135
2019年3月16日発売。ブースター。「草葉アマネ」モデル。ディフェンスタイプのベイ。ガチンコアビリティは「フルディフェンダー」。
スラッシュアシュラ.5.Qs（ファイブ・クエスト） 斬
IDナンバー - B-140
色、レイヤーウエイト、レイヤーベース、ディスクとドライバーのパーツを変更し、ブースター化したもの。ランダムブースターVol.15に収録。ディフェンスタイプのベイ。本編未登場。
フレアアシュラ.5.S（ファイブ・サバイブ） 烈
IDナンバー - B-146
色、レイヤーウエイト、レイヤーベース、ディスクとドライバーのパーツを変更し、ブースター化したもの。ランダムブースターVol.16に収録。スタミナタイプのベイ。本編未登場。
エースアシュラ.00M.V'（ダブルオー・メテオ・ヴァリアブルダッシュ） 烈
IDナンバー - B-00
2019年8月31日発売。色、レイヤーウエイト、レイヤーベース、ディスクとドライバーのパーツを変更し、ブースター化したもの。wbba.ストア限定ベイ。アタックタイプのベイ。本編未登場。バリエーション名は「氷獄Ver.」。ガチンコアビリティは「アイスブレイク」。
ブシンアシュラ.13.αn（サーティーン・アンカー） 閃
IDナンバー - B-158
色、レイヤーウエイト、ディスクとドライバーのパーツを変更し、ブースター化したもの。ランダムブースターVol.19に収録。アタックタイプのベイ。限定パーツだったαnドライバーがレギュラー化した。本編未登場。
ウィザードファブニル.Rt.Rs（ラチェット・ライズ） 閃
IDナンバー - B-139
3代目ファブニル。2019年4月27日発売。スターター。「金道フミヤ」モデル。スタミナタイプのベイ。左回転ベイ。低確率で色違い（ゴールドターボバージョン）を封入。ガチンコアビリティは「ウィザード・ゼロ」。
タクトファブニル.11.R（イレブン・リボルブ） 閃
IDナンバー - B-151
色、レイヤーベース、ディスクとドライバーのパーツを変更し、ブースター化したもの。ランダムブースターVol.17に収録。スタミナタイプのベイ。左回転ベイ。本編未登場。
イレイズファブニル.St.Tr（スティング・トリック） 天
IDナンバー - B-153
色、レイヤーウエイト、レイヤーベース、ディスクとドライバーのパーツを変更し、ブースター化したもの。ガチンコカスタマイズセットの同梱ベイ。バランスタイプのベイ。左回転ベイ。本編未登場。
ドレッドファブニル.Pr.R（パラドックス・リボルブ） 滅
IDナンバー - B-156
色、レイヤーウエイト、レイヤーベース、ディスクとドライバーのパーツを変更し、ブースター化したもの。ランダムブースターVol.18に収録。スタミナタイプのベイ。左回転ベイ。本編未登場。
ジャッジメントジョーカー.00T.Tr（ダブルオー・ターン・トリック） 斬
IDナンバー - B-142
2019年5月25日発売。ブースター。「瑠璃川ジョー」モデル。バランスタイプのベイ。低確率で色違い（ゴールドターボバージョン）を封入。ガチンコアビリティは「ザ・ジャッジメント」。
スラッシュジョーカー.10.Kp（テン・キープ） 滅
IDナンバー - B-146
色、レイヤーウエイト、レイヤーベース、コアディスク、フレームとドライバーのパーツを変更し、ブースター化したもの。ランダムブースターVol.16に収録。ディフェンスタイプのベイ。本編未登場。
ロックジョーカー.Z.Et（ゼニス・エターナル） 双
IDナンバー - B-151
色、レイヤーウエイト、レイヤーベース、コアディスク、フレームとドライバーのパーツを変更し、ブースター化したもの。ランダムブースターVol.17に収録。スタミナタイプのベイ。本編未登場。
ヘブンジョーカー.G.Op（グラビティ・オペレート） 轟
IDナンバー - B-156
色、レイヤーウエイト、レイヤーベース、コアディスク、フレームとドライバーのパーツを変更し、ブースター化したもの。ランダムブースターVol.18に収録。バランスタイプのベイ。限定パーツだった轟レイヤーウエイトがレギュラー化した。本編未登場。
ツヴァイロンギヌス.Dr.Sp'（ドレイク・スパイラルダッシュ） 滅
IDナンバー - B-144
4代目ロンギヌス。2019年6月22日発売。ブースター。「灰嶋ロダン」モデル。アタックタイプのベイ。左回転ベイ。低確率で色違い（ゴールドターボバージョン）を封入。ガチンコアビリティは「メタルストレートブロー」。
タクトロンギヌス.12E.T'（トゥエルブ・エキスパンド・トランスダッシュ） 双
IDナンバー - B-151
色、レイヤーウエイト、レイヤーベース、ディスクとドライバーのパーツを変更し、ブースター化したもの。ランダムブースターVol.17のレアベイ。バランスタイプのベイ。左回転ベイ。本編未登場。低確率でレイヤーベースのみ色違い（ゴールドターボバージョン）を封入。
ネイキッドロンギヌス.0T.Rs（ゼロ・ターン・ライズ） 閃
IDナンバー - B-156
色、レイヤーウエイト、レイヤーベース、ディスクとドライバーのパーツを変更し、ブースター化したもの。ランダムブースターVol.18に収録。スタミナタイプのベイ。左回転ベイ。本編未登場。
ベノム/イレイズディアボロス.Vn.Bl（バンガード・バレット）
IDナンバー - B-145
2019年7月6日発売。DXスターター。「茜デルタ」モデル。バランスタイプのベイ。両回転ベイ。ガチンコチップはレイヤーウエイト一体型ガチンコチップ。低確率で色違い（ゴールドターボバージョン）を封入。ガチンコアビリティは「デュアルファントム」。
ユニオンディアボロス.00E.Br（ダブルオー・エキスパンド・ベアリング）
IDナンバー - B-00
2020年3月14日発売。色、レイヤーベース、ディスクとドライバーのパーツを変更し、ブースター化したもの。wbba.ストア限定ベイ。スタミナタイプのベイ。本編未登場。バリエーション名は「超王龍Ver.」。ガチンコアビリティは「クロスカウンター」。次シリーズ「スパーキングレイヤーシステム」で使用する「チップコア」パーツが付属している。
ヘブンペガサス.10P.Lw（テン・プルーフ・ロウ） 閃
IDナンバー - B-148
2019年8月10日発売。ブースター。「ホット・ホープ」モデル。スタミナタイプのベイ。低確率で色違い（ゴールドターボバージョン）を封入。ガチンコアビリティは「ロックリバース」。
ジャッジメントペガサス.8'G.Kp'（エイトダッシュ・グレイブ・キープダッシュ） 滅
IDナンバー - B-151
色、レイヤーウエイト、レイヤーベース、コアディスク、フレームとドライバーのパーツを変更し、ブースター化したもの。ランダムブースターVol.17に収録。ディフェンスタイプのベイ。本編未登場。
コスモペガサス.7.At（セブン・アトミック） 双
IDナンバー - B-170
色、レイヤーウエイト、レイヤーベース、コアディスク、フレームとドライバーのパーツを変更し、ブースター化したもの。ランダムブースターVol.21に収録。ディフェンスタイプのベイ。本編未登場。
ロードスプリガン.Bl.Dm'（ブリッツ・ディメンションダッシュ）
IDナンバー - B-149
5代目スプリガン。2019年8月10日発売のガチンコトリプルブースターセットの同梱ベイ。バランスタイプのベイ。両回転ベイ。レイヤーベースはレイヤーウエイト一体型レイヤーベースで、バーストのリスクを軽減する2つのプラスチック製バーストストッパー、そして回転吸収用ラバーを搭載しており、神シリーズの神殺しレイヤー「スプリガンレクイエム」の後継機といえる。パッケージには歴代スプリガンと違いモデルブレーダーは記載されておらず、歴代スプリガンの中で唯一、本編未登場。低確率で色違い（ゴールドターボバージョン）を封入。ガチンコアビリティは「マルチスピニング」。
ネイキッドスプリガン.Pr.Om（パラドックス・オービットメタル） 天
IDナンバー - B-156
色、レイヤーベース、ディスクとドライバーのパーツを変更し、ブースター化したもの。ランダムブースターVol.18のレアベイ。ディフェンスタイプのベイ。左回転ベイ。本編未登場。低確率でレイヤーベースのみ色違い（ゴールドターボバージョン）を封入。
ユニオンスプリガン.Ω.Qc'（アウター・クイックダッシュ） 斬
IDナンバー - B-164
色、レイヤーベース、ディスクとドライバーのパーツを変更し、ブースター化したもの。ランダムブースターVol.20に収録。アタックタイプのベイ。本編未登場。
ドレッドバハムート.7W.Om（セブン・ウォール・オービットメタル） 幻
IDナンバー - B-149
2代目バハムート。2019年8月10日発売のガチンコトリプルブースターセットの同梱ベイ。「ブリント・デボイ」モデル。ディフェンスタイプのベイ。左回転ベイ。限定パーツだった幻レイヤーウエイトがレギュラー化した。当初はB-143 ランダムレイヤーVol.1のレアレイヤー。低確率で色違い（ゴールドターボバージョン）を封入。
ウィザードバハムート.00C.Jl'（ダブルオー・クロス・ジョルトダッシュ） 幻
IDナンバー - B-151
色、レイヤーベース、コアディスク、フレームとドライバーのパーツを変更し、ブースター化したもの。ランダムブースターVol.17に収録。アタックタイプのベイ。左回転ベイ。限定パーツだったJl'ドライバーがレギュラー化した。本編未登場。
ツヴァイバハムート.Ω.α'（アウター・アサルトダッシュ） 斬
IDナンバー - B-00
色、レイヤーウエイト、レイヤーベース、コアディスク、フレームとドライバーのパーツを変更し、ブースター化したもの。wbba.ストア限定ベイ。アタックタイプのベイ。左回転ベイ。本編未登場。バリエーション名は「撃龍Ver.」。ガチンコアビリティは「ラピッドファイア」。
イレイズバハムート.1'S.Zt'（ワンダッシュ・スター・ゼータダッシュ） 双
IDナンバー - B-156
色、レイヤーウエイト、レイヤーベース、コアディスク、フレームとドライバーのパーツを変更し、ブースター化したもの。ランダムブースターVol.18に収録。バランスタイプのベイ。左回転ベイ。本編未登場。
ネイキッドバハムート.10.Un（テン・ユニバース） 滅
IDナンバー - B-164
色、レイヤーウエイト、レイヤーベース、コアディスク、フレームとドライバーのパーツを変更し、ブースター化したもの。ランダムブースターVol.20に収録。ディフェンスタイプのベイ。左回転ベイ。本編未登場。
ユニオンアキレス.Cn.Xt+（コンバート・エクステンドプラス） 烈
IDナンバー - B-150
2代目アキレス。2019年9月21日発売。ブースター。「赤刃アイガ」モデル。バランスタイプのベイ。エクステンドドライバーにB-123 ロングベイランチャーセットに付属のエクステンドチップを装着したエクステンドプラスドライバーを標準装備。低確率で色違い（ゴールドターボバージョン）を封入。ガチンコアビリティは「ユニオンソード」。
ロードアキレス.Pr.Qc'（パラドックス・クイックダッシュ）
IDナンバー - B-00
2020年8月29日発売。色、レイヤーウエイト、レイヤーベース、ディスクとドライバーのパーツを変更し、ブースター化したもの。wbba.ストア限定ベイ。アタックタイプのベイ。本編未登場。
プライムアポカリプス.0D.Ul'（ゼロ・ダガー・アルティメットリブートダッシュ）
IDナンバー - B-153
2019年10月19日発売のガチンコカスタマイズセットの同梱ベイ。「アーサー・パーシヴァル」モデル。アタックタイプのベイ。無限ロックシリーズ第1弾。レイヤーはガチンコチップ、レイヤーウエイト、レイヤーベース一体型。低確率で色違い（ゴールドターボバージョン）を封入。
レガリアジェネシス.Hy（ハイブリッド）
IDナンバー - B-153
2019年10月19日発売のチンコカスタマイズセットの同梱ベイ。「グウィン・ロニー」モデル。ディフェンスタイプのベイ。無限ロックシリーズ第2弾。レイヤーはガチンコチップ、レイヤーウエイト、レイヤーベース一体型。ドライバーはモーター搭載のディスク一体型ドライバー。低確率で色違い（ゴールドターボバージョン）を封入。
インペリアルドラゴン.Ig'（イグニッションダッシュ）
IDナンバー - B-154
1.5代目ドラゴン。2019年11月16日発売。DXブースター。「虹龍ドラム」モデル。アタックタイプのベイ。レイヤーベースはレイヤーウエイト一体型レイヤーベース。ドライバーはモーター搭載のディスク一体型ドライバー。低確率で色違い（ゴールドターボバージョン）を封入。ガチンコアビリティは「アルティメットフォーム」。マスターディアボロスにあるレイヤーベースのマスターを組み替えることで、アニメ本編と同じ「マスタードラゴン.Ig'」を再現可能。
インペリアルドラゴン.7.Et（セブン・エターナル）
IDナンバー - B-178
色とドライバーのパーツを変更し、ブースター化したもの。ランダムブースターVol.24に収録。スタミナタイプのベイ。本編未登場。
マスターディアボロス.Gn（ジェネレート）
IDナンバー - B-155
1.5代目ディアボロス。2019年12月26日発売。スターター。「茜デルタ」モデル。バランスタイプのベイ。両回転ベイ。レイヤーベースには専用のレイヤーウエイトを採用しつつリバーシブルが可能。ドライバーはディスク一体型ドライバー。低確率で色違い（ゴールドターボバージョン）を封入。ガチンコアビリティは「マスターチェンジ」。
タクトディアボロス.2G.Lw（ツー・グレイブ・ロウ） 幻
IDナンバー - B-164
色、レイヤーベースとドライバーのパーツを変更し、ブースター化したもの。ランダムブースターVol.20に収録。スタミナタイプのベイ。左回転ベイ。本編未登場。
ネイキッドディアボロス.11.Wv（イレブン・ウェーブ） 極
IDナンバー - B-171
色、レイヤーベースとドライバーのパーツを変更し、ブースター化したもの。スパーキングトリプルブースターセットの同梱ベイ。バランスタイプのベイ。左回転ベイ。限定パーツだった極レイヤーウエイトがレギュラー化した。本編未登場。
マスターディアボロス.0.Z（ゼロ・ゼファー）
IDナンバー - B-178
色とドライバーのパーツを変更し、ブースター化したもの。ランダムブースターVol.24に収録。バランスタイプのベイ。両回転ベイ。本編未登場。
ビッグバンジェネシス.0.Ym（ゼロ・ヤードメタル）
IDナンバー - B-157
1.5代目ジェネシス。2020年1月25日発売。ブースター。「グウィン・ロニー」モデル。ディフェンスタイプのベイ。無限ロックシリーズ第3弾。レイヤーはガチンコチップ、レイヤーウエイト、レイヤーベース一体型。ビッグバンアーマーはビッグバンジェネシスの他、プライムアポカリプス・レガリアジェネシスのレイヤーにも装着することが可能で、装着することで攻撃範囲が広がり、バーストされにくくなる。低確率で色違い（ゴールドターボバージョン）を封入。ガチンコアビリティは「アーマード無限ロック」。
ポイズンヒュドラ.8'α.F'（エイトダッシュ・アングル・フュージョンダッシュ） 幻
IDナンバー - B-158
2020年2月22日発売のランダムブースターVol.19のオリジナルベイ。バランスタイプのベイ。限定パーツだったαフレームがレギュラー化した。当初はB-147 ランダムレイヤーVol.2のレアレイヤー。本編未登場。
ノックアウトオーディン.12.Op'（トゥエルヴ・オペレートダッシュ） 天
IDナンバー - B-158
3代目オーディン。2020年2月22日発売のランダムブースターVol.19のオリジナルベイ。バランスタイプのベイ。当初はB-152 ランダムレイヤーVol.3のレアレイヤー。本編未登場。

#### スパーキングレイヤーシステム（B-159 - B-179、B-181、B-186、B-196、B-201）
2020年3月から2021年3月まで展開されたシリーズ。基本的には、レイヤーが「スパーキングチップ」「チップコア」「リング」「シャーシ」の4パーツ構造。
スーパーハイペリオン.Xc（エクシード） 1A（ワン・アタック）
IDナンバー - B-159（ブースター）、B-162（スパーキング対戦セット）
2020年3月28日発売。ブースター。「朝日ヒュウガ」モデル。アタックタイプのベイ。シャーシはディスク一体型シャーシ。スパーキングアビリティは「スーパーストライク」。低確率でレアカラーシャーシを封入。スパーキング対戦セットでは、レイヤーとドライバーの色が変更されている。
グライドハイペリオン.7B.S（セブン・バンプ・サバイブ） 1D（ワン・ディフェンス）
IDナンバー - B-164
色、チップコア、リング、シャーシとドライバーのパーツを変更し、ブースター化したもの。ランダムブースターVol.20に収録。スタミナタイプのベイ。リング（黄山乱次郎専用カラー）以外本編未登場。
スーパーハイペリオン.Qc（クイック） 1A（ワン・アタック）
IDナンバー - B-178
色とドライバーのパーツを変更し、ブースター化したもの。ランダムブースターVol.24に収録。アタックタイプのベイ。ダッシュではないクイックのドライバーを初搭載。本編未登場。
キングヘリオス.Zn（ゾーン） 1B（ワン・バランス）
IDナンバー - B-160（ブースター）、B-162（スパーキング対戦セット）
2020年3月28日発売。ブースター。「朝日ヒカル」モデル。バランスタイプのベイ。左回転ベイ。シャーシはディスク一体型シャーシ。スパーキングアビリティは「キングストライク」。低確率でレアカラーシャーシを封入。スパーキング対戦セットでは、レイヤーとドライバーの色が変更されている。
キングヘリオス.S（サバイブ） 1B（ワン・バランス）
IDナンバー - B-178
色とドライバーのパーツを変更し、ブースター化したもの。ランダムブースターVol.24に収録。スタミナタイプのベイ。左回転ベイ。本編未登場。
グライドラグナルク.Wh.R（ホイール・リボルブ） 1S（ワン・スタミナ）
IDナンバー - B-161
5代目ラグナルク（アニメ版では4代目ラグナルク）。2020年3月28日発売。ブースター。「黄山乱太郎」モデル。スタミナタイプのベイ。スパーキングアビリティは「トリプルウイング」。低確率でレアカラーシャーシを封入。アニメの「黄山乱次郎」モデルを組むには、別売のランダムブースターVol.20に収録されているパーツも追加必要。
カースラグナルク.0.A'（ゼロ・アクセルダッシュ） 1S（ワン・スタミナ）
IDナンバー - B-164
色、リング、ディスクとドライバーのパーツを変更し、ブースター化したもの。ランダムブースターVol.20に収録。アタックタイプのベイ。スパーキングチップとチップコア（黄山乱次郎専用カラー）以外本編未登場。
グライドラグナルク.5.T（ファイブ・トランス） 1S（ワン・スタミナ）
IDナンバー - B-178
色、ディスクとドライバーのパーツを変更し、ブースター化したもの。ランダムブースターVol.24に収録。バランスタイプのベイ。本編未登場。
ブレイブヴァルキリー.Ev'（エボリューションダッシュ） 2A（ツー・アタック）
IDナンバー - B-163
『月刊コロコロコミック』2019年12月号で開催された新ヴァルキリーデザインコンテストの最優秀賞の作品を基に開発された6代目ヴァルキリー（アニメ版では5代目ヴァルキリー）。2020年4月25日発売。ブースター。「蒼井バルト」モデル。アタックタイプのベイ。シャーシはディスク一体型シャーシ。スパーキングアビリティは「ブレイブソード」。低確率でレアカラーシャーシを封入。
ホロウヴァルキリー.11.Ab（イレブン・アブソーブ） 1D（ワン・ディフェンス）
IDナンバー - B-176
色、リング、シャーシとドライバーのパーツを変更し、ブースター化したもの。ランダムブースターVol.23に収録。スタミナタイプのベイ。本編未登場。
カースサタン.Hr.Un（ハリケーン・ユニバース） 1D（ワン・ディフェンス）
IDナンバー - B-164
2代目サタン。2020年4月25日発売のランダムブースターVol.20のレアベイ。「シスコ・カーライル」モデル。ディフェンスタイプのベイ。
カースサタン.α'.H'（エアロダッシュ・ホールドダッシュ） 1D（ワン・ディフェンス）
IDナンバー - B-171
色、ディスクとドライバーのパーツを変更し、ブースター化したもの。スパーキングトリプルブースターセットの同梱ベイ。アタックタイプのベイ。本編未登場。低確率でレアカラーシャーシを封入。
スーパーサタン.6.X'（シックス・エクストリームダッシュ） 1S（ワン・スタミナ）
IDナンバー - B-173
色、リング、シャーシ、ディスクとドライバーのパーツを変更し、ブースター化したもの。ランダムブースターVol.22に収録。アタックタイプのベイ。本編未登場。この機体に搭載されているエクスプロージョンダッシュのドライバーは、ラバー素材が通常と比べて少し柔らかい材質に変更され、通常よりもスタジアムの地面に踏ん張りやすく、より高速で動き回りやすいものに強化されている。
ミラージュファブニル.Nt（ナッシング） 2S（ツー・スタミナ）
IDナンバー - B-167
4代目ファブニル。2020年5月30日発売。ブースター。「フリー・デラホーヤ」モデル。スタミナタイプのベイ。左回転ベイ。シャーシはディスク一体型シャーシ。スパーキングアビリティは「ミラージュクロー」。低確率でレアカラーシャーシを封入。
キングファブニル.8'.D（エイトダッシュ・ディフェンス） 1S（ワン・スタミナ）
IDナンバー - B-170
色、リング、シャーシとドライバーのパーツを変更し、ブースター化したもの。ランダムブースターVol.21に収録。ディフェンスタイプのベイ。左回転ベイ。本編未登場。
レイジロンギヌス.Ds'（デストロイダッシュ） 3A（スリー・アタック）
IDナンバー - B-168
5代目ロンギヌス。2020年6月27日発売。ブースター。「白鷺城ルイ」モデル。アタックタイプのベイ。左回転ベイ。シャーシはディスク一体型シャーシ。スパーキングアビリティは「レイジングアッパー」。低確率でレアカラーシャーシを封入。
アビスロンギヌス.13.Sp'（サーティーン・スパイラルダッシュ） 4A（フォー・アタック）
IDナンバー - B-176
色、リング、シャーシとドライバーのパーツを変更し、ブースター化したもの。ランダムブースターVol.23に収録。アタックタイプのベイ。左回転ベイ。本編未登場。
バリアントルシファー.Mb（メビウス） 2D（ツー・ディフェンス）
IDナンバー - B-169
2020年7月18日発売。スパーキングランチャー同梱スターター。「レーン・ヴァルハラ」モデル。ディフェンスタイプのベイ。スパーキングチップはチップコア一体型スパーキングチップ。シャーシはディスク一体型シャーシ。スパーキングアビリティは「バリアントウォール」。低確率でレアカラーシャーシを封入。
バリアントルシファー.O（オービット） 2D（ツー・ディフェンス）
IDナンバー - B-178
色とドライバーのパーツを変更し、ブースター化したもの。ランダムブースターVol.24に収録。ディフェンスタイプのベイ。本編未登場。
デスディアボロス.4T.Mr'（フォー・ターン・マージダッシュ） 1D（ワン・ディフェンス） / アビスディアボロス.5.F'（ファイブ・フュージョンダッシュ） 1S（ワン・スタミナ）
IDナンバー - B-170
2代目ディアボロス。2020年7月23日発売のランダムブースターVol.21のレアベイ。バランスタイプのベイ。両回転ベイ。スパーキングチップはチップコア一体型スパーキングチップ。アニメ未登場。
テンペストドラゴン.Cm（チャージメタル） 1A（ワン・アタック）
IDナンバー - B-171
2代目ドラゴン。2020年8月8日発売のスパーキングトリプルブースターセットの同梱ベイ。「虹龍ドラム」モデル。アタックタイプのベイ。シャーシはディスク一体型シャーシ。スパーキングアビリティは「テンペストブレイク」。低確率でレアカラーシャーシを封入。
ワールドドラゴン.Ω.Mm（アウター・モーメント） 4A（フォー・アタック）
IDナンバー - B-186
色、リング、シャーシとドライバーのパーツを変更し、ブースター化したもの。ランダムブースターVol.26に収録。ディフェンスタイプのベイ。本編未登場。
インフィニットドラゴン.Zn'+X（ゾーンダッシュエックス） 1A（ワン・アタック）
IDナンバー - B-196
色、リングとドライバーのパーツを変更し、ブースター化したもの。ランダムブースターVol.28に収録。バランスタイプのベイ。本編未登場。「インフィニットソード」が付属。
ワールドスプリガン.U'（ユナイトダッシュ） 2B（ツー・バランス）
IDナンバー - B-172
6代目スプリガン（アニメ版では4代目スプリガン）。2020年9月19日発売。ブースター。「紅シュウ」モデル。バランスタイプのベイ。両回転ベイ。スパーキングチップはチップコア一体型スパーキングチップ。シャーシはディスク一体型シャーシ。スパーキングアビリティは「マルチタクティクス」。低確率でレアカラーシャーシを封入。
バリアントスプリガン.Cn.HH'（コンバート・ハイホールドダッシュ） 1S（ワン・スタミナ）
IDナンバー - B-186
色、リング、シャーシとドライバーのパーツを変更し、ブースター化したもの。ランダムブースターVol.26に収録。アタックタイプのベイ。本編未登場。
インフィニットアキレス.Dm'（ディメンションダッシュ） 1B（ワン・バランス）
IDナンバー - B-173
3代目アキレス。2020年10月24日発売のランダムブースターVol.22のレアベイ。「赤刃アイガ」モデル。バランスタイプのベイ。シャーシはディスク一体型シャーシ。スパーキングアビリティは「インフィニットチェンジ」。「インフィニットソード」が付属。
インフィニットアキレス.7.Lp（セブン・ループ） 1D（ワン・ディフェンス）
IDナンバー - B-173
色、シャーシとドライバーのパーツを変更し、ブースター化したもの。ランダムブースターVol.22に収録。ディフェンスタイプのベイ。本編未登場。「インフィニットシールド」が付属。
テンペストアキレス.Xc'+Z（エクシードダッシュゼット） 1B（ワン・バランス）
IDナンバー - B-196
色、リングとドライバーのパーツを変更し、ブースター化したもの。ランダムブースターVol.28に収録。アタックタイプのベイ。本編未登場。特典パーツとして、「インフィニットシールド」のレッドVer.が付属。
ハイペリオンバーン.超.Xc'+X（チョウ・エクシードダッシュエックス）
IDナンバー - B-174
1.5代目ハイペリオン。2020年11月14日発売のリミットブレイクDXセットの同梱ベイ。「朝日ヒュウガ」モデル。アタックタイプのベイ。リミットブレイクシリーズ第1弾。リングはシャーシ一体型リング。チップは金属内蔵の新パーツ。スパーキングアビリティは「リミットブレイクバーン」。
スーパーハイペリオン.Gg.MDm（ギガ・メタルディメンション） 4A（フォー・アタック）
IDナンバー - B-196
色、リング、ディスクとドライバーのパーツを変更し、ブースター化したもの。ランダムブースターVol.28に収録。バランスタイプのベイ。チップはハイペリオンバーンと同様、金属内蔵。本編未登場。
ヘリオスボルケーノ.王.Zn'+Z（オウ・ゾーンダッシュゼット）
IDナンバー - B-174
1.5代目ヘリオス。2020年11月14日発売のリミットブレイクDXセットの同梱ベイ。「朝日ヒカル」モデル。バランスタイプのベイ。左回転ベイ。リミットブレイクシリーズ第2弾。リングはシャーシ一体型リング。チップは金属内蔵の新パーツ。スパーキングアビリティは「リミットブレイクボルケーノ」。
キングヘリオス.Kr.HCh'（カルマ・ハイチャージダッシュ） 1S（ワン・スタミナ）
IDナンバー - B-196
色、リング、ディスクとドライバーのパーツを変更し、ブースター化したもの。ランダムブースターVol.28に収録。アタックタイプのベイ。左回転ベイ。チップはヘリオスボルケーノと同様、金属内蔵。本編未登場。
ルシファージエンド.皇.Dr（コウ・ドリフト）
IDナンバー - B-175
1.5代目ルシファー。2020年11月28日発売。ブースター。「レーン・ヴァルハラ」モデル。ディフェンスタイプのベイ。リミットブレイクシリーズ第3弾。スパーキングチップはチップコア一体型スパーキングチップ。リングはシャーシ一体型リング。スパーキングアビリティは「リミットブレイクジエンド」。低確率でレアカラーディスクを封入。
ホロウデスサイザー.12A.HA'（トゥエルヴ・アックス・ハイアクセルダッシュ） 4A（フォー・アタック）
IDナンバー - B-176
4代目デスサイザー。2020年12月26日発売のランダムブースターVol.23のレアベイ。アタックタイプのベイ。アニメ未登場。
カースデスサイザー.8'.Zt'（エイトダッシュ・ゼータダッシュ） 1S（ワン・スタミナ）
IDナンバー - B-176
色、リング、シャーシ、コアディスク、フレームとドライバーのパーツを変更し、ブースター化したもの。ランダムブースターVol.23に収録。バランスタイプのベイ。本編未登場。
インフィニットデスサイザー.Un（ユニバース） 1A（ワン・アタック）
IDナンバー - B-181
色、リング、シャーシ、コアディスク、フレームとドライバーのパーツを変更し、ブースター化したもの。ランダムブースターVol.25に収録。ディフェンスタイプのベイ。「インフィニットソード」が付属。本編未登場。
ジェットワイバーン.Ar.Js（アラウンド・ジャスト） 1D（ワン・ディフェンス）
IDナンバー - B-177
4代目ワイバーン（アニメ版では3代目ワイバーン）。2021年1月23日発売。ブースター。「小紫ワキヤ」モデル。ディフェンスタイプのベイ。スパーキングアビリティは「ジェットシールド」。
ブレイブワイバーン.10.Nv（テン・ネバー） 4A（フォー・アタック）
IDナンバー - B-181
色、リング、シャーシ、ディスクとドライバーのパーツを変更し、ブースター化したもの。ランダムブースターVol.25に収録。スタミナタイプのベイ。本編未登場。
ファーストウラヌス.00.MA（ダブルオー・メタルアクセル） 1D（ワン・ディフェンス）
IDナンバー - B-178
2021年2月27日発売のランダムブースターVol.24のレアベイ。アタックタイプのベイ。リングのファーストウラヌスは当初は『月刊コロコロコミック』2020年8月号付録に同梱された限定パーツ。本編未登場。
デスソロモン.MF（メタルフュージョン） 2B（ツー・バランス）
IDナンバー - B-179
2021年3月20日発売。ブースター。バランスタイプのベイ。当初はベイポイント3000P以上の状態に認定されるとたまに入手できるレアスパーキングチップ。スパーキングアビリティは「ヘヴィカウンター」。

#### ダイナマイトバトルレイヤーシステム（B-180 - B-196、B-198、B-201 - B-202、B-204 - B-205）
2021年4月から2022年3月まで展開されたシリーズ。基本的には、レイヤーが「DBコア」「ブレード」「アーマー」の3パーツ構造。
ダイナマイトベリアル.Nx.Vn-2（ネクサス・ベンチャー・ツー）
IDナンバー - B-180（ブースター）、B-182（ダイナマイトバトルエントリーセット）
2021年4月24日発売。ブースター。「大黒天ベル」モデル。アタックタイプのベイ。レイヤーはローモード。ダイナマイトバトルアビリティは「ダイナマイトエボリューション」。別売りのベリアル用進化ギアを組み込むことで強化可能（ただし、バーストアルティメットレイヤーシリーズで追加された一部の進化ギアは使用できない）で、全て集めることでパーフェクトギアになる。ダイナマイトバトルエントリーセットでは、レイヤーとドライバーの色が変更されている。
ダイナマイトベリアル.Nx.Vn-3（ネクサス・ベンチャー・スリー）
IDナンバー - B-190
色とアーマーのパーツを変更したもの。2021年10月2日発売のダイナマイトバトルオールインワン対戦セットの同梱ベイ。アタックタイプのベイ。レイヤーはローモード。アーマーのみ本編未登場。
デビルベリアル.Gg.Mb-3（ギガ・メビウス・スリー）
IDナンバー - B-194
色、ブレード、アーマー、ディスクとドライバーのパーツを変更し、ブースター化したもの。ランダムブースターVol.27に収録。ディフェンスタイプのベイ。レイヤーはローモード。限定パーツだったデビルブレードがレギュラー化した。本編未登場。ランダムブースターVol.27に収録されているパーツを全て集めることで、パーフェクトギアのダイナマイトベリアル 聖王Ver.を完成させることができる。
ジフォイドベリアル.Kr.Ds'-10（カルマ・デストロイダッシュ・テン）
IDナンバー - B-202
色、ブレード、アーマー、ディスクとドライバーのパーツを変更し、ブースター化したもの。ランダムブースターVol.30に収録。アタックタイプのベイ。レイヤーはローモード。本編未登場。
ディヴァインベリアル.Nx.Ad-6（ネクサス・アドベンチャー・シックス）
IDナンバー - B-204
色、ブレード、アーマーとドライバーのパーツを変更し、ブースター化したもの。バーストアルティメットオールインワン対戦セットの同梱ベイ。アタックタイプのベイ。レイヤーはローモード。本編未登場。
サイクロンラグナルク.Gg.Nv-6（ギガ・ネバー・シックス）
IDナンバー - B-181
6代目ラグナルク（アニメ版では5代目ラグナルク）。2021年4月24日発売のランダムブースターVol.25のレアベイ。「ランゾー・キヤマ」モデル。スタミナタイプのベイ。レイヤーはローモード。この機体を入手しなくても、ランダムブースターvol.25に収録されている機体にあるパーツを組み替えることで、色違いを完成することができる。
サイクロンラグナルク.Nx.Rs-2（ネクサス・ライズ・ツー）
IDナンバー - B-181
色、アーマー、ディスクとドライバーのパーツを変更し、ブースター化したもの。ランダムブースターVol.25に収録。スタミナタイプのベイ。レイヤーはローモード。本編未登場。
ダイナマイトラグナルク.Nx.Js-6（ネクサス・ジャスト・シックス）
IDナンバー - B-186
色、ブレード、ディスクとドライバーのパーツを変更し、ブースター化したもの。ランダムブースターVol.26に収録。ディフェンスタイプのベイ。レイヤーはローモード。本編未登場。
チェインラグナルク.Tp.A'-10（テーパード・アクセルダッシュ・テン）
IDナンバー - B-198
色、ブレード、アーマー、ディスクとドライバーのパーツを変更し、ブースター化したもの。ランダムブースターVol.29に収録。アタックタイプのベイ。レイヤーはローモード。本編未登場。
バニッシュファブニル.Tp.Kc-3（テーパード・キック・スリー）
IDナンバー - B-185
5代目ファブニル。2021年5月29日発売。ブースター。「フリー・デラホーヤ」モデル。スタミナタイプのベイ。左回転ベイ。レイヤーはローモード。ダイナマイトバトルアビリティは「バニッシュストーム」。ベリアル用進化ギア「Fギア」が付属。
ロアファブニル.00.R+2（ダブルオー・リボルブ・ツー）
IDナンバー - B-186
色、ブレード、アーマー、ディスクとドライバーのパーツを変更し、ブースター化したもの。ランダムブースターVol.26に収録。スタミナタイプのベイ。左回転ベイ。レイヤーはハイモード。本編未登場。
アストラルファブニル.Kr.Vn-0（カルマ・ベンチャー・ゼロ）
IDナンバー - B-194
色、ブレード、アーマー、ディスクとドライバーのパーツを変更し、ブースター化したもの。ランダムブースターVol.27に収録。アタックタイプのベイ。左回転ベイ。レイヤーはローモード。本編未登場。
ロアバハムート.Gg.Mm-10（ギガ・モーメント・テン）
IDナンバー - B-186
3代目バハムート。2021年6月26日発売のランダムブースターVol.26のレアベイ。「翠龍バサラ」モデル。ディフェンスタイプのベイ。左回転ベイ。レイヤーはローモード。
ロアバハムート.Kr.MDr-6（カルマ・メタルドリフト・シックス）
IDナンバー - B-190
色、アーマー、ディスクとドライバーのパーツを変更したもの。2021年10月2日発売のダイナマイトバトルオールインワン対戦セットの同梱ベイ。ディフェンスタイプのベイ。左回転ベイ。レイヤーはローモード。色が変更されているDBコアとブレード以外本編未登場。
セイバーヴァルキリー.Sh-7（ショット・セブン）
IDナンバー - B-187
7代目ヴァルキリー（アニメ版では6代目ヴァルキリー）。2021年7月17日発売。パワーカスタムベイランチャーLR同梱スターター。「蒼井バルト」モデル。アタックタイプのベイ。レイヤーはローモード。ドライバーはディスク一体型ドライバー。ダイナマイトバトルアビリティは「セイバースラッシュ」。ベリアル用進化ギア「Vギア」が付属。低確率で色違いのレッドVer.（ラシャド・グッドマンカラー）を封入。
ダイナマイトヴァルキリー.Ov.Js-6（オーバー・ジャスト・シックス）
IDナンバー - B-194
色、ブレード、アーマーとドライバーのパーツを変更し、ブースター化したもの。ランダムブースターVol.27に収録。ディフェンスタイプのベイ。レイヤーはローモード。本編未登場。
プロミネンスヴァルキリー.Ov.At'-0（オーバー・アトミックダッシュ・ゼロ）
IDナンバー - B-195
色、ブレード、アーマーとドライバーのパーツを変更し、ブースター化したもの。2022年2月5日発売。ブースター。ディフェンスタイプのベイ。レイヤーはローモード。本編未登場。
アストラルスプリガン.Ov.Qt-0（オーバー・クワトロ・ゼロ）
IDナンバー - B-188
7代目スプリガン（アニメ版では5代目スプリガン）。2021年8月7日発売のアストラルスプリガン改造セットの同梱ベイ。「紅シュウ」モデル。バランスタイプのベイ。両回転ベイ。レイヤーはローモード。ダイナマイトバトルアビリティは「超・デュアルスピニング」。ベリアル用進化ギア「Sギア」が付属。
ギルティスプリガン.Ω.Nv+2（アウター・ネバー・ツー）
IDナンバー - B-194
色、ブレード、アーマー、ディスクとドライバーのパーツを変更し、ブースター化したもの。ランダムブースターVol.27に収録。スタミナタイプのベイ。左回転ベイ。レイヤーはハイモード。本編未登場。
ロアスプリガン.Fr.Kc-2（フォートレス・キック・ツー）
IDナンバー - B-198
色、ブレード、アーマー、ディスクとドライバーのパーツを変更し、ブースター化したもの。ランダムブースターVol.29に収録。スタミナタイプのベイ。左回転ベイ。レイヤーはローモード。本編未登場。
ギルティロンギヌス.Kr.MDs-2（カルマ・メタルデストロイ・ツー）
IDナンバー - B-189
6代目ロンギヌス。2021年9月11日発売。ブースター。「白鷺城ルイ」モデル。アタックタイプのベイ。左回転ベイ。レイヤーはローモード。ダイナマイトバトルアビリティは「ギルティスマッシュ / ギルティアッパー」。ハイモード専用のベリアル用進化ギア「Lギア」が付属。
バニッシュロンギヌス.Nx.Mm-7（ネクサス・モーメント・セブン）
IDナンバー - B-194
色、ブレード、アーマー、ディスクとドライバーのパーツを変更し、ブースター化したもの。ランダムブースターVol.27に収録。ディフェンスタイプのベイ。左回転ベイ。レイヤーはローモード。本編未登場。
デンジャラスベリアル.Al-2（オールマイト・ツー）
IDナンバー - B-191
1.5代目ベリアル。2021年10月9日発売のオーバードライブスペシャルスターターセットの同梱ベイ。「大黒天ベル」モデル。アタックタイプのベイ。レイヤーはローモード。オーバードライブシリーズ第1弾で、DBコアは新パーツとなっていて、バーストしにくくなるバーストロックが内蔵されている。ドライバーはディスク一体型ドライバー（ディスク部分は取り外し可能で、裏返すことでディスクの高さを変えることが可能）。ダイナマイトベリアルと同様、全ての進化ギア（バーストアルティメットレイヤーシリーズに追加された一部の進化ギアを除く）に対応しており、全て組み込むことでパーフェクトギアを完成することができる。
プロミネンスフェニックス.Tp.MUn-10（テーパード・メタルユニバース・テン）
IDナンバー - B-191
2代目フェニックス。2021年10月9日発売のオーバードライブスペシャルスターターセットの同梱ベイ。「フェノメノ・ペイン」モデル。ディフェンスタイプのベイ。レイヤーはローモード。
セイバーペルセウス.Gg.Br'-3（ギガ・ベアリングダッシュ・スリー）
IDナンバー - B-191
2021年10月9日発売のオーバードライブスペシャルスターターセットの同梱ベイ。スタミナタイプのベイ。レイヤーはローモード。当初はダイナマイトバトルレイヤーシステム商品のバーコード1枚1口で応募して当たる「レアレイヤーゲットキャンペーン」で入手できるレアコア。ベアリングダッシュドライバーは、他のダッシュドライバーと違い、内蔵されているバネは通常のドライバーと同じ銀色になっていて、金色ではない。本編未登場。
グレイテストラファエル.Ov.HXt+'（オーバー・ハイエクステンドプラスダッシュ）
IDナンバー - B-192
2021年11月13日発売。ブースター。「ラシャド・グッドマン」モデル。バランスタイプのベイ。オーバードライブシリーズ第2弾。レイヤーはDBコア、ブレード、アーマー一体型で、ローモードは非対応となっている。ダイナマイトバトルアビリティは「グレイテストロード」。
アルティメットヴァルキリー.Lg.V'-9（レガシー・ヴァリアブルダッシュ・ナイン）
IDナンバー - B-193（ブースター）、B-196（ランダムブースターVol.28）
7.5代目であり、最後のヴァルキリー（アニメ版では6.5代目ヴァルキリー）。2021年12月11日に発売された通常カラーはブースター、2022年3月19日に発売された魔王Ver.はランダムブースターVol.28。「蒼井バルト」モデル。アタックタイプのベイ。レイヤーはローモード。ダイナマイトバトルアビリティは「アルティメットスラッシュV」。この機体には歴代ヴァルキリーのデザイン、パーツが込められている。ランダムブースターVol.28には、低確率で色違いのゴールドVer.を封入。
サイクロンヴァルキリー.Gg.HEt-3（ギガ・ハイエターナル・スリー）
IDナンバー - B-198
色、ブレード、アーマー、ディスクとドライバーのパーツを変更し、ブースター化したもの。ランダムブースターVol.29に収録。スタミナタイプのベイ。レイヤーはローモード。本編未登場。
アルティメットヴァルキリー.W'.A'-9（ウイングダッシュ・アクセルダッシュ・ナイン）
IDナンバー - B-205
色、ディスクとドライバーのパーツを変更し、ブースター化したもの。バーストアルティメットVSセットの同梱ベイ。アタックタイプのベイ。レイヤーはローモード。本編未登場。
アストラルハローキティ.Ov.R'-0（オーバー・リボルブダッシュ・ゼロ）
IDナンバー - B-00
「ベイブレード×ハローキティ」コラボの限定ベイ。2022年9月17日発売。ブースター。スタミナタイプのベイ。両回転ベイ。レイヤーはローモード。本編未登場。

#### バーストアルティメットレイヤーシリーズ（B-197 - B-206）
2022年4月から2022年12月まで展開されたシリーズ。基本的には、レイヤーが「DBコア」「BUブレード」「アーマー」の3パーツ構造で、ダイナマイトバトルレイヤーシステムとの互換性があり、ローモードとハイモードに対応している。このシステムのものは日本での原作、アニメ展開が完結した後に発売されたため、日本向け作品に限ると全て本編未登場となる。
ディヴァインベリアル.Nx.Ad-3（ネクサス・アドベンチャー・スリー）
IDナンバー - B-197
2代目ベリアル。ブースター。アタックタイプのベイ。レイヤーはローモード。バーストアルティメットアビリティは「ディヴァインエボリューション」。DBコアはデンジャラスベリアルと同じものを使用しており、オーバードライブシステムに対応。ダイナマイトベリアルとデンジャラスベリアルと同様、ダイナマイトレイヤーシリーズで収録された進化ギアに全て対応しており、全て組み込むことでパーフェクトギアを完成することができる。また、ディヴァインベリアル用に新たに登場する4つの進化ギアにも対応（一部はBUブレードのディヴァイン専用となっている）され、全て組み込んでかつ、アルティメットフュージョンDXセットにあるDBコアの「ベリアル3」も組み込むことで、アルティメットギアを完成することができる。
ディヴァインベリアル.Nx.BDr（ネクサス・ベアリングドリフト）
IDナンバー - B-203
色、アーマーとドライバーのパーツを変更し、ブースター化したもの。アルティメットフュージョンDXセットの同梱ベイ。ディフェンスタイプのベイ。レイヤーはローモード。DBコアは新型の「ベリアル3」、ベリアル用進化ギア「Hギア」（BUブレードのディヴァイン専用）がそれぞれ付属（進化ギアはアーマー一体型進化ギアで、Lギアと異なり、ローモード対応であるが、DBディスク専用となる）。
チェインケルベウス.Fr.Yr'-6（フォートレス・ヤードダッシュ・シックス）
IDナンバー - B-198
5代目ケルベウス。ランダムブースターVol.29のレアベイ。ディフェンスタイプのベイ。レイヤーはローモード。
ダイナマイトケルベウス.Lg.Mm-9（レガシー・モーメント・ナイン）
IDナンバー - B-198
色、BUブレード、アーマー、ディスクとドライバーのパーツを変更し、ブースター化したもの。ランダムブースターVol.29に収録。ディフェンスタイプのベイ。レイヤーはローモード。
ウインドケルベウス.Xn.Bn-4（ザンザス・バウンス・フォー）
IDナンバー - B-202
色、BUブレード、アーマー、ディスクとドライバーのパーツを変更し、ブースター化したもの。ランダムブースターVol.30に収録。スタミナタイプのベイ。レイヤーはローモード。
チェインケルベウス.Kr.Mm'-3（カルマ・モーメントダッシュ・スリー）
IDナンバー - B-204
色、アーマー、ディスクとドライバーのパーツを変更し、ブースター化したもの。バーストアルティメットオールインワン対戦セットの同梱ベイ。ディフェンスタイプのベイ。レイヤーはローモード。
ガトリングドラゴン.Kr.Cm'-10（カルマ・チャージメタルダッシュ・テン）
IDナンバー - B-199
3代目ドラゴン。ブースター。アタックタイプのベイ。レイヤーはローモード。バーストアルティメットアビリティは「ガトリングラッシュ」。ベリアル用進化ギア「Dギア」が付属。
ジフォイドエクスカリバー.Xn.Sw'-1（ザンザス・ソードダッシュ・ワン）
IDナンバー - B-200
5代目エクスカリバー。パワーカスタムソードランチャーLR同梱スターター。アタックタイプのベイ。レイヤーはローモード。バーストアルティメットアビリティは「アルティメットインパクト」。
デビルエクスカリバー.Mn.HWv'-2（ムーン・ハイウェーブダッシュ・ツー）
IDナンバー - B-202
色、BUブレード、アーマー、ディスクとドライバーのパーツを変更し、ブースター化したもの。ランダムブースターVol.30に収録。バランスタイプのベイ。レイヤーはローモード。ランダムブースターVer.30に収録されているウインドナイト以外の4機種にあるパーツを全て集めることで、ジフォイドエクスカリバー 魔剣Ver.を完成させることができる。
ゼストアキレス.Il.Qt'-4（イリーガル・クワトロダッシュ・フォー）
IDナンバー - B-201
4代目アキレス。ゼストアキレス改造セットの同梱ベイ。バランスタイプのベイ。両回転ベイ。レイヤーはローモード。ベリアル用進化ギア「Aギア」が付属（BUブレードのディヴァイン専用）。
ウインドナイト.Mn.Bn-6（ムーン・バウンス・シックス）
IDナンバー - B-202
2代目ナイト。ランダムブースターVol.30のレアベイ。スタミナタイプのベイ。レイヤーはローモード。
プロミネンスナイト.Lg.Sw'-1（レガシー・ソードダッシュ・ワン）
IDナンバー - B-202
色、BUブレード、アーマー、ディスクとドライバーのパーツを変更し、ブースター化したもの。ランダムブースターVol.30に収録。アタックタイプのベイ。レイヤーはローモード。
超ハイペリオンMR.Tp.Xp-2（メタルラバー・テーパード・エクスプロージョン・ツー）
IDナンバー - B-203
2代目ハイペリオン。アルティメットフュージョンDXセットの同梱ベイ。アタックタイプのベイ。レイヤーはローモード。アルティメットフュージョンシリーズ第1弾。
王ヘリオスMR.Gg.Zl-10（メタルラバー・ギガ・ジール・テン）
IDナンバー - B-203
2代目ヘリオス。アルティメットフュージョンDXセットの同梱ベイ。バランスタイプのベイ。左回転ベイ。レイヤーはローモード。アルティメットフュージョンシリーズ第2弾。
バーストスプリガン.S'.F'-8（スプレッドダッシュ・フュージョンダッシュ・エイト）
IDナンバー - B-205
8代目であり、最後のスプリガン。バーストアルティメットVSセットの同梱ベイ。バランスタイプのベイ。両回転ベイ。レイヤーはローモード。この機体には歴代スプリガンのデザインと、パーツが込められている。バーストスプリガンとアルティメットヴァルキリーのDBコアを並べると、それぞれ「20」と「15」の数字が刻まれていて、両方合わせると「2015年」の意味を表している。ベリアル用進化ギア「VSギア」が付属されるが、デンジャラスベリアルにあるドライバーのオールマイトには非対応となっている。
バリケードルシファー.Il.BMb-10（イリーガル・ベアリングメビウス・テン）
IDナンバー - B-206
2代目ルシファー。ブースター。ディフェンスタイプのベイ。レイヤーはローモード。一般販売で最後に発売された新規ベイで、BUブレードのバリケードの裏面には、「THANK YOU」という感謝のメッセージが刻まれている。

## 関連商品

### カプセルトイ
BG-01 ランダムレイヤーコレクションVol.1（タカラトミーアーツ 2015年12月発売）
01：ヴァルキリー（アタックタイプ）（イニシャル：V）（ベイターミナルでの改造：ヴァルキリー・ウイング・アクセル）
02：スプリガン（バランスタイプ）（イニシャル：S）（ベイターミナルでの改造：スプリガン・スプレッド・フュージョン）
03：ラグナルク（スタミナタイプ）（イニシャル：R）（ベイターミナルでの改造：ラグナルク・ヘビー・サバイブ）
04：ケルベウス（ディフェンスタイプ）（イニシャル：K）（ベイターミナルでの改造：ケルベウス・セントラル・ディフェンス）
05（レア）：カオス（スタミナタイプ）（イニシャル：C）（ベイターミナルでの改造：カオス・ヘビー・サバイブ）※後にB-57
BG-02 ランダムレイヤーコレクションVol.2（タカラトミーアーツ 2016年3月発売）
01：トライデント（スタミナタイプ）（イニシャル：T）（ベイターミナルでの改造：トライデント・ヘビー・クロー）
02：ホルスード（スタミナタイプ）（イニシャル：H）（ベイターミナルでの改造：ホルスード・スプレッド・エッジ）
03：ミノボロス（アタックタイプ）（イニシャル：M）（ベイターミナルでの改造：ミノボロス・オーバル・クエイク）
04：ユニコーン（ディフェンスタイプ）（イニシャル：U）（ベイターミナルでの改造：ユニコーン・リング・ディフェンス）
05（レア）：オベリスクオーディン（アタックタイプ / デュアルレイヤー）（イニシャル：O）（ベイターミナルでの改造：オベリスクオーディン.C.B）※後にB-46
BG-03 ランダムレイヤーコレクションVol.3（タカラトミーアーツ 2016年7月発売）
01：イビルアイ（ディフェンスタイプ）（イニシャル：E）（ベイターミナルでの改造：イビルアイ・ウイング・ニードル）
02：ユグドラシル（スタミナタイプ）（イニシャル：Y）（ベイターミナルでの改造：ユグドラシル・リング・ジャイロ）
03：ビクトリーヴァルキリー（アタックタイプ / デュアルレイヤー）（イニシャル：V）（ベイターミナルでの改造：ビクトリーヴァルキリー.B.V）
04：カイザーケルベウス（ディフェンスタイプ / デュアルレイヤー）（イニシャル：K）（ベイターミナルでの改造：カイザーケルベウス.L.P）
05（レア）：ジェイルヨルムンガンド（スタミナタイプ / デュアルレイヤー）（イニシャル：J）（ベイターミナルでの改造：ジェイルヨルムンガンド.R.R）※後にB-69
BG-04 ランダムレイヤーコレクションVol.4（タカラトミーアーツ 2016年10月発売）
01：エクスカリバー（アタックタイプ）（イニシャル：X）（ベイターミナルでの改造：エクスカリバー・フォース・エクストリーム）
02：ワイルドワイバーン（ディフェンスタイプ / デュアルレイヤー）（イニシャル：W）（ベイターミナルでの改造：ワイルドワイバーン.V.O）
03：ストームスプリガン（バランスタイプ / デュアルレイヤー）（イニシャル：S）（ベイターミナルでの改造：ストームスプリガン.K.U）
04：ライジングラグナルク（スタミナタイプ / デュアルレイヤー）（イニシャル：R）（ベイターミナルでの改造：ライジングラグナルク.G.R）
05（レア）：イクシードイビルアイ（ディフェンスタイプ / デュアルレイヤー）（イニシャル：E）（ベイターミナルでの改造：イクシードイビルアイ.W.N）※後にB-80
BG-05 ランダムレイヤーコレクションVol.5（タカラトミーアーツ 2017年2月発売）
01：ダークデスサイザー（アタックタイプ / デュアルレイヤー）（イニシャル：D）（ベイターミナルでの改造：ダークデスサイザー.F.J）
02：イェーガーユグドラシル（スタミナタイプ / デュアルレイヤー）（イニシャル：Y）（ベイターミナルでの改造：イェーガーユグドラシル.G.Y）
03：アンロックユニコーン（ディフェンスタイプ / デュアルレイヤー）（イニシャル：U）（ベイターミナルでの改造：アンロックユニコーン.D.N）
04：ノヴァネプチューン（バランスタイプ / デュアルレイヤー）（イニシャル：N）（ベイターミナルでの改造：ノヴァネプチューン.V.T）
05（レア）：マッドミノボロス（アタックタイプ / デュアルレイヤー）（イニシャル：M）（ベイターミナルでの改造：マッドミノボロス.O.Q）※後にB-90
BG-06 ランダムレイヤーコレクションVol.6（タカラトミーアーツ 2017年5月発売）
01：サイキックファントム（スタミナタイプ / デュアルレイヤー）（イニシャル：P）（ベイターミナルでの改造：サイキックファントム.P.W）
02：ネプチューン（バランスタイプ）（イニシャル：N）（ベイターミナルでの改造：ネプチューン・アームド・ゼファー）
03：ビーストベヒーモス（アタックタイプ / デュアルレイヤー）（イニシャル：B）（ベイターミナルでの改造：ビーストベヒーモス.H.H）
04：クアッドケツアルカトル（ディフェンスタイプ / デュアルレイヤー）（イニシャル：Q）（ベイターミナルでの改造：クアッドケツアルカトル.J.P）
05（レア）：ガーディアンケルベウス（ディフェンスタイプ / ゴッドレイヤー）（イニシャル：K）（ベイターミナルでの改造：ガーディアンケルベウス.L.P）※後にB-90
BG-07 ランダムレイヤーコレクションVol.7（タカラトミーアーツ 2017年9月発売）
01：ドライガースラッシュ（バランスタイプ / レジェンドレイヤー）（イニシャル：DI）（ベイターミナルでの改造：ドライガースラッシュ.H.F）
02：ファングフェンリル（アタックタイプ / デュアルレイヤー）（イニシャル：F）（ベイターミナルでの改造：ファングフェンリル.B.J）
03：ギガントガイア（バランスタイプ / デュアルレイヤー）（イニシャル：G）（ベイターミナルでの改造：ギガントガイア.Q.F）
04：クライスサタン（ディフェンスタイプ / ゴッドレイヤー）（イニシャル：逆S）（ベイターミナルでの改造：クライスサタン.2G.Lp）
05（レア）：ツインネメシス（アタックタイプ / ゴッドレイヤー）（イニシャル：逆N）（ベイターミナルでの改造：ツインネメシス.O.J）※後にB-102
BG-08 ランダムレイヤーコレクションVol.8（タカラトミーアーツ 2017年12月発売）
01：インフェルノイフリート（バランスタイプ / デュアルレイヤー）（イニシャル：I）（ベイターミナルでの改造：インフェルノイフリート.M.L）
02：アシッドアヌビス（ディフェンスタイプ / デュアルレイヤー）（イニシャル：A）（ベイターミナルでの改造：アシッドアヌビス.Y.O）
03：キラーデスサイザー（アタックタイプ / ゴッドレイヤー）（イニシャル：D）（ベイターミナルでの改造：キラーデスサイザー.2V.Hn）
04：マキシマムガルーダ（スタミナタイプ / ゴッドレイヤー）（イニシャル：逆G）（ベイターミナルでの改造：マキシマムガルーダ.8F.Fl）
05（レア）：スクリュートライデント（スタミナタイプ / ゴッドレイヤー）（イニシャル：T）（ベイターミナルでの改造：スクリュートライデント.H.C）※後にB-103
BG-09 ランダムレイヤーコレクションVol.9（タカラトミーアーツ 2018年6月発売）
01：ジークエクスカリバー（アタックタイプ / ゴッドレイヤー）（イニシャル：X）（ベイターミナルでの改造：ジークエクスカリバー.1.Ir）
02：ディープカオス（スタミナタイプ / ゴッドレイヤー）（イニシャル：C）（ベイターミナルでの改造：ディープカオス.4F.Br）
03：ギャラクシーゼウス（スタミナタイプ / ゴッドレイヤー）（イニシャル：Z）（ベイターミナルでの改造：ギャラクシーゼウス.4M.Pl）
04：シェルターレグルス（バランスタイプ / ゴッドレイヤー）（イニシャル：逆R）（ベイターミナルでの改造：シェルターレグルス.5S.Tw）
05（レア）：ハザードケルベウス（ディフェンスタイプ / 超Zレイヤー）（イニシャル：K）（ベイターミナルでの改造：ハザードケルベウス.L.P）※後にB-121
BG-10 ランダムレイヤーコレクションVol.10（タカラトミーアーツ 2018年9月発売）
01：エンペラーフォルネウス（ディフェンスタイプ / 超Zレイヤー）（イニシャル：上下反転のF）（ベイターミナルでの改造：エンペラーフォルネウス.0.Yr）
02：アルタークロノス（バランスタイプ / ゴッドレイヤー）（イニシャル：逆C）（ベイターミナルでの改造：アルタークロノス.6M.T）
03：アークバハムート（ディフェンスタイプ / ゴッドレイヤー）（イニシャル：逆B）（左回転）（ベイターミナルでの改造：アークバハムート.2B.At）
04：ドラグーンファントム（アタックタイプ / レジェンドレイヤー）（イニシャル：DG）（左回転）（ベイターミナルでの改造：ドラグーンファントム.G.V）
05（レア）：オーブイージス（ディフェンスタイプ / 超Zレイヤー）（イニシャル：逆E）（ベイターミナルでの改造：オーブイージス.C.P）※後にB-128
BG-11 ランダムレイヤーコレクションVol.11（タカラトミーアーツ 2018年12月発売）
01：シャドウオリハルコン（スタミナタイプ / ゴッドレイヤー）（イニシャル：Ω）（ベイターミナルでの改造：シャドウオリハルコン.α.β）
02：デュオアポロス（ディフェンスタイプ / ゴッドレイヤー）（イニシャル：逆α）
03：デュオアルテミス（アタックタイプ / ゴッドレイヤー）（イニシャル：逆α）
04：バスターエクスカリバー（アタックタイプ / 超Zレイヤー）（イニシャル：X）（ベイターミナルでの改造：バスターエクスカリバー.1'.Sw）
05：アーチャーヘラクレス（スタミナタイプ / 超Zレイヤー）（イニシャル：H）（ベイターミナルでの改造：アーチャーヘラクレス.13.Et）

### 専用スタジアム
B-00 イベント限定 ベイスタジアム スタンダードタイプ
最初期に発売された最もスタンダードなベイスタジアム。
B-09 ベイスタジアム スタンダードタイプ
上記のスタジアムの一般販売仕様のもの。価格はイベント用と同一。後にボトムパーツを黒の成型色に変更した「B-33 ベイブレード ベイスタジアム スタンダードタイプ ブラック」となった。
B-19 バーストベイスタジアム
アニメに登場した「灼炎寺スペシャル」を再現できるスパイクガードパーツが付属。よりバーストフィニッシュに特化したタイプのスタジアム。オーバーフィニッシュ用の開口部が「ベイスタジアム スタンダードタイプ」には3つあったのに対し本製品には2つしかない。スパイクガードは組み付ける位置によってはオーバーフィニッシュ不可になる。
B-50 ベイスタジアム ワイドタイプ
従来のスタジアムよりもサイズと開口部の大きな3人プレイ可能な大型のスタジアム。構造は従来のスタジアムより簡素でオーバーフィニッシュ用の開口部がスタンダードタイプには3つあったのに対し本製品には「B-19 バーストベイスタジアム」同様に2つしかない。
B-62 デュアルサイクロンベイスタジアム
中央に正反対の方向に回転する円盤（サイクロンゾーン）を2つ備えたバーストシリーズ初の電動スタジアム。スタジアム単品では販売されておらずファングフェンリル.B.Jとプロトランチャーが同梱されている。
「B-19 バーストベイスタジアム」付属のスパイクガードパーツを装着することで「デスマッチモード」という決着戦競技仕様にすることができる。オーバーフィニッシュ用の開口部は全スタジアム中最多の4つ。ガードパーツはB-19付属のものと同じような仕様なのでスパイクパーツの位置の付け替えが可能。ただし、取り付け用のスクエアホールは開口部にのみ装備されている。
元々はwbba.公式G1大会決勝戦用の特別なスタジアムだったもの。
B-96 無限ベイスタジアム
中央のパーツを取り換えることで回転する円盤（トルネードポイント）を1つ備えた無限トルネードスタジアムになるバーストシリーズ初の電動ベイと対戦可能な電動スタジアム。スタジアム単品では販売されておらず撃ゴッドヴァルキリー.無限が同梱されている。
B-126 超Z無双ベイスタジアム
中央のパーツを取り換えることで高速で回転する円盤を2つ備えたダブルハリケーンスタジアムになる電動ベイ2体と対戦可能な電動スタジアム。スタジアム単品では販売されておらずレフトアポロス.無限Lとライトアルテミス.無限が同梱されている。
B-174 ダッシュベイスタジアム
ベイスタジアム スタンダードタイプよりもバトルエリアが120%広く、ベイが加速可能な「ダッシュエリア」が組み込まれた新型スタジアム。このエリアに入ったベイはエリア内で力を溜めて強力なアタックを仕掛けることができるよう設計されている。また、オーバーフィニッシュ用の開口部は「ベイスタジアム スタンダードタイプ」と同様に3つあるが、その内の2か所だけオーバーフィニッシュし難くなっている。スタジアム単品では販売されておらずハイペリオンバーン.超.Xc'+Xとヘリオスボルケーノ.王.Zn'+Z、ロングスパーキングベイランチャーとロングスパーキングベイランチャーが同梱された「B-174 リミットブレイクDXセット」として販売している。
B-183 ベイスタジアム ダイナマイトバトルスタンダードタイプ
従来のベイスタジアム スタンダードタイプよりもバトルエリアが125%に拡大し、バトルエリアの段差が2つになり中央の角度が深くなった新型スタジアム。オーバーフィニッシュ用の開口部は「B-19 バーストベイスタジアム」や「B-50 ベイスタジアム ワイドタイプ」と同様に2つしかない。
- この他にあらかじめベイが同梱済みの「B-08 ベイブレード スタートダッシュセット」などの一般販売用のセット商品や、イベント会場限定の赤いボトム部分でクリアガードに銘の入った「特命ベイスタジアム」といったものなどもある。

### 書籍
- 『ベイブレードバースト ビクトリースタートガイド』（小学館 2016年6月25日発売）
  - 『別冊コロコロコミック』2016年7月号増刊。全ベイ27機種の完全分析カタログ&カスタマイズ攻略や特別漫画を収録。付録は「デュアルシステム ビクトリーボックス」と「ビクトリーカスタムステッカー」。
- 『ベイブレードバースト 最強ロンギヌス我龍ガイド』（小学館 2016年12月28日発売）
  - 『別冊コロコロコミック』2017年1月号増刊。ロストロンギヌス紅龍Ver.が当たる銀はがし付き。付録は「エクスカリバー獄炎Ver.復刻版」と「最新10大ベイメタリックステッカー」。
- 『ベイブレードバースト ゴッドヴァルキリー完成ガイド』（小学館 2017年3月18日発売）
  - 『別冊コロコロコミック』2017年3月号増刊。ゴッドヴァルキリー氷騎士Ver.が当たる銀はがし付き。付録は限定パーツ「S（スター）フレーム」と「最新4大ベイ&ゴッドヴァルキリー完成メタリックステッカー」。
- 『ベイブレードバースト 全ベイ神鑑ガイド』（小学館 2017年12月28日発売）
  - バーストシリーズの全ベイを掲載。スプリガンレクイエム銀斧Ver.が当たる銀はがし付き。付録は「限定撃ゴッドチップ ゴールドVer.」。
- 『ベイブレードバースト 超Z不死身ガイド』（小学館 2018年7月6日発売）
  - リヴァイブフェニックス青翼Ver.が当たる銀はがし付き。付録は「限定レベルチップ クリアイエローVer.」。
- 『ベイブレードバースト 超Z覚醒ガイド』（小学館 2018年12月27日発売）
  - 超Zアキレス聖剣Ver.が当たる銀はがし付き。付録は「メテオフレーム 覚醒ゴールドVer.」。
- 『ベイブレードバースト ガチン攻略ガイド』（小学館 2019年6月28日発売）
  - ベノムディアボロス銀龍Ver.が当たる銀はがし付き。付録は「ドラゴンガチンコチップ ゴールドターボVer.」。

### ゲームソフト
- 『ベイブレードバースト』（フリュー、2016年11月10日発売、3DS）[113]
- 『ベイブレードバースト ベイロガープラス&パズル』（フリュー、2017年3月15日配信、3DS〈DL専用〉） - 無料配信（ソフト内購入有）[114]
- 『ベイブレードバースト ゴッド』（フリュー、2017年11月23日発売、3DS）[115]
- 『ベイブレードバースト バトルゼロ』（フリュー、2018年10月25日発売、Switch）[116]
- 『ベイブレードバースト ベイキャンプ』（ADKエモーションズ、2020年11月13日配信、iOS / Android）
- 『ベイブレードバースト ライバルズ』（Epic Story Interactive、2021年10月15日配信、iOS / Android）

### コラボレーション
デュエル・マスターズ
2016年7月24日 - 8月28日に開催された『ベイブレードバースト』と『デュエル・マスターズ』の合同イベント「日本ホビー大戦」でコラボカード「ヴァルキリー・ドギラゴン」が配布された。また、『月刊コロコロコミック』2017年5月号付録のコロコロスペシャル40枚デッキに蒼井バルトが描かれたカード「凶戦士ブレイズ・クロー」が収録された。
パズドラクロス 神の章 / 龍の章
2016年11月23日から、インターネット配信か『月刊コロコロコミック』2016年9月号付録のアイテムコード入力により、ゲーム内に蒼井バルトとヴァルキリーが登場するコラボ配信が行われた。「蒼井バルト&ヴァルキリー」は全ドロップを水ドロップに変化させるスキル「フラッシュラッシュシュート」を持ち、進化すると「蒼井バルト&ビクトリーヴァルキリー」になる。